# Мистецтво Італії

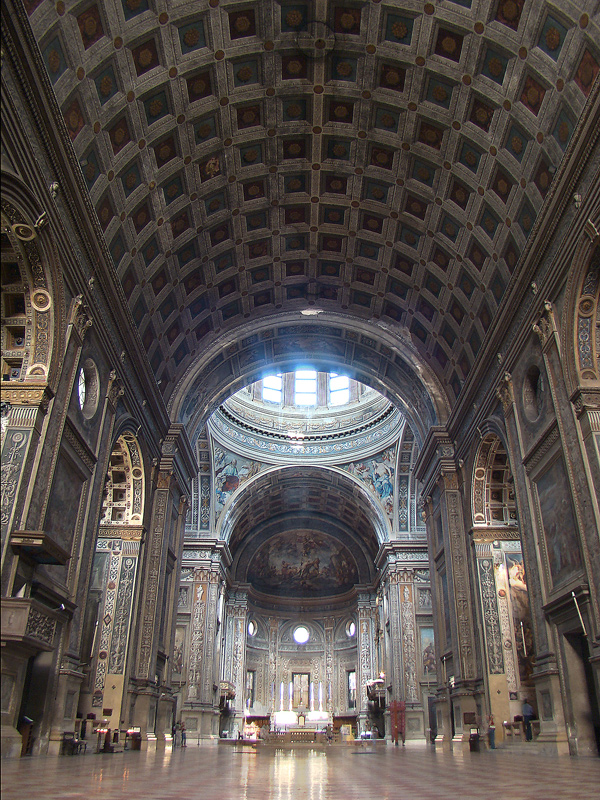
Арх. Альберті. базиліка Сант Андреа, Мантуя, інтер'єр.

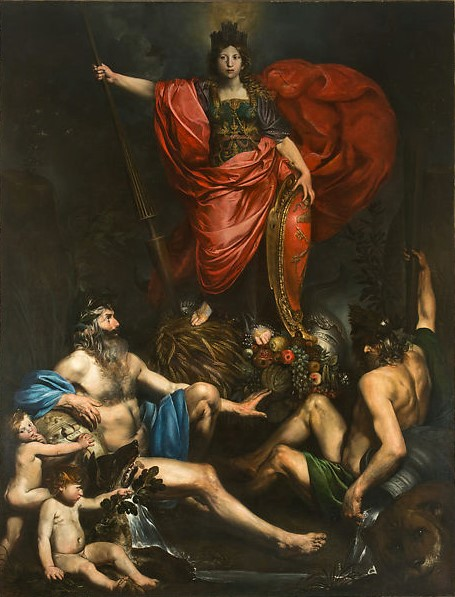
Валантен де Булонь. «Алегорія Італії», 1628 р.

Мисте́цтво Іта́лії — візуальні та витончені мистецтва, уславлена і важлива галузь історії і культури народів Апеннінського півострова.

## Доісторичний період
Мешканці Апеннін доісторичного періоду не мали культурної та етнічної спільності. На північ від річки По мешкали племена германців і галлів. У Сицилії і на Півдні — були численні колонії греків (так звана Велика Греція). Єдиним автохтонним народом Апеннін були етруски. Культура Стародавнього Риму асимілювала і привласнила здобутки культур варварів, етрусків і грецьких колоній, виробивши з них власний варіант.

## Велика Греція
Колонізація Південних земель Апеннінського півострова розпочалася в 8 ст. до н. е. Культура, привнесена грецькими колоністами, була частиною давньогрецької культури, про що свідчать археологічні знахідки. Навіть різне походження грецьких колоністів з різних полісів не приховало їх культурну єдність. А монументальні споруди в італійських Агрідженто, Пестумі, Селінунті — важливіші пам'ятки, випадково збережені від тогочасного грецького світу. Сформувались і розвинулись тут і власні керамічні центри, свої центри вазопису, важливіших давньогрецьких ремесел. Вважається, що чорнофігурний вазопис виник в Коринфі близько 700 року до н. е. Найбільшу кількість керамічних виробів з Коринфу знайшли під час розкопок грецьких колоній у Південній Італі, в регіонах Етрурії, на острові Сицилія. У 274 до н. е. Пестум був колонізований латинянами і з цього часу втратив своє значення. Славу Пестуму повернули археологи. 1968 року в Пестумі була виявлена гробниця («Гробниця водолаза») зі збереженими фресками (близько 470 до н. е.). Це єдиний повністю збережений ансамбль давньогрецького фрескового живопису класичного періоду.
Нижня (Південна) Італія (разом із Сицилією) у вазописі — єдиний регіон, який як за своїм художнім значенням, так і за рівнем наукової дослідженості може зрівнятися з Аттикою. На відміну від аттичних, італійські вазописці працювали переважно на місцеві ринки. За межами нижньої Італії їх роботи зустрічаються рідко. Перші гончарні майстерні в нижній Італії в середині V ст. до н. е. відкривали аттичні гончарі. Місцеві ремісники швидко вивчили техніку гончарних і вазописних робіт і незабаром подолали тематичну і формальну залежність від аттичного вазопису. До кінця сторіччя в Апулії з'явилися так звані «розкішний» і «суворий» стилі. Розкішний стиль проник і в вазописні школи континентальної Італії, які однак не змогли досягти рівня апулійців.

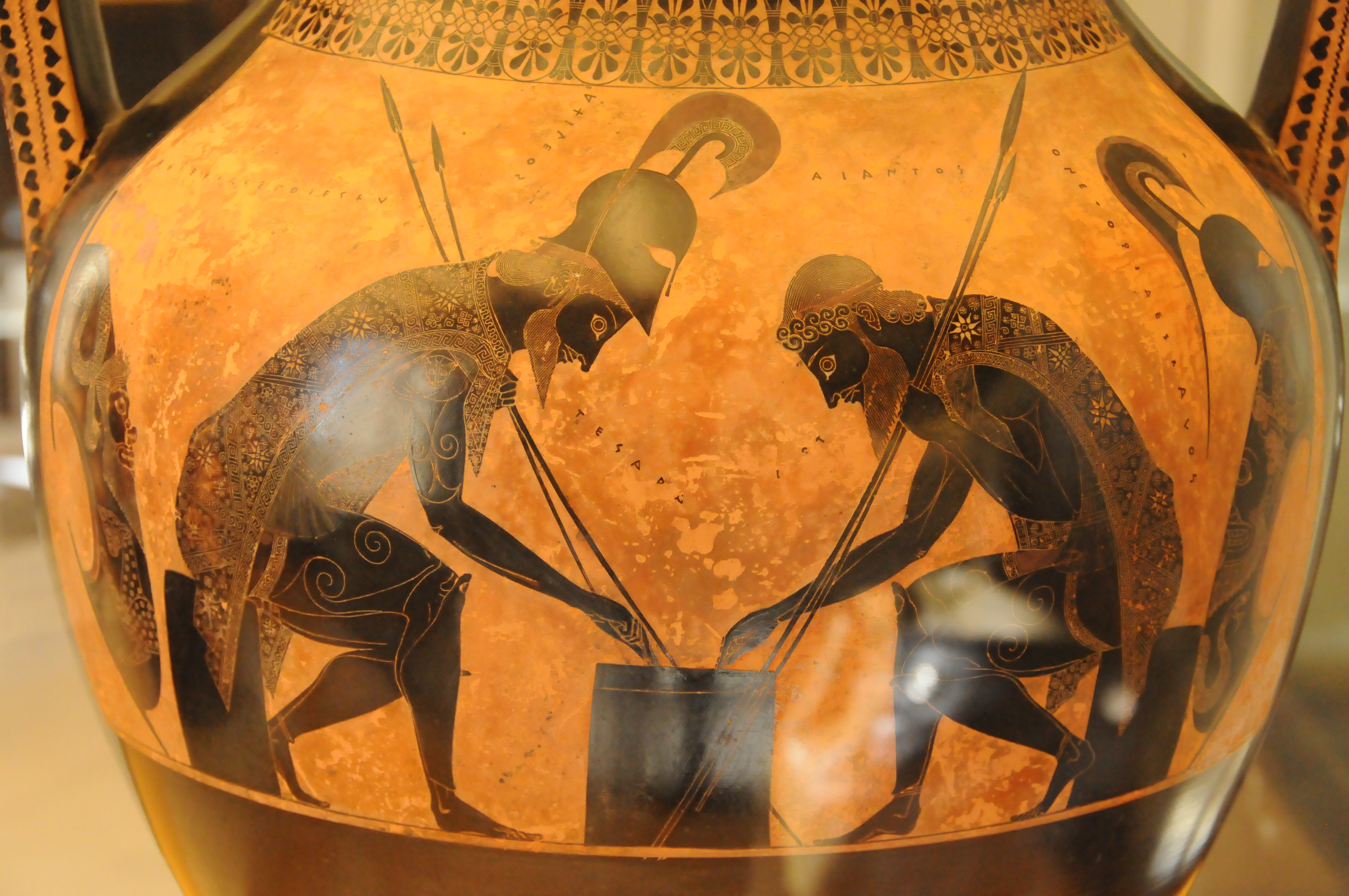
Ахілл і Аякс за грою. Вазописець Ексекій. Чорнофігурний вазопис. Музеї Ватикана, Рим
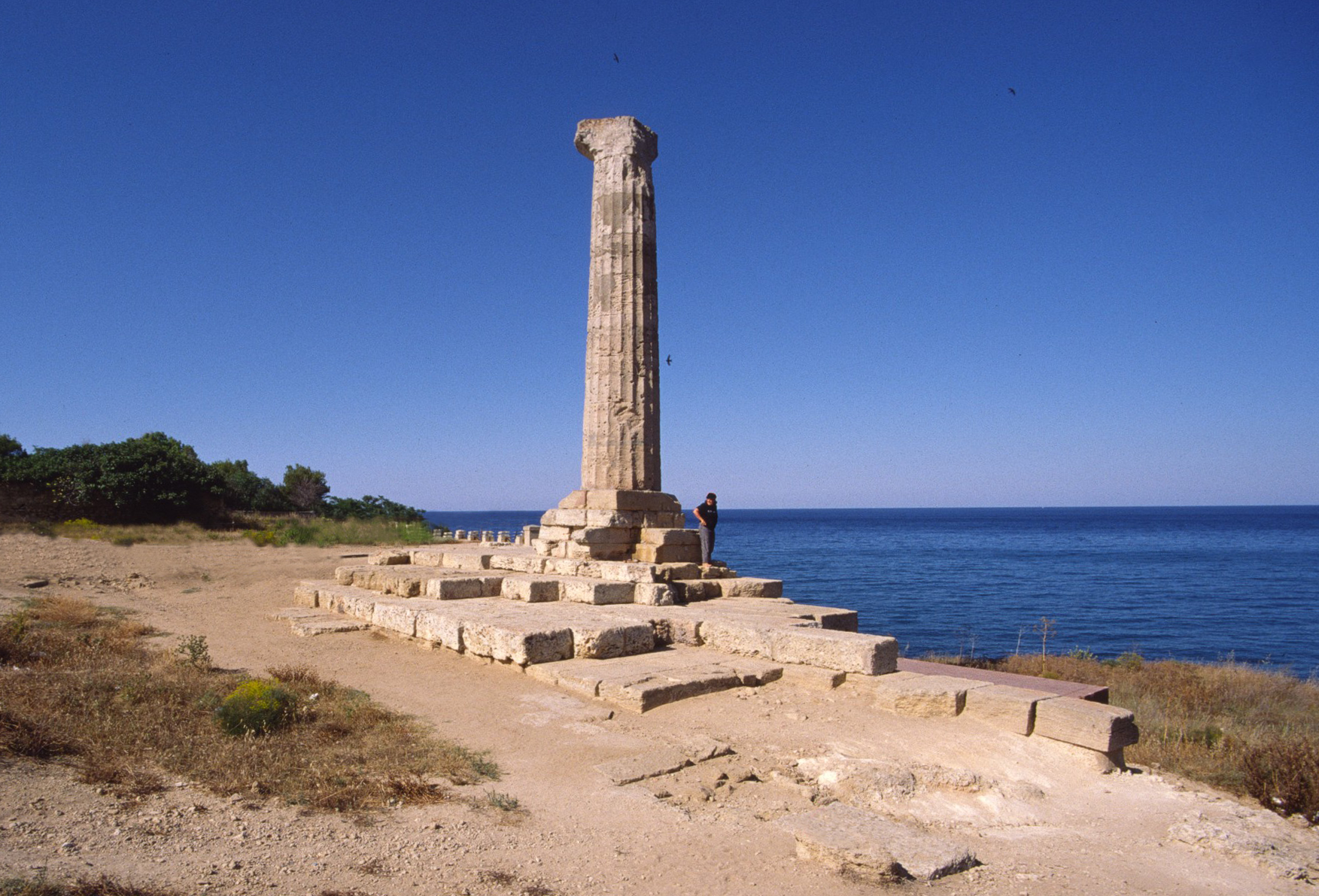
Залишки храму Гери у Кротоні
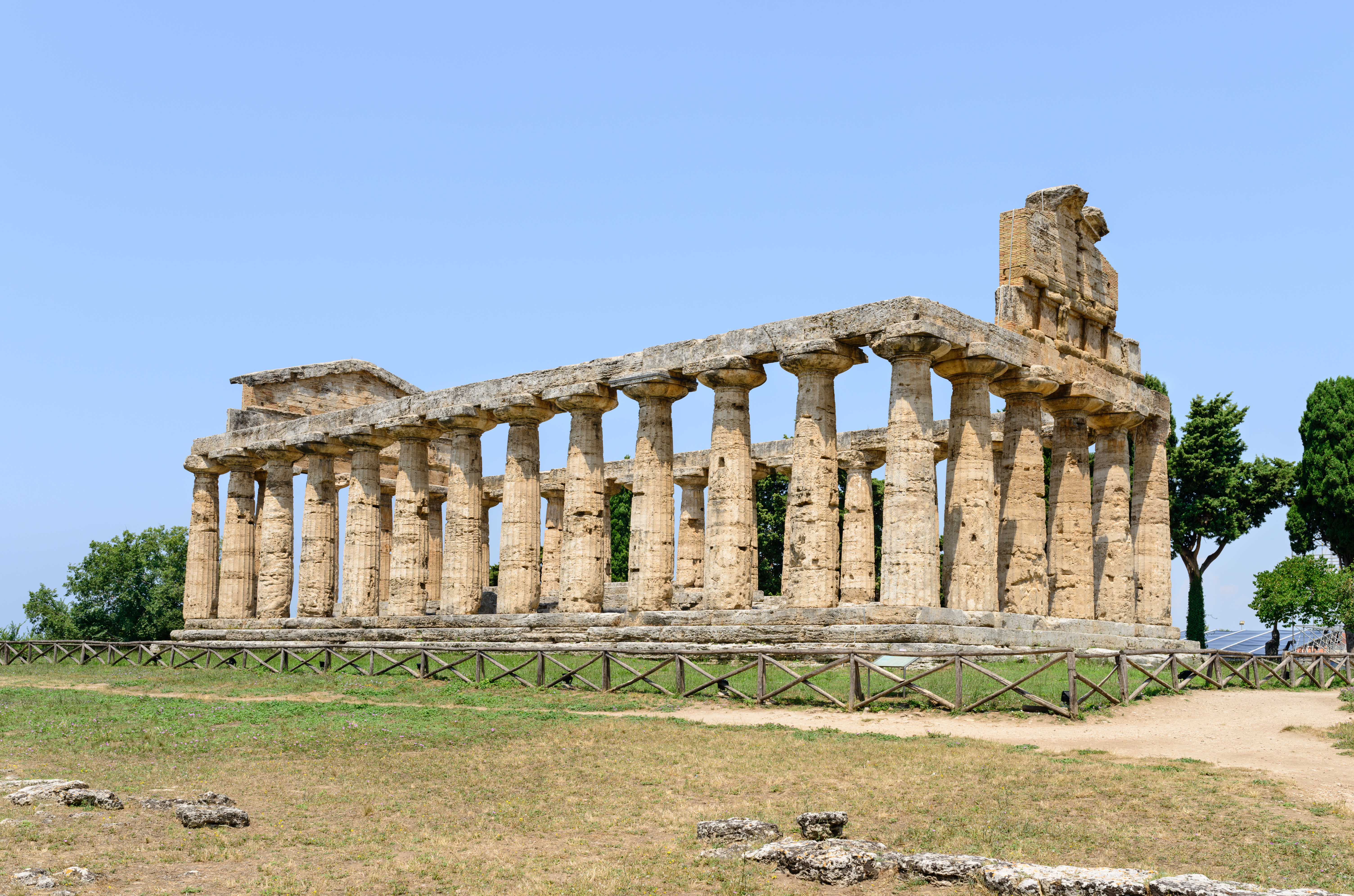
Залишки храму Афіни в Пестумі
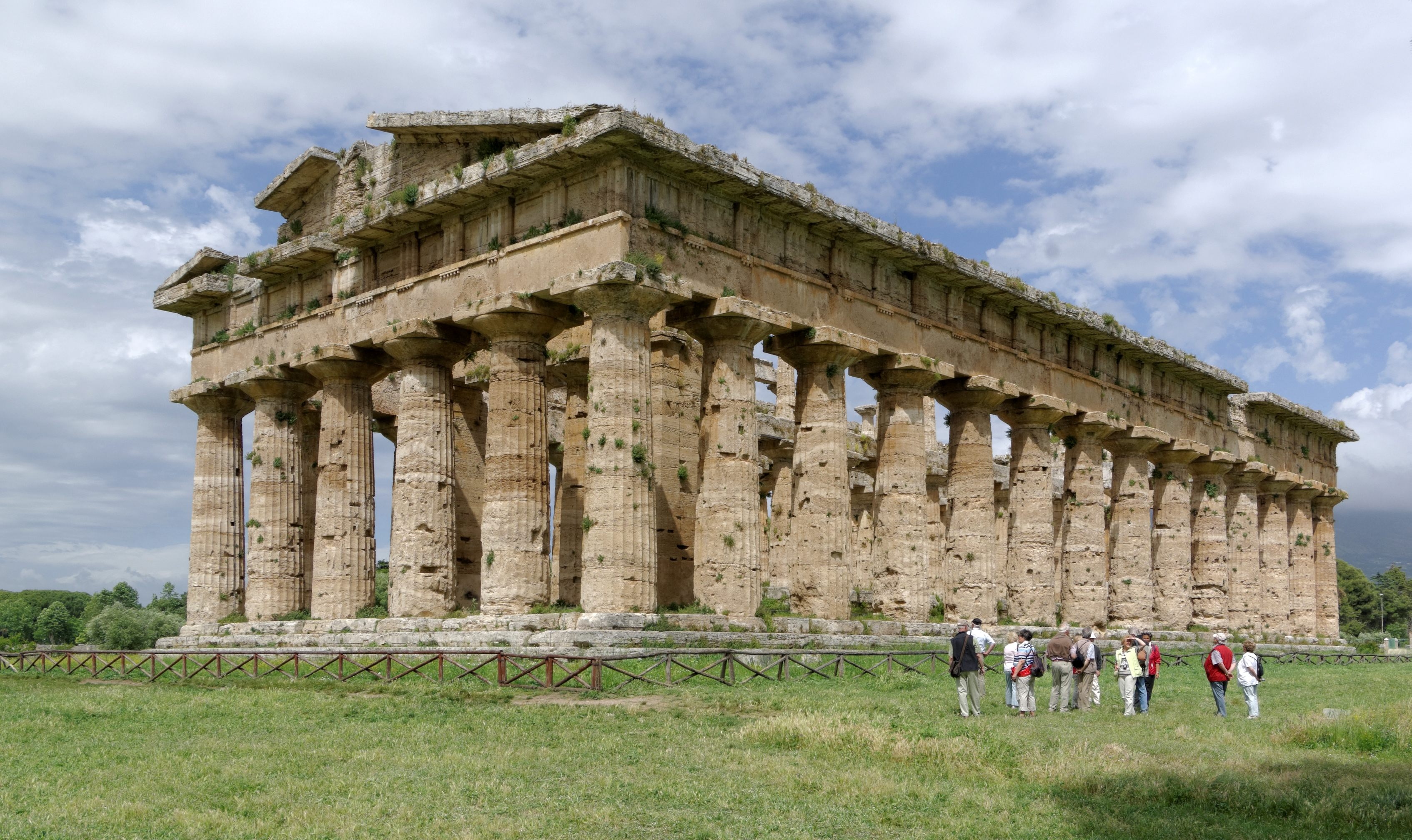
Фасад храму Гери-II в Пестумі
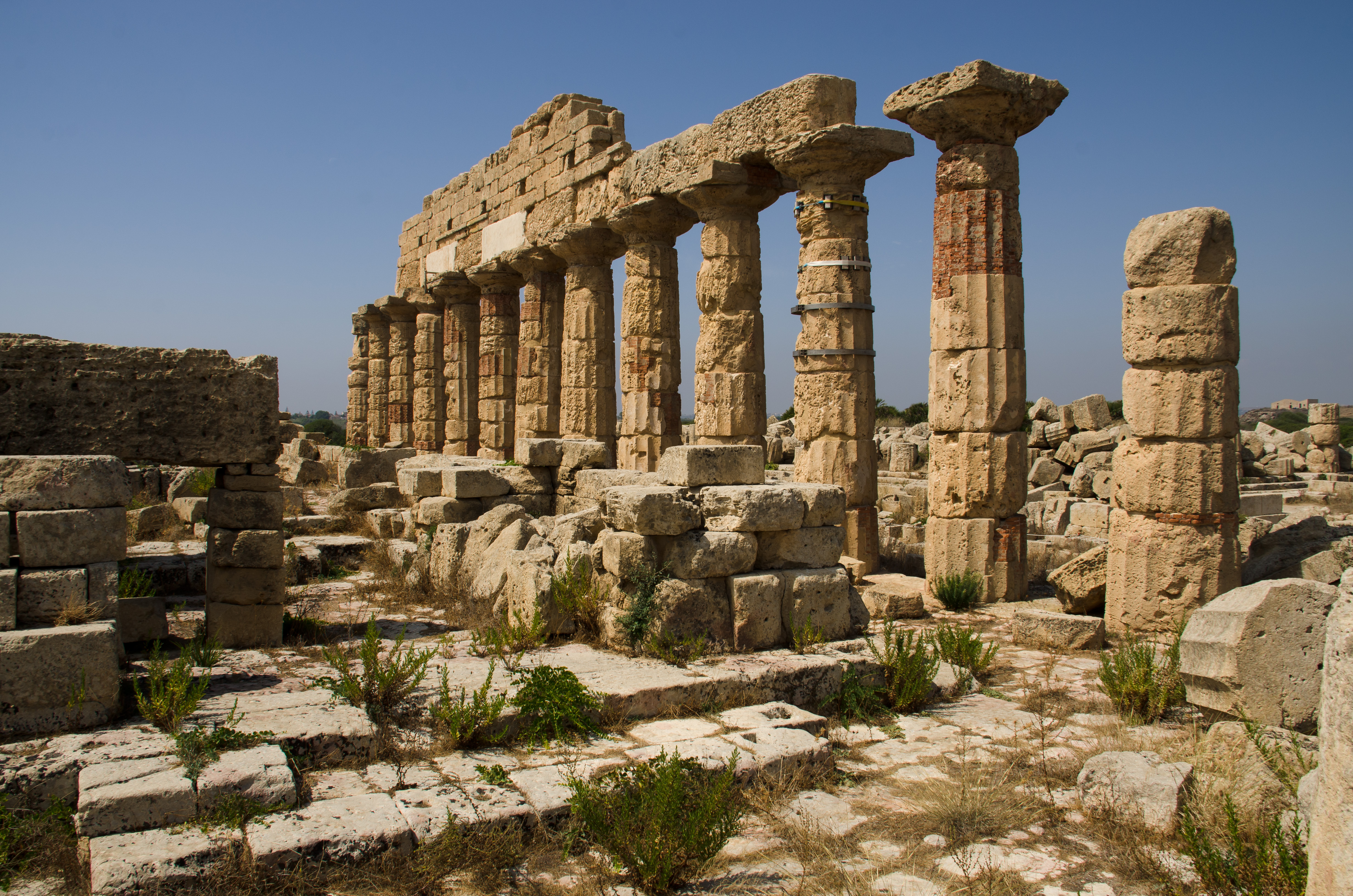
Храм у Селінунті
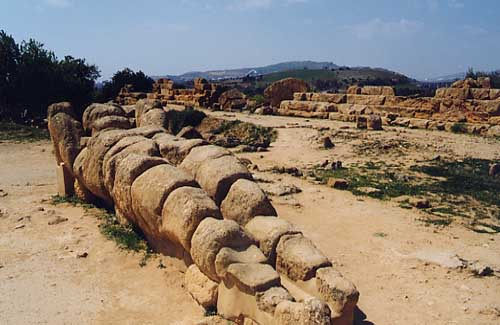
Руїни храму Зевса в Акраганті
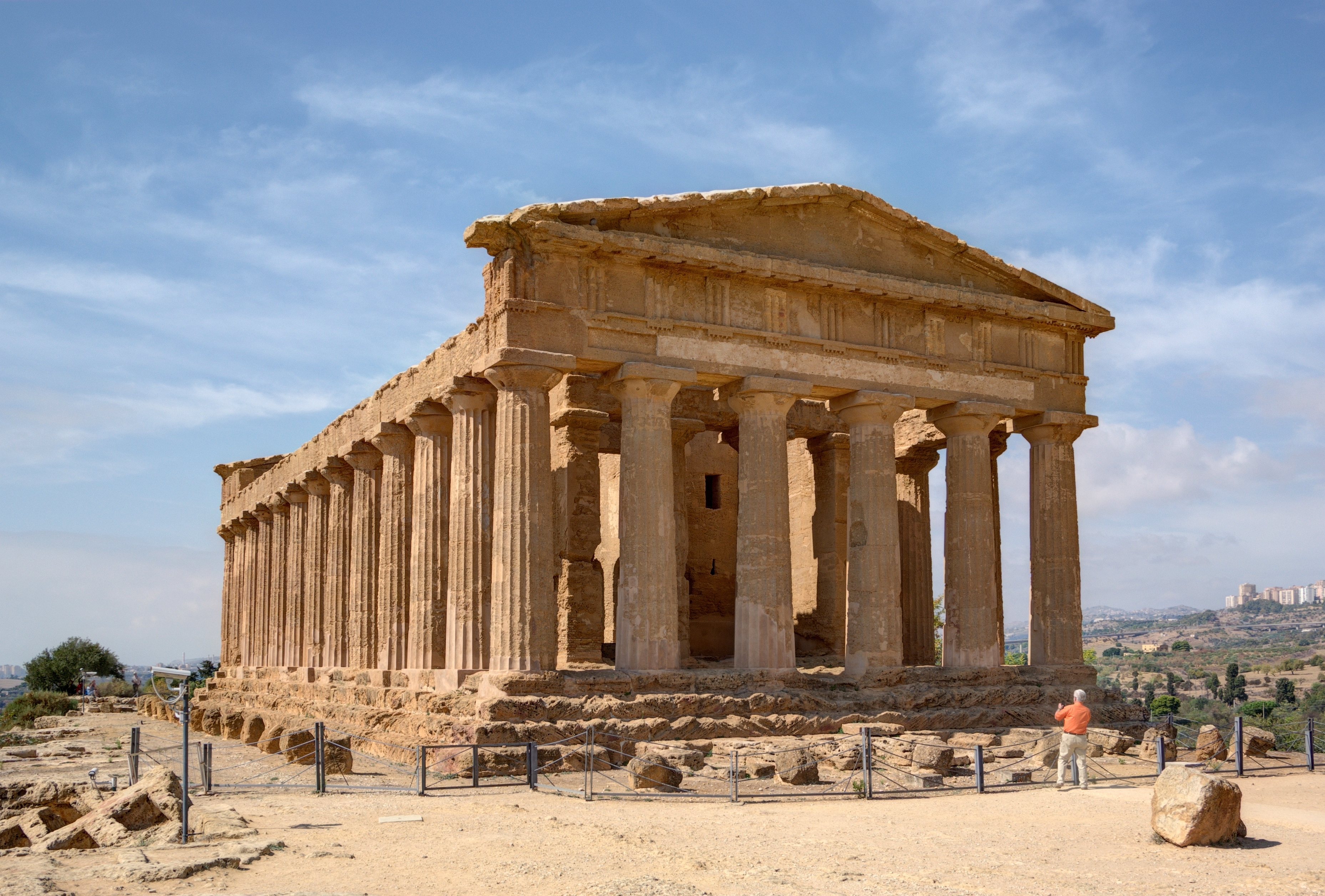
Храм Конкордії в Акраганті
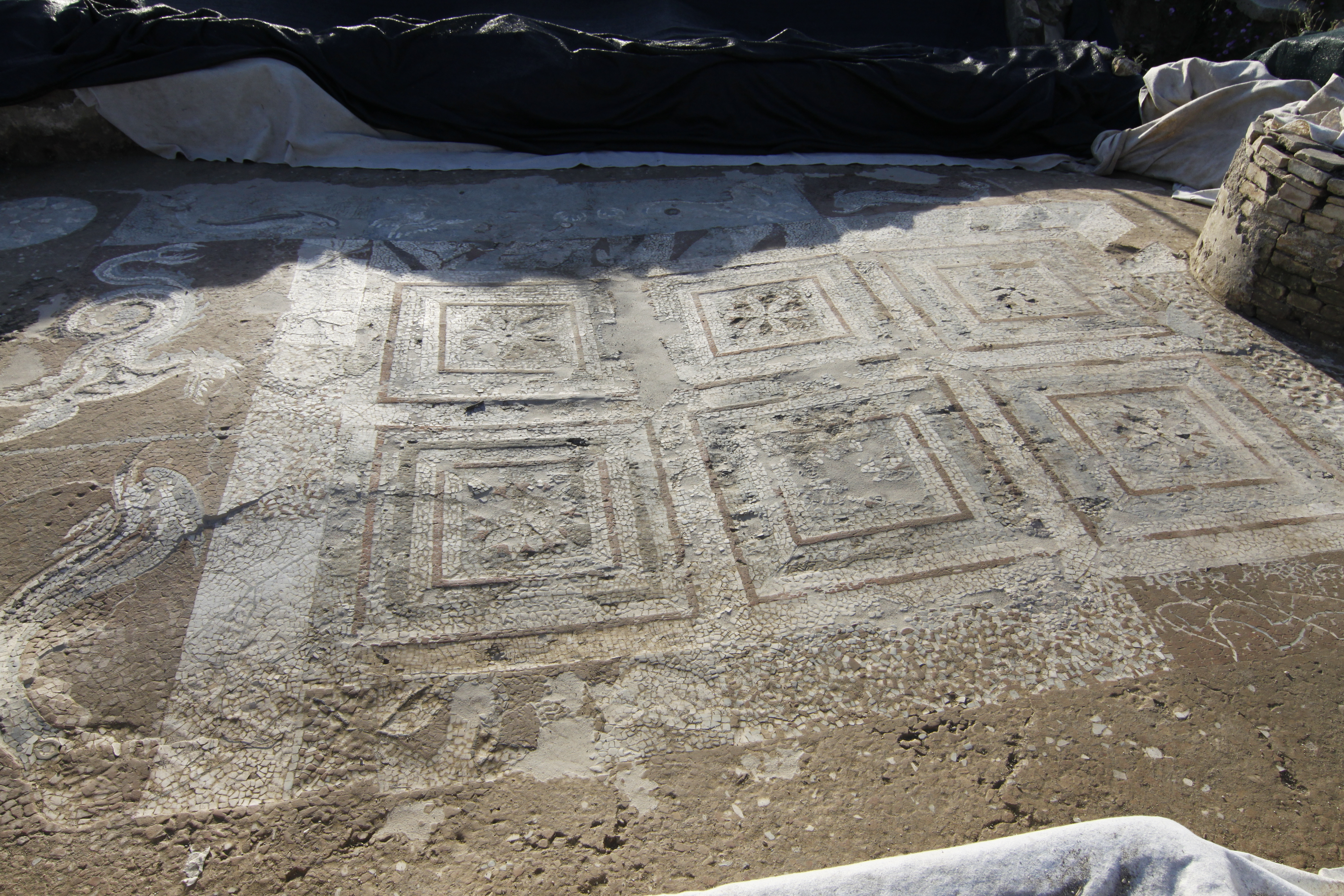
Мозаїка з терм у Каулоні

## Раннє Середньовіччя
Раннє середньовічне мистецтво італійських земель тісно пов'язане як з давньоримським мистецтвом, так і з таємним розповсюдженням християнства. Але витоки, коріння культурних запозичень сягають в сиву давнину, в культуру етрусків, культурне надбання Стародавньої Греції, в античність.
Навіть офіційне визнання християнства в Стародавньому Римі не принесло різких змін в формальну складову образотворчих мистецтв, в форми, розроблені в добу античності. Про це свідчать стінописи в катакомбах, що розповсюдились в римських містах з 2 ст. н. е. Найзначніші — створені в Римі, де їх протяжність сягнула ста кілометрів. Численні і непогано збережені стінописи стануть кориснішим матеріалом для науковців, що вивчають ранні етапи християнства і раннього етапу середньовічного мистецтва Італії взагалі. Мистецтво катакомб розвивалося протягом майже трьох століть (3 — 5 ст. н. е.) і, як в металургійній печі, переплавило різні ідейні витоки — юдейську традицію незображувального верховного Бога і античну культуру тілесності, адже Бог прийняв людську подобу заради спасіння християн. Стінописи мають витоки в елліністичному мистецтві з тенденцією до символізму, до переходу навіть до спрощених знаків, зрозумілих посвяченим. Але цей шлях приведе до практичного розпаду елліністичних схем, незважаючи на їх довершеність («добрий пастир», «риба» тощо.)
Ще більше спільних рис мали кам'яні саркофаги, які виготовляли в тих же другорядних майстернях як для язичників, так і для ранніх християн. Лише через століття християнська символіка почне переважати в їх декорі. Християнство вимагало спільних зборів, виникла потреба в великих приміщеннях. Відмова від язичницьких храмів переорієнтувала християнську увагу не на сакральні споруди римлян, а на цивільні споруди — а це базиліка та ротонда. Вони і стають найпоширенішим типом перших християнських церков і надалі.

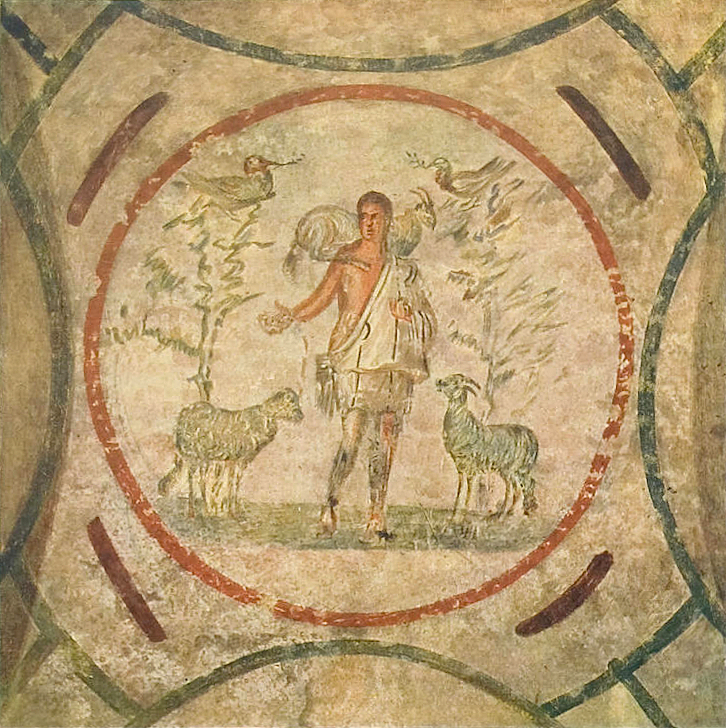
Добрий пастир — уособлення Христа
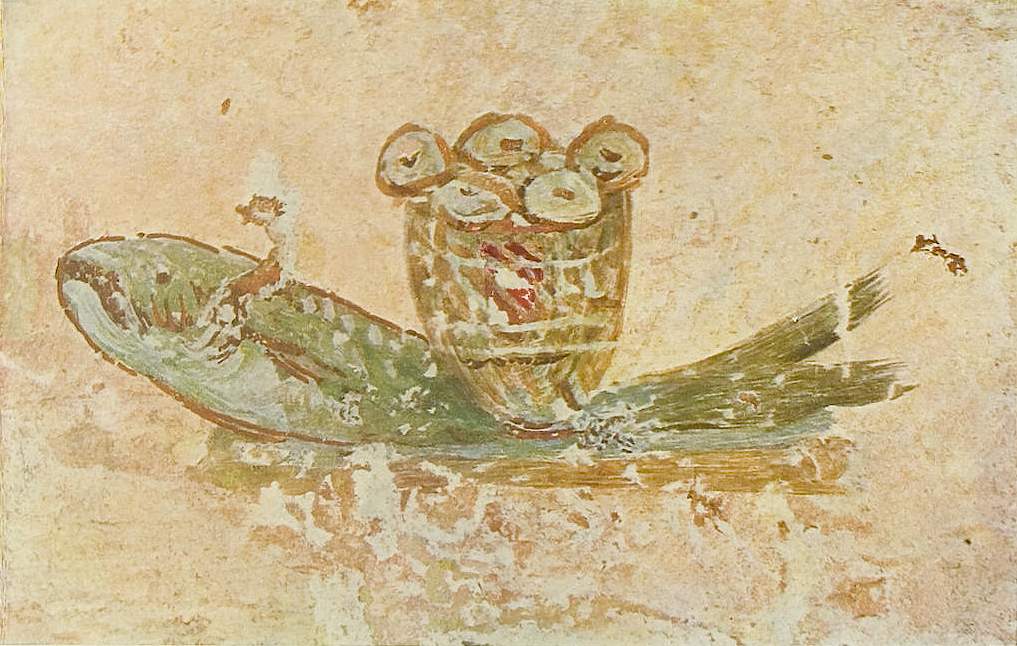
Євхаристичний хліб і риба (катакомби святого Калліста)

### Мілан та Равенна— центри середньовічної культури
Розпад Римської імперії був процесом тривалим. Поширилась криза як влади, так і криза пізньоантичних ідей і культури. Навіть християнство не зміцнювало далекі географічні території. Розмежування ставало дедалі більшим з формуванням Західної і Східної імперії. Західну імперську традицію, яку плекають в Римі, трактують як тимчасовий занепад, а спроби відновити колишню велич на ідеях християнства роблять Св. Феодосій та Св. Амвросій в Мілані. Мілан між 379 та 402 рр. стає ненадовго столицею Західної імперії. Саме в Мілані будують величні Апостольську базиліку (кінець 4 ст.) і церкву Сан Лоренцо Маджоре (5 ст. н. е.).
Мілан передав функції столиці місту Равенна, яка стане останнім форпостом захисту імперських ідей. Переносу столиці сюди сприяли болота навкруги і добре зміцнілий, військовий порт Классе. В місті будують базиліку Сан Джованні Еванджеліста за зразком міланської церкви Санто-Сімплічіано та поруйновану пізніше церкву Санта Кроче. Збереглася від Санта Кроче лише хрещата в плані каплиця, яку неправильно називають мавзолеєм Галли Плацидії, дочки імператора Феодосія та сестри Гонорія. Насправді Галла Плацидія померла 450 р. в Римі і не була похована в Равенні. Ззовні маловиразні мури «мавзолею», вибудувані з червоної цегли, компенсовані розкішним декором — мозаїками, найкращими серед збережених від тої доби. Невеликі ділянки мозаїк — досить звичні і в Римі, і в Мілані. В «мавзолеї» ж вони вкривають всю поверхню стін і склепінь, дивують яскравими фарбами і відбитим світлом, повним символічного значення.
Столичний блиск Равенни на новому етапі підтримала діяльність імператора Теодоріха. Теодоріх (493—526) був чужинцем-остготом, «варваром», якого полонив красою і розкішшю Рим, латинський світ. Тому він запросив в Равенну майстрів з Риму. В Равенні вибудували катедральний собор (нині — Санто-Спіріто), аріанський баптистерій, церкву Сан-Мартино ін Чєл д'Оро та уславлену Сант-Аполлінаре Нуово. Остання — базиліка з простими фасадами і мозаїками в інтер'єрі. Єпископ Аньєло, що був ворогом єретичних варварів, став провідником культурних і ідеологічних впливів Візантії. Це знайшло відбитки в мозаїках дівиць і мучеників Сант-Аполлінаре Нуово, схожих зі зразками припалацового мистецтва візантійців. Ще більше візантійського в базиліці Сан Вітале (висвячена 547 року), бо візантійський чин Юліан Аргентарій (імператорський казначей і намісник) настояв на побудові за зразком церкви Св. Сергія і Вакха в Константинополі. На мозаїках апсиди — Христос на земній сфері в оточенні янголів-вояків, св. Віталє та єпископа Еклезія. Тут і дві мозаїки з імператором Юстиніаном та Феодорою, нібито присутніми на освяченні церкви. Суворі обличчя земних богів, шати, шокуючі небаченою розкішшю і перлами — вони уособлення божої за походженням влади і надлюдської величі. Імператорська пара в оточенні численних царедворців несуть хліб і вино для причастя. Аналогів цим мозаїкам нині просто не існує.

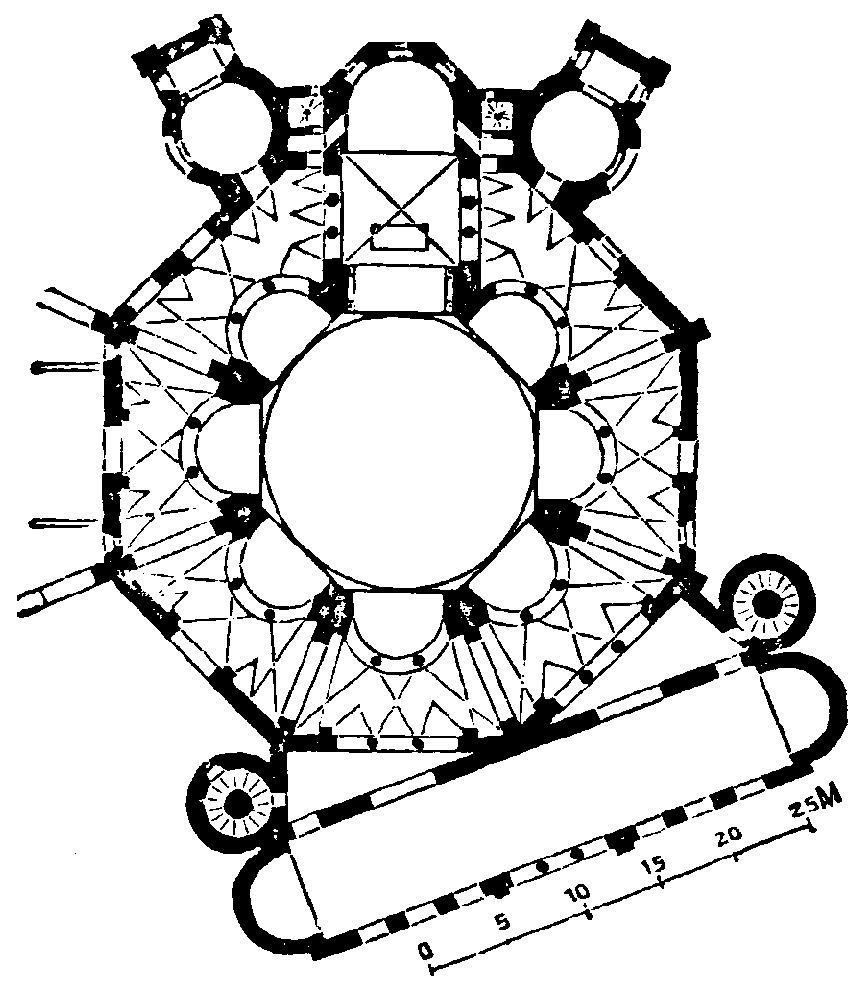
Церква Сан Віталє, поземний план
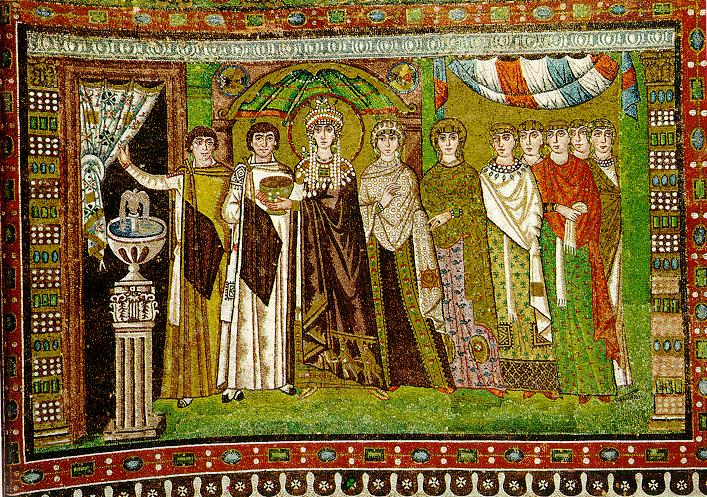
Імператриця Феодора, мозаїка в Сан Віталє
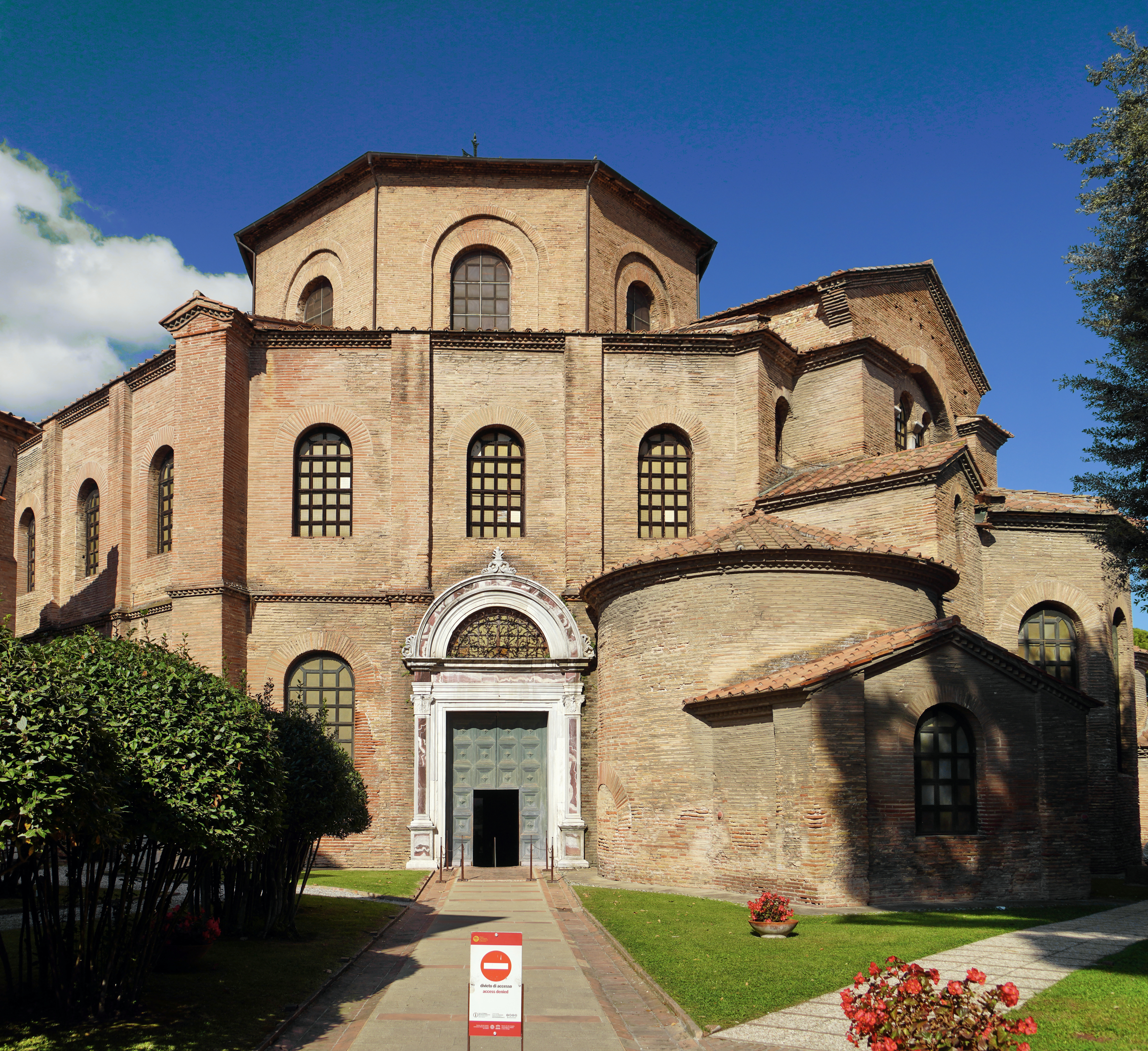
Церква Сан Віталє ззовні
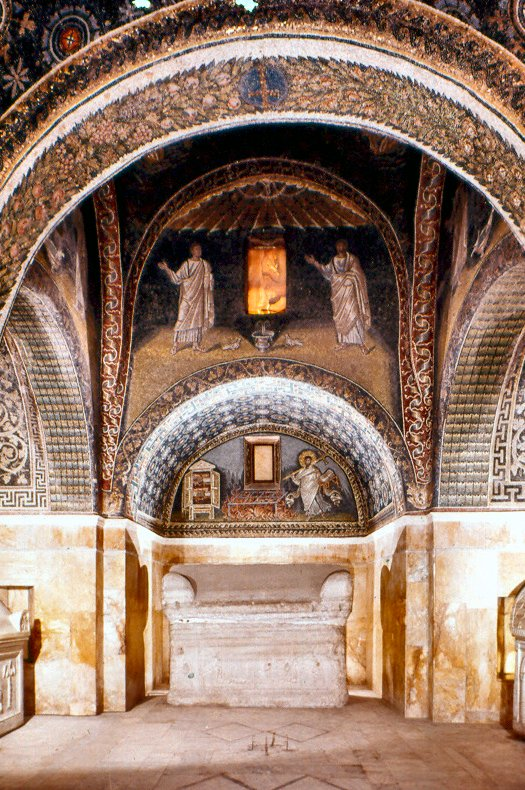
Інтер'єр мавзолею Галли Плацидії
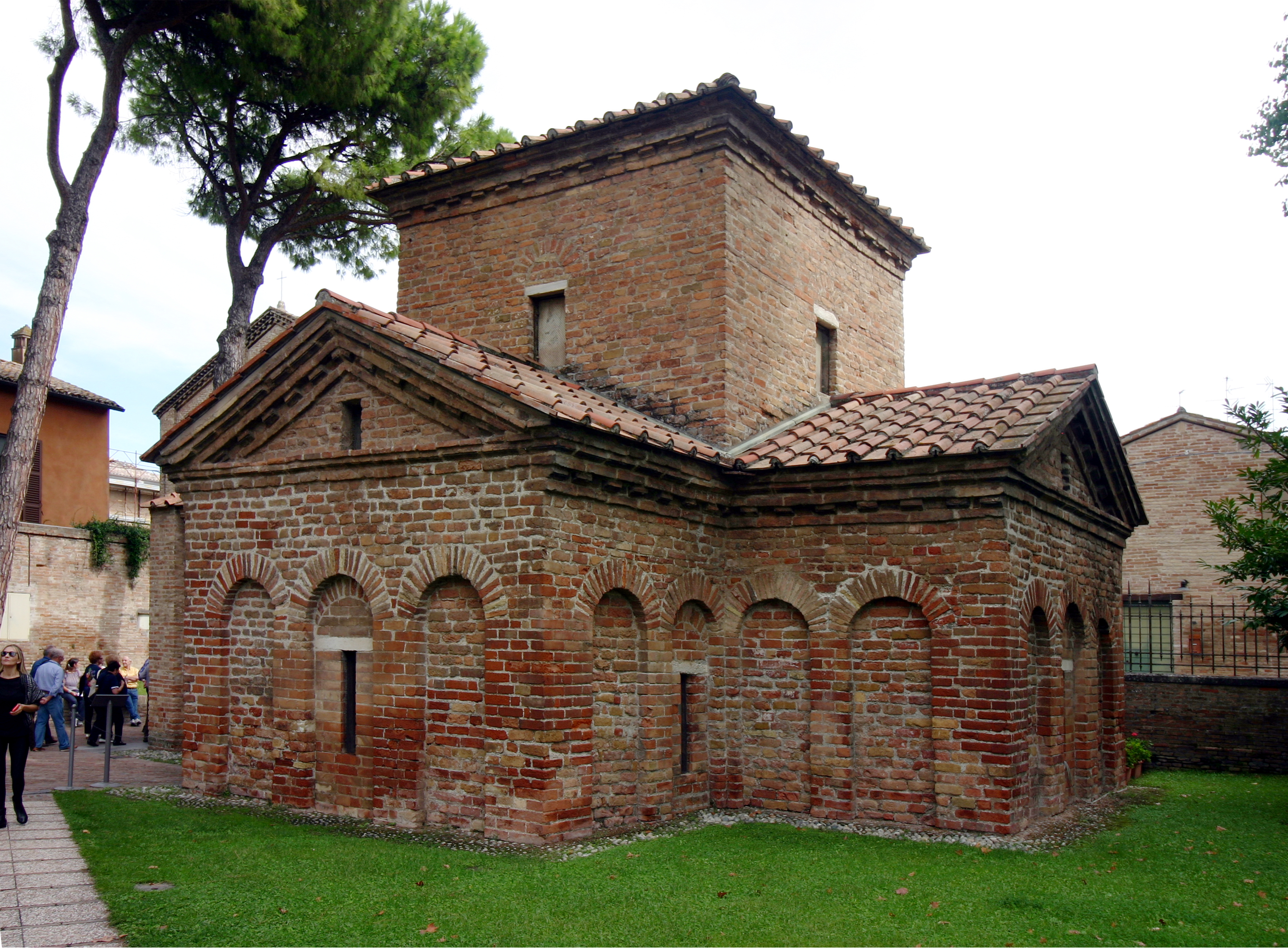
Мавзолей Галли Плацидії ззовні
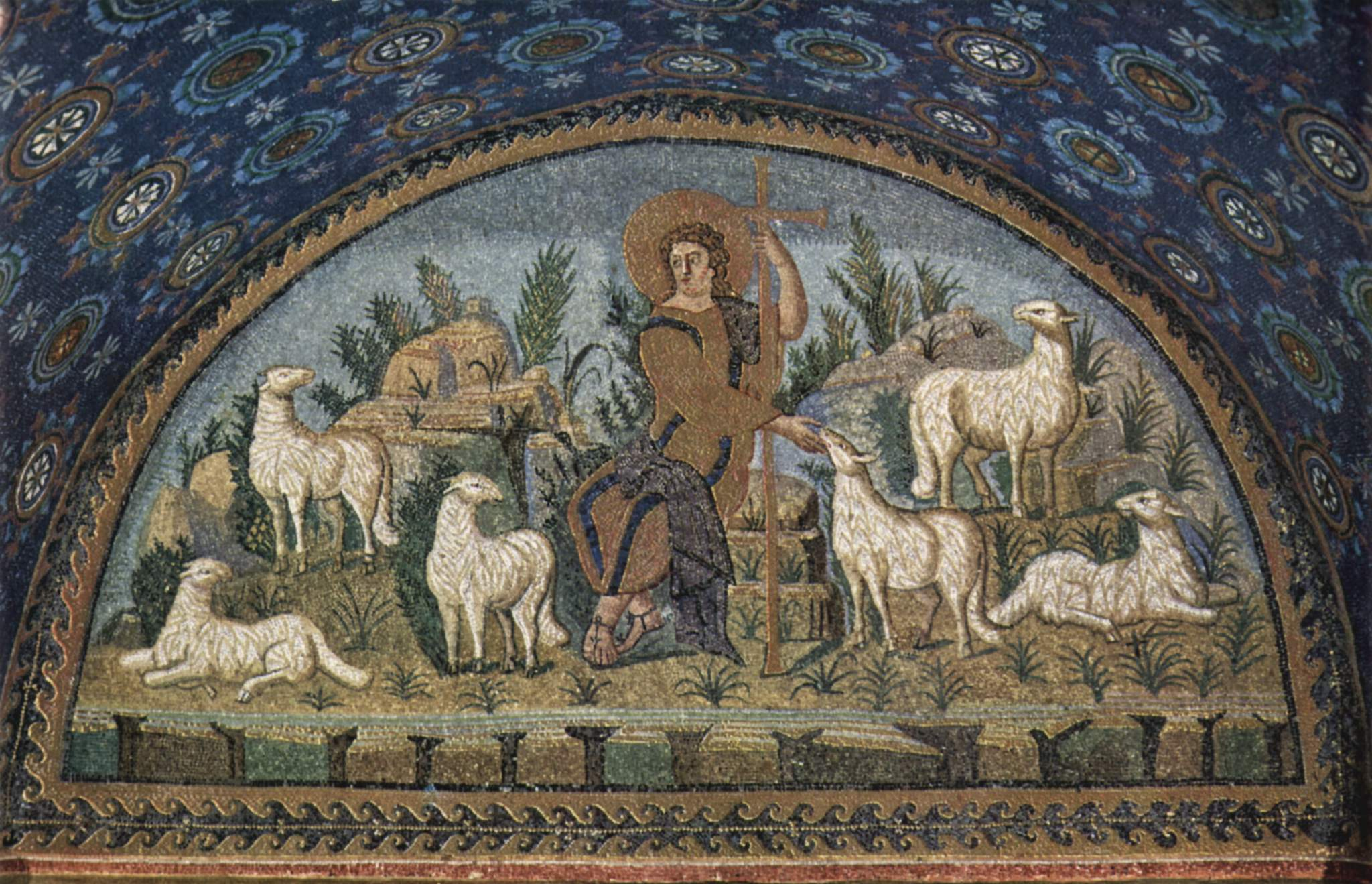
Мозаїка «Добрий пастир»
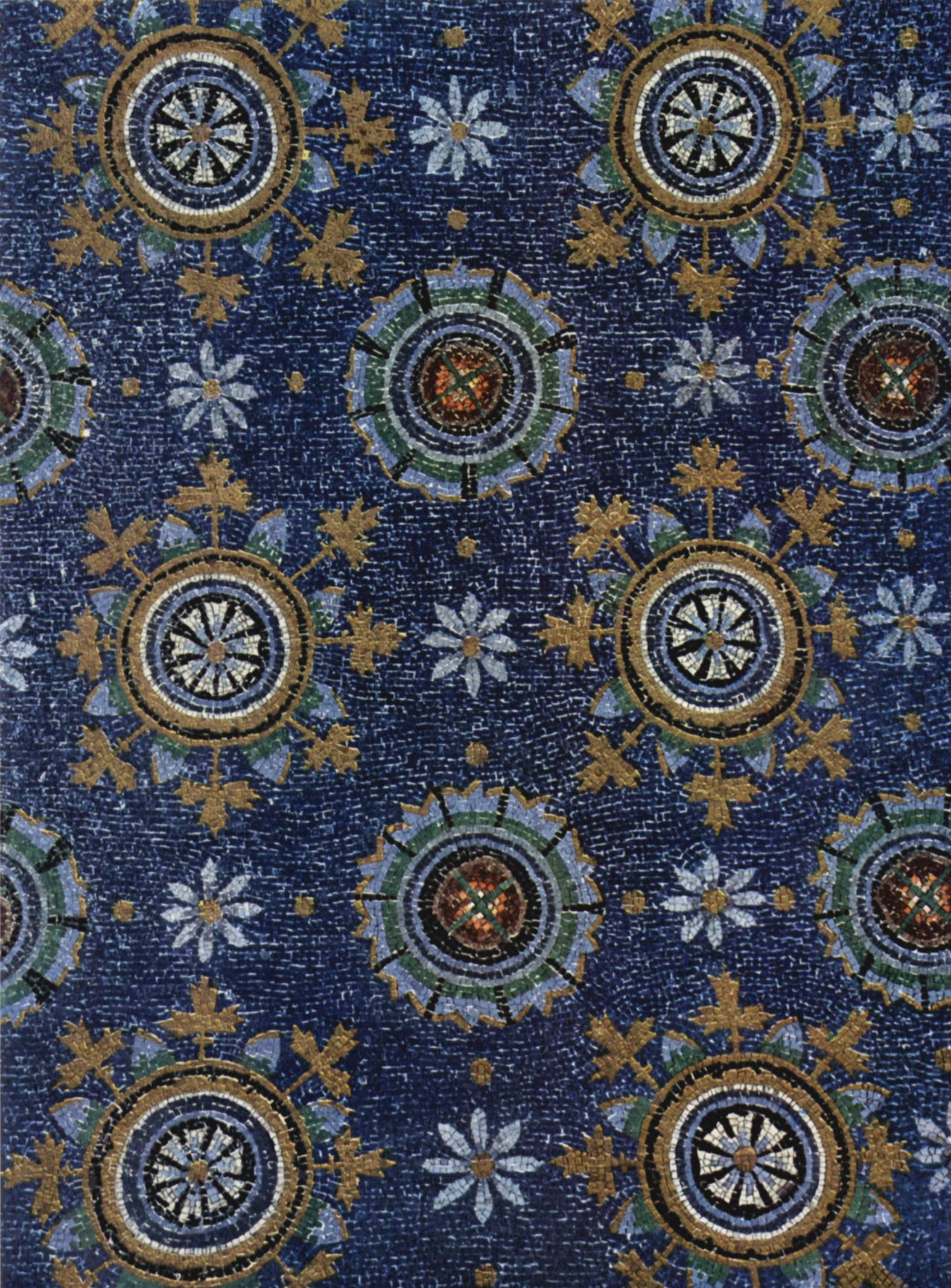
Мозаїка склепіння так званого мавзолею

## Романська доба

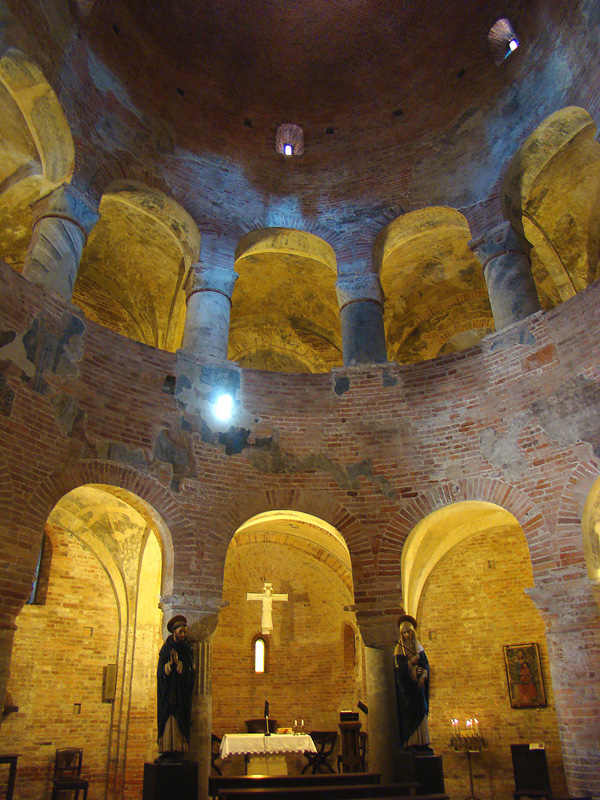
Мантуя. Ротонда Сан Лоренцо, 11 століття, романський стиль.

Романський стиль панував у Європі (переважно західній) у X—XII ст. (у деяких місцях — і в XIII ст.), один із найважливіших етапів розвитку середньовічного європейського мистецтва. Найповніше виявив себе в архітектурі. Термін «романський стиль» увів на поч. XIX ст. Арсісс де Комон, який встановив зв'язок архітектури XI—XII ст. із давньоримською і яка передувала готичній. Романський стиль в Італії, незважаючи на назву «римський», мав регіональні відмінності.
Провідні позиції посіла архітектура — дерев'яна та кам'яна. Дерев'яна практично щезла, тому уяву про художні особливості доби отримуємо від дослідження кам'яних споруд — замків, церков, соборів, монастирів.  Саме монастирське духовенство було головним замовником, в руках яких опинилися великі зайві кошти, а ченці — виступають освіченими знавцями будівельної справи і архітекторами.

### Особливості романської архітектури
- В умовах феодальної роздрібненості — використовували лише місцевий камінь. Це здешевлювало будівництво, не вимагало значних перевезень — через відсутність доріг, шляхів з твердим покриттям.
- Місцевий камінь і його перевезення не стикалися з численними митницями, де вимагали платню на всіх кордонах і небагатьох мостах.
- Романська архітектура — важка, кремезна, з простими, геометричними об'ємами, з малою кількістю декору чи скульптур, які збільшуються лише з часом.
- Ще не існувало стандартних розмірів — кам'яних брил, колон, капітелей. Кожну капітель робив окремий ремісник, приблизно знаючи розміри і деталі, існує свавілля митця (художня свобода), що впливає на кінечний твір. Тому кожна з них — окремий, унікальний витвір мистецтва.

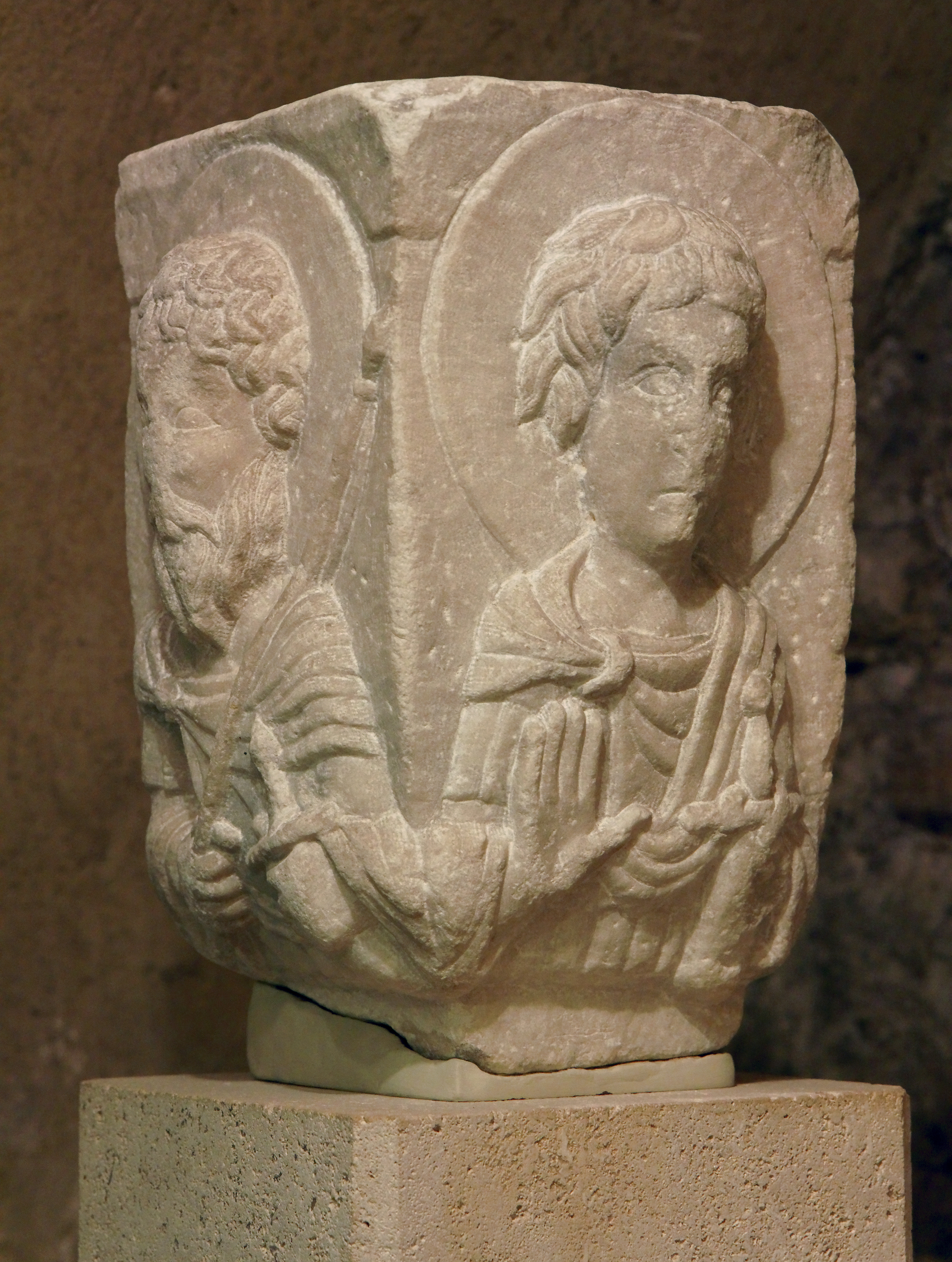
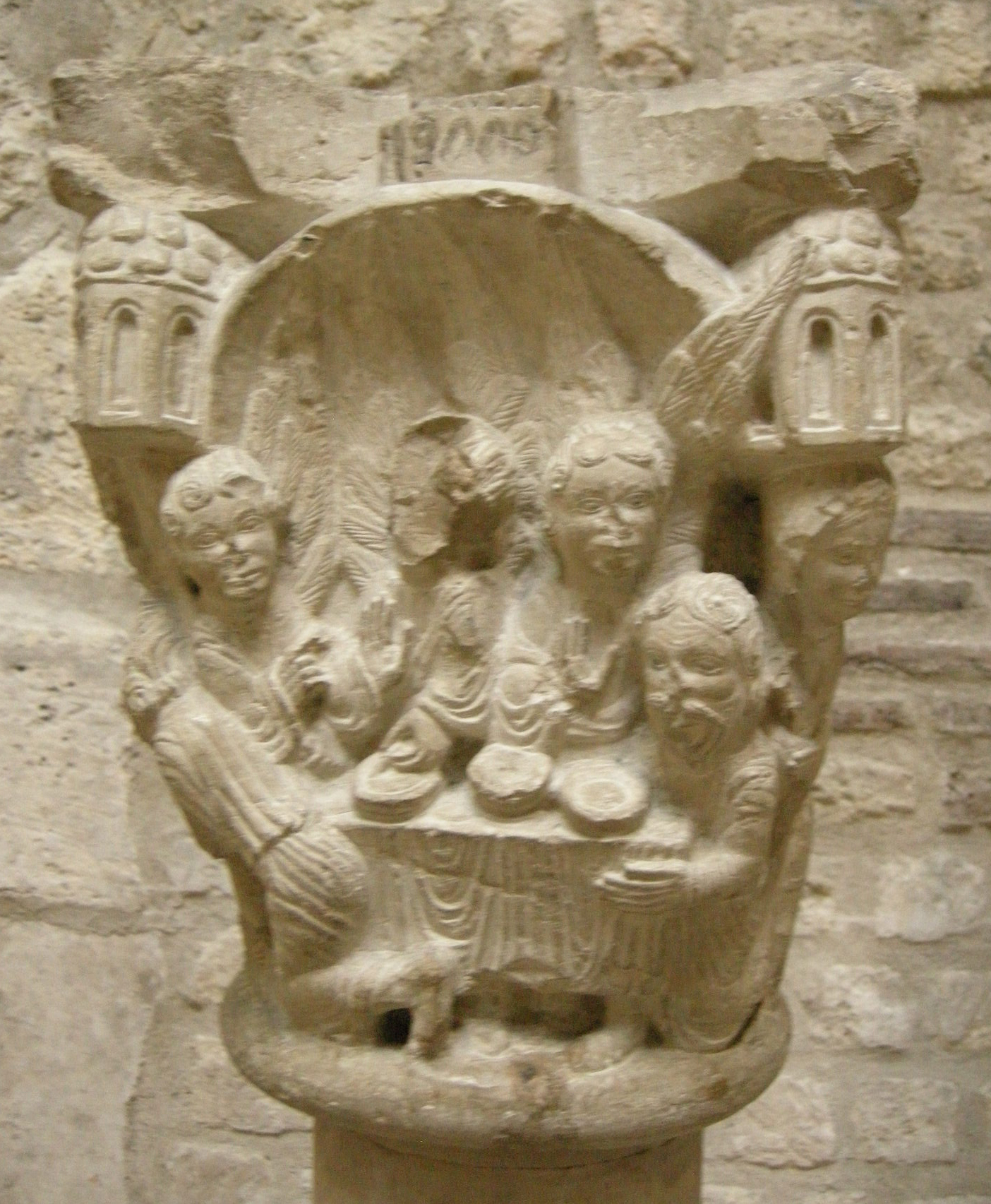
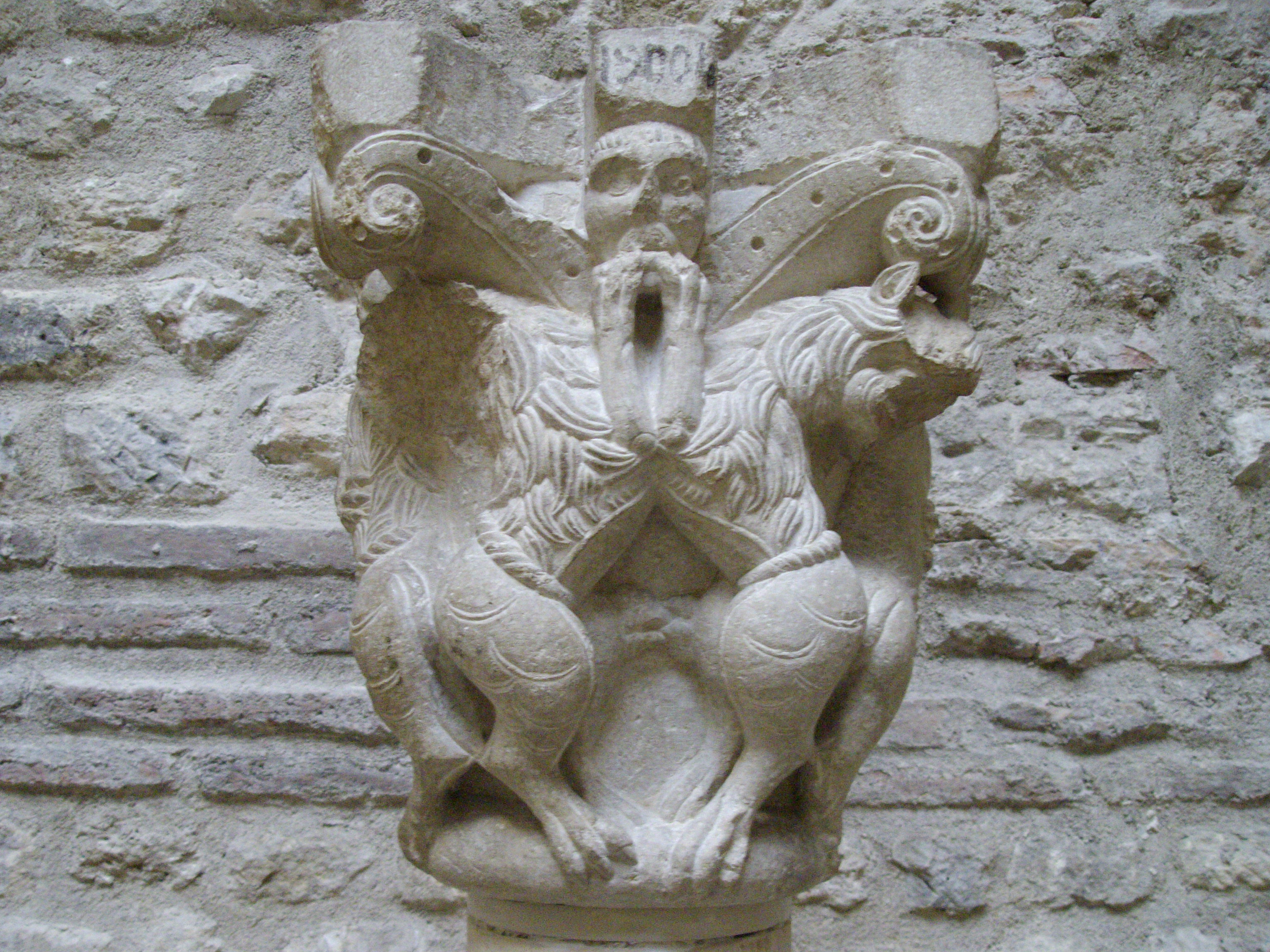
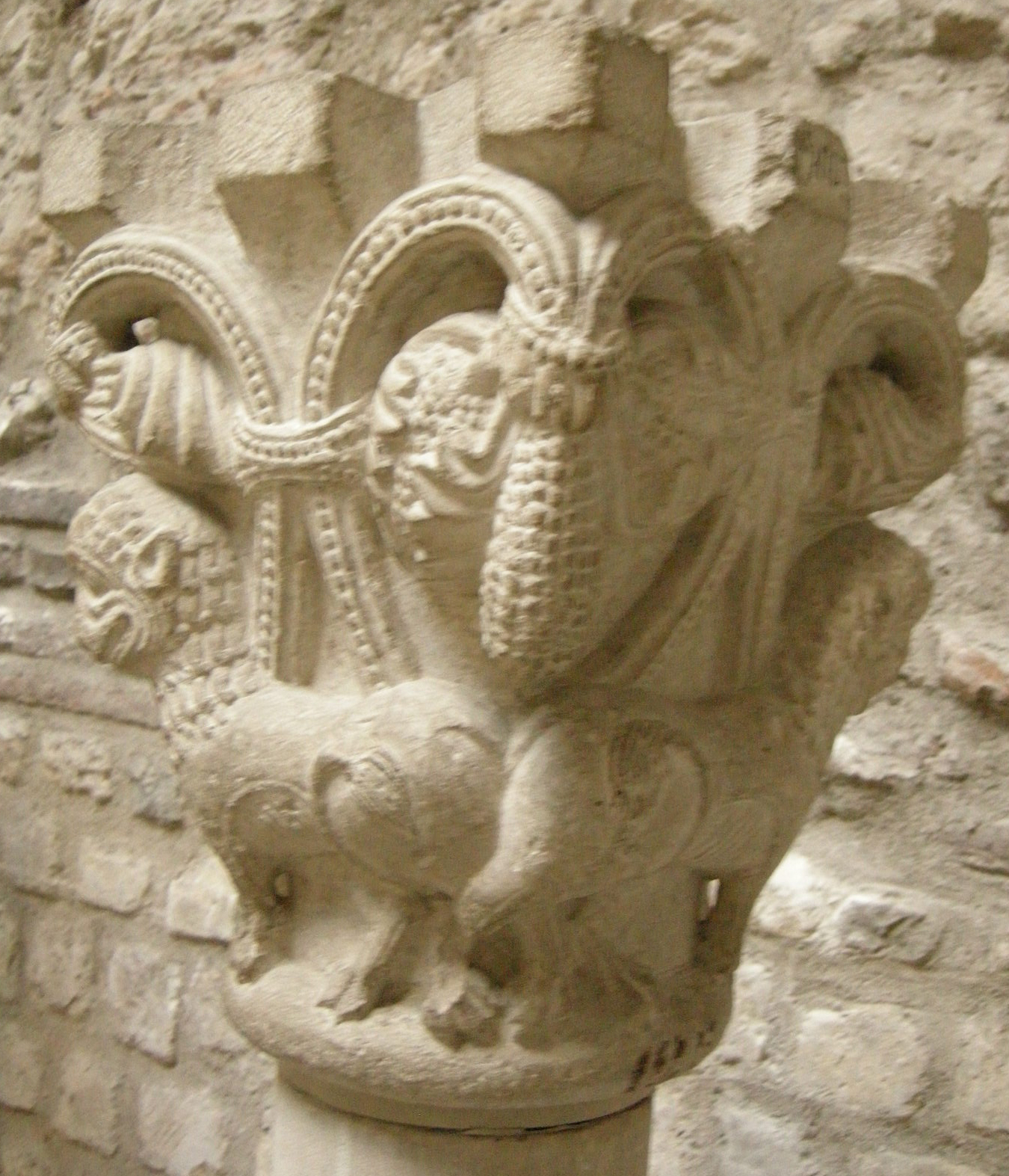
Всі - романські капітелі музею Клюні

### Культурні особливості романської доби
В романську добу визріли і значні культурні особливості.
- Поширення латини, яка стає базою для створення національних мов, що отримають пізніше назву «романські мови».
- Латина стає мовою міжнаціонального спілкування і мовою тогочасної освіти. Західна Європа запозичила університет як заклад освіти — богословської, юридичної, медичної тощо. Виникають перші західноєвропейські університети (Болонський — 1055 р., Оксфордський 1163 р., Паризький (Сорбона) — 1180 р., Кембріджський 1209 р., Падуанський 1228 р.) Це заклало значні культурні розбіжності з Візантією і, згодом, зі східнослов'янським світом. В останньому мову міжнаціонального спілкування перебрала на себе церковнослов'янська, а університет західноєвропейського зразка так і не склався до кінця 16 — 17 ст. (Острозька Академія, Віленський університет, Киево-Могилянська академія, Львівський університет тощо. До середини XVII ст. в Україні не було жодного вищого навчального закладу. Шляхетська Польща чинила опір створенню тут вищої школи, яка могла б стати небезпечним політичним і культурним центром. Українська молодь змушена була здобувати вищу освіту в стінах Краківського й інших європейських університетів.)

В мусульманських країнах — арабська мова стане мовою освіти і міжнаціонального спілкування.
- В 11 — 12 століттях ще не пройшло усвідомлення Західної Європи як окремої спільноти країн і народів, а вже пройшло глибоке розмежування між Заходом і Сходом (Заходом — і Візантією та слов'янським світом, Заходом — і мусульманським світом). Дійшло до справжнього ідейного і військового протистояння. Франки та латиняни стають уособленням народів західного світу взагалі (хоча залишаються справжнім конгломератом різних народів), тоді як візантійці (греки, вірмени і слов'яни східного віросповідування) не вважаються вже справжніми християнами. Їх рахують на Заході чимось середнім між християнами і сарацинами, єретиками, ненабагато менше небезпечними, ніж турки. Ці ідейні настанови досягли вищого розвитку і виплеснулися в взаємних анафемах і розколі християнства на православ'я і католицизм 1054 року, в хрестових походах на Візантію і мусульманський світ, в військовому захопленні хрестоносцями Константинополя і створенні там Латинської імперії (1204–1261 рр.), в експансії на європейський схід, спробах зробити католицькими Єрусалим і Палестину, в іспанській Реконкісті.
- Докорінно змінилося ставлення до праці. Вона сприймається як шлях для вдосконалення, виховання, що веде до спасіння душі. Праця перестала бути непрестижною, негідною для громадянина (як у римлян), а багатство і прагнення його — не сприймаються гріхом. Праця — одна з головних чернечих чеснот на Заході.
- Прогресивні технології. Бог створив природні матеріали, які людина здатна удосконалити, беручи на себе частку божого духу. Звідси прагнення вивчати матеріали і вдосконалювати їх постійно. Техніка ще примітивна, але в Європі вона набуває постійного прогресу. Сприяють цьому і постійні війни та удосконалення зброї.

В Візантії техніку вважають тим кращою, чим більше вона вкладається в вироблений канон і досить повно його відтворює століттями. А це гальмує прогрес, зневажає індивідуалізм, іде нехтування пошуків нового і зміцнює умови для консервативного зберігання канонів. Техніка на Заході тим краще, чим вона новіша і майстерніша. Індивідуальна ініціатива розкута навіть в тимчасових обмеженнях (які постійно обходить), розкута в кожному віддаленому художньому центрі, яких безліч в романську і готичну епохи по всій Європі (ліможські емалі, керамічні центри Іспанії і, особливо, Італії, центри романської архітектури Франції і Німеччини, скло і текстиль Венеції, арраси Франції і Брабанту, мистецтво ірландців, англосаксів тощо). Пізніше це розквітне і вибухне в гуманізмі, в ренесансному індивідуалізмі, в настановах італійського відродження.
Цих умов не створено і не буде в Візантії, яка зникне як державне утворення 1453 р. Слов'янський світ понесе далі обмежувальні настанови зниклої Візантії і практично омине етап відродження (винятки — Чехія, Польща і Україна в її складі). В Московії етапу Відродження і гуманізму не було взагалі.

### Романська архітектура
Технічно складним було створення романського собору, бо головна нава була ширше бічних і вища за них. В різних романських центрах проблеми склепінь і освітлення вирішували по різному. Дахи на дерев'яних кроквах були легші за кам'яні, не вимагали товстих стін, під ними створювали низки вікон, що економило будматеріали і давало достатнє освітлення центральної нави. Саме так будують більшість сакральних споруд в Італії, в Саксонії і Чехії, в французькій Нормандії. В 11 — 12 ст. відроджуються стінописи і монументальна скульптура, що перебували в занепаді. Романська архітектура Італії не мала єдиного художнього центру, формувалась в умовах відокремленості земель, в умовах наслідування античних зразків, традицій і технік і значному впливі світських тенденцій. Серед її значущих центрів — Сицилія і Палермо, Піза, Ломбардія і Мілан, Венеція. Художня школа в Римі сформується століттями пізніше і розквітне в 15 −16 століттях.
Піза пережила короткий, але блискучий період піднесення в 10-12 століттях. Її піднесення базувалось на морській торгівлі з Константинополем та мусульманськими країнами. Ентузіазм від перемоги над сарацинами 1063 р. спонукав увічнити подію створенням нового релігійного центру. Його особливості — розташування не в центрі міста, а на околиці, на площі П'яцца-дей-Міраколі, поряд з шляхами на Лукку та порт. Новий комплекс споруд мав і символічне значення — шлях людини від народження, хрестин, життя і до смерті. Звідси — розміщені поряд баптистерій (хрещальня), собор, дзвіниця і цвинтар . Хрещальню (за тогочасними вимогами ритуалу) будували окремо від храму, неофіти входили в храм лише після хрестин. Надзвичайно ефектно використані аркади — закладені і відкриті. Вони і декорують стіни ззовні, і візуально полегшують їх, особливо баптистерій і циліндричну дзвіницю. Похилена вежа Пізанської дзвіниці паморочитиме голову не одному поколінню архітекторів і інженерів і стане однією з візитівок країни.
Значущим центром романської стилістики була Венеція. Тісні зв'язки з Візантією сприяли значним культурним запозиченням, але не стримували заздрості, конкурентної боротьби і навіть агресії. Запозичення вітались, але місцеві культурні завдання вирішувались окремо і специфічно для Венеції. Це добре відбилося в створенні собору Св. Марка (будівництво в 1063—1085 рр., добудови і декор — 13, 14, 15, 17 ст.). В його основі — візантійська схема, яку остаточно приховали добудови і пізній декор. На початку 13 ст. після пограбування Константинополя, фасад храму прикрасили як вивезеними колонами, так і бронзовими, ще античними фігурами коней. Спірітуалізм, візантійські канони відкинуті заради урочистості, декоративності, неприхованої демонстрації військовими трофеями.
Більше романського, важкого і спрощеного — в соборах на острові Торчелло (1008 рік) і в Каорлі, в соборі острова Мурано (12 ст.). Запозичення візантійських схем характерніше для венеційських мозаїк.
Могутній поштовх до розвитку отримав і венеційський живопис. В основі — візантійський іконопис і його канони. Але у венеційців культивують урочистість, досить вільне ставлення до канонічних вимог і яскраві фарби. Венеційські ікони і схожі, і не схожі з візантійськими навіть на ранніх етапах. Тло може бути золотим і чорним, на ньому фантазійна архітектура зі знаковим зображенням навіть уславленого Маяка в Александрії Єгипетській (у Паоло Венеціано), шати священиків і святих місцеві — вказівка, що це саме католики, а не візантійці (венеційські поліптихи, сцени з життя св. Джуліани, дива св. Марка). Венеційський живопис довго борсатиметься в межах старих візантійських схем і новітніх вимог, поки не вибухне оригінальністю композицій і деталей у Марко Базаіті, Чіма да Конельяно, Карпаччо, Джованні Белліні, ранніх Джорджоне, Лоренцо Лотто і Тиціана, Паоло Веронезе та Тінторетто, які стануть вищим досягненням венеційської школи.

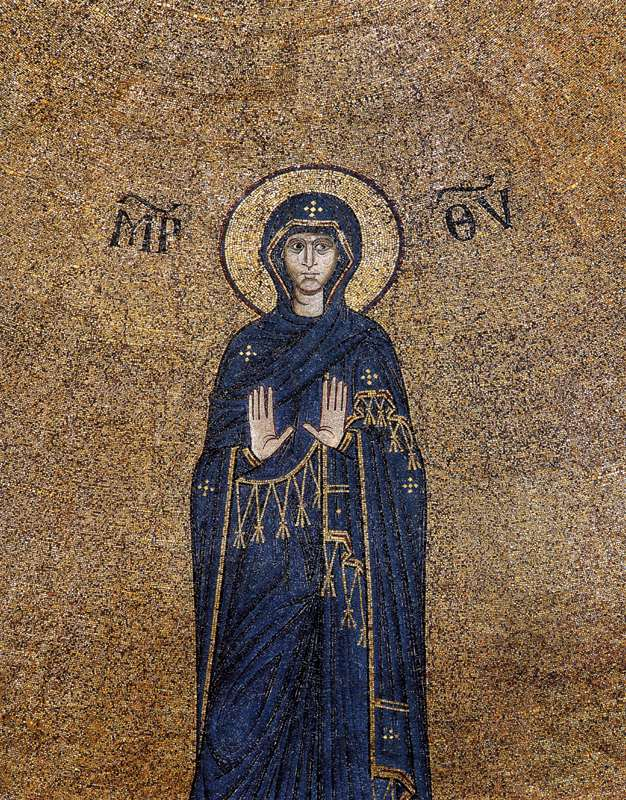
Богородиця в соборі Санта-Марія е Донато, острів Мурано.
Вівтарна мозаїка візантійських майстрів 12 ст. на острові Торчелло.
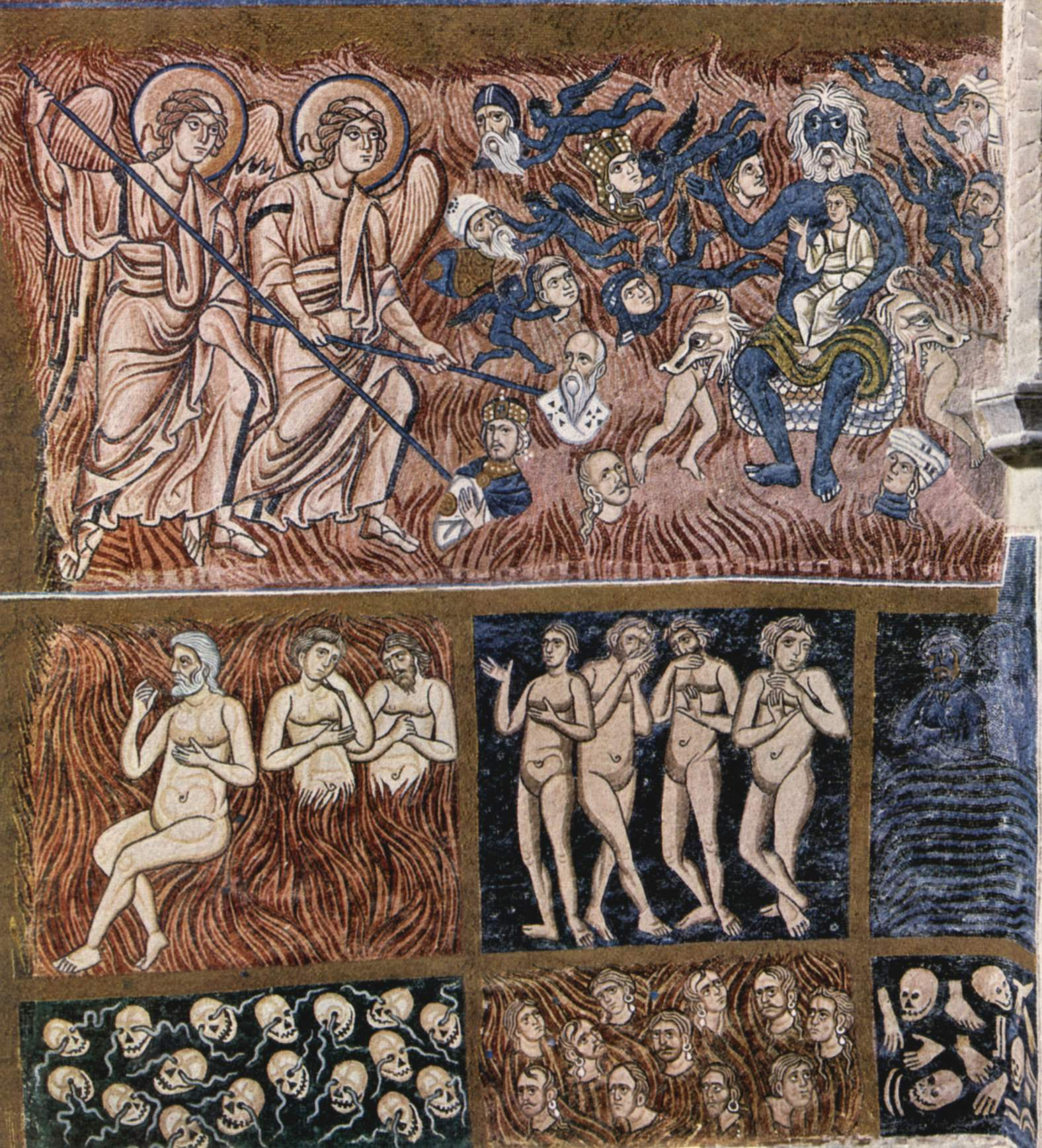
Візантійський мозаїчист на Торчелло. «Страшний суд», 12 ст.
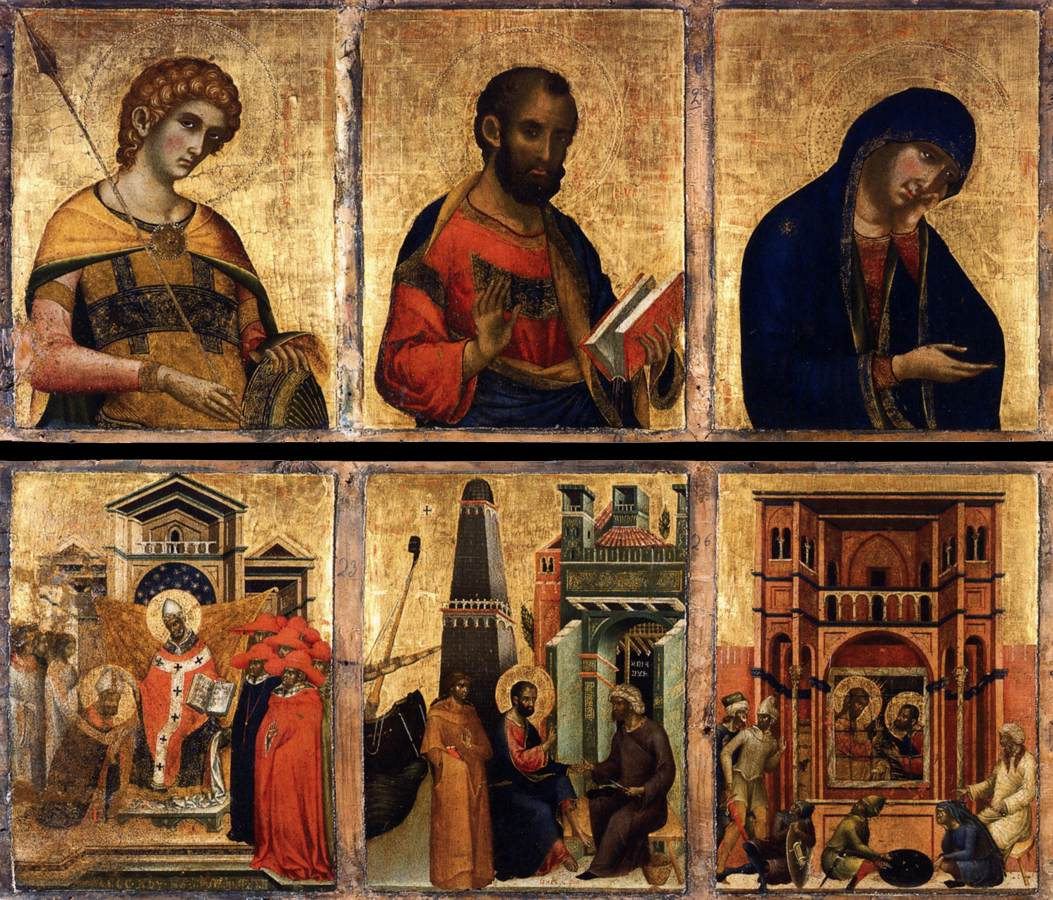
Худ. Паоло Венеціано. Частини поліптиху, Музей Марчіано, Венеція
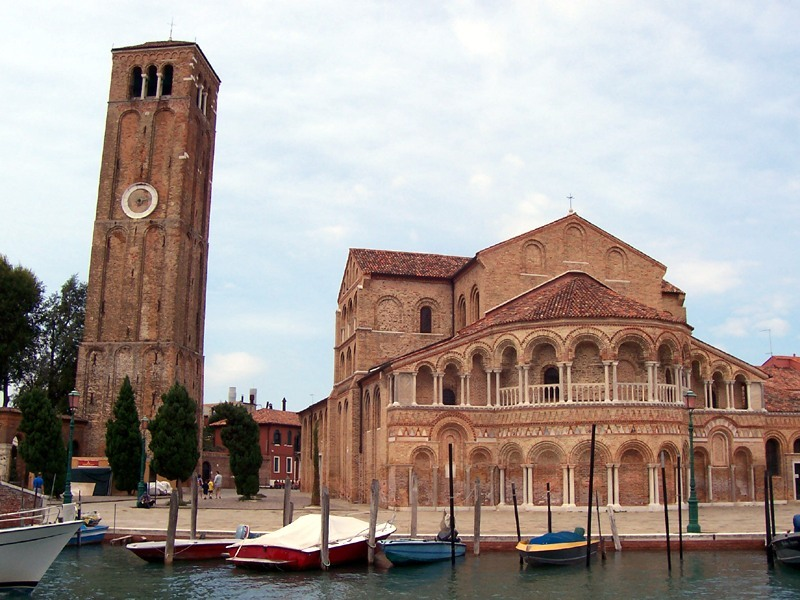
Острів Мурано, собор Санта-Марія е Донато

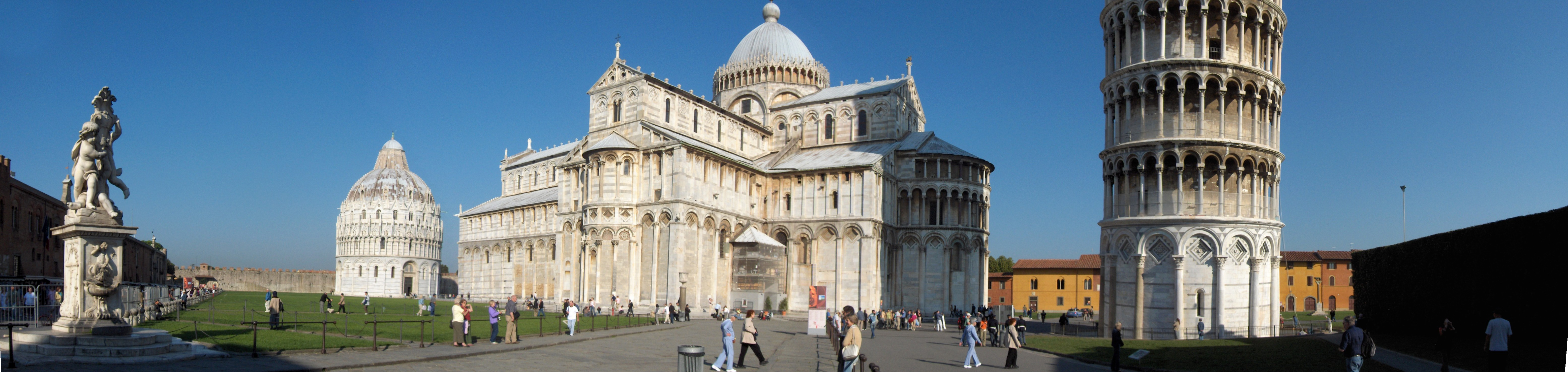
Середньовічна площа П'яцца-дей-Міраколі у місті Піза

## Готика

### Доготичний та готичний живопис

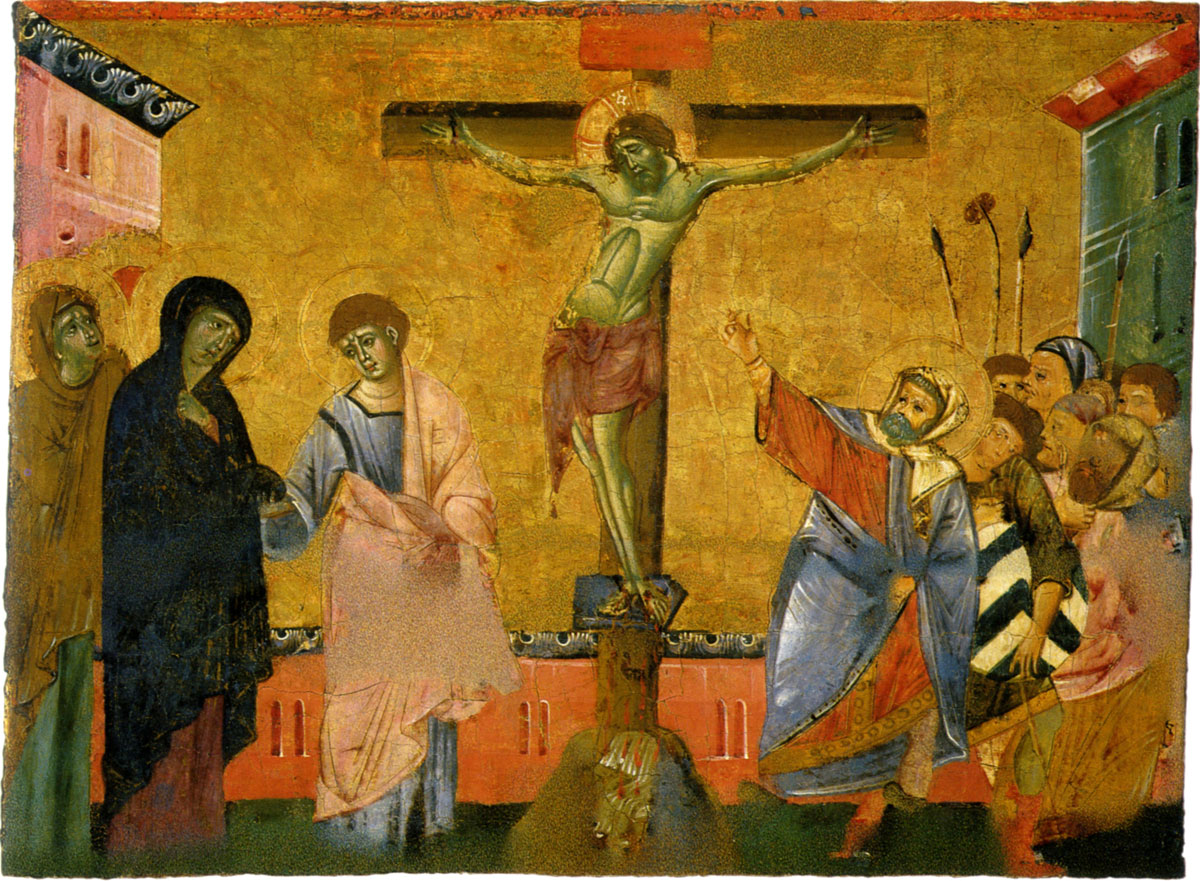
Гвідо да Сієна. «Голгофа», до 1280
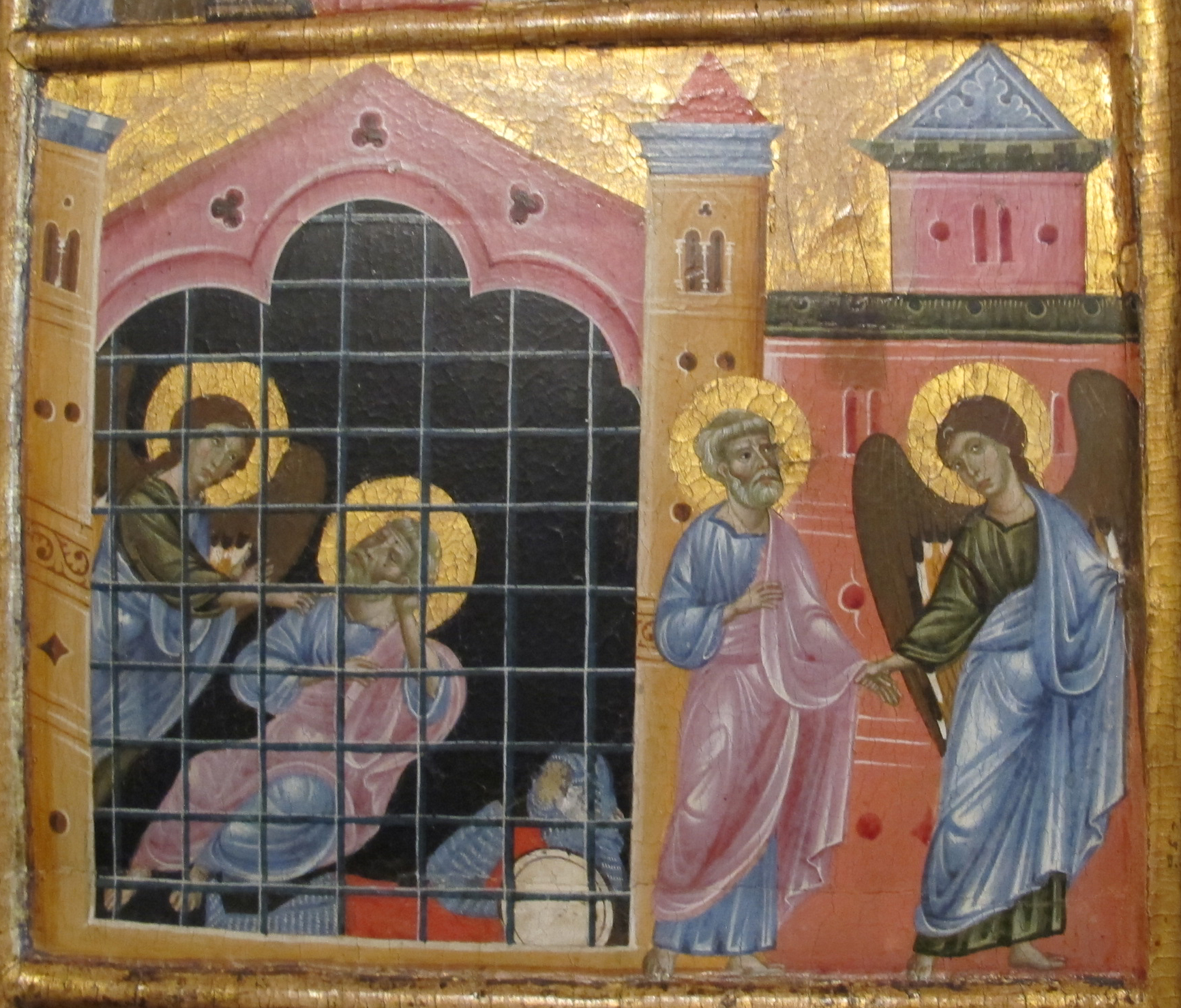
Гвідо да Грациано. «Вивільнення Св. Петра із в'язниці», до 1302 р., Національна пінакотека, Сієна
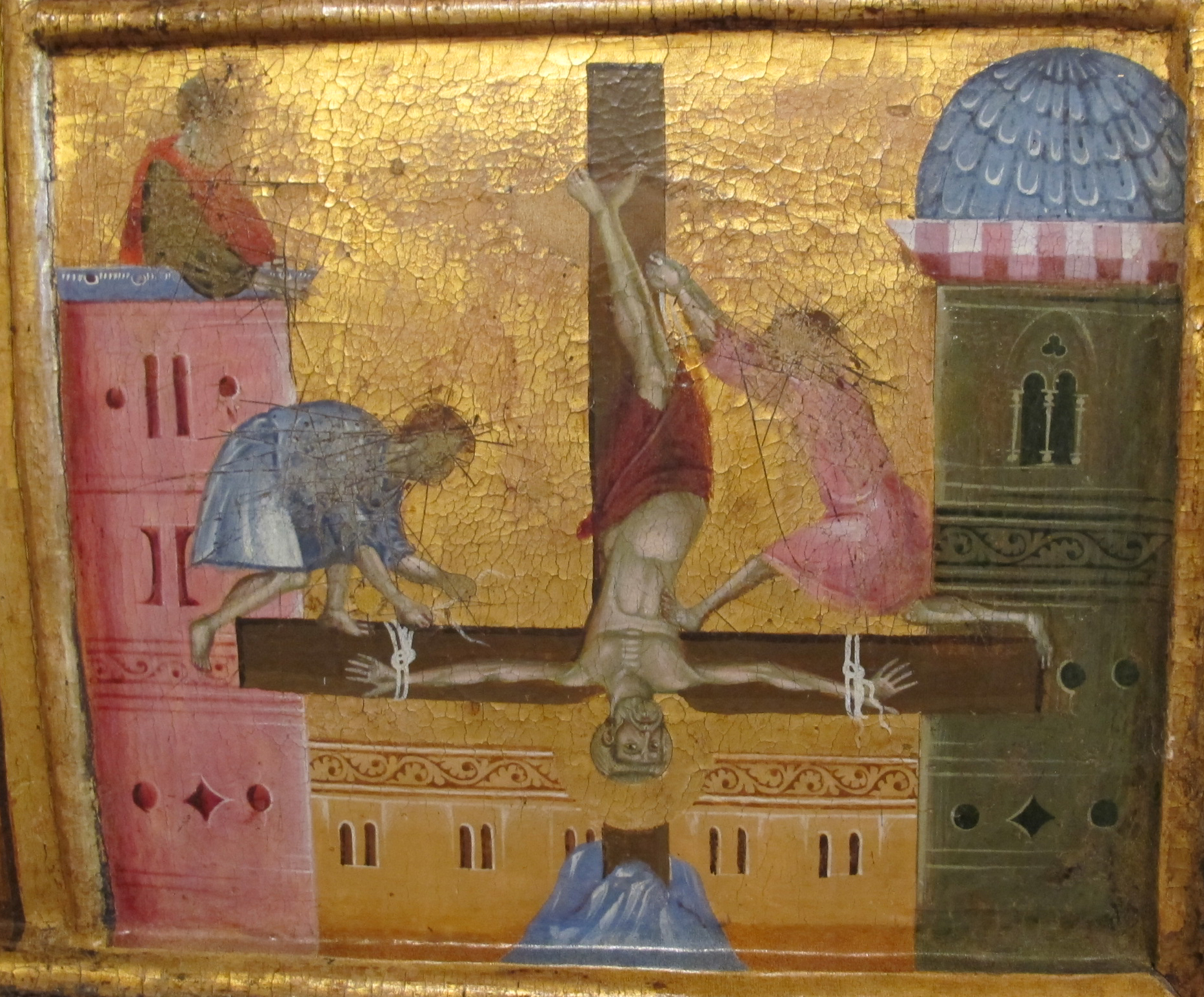
Гвідо да Грациано. «Розп'яття апостола Петра униз головою», до 1302 р., Національна пінакотека, Сієна
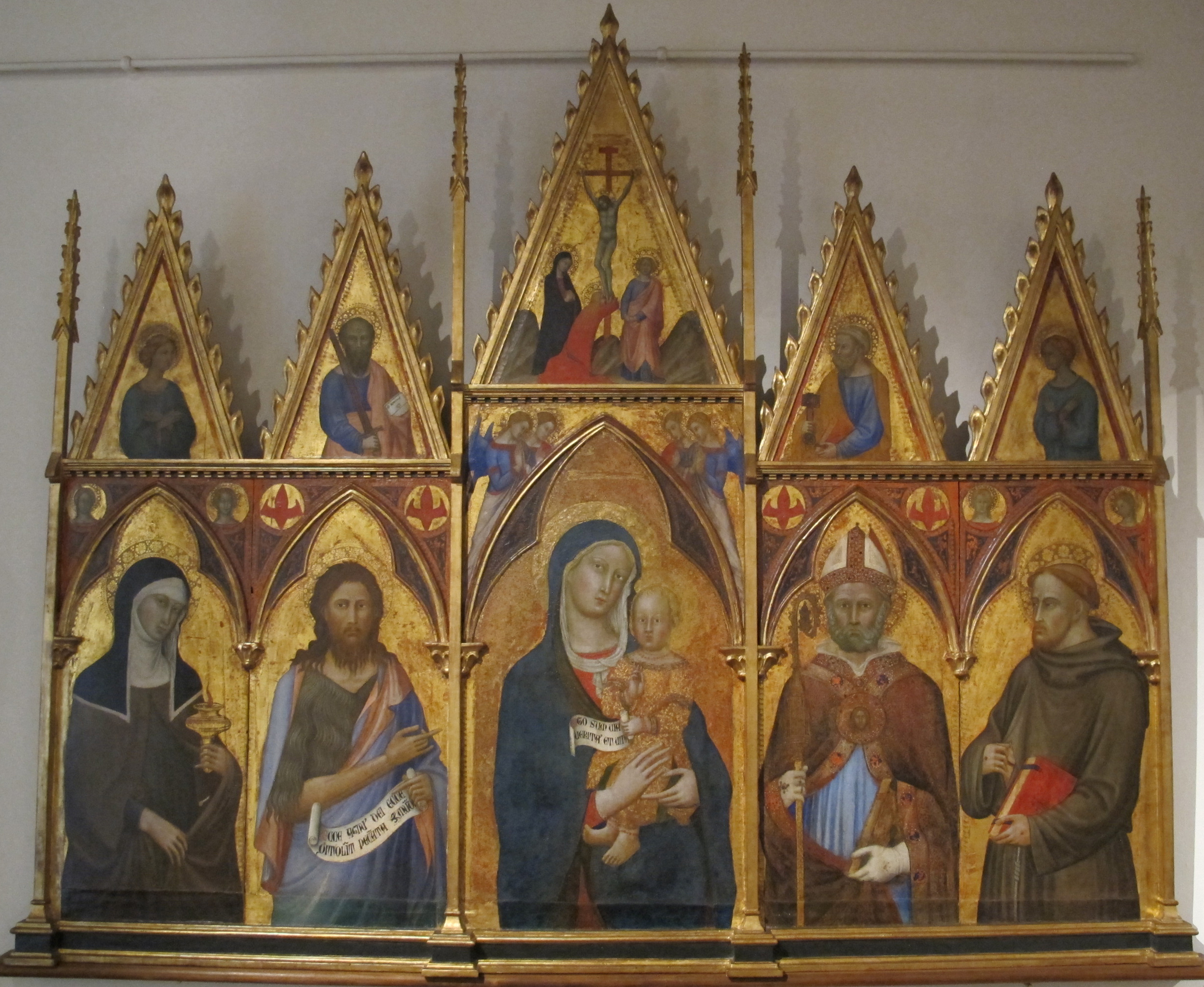
Якопо ді Міно дел Пеллічіайо. «Мадонна з немовлям і святими», Національна пінакотека, Сієна
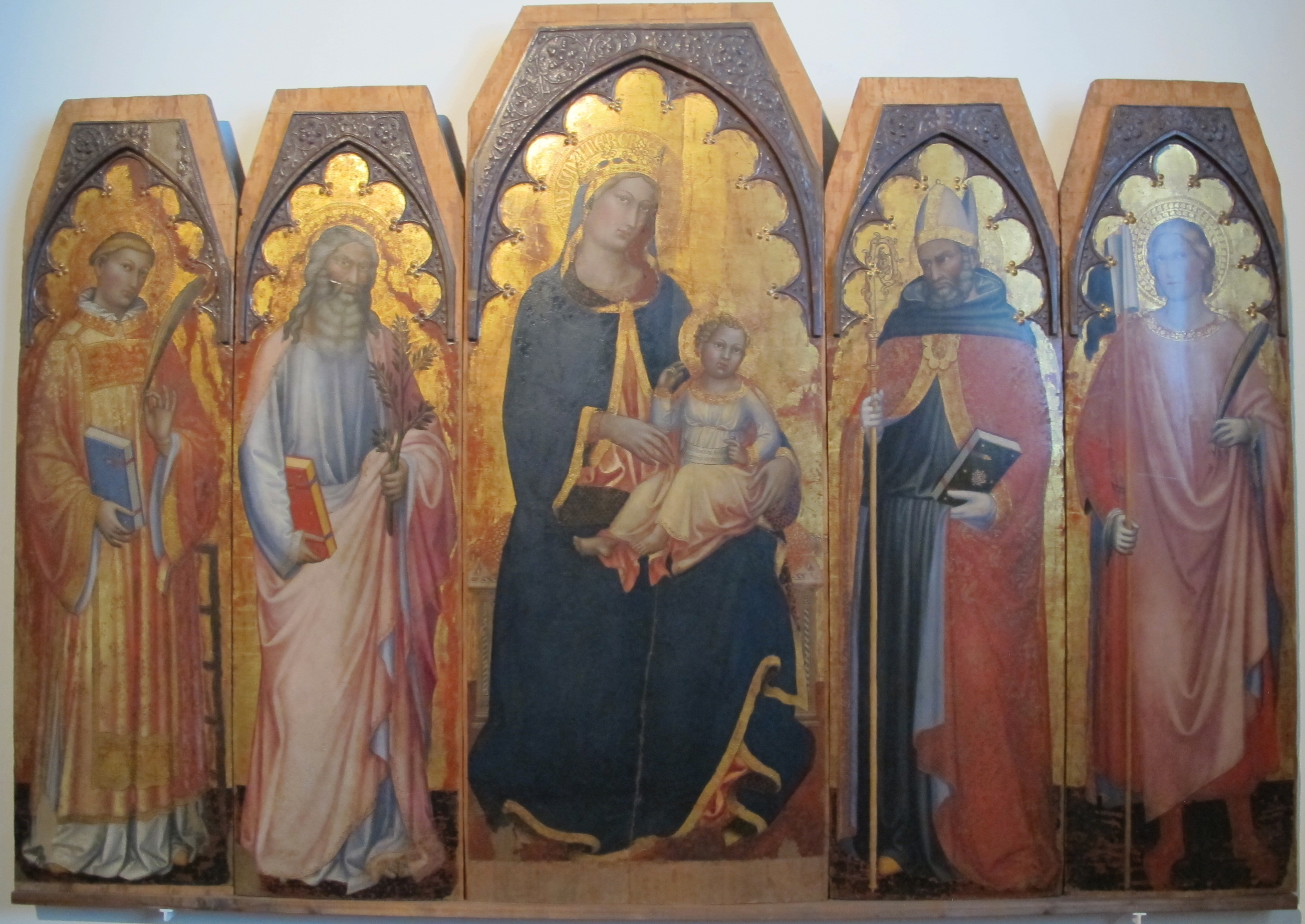
Мартіно ді Бартоломео. «Мадонна з немовлям і святими», Національна пінакотека, Сієна

### Особливості італійської готики

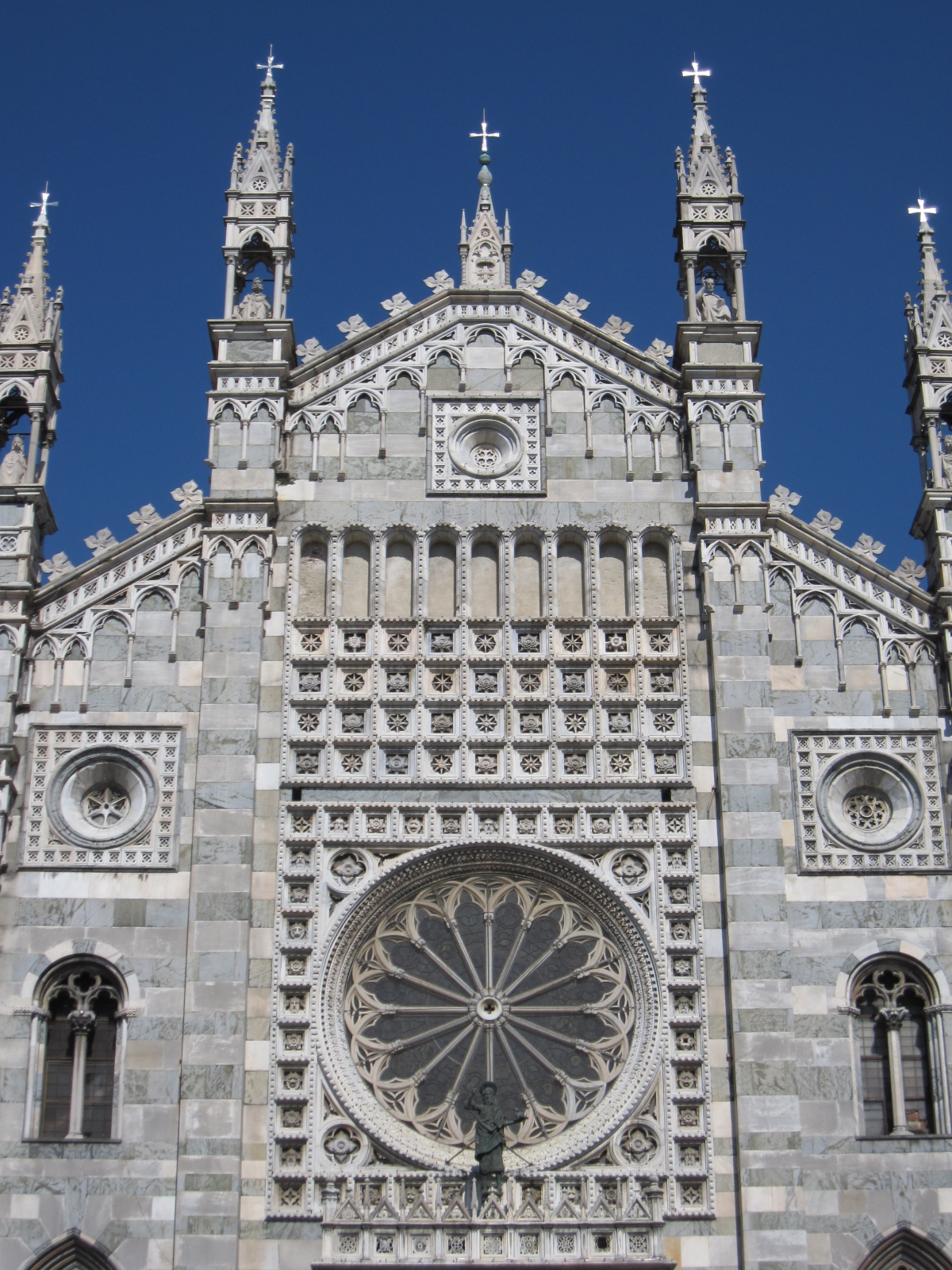
Катедральний собор, Монца, головний фасад.

Мистецтво посіло надзвичайне місце в свідомості і діяльності невеликих князівств Італії. Не тільки сакральна архітектура, а і створення бронзових монументів, суспільно значущих світських споруд, фресок, ікон — стало предметами уваги як простого люду чи купців, так і урядовців чи аристократії, що шукала політичної підтримки і популярності. Вже в 12-13 ст. Візантійська імперія та арабські країни були значно обмежені в використанні торговельних шляхів Середземномор'я, які перебрали на себе міста Італії. Італійські міста-держави Піза, Генуя, Венеція надзвичайно збагатилися в посередницькій торгівлі між країнами Сходу і слабкою Візантією та країнами Європи. Ремесла розквітли в містах Мілан, Сієна, Болонья, Флоренція. Накопичені багатства і були спрямовані на створення нових величних соборів, фортець, замків, палаців, урядових споруд. Риси своєрідності мала вже архітектура романської доби Італії та так званий інкрустаційний стиль. Останній виник в Італії через наявність різнокольорових покладів каменю і мармуру та через любов італійців до орнаменту. Архітектура 12-13 ст. в Італії не відрізнялась стильовою єдністю. Вже перші готичні споруди (Сієнський собор, собор в Орв'єто), незважаючи на значні розміри, не мають містичного спрямування вгору, а врівноважені, дивують поєднанням різнокольорового каменю з іншими засобами декору — мозаїками, тесаними деталями, рельєфами. Готичні впливи мали місце при створенні трьох відомих пам'яток Флоренції готичної доби — це Санта Марія Нуова, церква Санта Кроче та Санта Репарата (пізніше перейменована в Санта-Марія-дель-Фйоре). Але відразу впадали у око разючі відмінності. В церкві Санта Кроче (Святого Хреста) архітектори відмовилися від кам'яних склепінь. Їх замінили дерев'яними балками, що полегшило навантаження даху на опори. Стовпи опор можна було зробити на більшій відстані, а саму церкву — ширшою. Бічні нави поєднувались з центральною, що справляло враження єдиного і спокійного інтер'єру без значного потягу догори, притаманного соборам Франції та Британії. Наприкінці 13 ст. розпочато будівництво головного собору Флоренції — Санта Репарата. Проєкт споруди створив архітектор Арнольфо ді Камбіо, причетний до проєкту і будівництва і церкви Санта Кроче. Створення велетенського (153 м завдовжки) собору мало на меті зрівняти флорентійський собор з готичними соборами інших країн. Собор заплановано настільки великим, що в реальності вибудували значно коротшим в довжину при збереженні проєктної ширини в 40, 6 метри.
Ясна побудова і «зальність» притаманна і інтер'єру Санта Репарати, незважаючи на готичність стовпів і кам'яні склепіння без рясного малюнку нервюр. Відмінності були і в відсутності звичного трансепту та середхрестя. Замість нього Арнольфо ді Камбіо спроєктував велетенський восьмикутний хор, який планував перекрити — куполом. Купол — елемент архітектури, детально розроблений ще архітекторами Стародавнього Риму. Годі й шукати подібного рішення в проєктах і готичних спорудах Франції, «батьківщини» готики. Ясними, «зальними», позбавленими готичної переускладненості виглядають навіть плани нібито готичних споруд Флоренції — і Санта Кроче, і Санта Репарати. Ще за часів готики в Тоскані і Флоренції склалися умови для проторенесансу і тріумфального розвитку архітектури італійського Відродження. Купол в добу готики так і не змогли створити через технічну складність завдання. Величний купол таки створять, але в добу Відродження і в іншій стилістиці.
Найбільш «готичною» спорудою Італії став Міланський собор, зберігаючи і готичність, і парадоксальність. Цьому сприяли і географічна близькість столиці Ломбардії до Франції і Німеччини, і культурні, торговельні зв'язки з країнами по той бік Альп. Великий за розмірами (158 м завдовжки і 58 м завширшки), він був одним з найбільших храмів Західної Європи і типовим готичним довгобудом. Побудова собору розтяглася з 1386 року до 1906-го. За поземним планом Міланський собор нагадує сакральні споруди Німеччини. Але «німецький план» поєднується з ломбардським фасадом, що рясніє безліччю мармурових деталей і прикрас. Міланський собор справляє враження приземкуватої споруди, незважаючи на розміри і безліч башт, шпилів і башточок, що приховують його приземкуватість. Ще за часів Стародавнього Риму тут стояв храм богині Мінерви. В середньовіччя його замінили дві церкви — Санта Текта та Санта Марія Маджоре, які остаточно зруйнували в 16 ст. Вивільнені площі і відвели під споруду Міланського собору. Первісний план створив архітектор Марко ді Кампіоне. За його планом мав виникнути комплекс сакральних споруд, який так і не був реалізованим. За планом Марко ді Кампіоне — собор мав розпланування у вигляді латинського хресті і п'ять нав. Але протягом п'ятисот п'ятдесяти років до побудови Міланського собору були причетні сто вісімдесят (180) різних архітекторів, скульпторів, художників, що обумовило парадоксальність його побудови і декору в різних стилях. В Європі — це найбільша споруда, цілком вибудувана з мармуру.

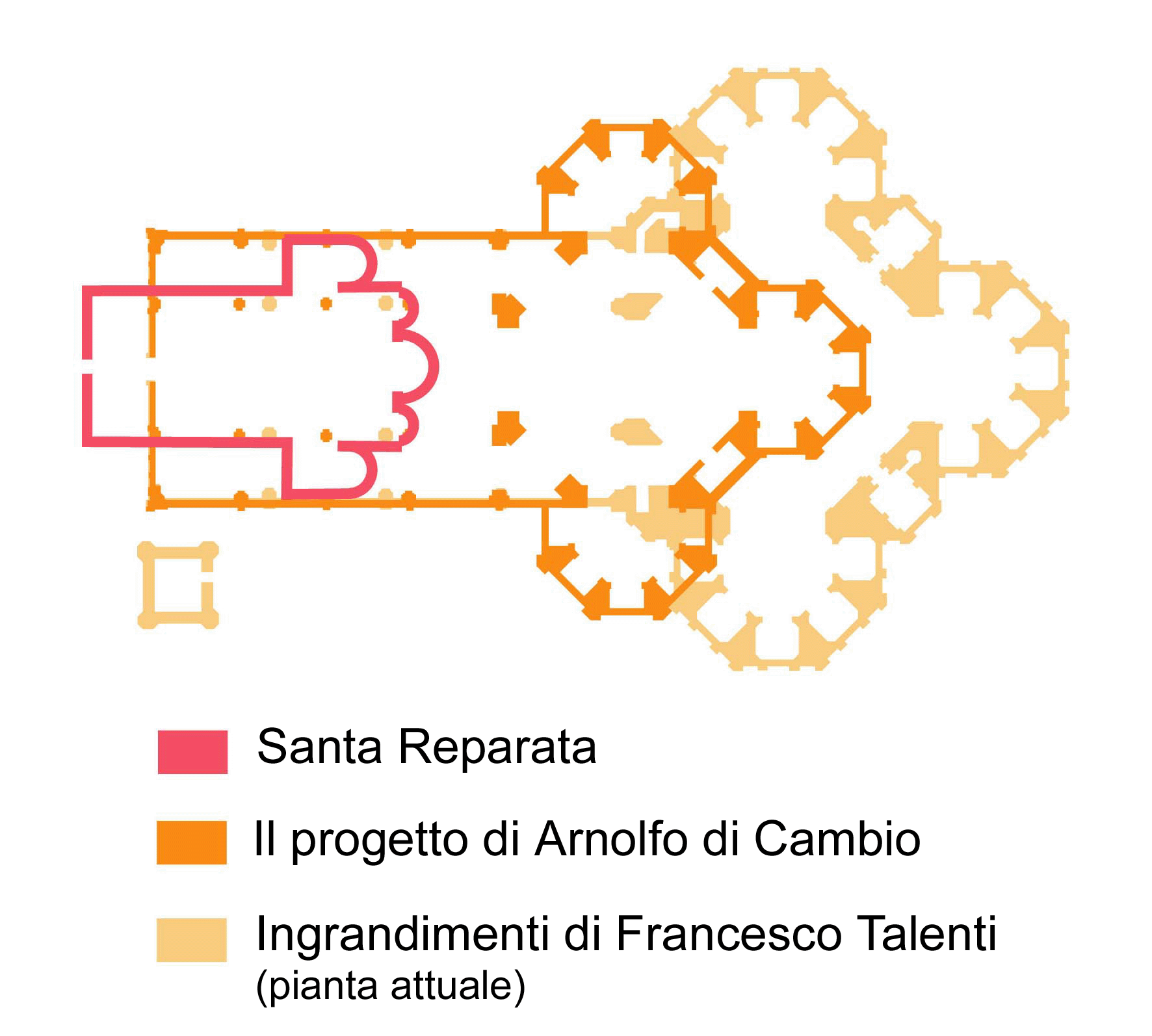
Санта Репарата і проєкт Арнольфо ді Камбіо
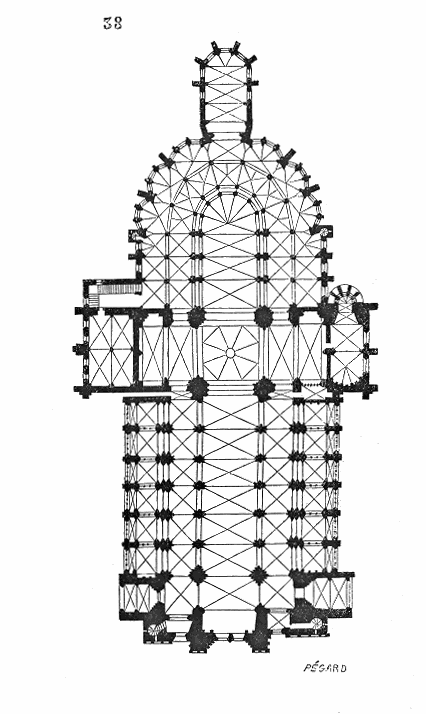
Нотр Дам в Кутансе, Франція, план
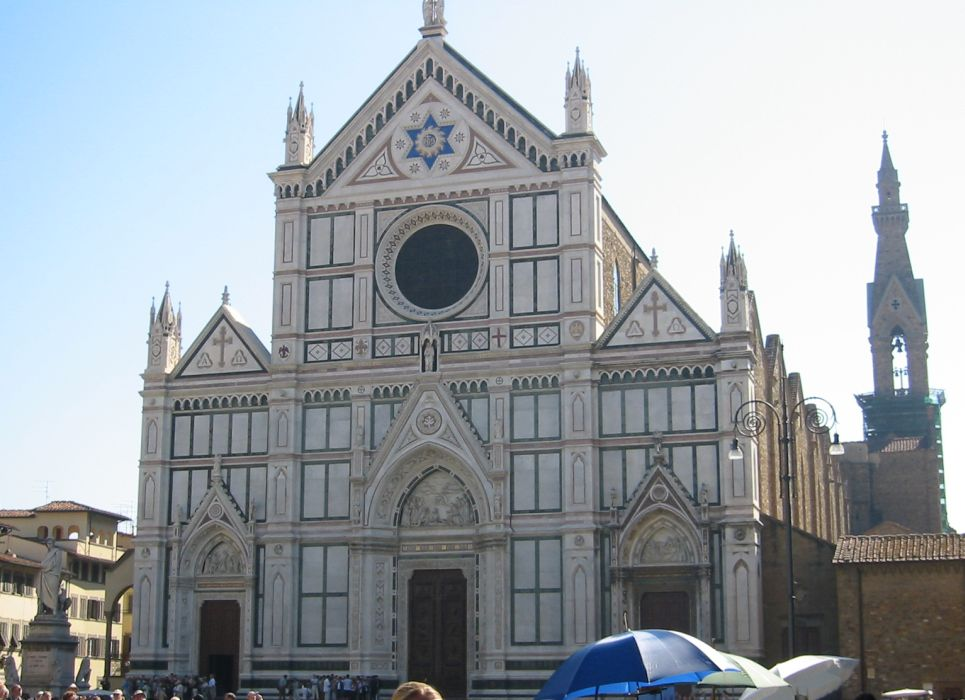
Санта Кроче, Форенція
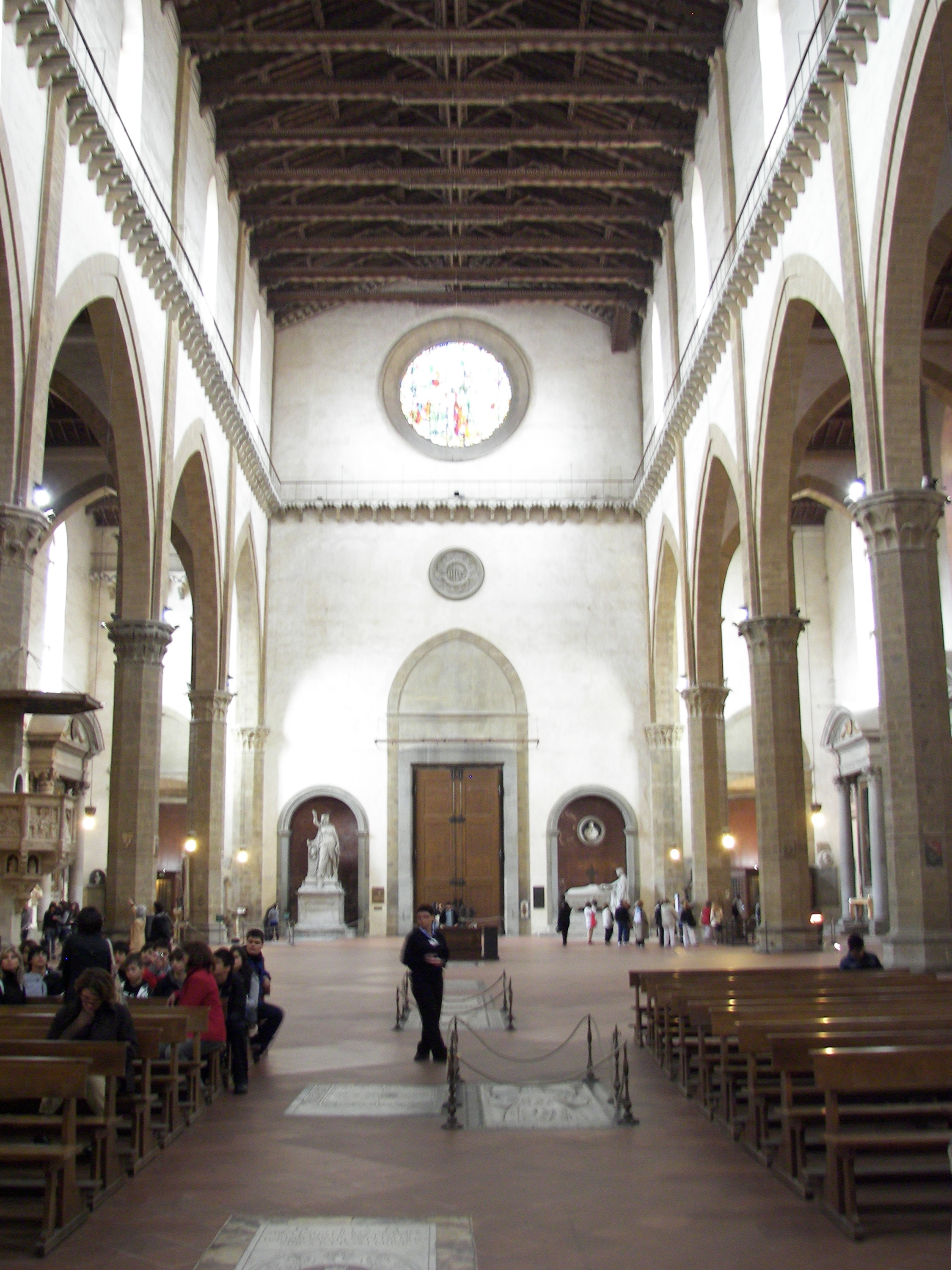
Санта Кроче, інтер'єр
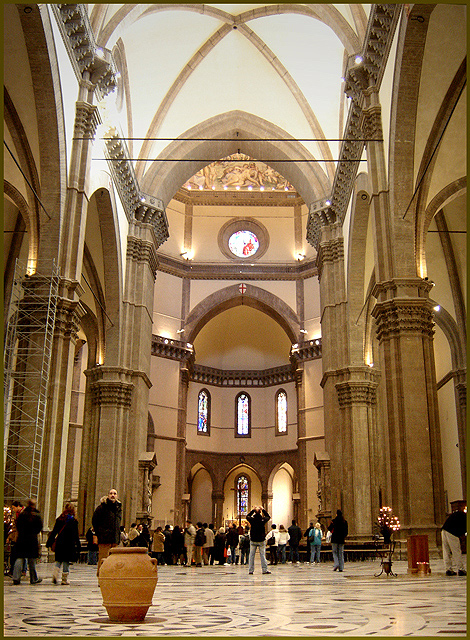
Санта-Марія-дель-Фйоре, інтер'єр
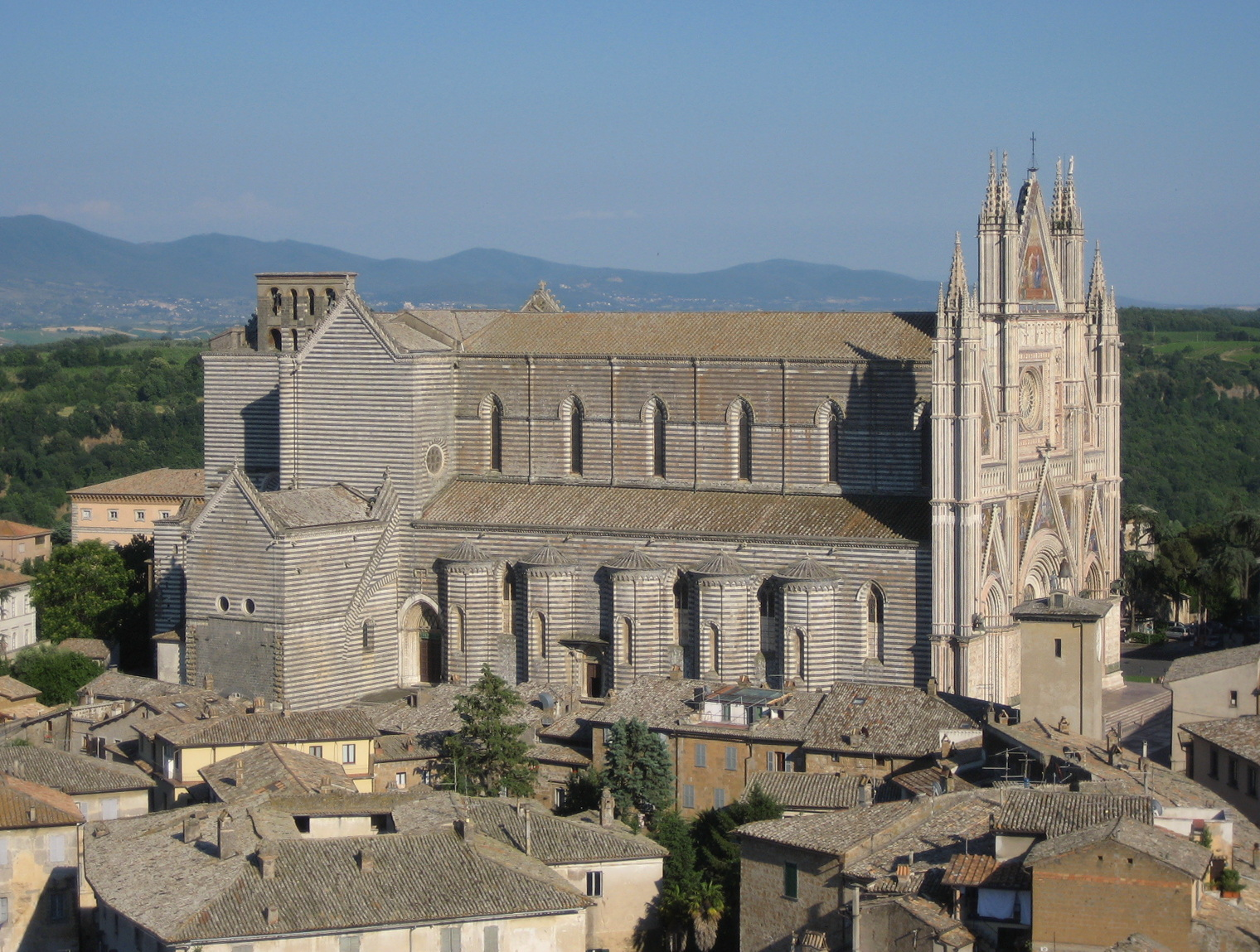
Собор в Орв'єто
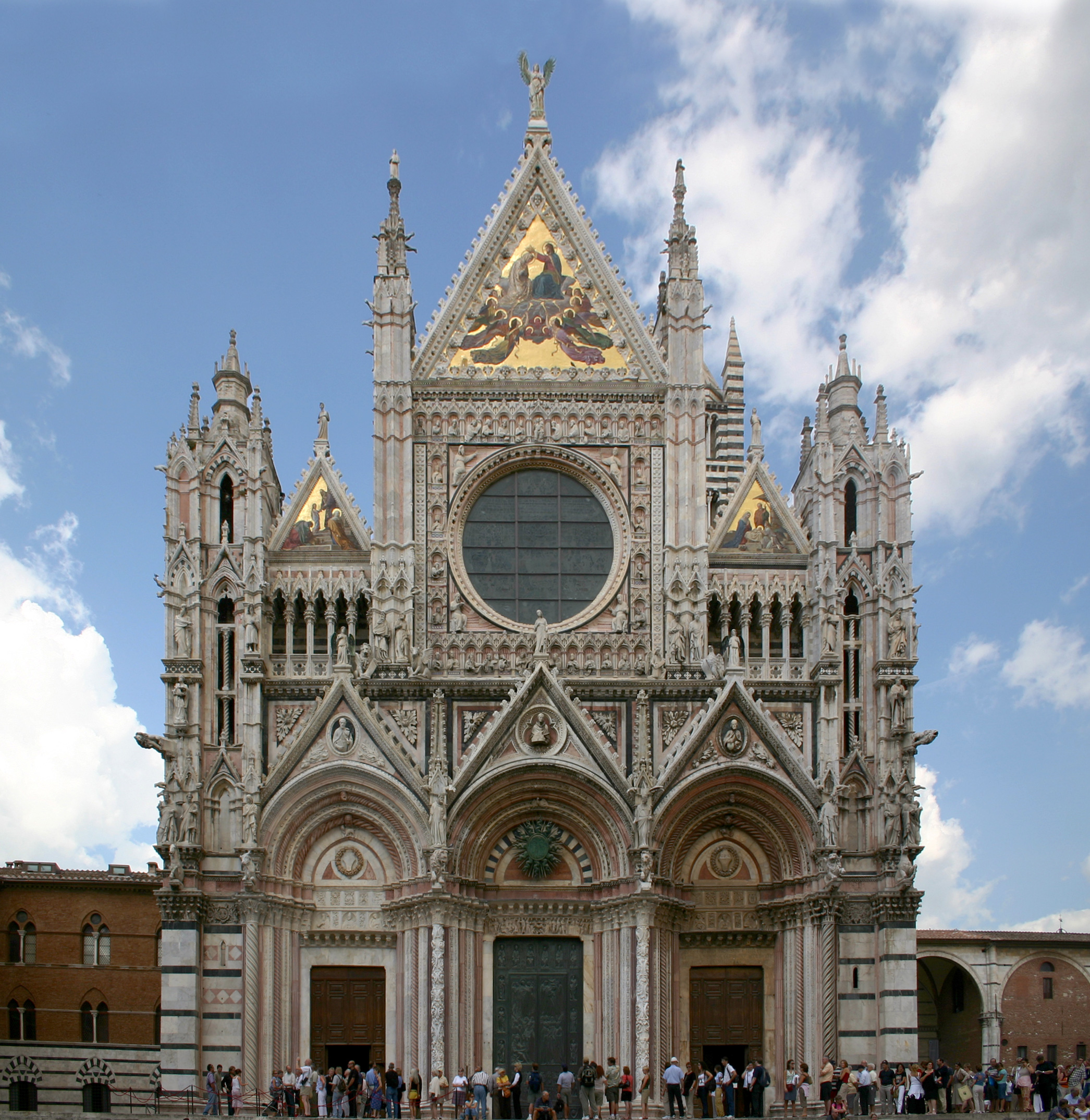
Сієнский собор. Західний фасад
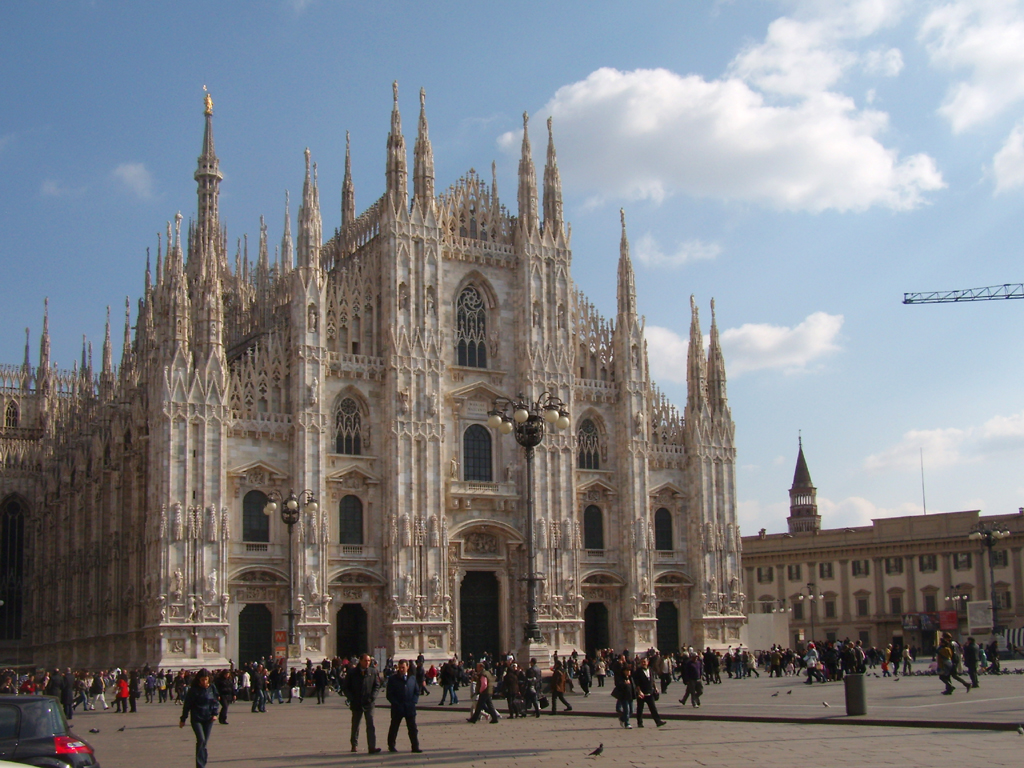
Міланський собор
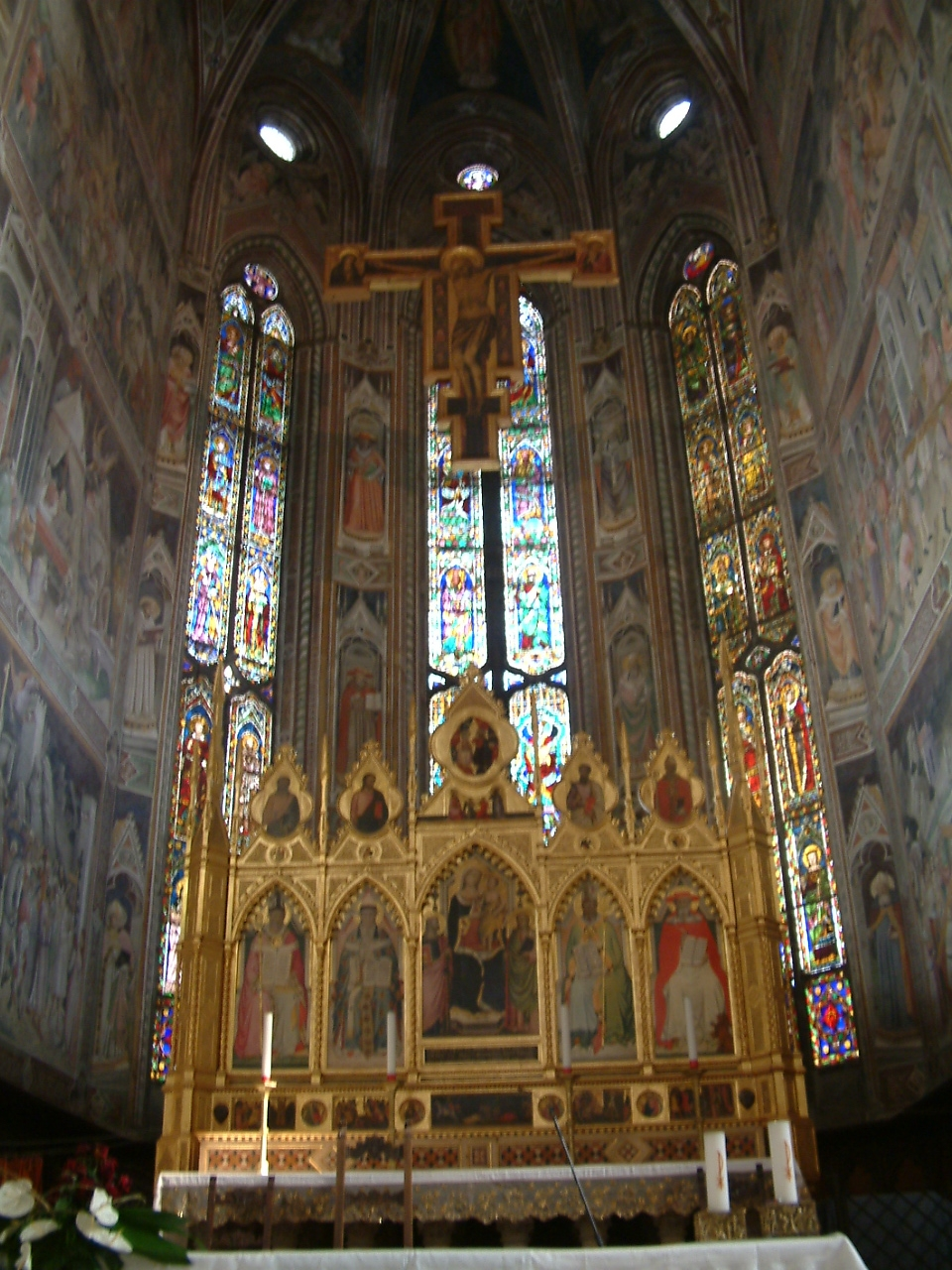
Вівтар в Санта Кроче

## Передвідродження (проторенесанс)

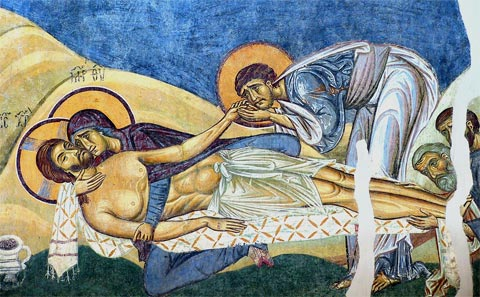
Монастир Святого Пантелеймона, Нерезі (біля Скоп'є). Візантійська фреска «Оплакування Христа», 1164

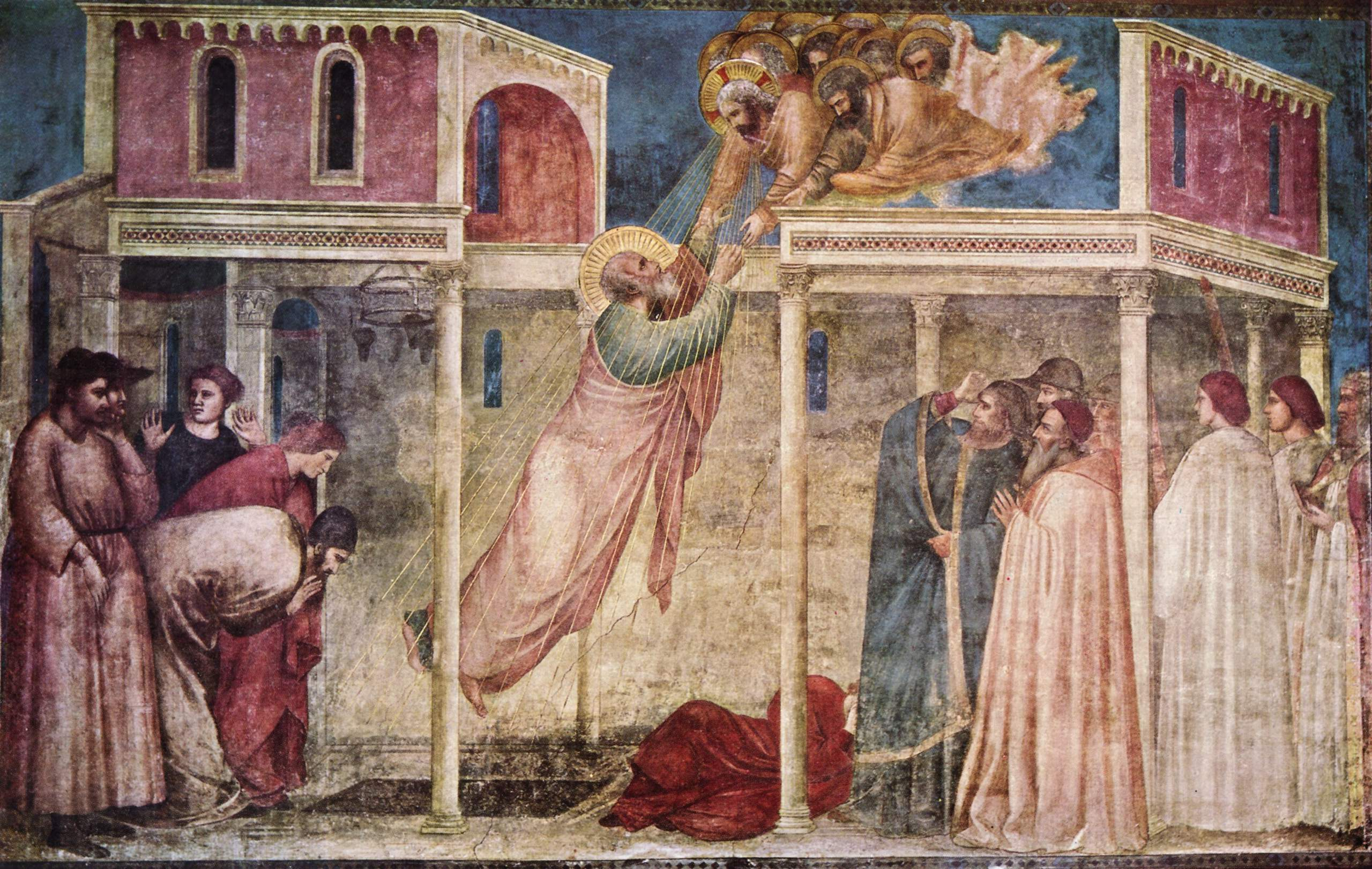
Худ. Джотто ді Бондоне. Вознесіння Св. Івана Богослова, каплиця Перуцци

Передвідродження (або проторенесанс з французької) — важливий етап розвитку італійської культури і мистецтва, який розпочався в надрах пізнього романського стилю і місцевого варіанту готики. За часом — це 13 — 14 ст. Науковий термін «проторенесанс» запропонував швейцарський науковець Якоб Буркгардт, що помітив нові тенденції в розвитку мистецтва Італії ще 11-13 століть. На цей період на Аппенінах прийшлися пришвидшення історичного процесу, зростання міст і активності їх мешканців, розвиток ремесел і ремісничих технік, формування комун, успіх проведених антифеодальних реформ.
Формальних змін і внесення призабутих (античних чи елліністичних) рис зазнали скульптура, декоративне мистецтво, стінописи. Адже давньоримське надбання, античні техніки і форми ніколи не зникали з обріїв італійської культури. Італійська готика має більш упорядкований і врівноважений характер, ніж у сусідніх народів (споруди Арнольфо ді Камбіо). Більш-менш античні риси притаманні «готичній» за часом італійській скульптурі (Нікколо Пізано, Якопо делла Кверча).
Живопис, починаючи з 12-13 ст., починає відігравати все більш значущу роль в становленні і розвитку європейської художньої культури. Західноєвропейський живопис повільно відходить від статичних, застиглих схем в бік ще несміливого руху, динаміки. До того ж живопис — найбільш пристосований до передачі будь-якого сюжету чи відверто умовної ідеї. Візантійська художня традиція ще зберігає привабливість для західноєвропейських художників, але вони вже самі здатні запропонувати нові деталі, нове розуміння простору і часу, нові композиції, бо мало рахуються з жорсткими канонами.
Риси надзвичайності і несхожості в порівнянні з живописом Візантії отримав і італійський живопис — монументальний та станковий, завдяки зусиллям Джотто, Ченні ді Пепо (відомішого як Чімабуе), П'єтро Кавалліні, Дуччо ді Буонінсенья. Спірітуалізм візантійських зразків доповнюють психологізмом і емпіричними пошуками перспективи, спробами відтворити глибину простору на площині стіни (пізні стінописи Джотто). Відчутна правдивість, достовірність і своєрідна чуттєвість, драматизм подій були притаманні не тільки персонажам і сценам Джотто або Чімабуе, а і тогочасній літературі (поезія школи «солодкий новий стиль», Данте). Передвідродження — як явище мистецтва, мало місце лише в історії Італії. Але його настанови не пропали, а знайшли підтримку і творче продовження в діяльності нових поколінь італійських митців від Мазаччо і Паоло Учелло до Мікеланджело Буонарроті.

## Ранній Ренесанс

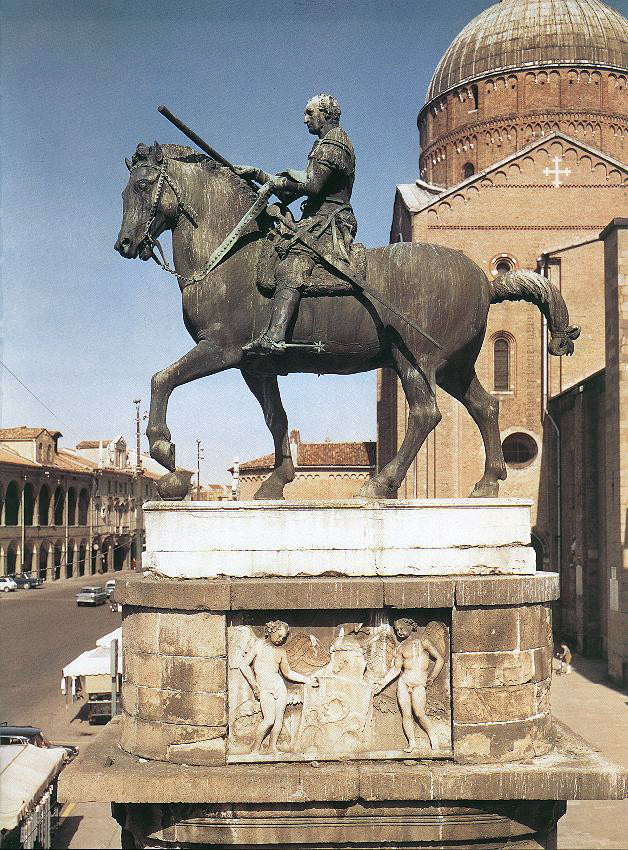
Донателло. Монумент вояку Еразмо ді Нарні, Падуя.

### Скульптура
В Італії доби раннього Відродження розвиток скульптури випередив на деякий час розвиток інших різновидів мистецтва. Скульптура почала домінувати на площах міст і в перших зразках заміських вілл, в затишних садах, в оздобах фонтанів. Фонтани зі скульптурами набули такої популярності, що італійські зразки були запозичені в сади Англії, Франції, Чехії (Прага, фонтан в саду Королівського літнього палацу). Поетичний фонтан з невеличкою скульптурою став героєм драматичних вистав в театрі, а зразки фонтанів Італії купували і вивозили в вельможні маєтки навіть в 19 — 20 століттях (італійський фонтан з рельєфом амурів, сад і Воронцовський палац (Алупка) в Криму, садиби в Англії, маєтки в США тощо). Стосувалося це і фонтанних скульптур Джованні да Болонья (або Джамболонья) доби маньєризму, майстрів бароко.
Серед видатних скульпторів доби -
- Донателло (бл. 1386—1466)
- Лоренцо Гіберті (бл. 1378—1455)
- Якопо делла Кверча (1371—1438)
- Лука делла Роббіа (1400—1481)
- Антоніо Роселліно (1427—1478)
- Андреа дель Верроккйо (1435—1488)

### Коштовні італійські фрески
На етапі раннього Відродження надзвичайного поширення отримав фресковий живопис. Більшість італійських художників цього періоду — саме фрескісти. Творчість деяких з них ми знаємо тільки завдяки фрескам. Реформи фрескового живопису, розпочаті Джотто, стають школою для поколінь італійських митців. Монастирі змагаються в запрошенні на роботи відомих художників. Фрески-шедеври вкривають як стіни старих, ще готичних споруд, так і нових і в провінціях, і в мистецьких центрах. Фресками прикрашали як церкви, так і палаци, церковні і домашні каплиці, суспільно значущі споруди, як фасади, так і інтер'єри. Сюжети — Старий Заповіт (Створення Адама), сцени життя Марії і страсті Христові (Благовіщення, Таємна вечеря, Поцілунок Юди, Розп'яття, Оплакування Христа), танок смерті чи її тріумф, алегорії («Алегорія мудрого правління»), міфічні персонажі (Геракл, сивілли), батальні сцени («Перемога імператора Костянтина над Максенцієм»), фіксація подій папського двору («Заснування Ватиканської бібліотеки папою Сикстом IV»), значущі події дрібних герцогських дворів тощо.
Серед найбільш значущих фрескові цикли -
- Мазаччо (Каплиця Бранкаччі, «Диво з динарієм», «Вигнання з раю Адама і Єви» 1426—1428 рр, Флоренція)
- Пінтуріккьо (фрески апартаментів Борджа, Ватикан)
- Паоло Учелло («Створення Адама» 1431 р., «Гріхопадіння», «Історія Ноя», кінець 1440-х рр.)
- Пізанелло («Св. Георгій звільняє доньку царя Трапезунду» 1430-ті рр, ц-ва Сант Анастазія, Верона)
- П'єро делла Франческа («Перемога імператора Костянтина над Максенцієм» 1452—1466 рр, ц-ва Сан Франческо, Ареццо)
- Фра Анжеліко (Каплиця папи Миколая V, Ватикан)
- Лука Сіньореллі (Страшний суд 1499 р, собор, Орв'єто)
- Майстер Тріумфу смерти, («Воскресіння Христове», критий цвинтар Кампосанто, Піза)
- Андреа дель Кастаньйо (Вілла Пандольфіні, Ланьяйя, «Таємна вечеря», трапезна монастиря Сант Аполлонія, 1445-1450-ті рр., Флоренція)
- Беноццо Гоццолі («Поклоніння волхвів» 1459—1460 рр, каплиця палаццо Медичі-Рікарді)
- Філіппо Ліппі (вівтарна апсида 1452—1466 рр, собор в Прато)
- Алєссо Бальдовінетті (Каплиця кардинала Португальського 1466—1473 рр, ц-ва Сан Мініато аль Монте, Флоренція)
- Андреа Мантенья («Шлях Св. Якова до місця страти» 1440-ві рр, ц-ва Еремітані, Падуя, Камера дельї Спозі 1465—1488 рр, палац Гонзага, Мантуя)
- Доменіко Гірляндайо («Народження Діви Марії», «Винищення немовлят за наказом царя Ірода»)
- Мелоццо да Форлі («Заснування Ватиканської бібліотеки папою Сикстом IV» 1477 р, Ватиканська пінакотека)
- Філіппіно Ліппі (каплиця Строцци, ц-ва Снта Марія Новелла, Флоренція)
- Сандро Боттічеллі (Сикстинська каплиця, сцени з життя Мойсея 1482 р.)
- П'єтро Перуджино (Сикстинська каплиця, «Христос передає ключі від рая Апостолу Петру»)
- Франческо дель Косса (фрески палаццо Скіфанойя, «Місяці року» 1465—1470 рр, Феррара)
- Браманте («Філософи Геракліт та Демокріт» бл. 1480 р., Пінакотека Брера)
- Леонардо да Вінчі (Таємна вечеря 1486—1490 рр, Мілан)

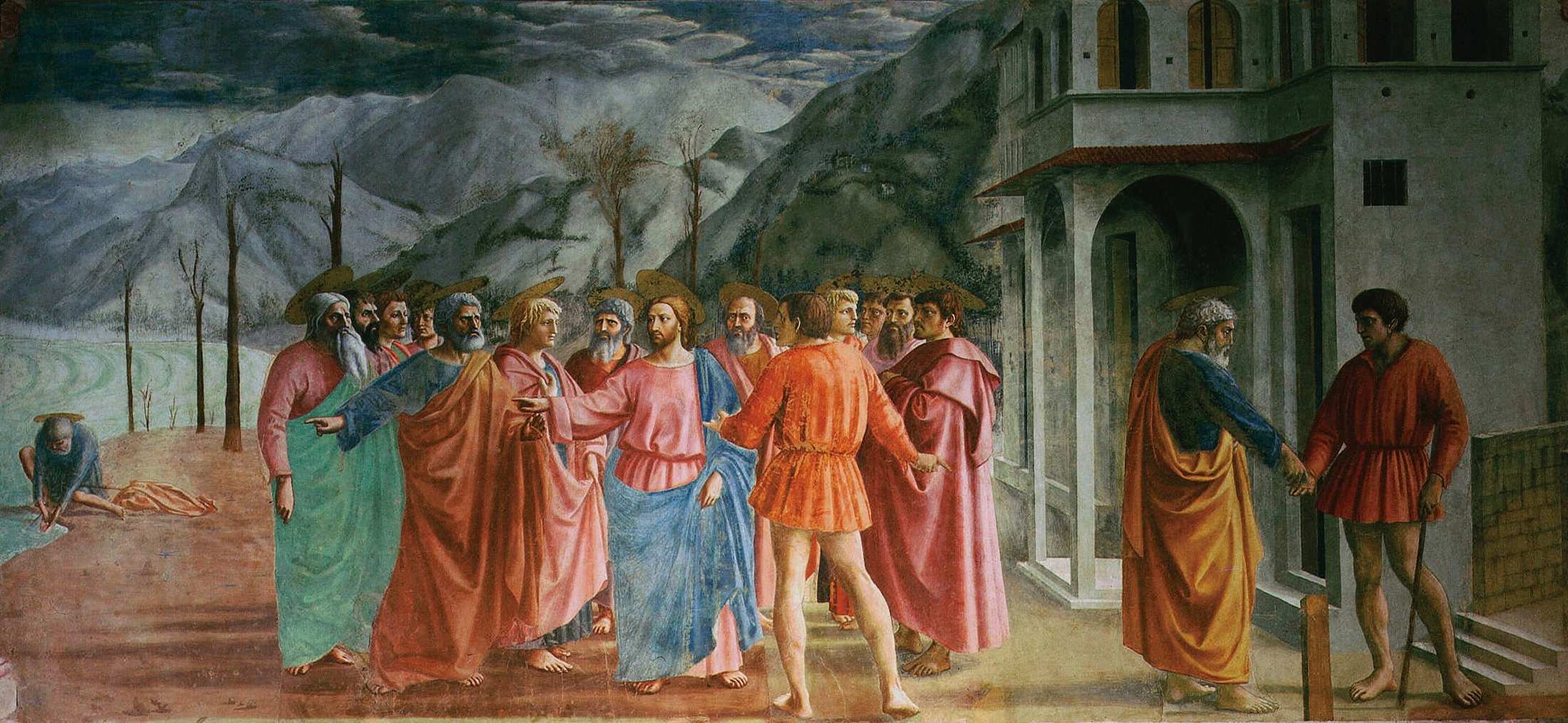
Фреска Мазаччо «Диво з динарієм»
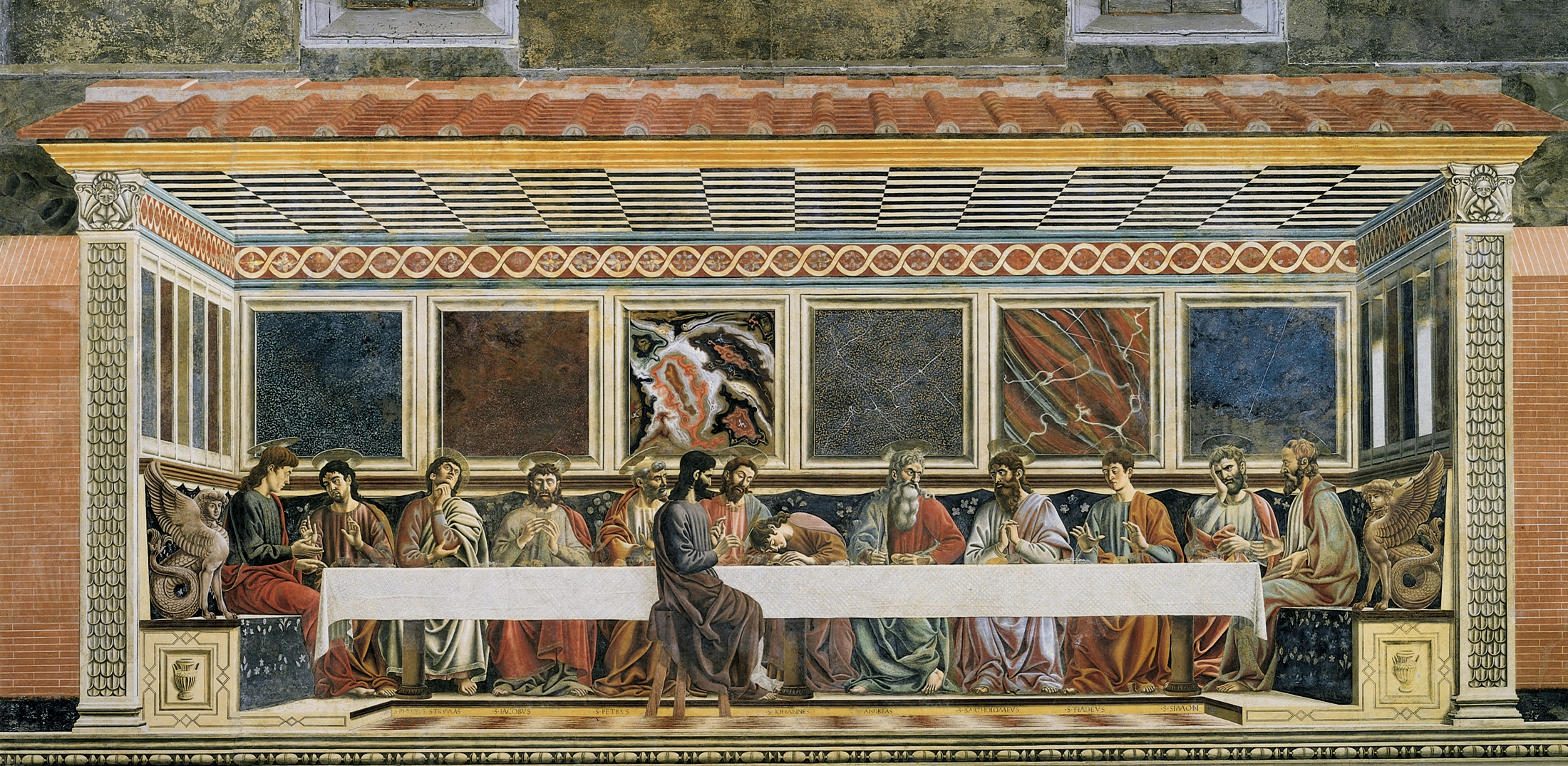
Кастаньйо, Таємна вечеря
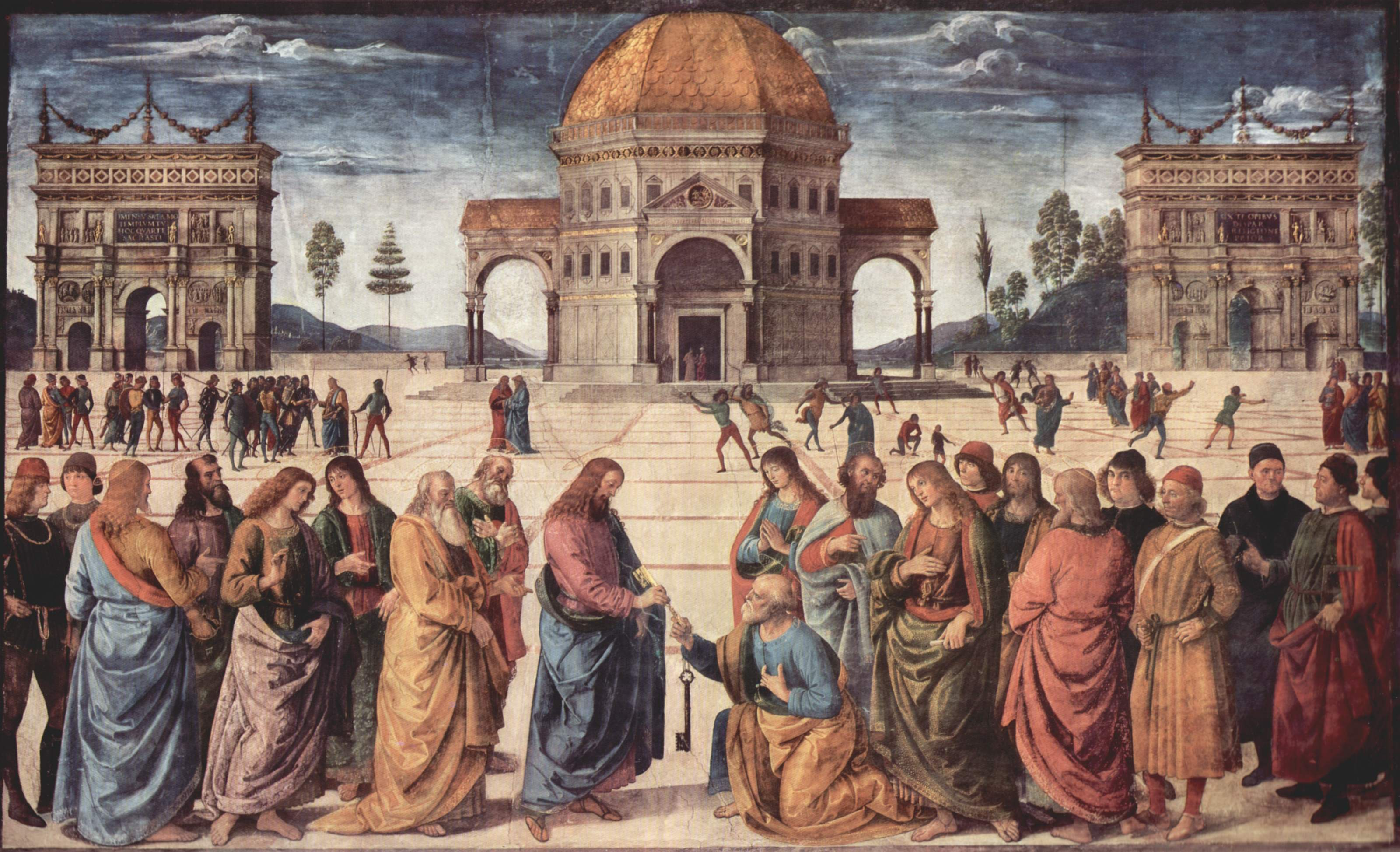
Перуджино, Сикстинська каплиця, «Христос передає ключі від раю Апостолу Петру»

### Стан в архітектурі 15 ст.
Намагання відродити також давньоримську, ордерну архітектуру оволоділи думками декількох теоретиків і архітекторів-практиків. Ще нема широкого кола замовників, не всі технічні засоби розроблені і випробувані. Але відродження ордерної архітектури відбулося в теоретичних працях Філарете і, особливо Альберті. Проєктами реставрації поруйнованих пам'яток Стародавнього Риму виглядає і архітектурне тло багатьох фрескових циклів італійських художників (у Фра Анжеліко, у Філіппо Ліппі і Беноццо Гоццолі, у Перуджино). Первісна кількість суто ренесансних споруд — невелика. Але саме вони зададуть головний напрямок розвитку італійської архітектури. Навіть купол флорентійського собору Санта-Марія-дель-Фйоре, котрий сучасники розглядали як перший зразок «нового стилю», був доведений до світового ліхтаря лише до 1434 року, а повністю вибудований до 1461-го.
Хронологія
- Виховний будинок для покинутих позашлюбних дітей, Флоренція (проєкт Брунеллескі, добудований Франческо делла Луна в 1445 р.)
- Каплиця Пацці (закінчена в 1446 р.)
- Палаццо Ручеллаї (закінчений в 1451 р.)
- ренесансна перебулова монастиря Сан Марко (арх. Мікелоццо, закінчена в 1452 р.)
- Палаццо Медичі-Рікарді, (закінчений 1460 р.)
- ренесансні добудови церкви Сан Лоренцо (без фасаду, арх. Манетті, 1460 р.)
- ренесансний фасад церкви Санта Марія Новелла (закінчений 1470 р.)
- Найбільш значуща пам'ятка ренесансної архітектури в далекій провінції — палац для Федеріго да Монтефельтро в гірському Урбіно (1468—1482 рр., арх. Лучано да Лаурана)
- Палаццо Строцци (закінчений напередодні 1490 р р.)

Реформатори флорентійського живопису (Мазаччо, Паоло Учелло, П'єро делла Франческа, Андреа дель Кастаньо) просто не могли увійти в нові ренесансні інтер'єри, бо їх ще не існувало. Цілком середньовічною була і залишилась архітектура — Сикстинської каплиці, де працюють Доменіко Гірляндайо, Перуджино, Сандро Боттічеллі, Пінтуріккьо.
Мистецтво кватроченто (і ширше — мистецтво відродження) — це мистецтво активних мешканців міст. Теоретики звернулись до створення проєктів ідеального міста — містобудівної ідеї створення такого міста, що досить бездоганне в аспектах безпеки, архітектурного образу, соціального устрою, гармонійно поєднане з навколишнім середовищем. При нагоді ці проєкти втілюють в реальність, як то було з ансамблевою забудовою містечка П'єнца, створеного за фінансової підтримки папи римського Пія II, бо він там народився (арх. Бернардо Роселліно). Орієнтувались і на конкретний містобудівний проєкт при розбудові міста Феррара — за сприяння феррарського герцога Ерколє І (арх. Б'яджо Россетті). Але ідея все ще лишається утопічною.
Однак, база для нової архітектури закладена. Від куполу флорентійського собору — прямий шлях до проєкту куполу собору Св. Петра в Римі (арх. Мікеланджело Буонарроті), а від палаццо Ручеллаї — до величних палаців і вілл Риму 16- 17 ст., до нових досягнень італійської і європейської архітектури.

Купол флорентійського собору
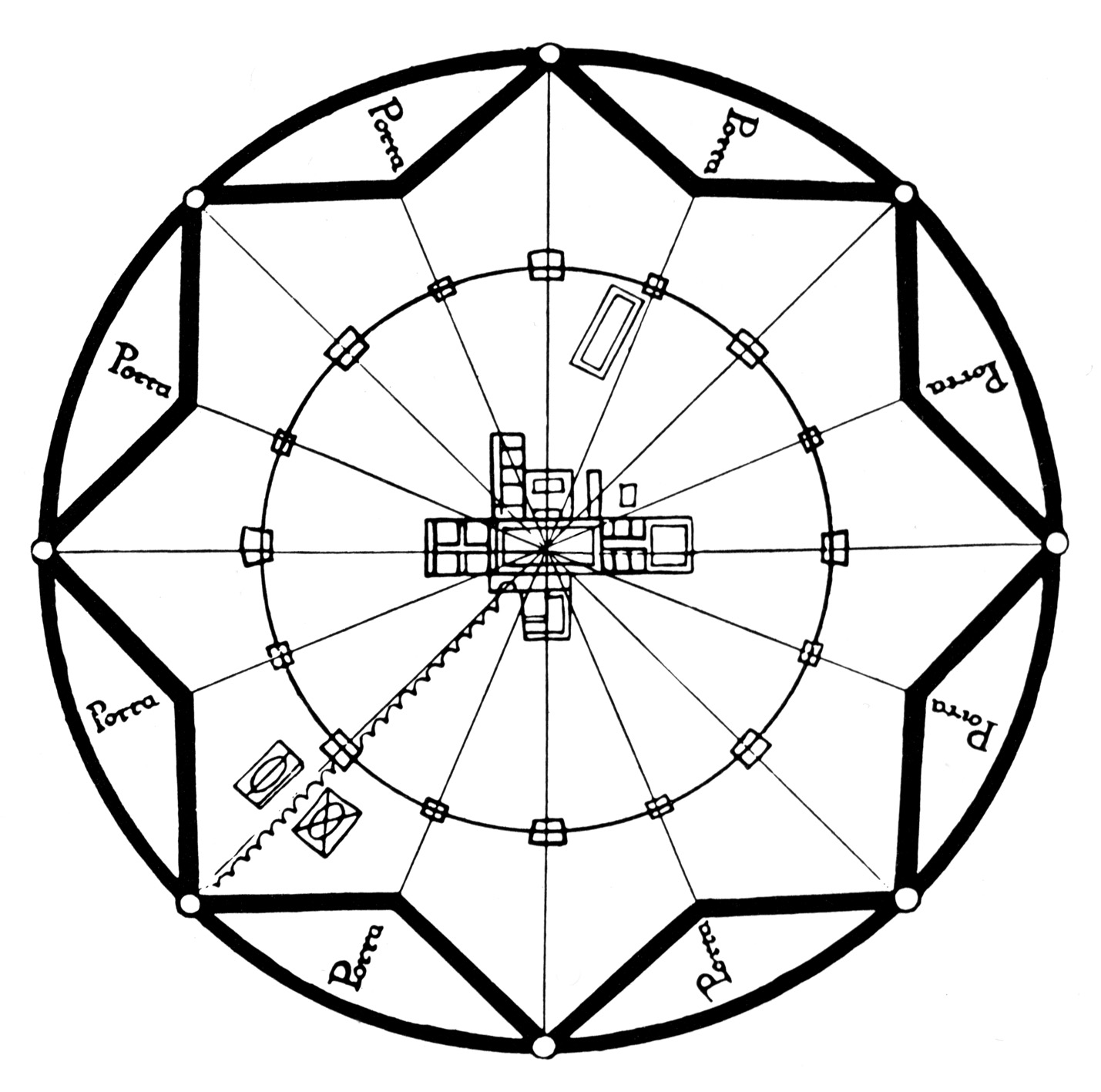
Филарете. Ідеальне місто Сфорцинда
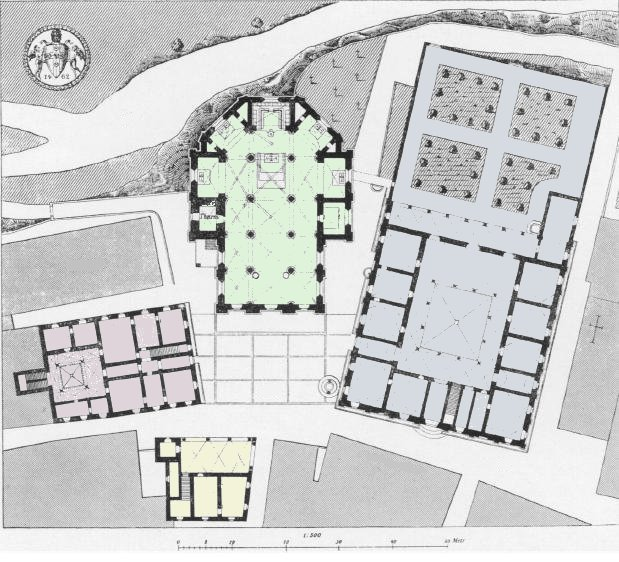
арх. Б. Роселліно. Місто П'єнца, план центру

### Відродження медальєрного мистецтва
Італія — країна з двотисячолітнім розвитком культури різних народів. Саме в Італії не забували майстерність виготовлення скульптур з бронзи і ливарну справу. Знання в цих галузях (при наявності давньоримських зразків медальєрної справи) спонукало відродити призабуте мистецтво.
Для доби італійського Відродження стає характерною універсальна особа майстра, обізнаного в різних галузях. Мікеланджело (1475—1564) успішно займався скульптурою, малював фрески, був здібним інженером та видатним архітектором. Але універсальність почалася не з нього, а з майстрів попередньої доби.

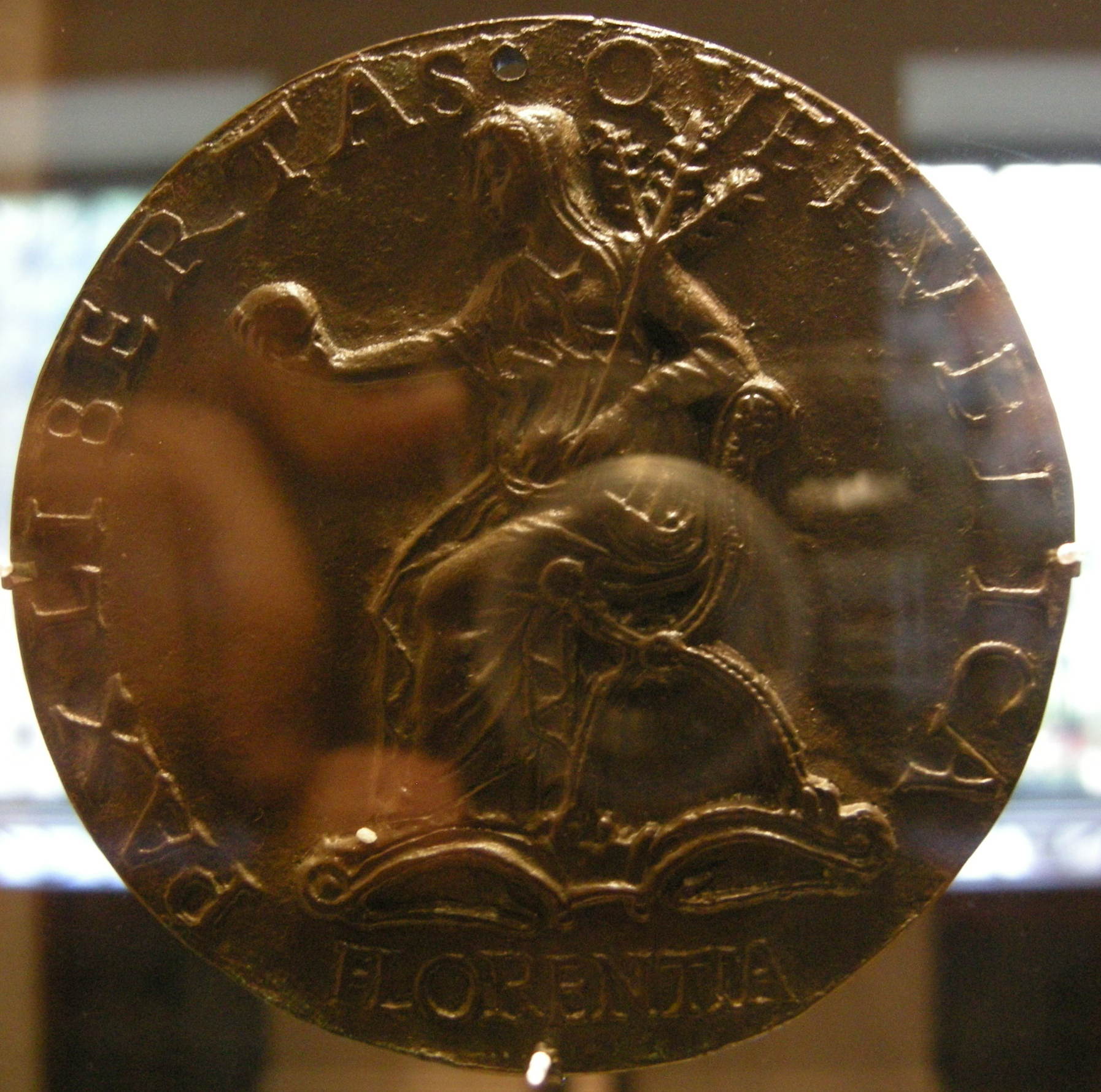
Невідомий з Флоренції, медаль Козімо Медичі-поковитель (алегорія мудрого правління), до 1469
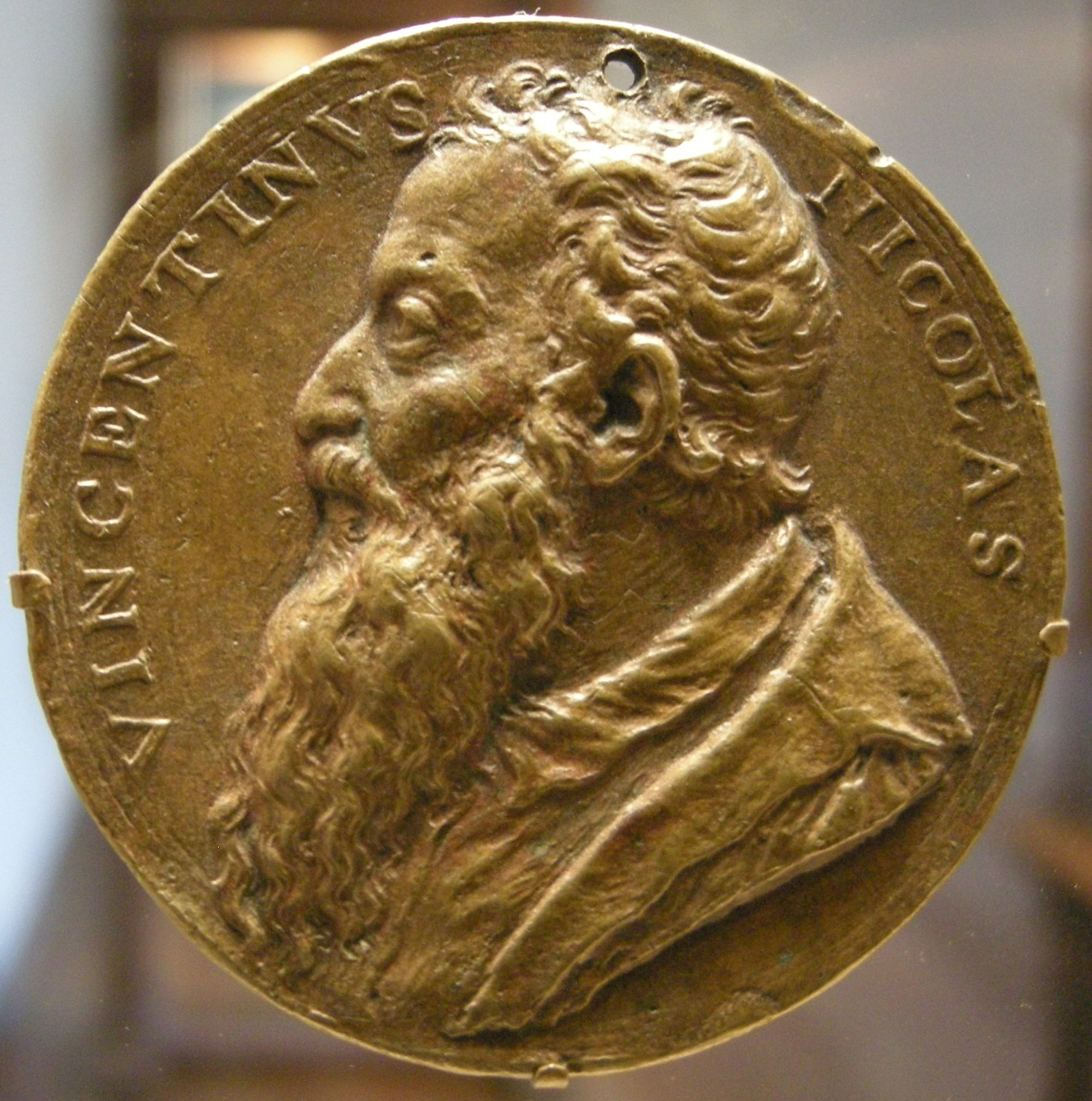
Алессандро Вітторія, п-т Ніколо Вічентіно, 1555
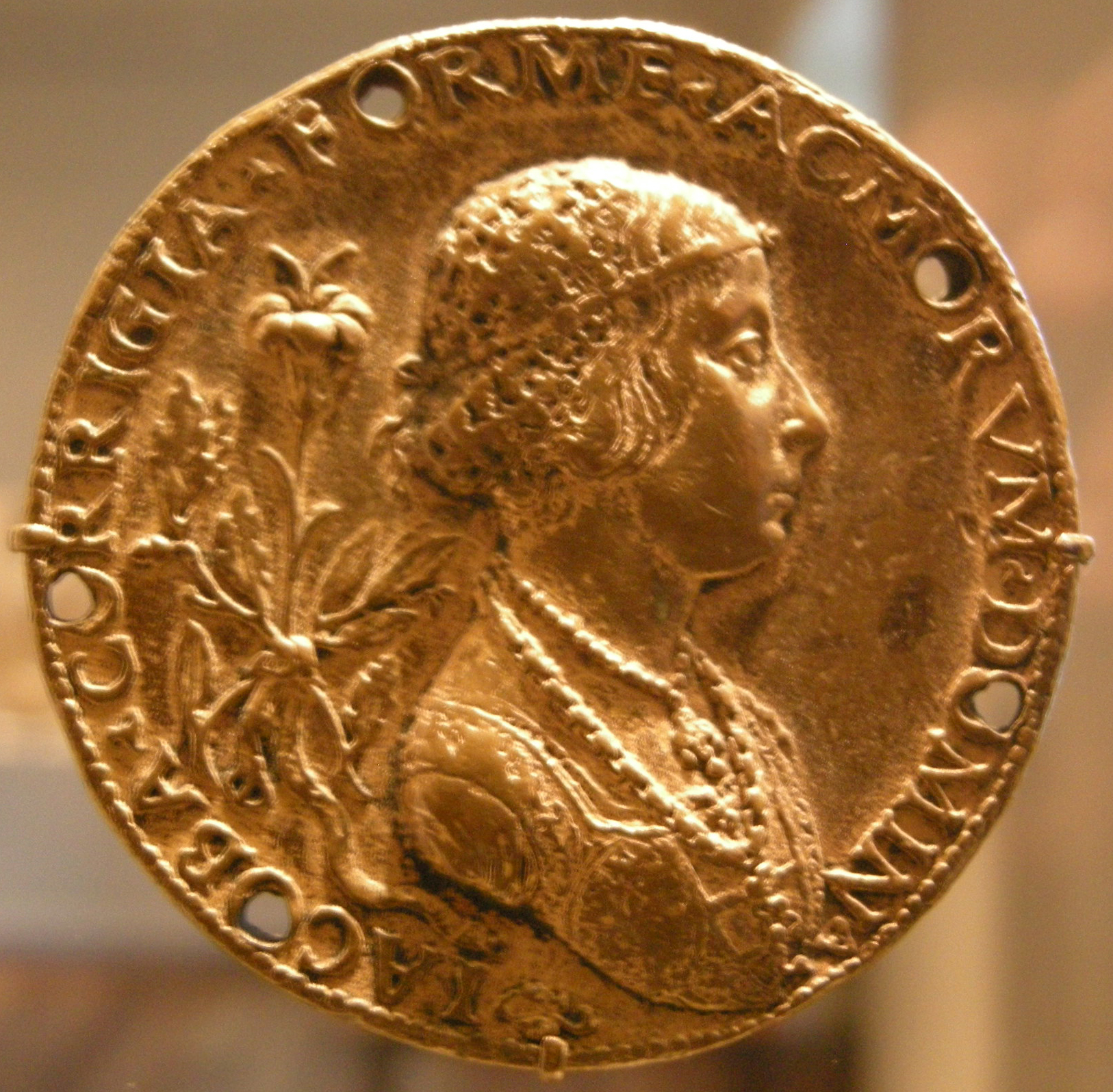
Невідомий з Мантуї, Якоба Корреджа, бл. 1500
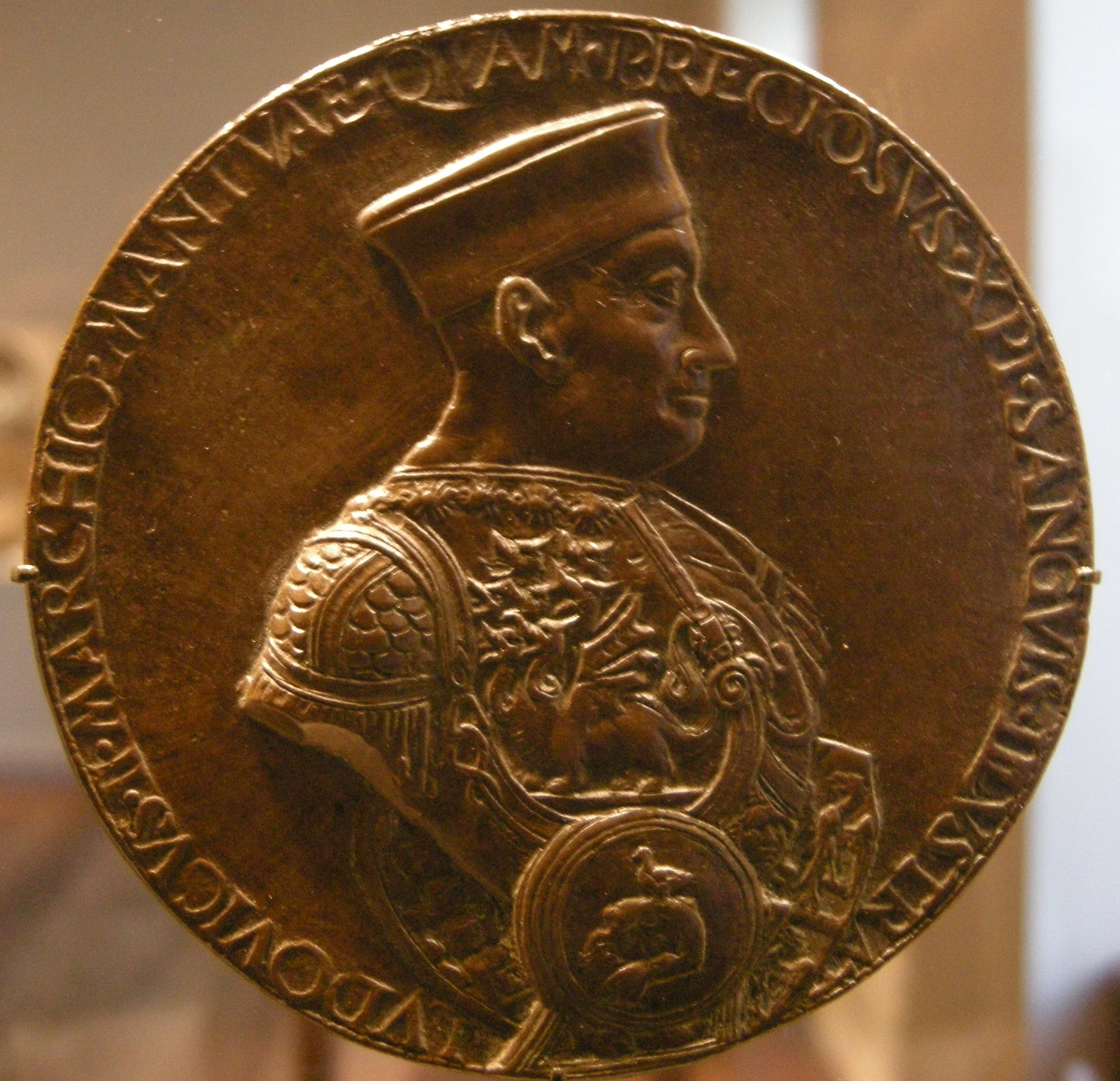
Бартоломео Мельйолі, герцог Лодовіко II Гонзага, 1475
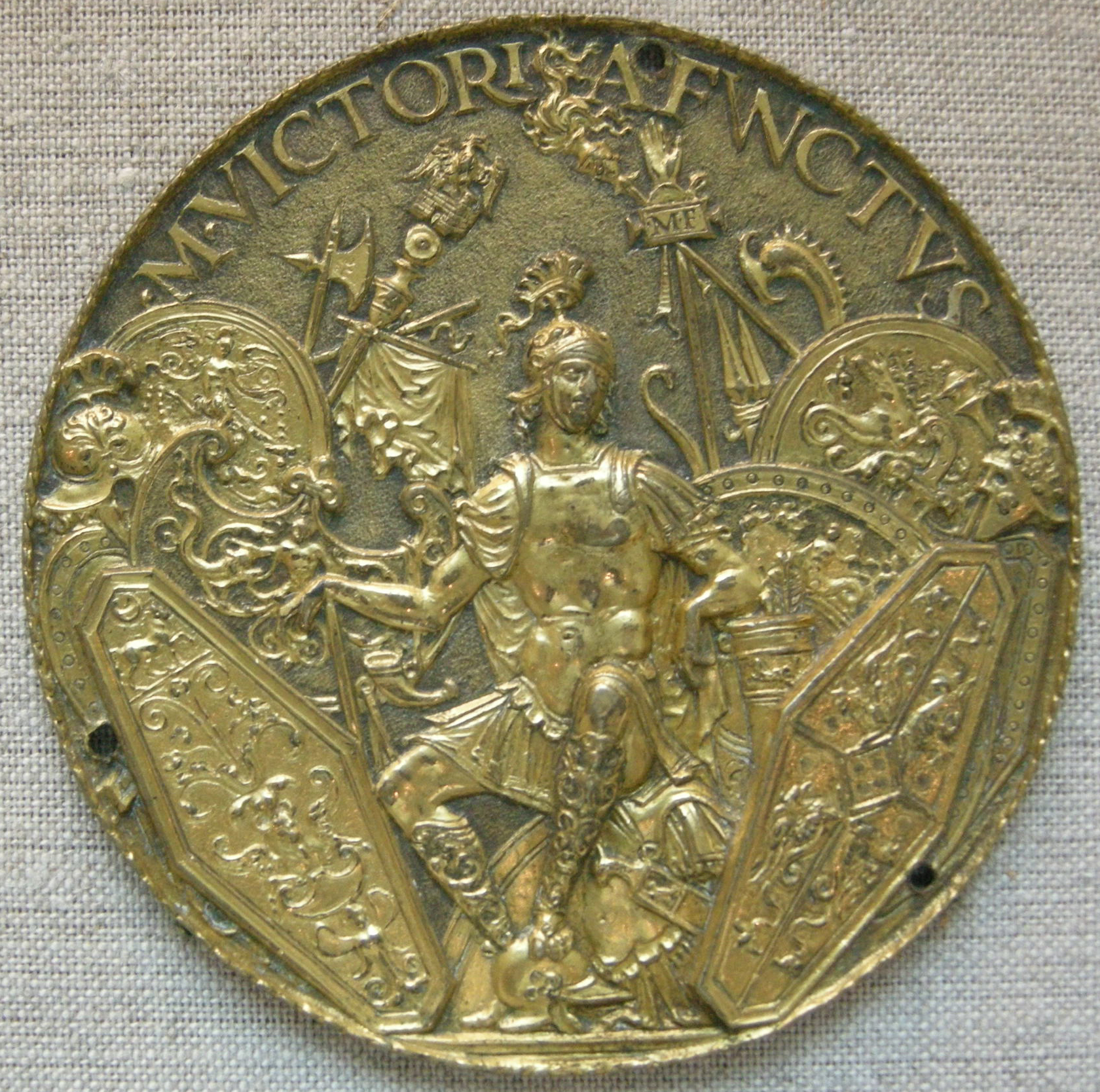
«Бог війни марс -переможець»
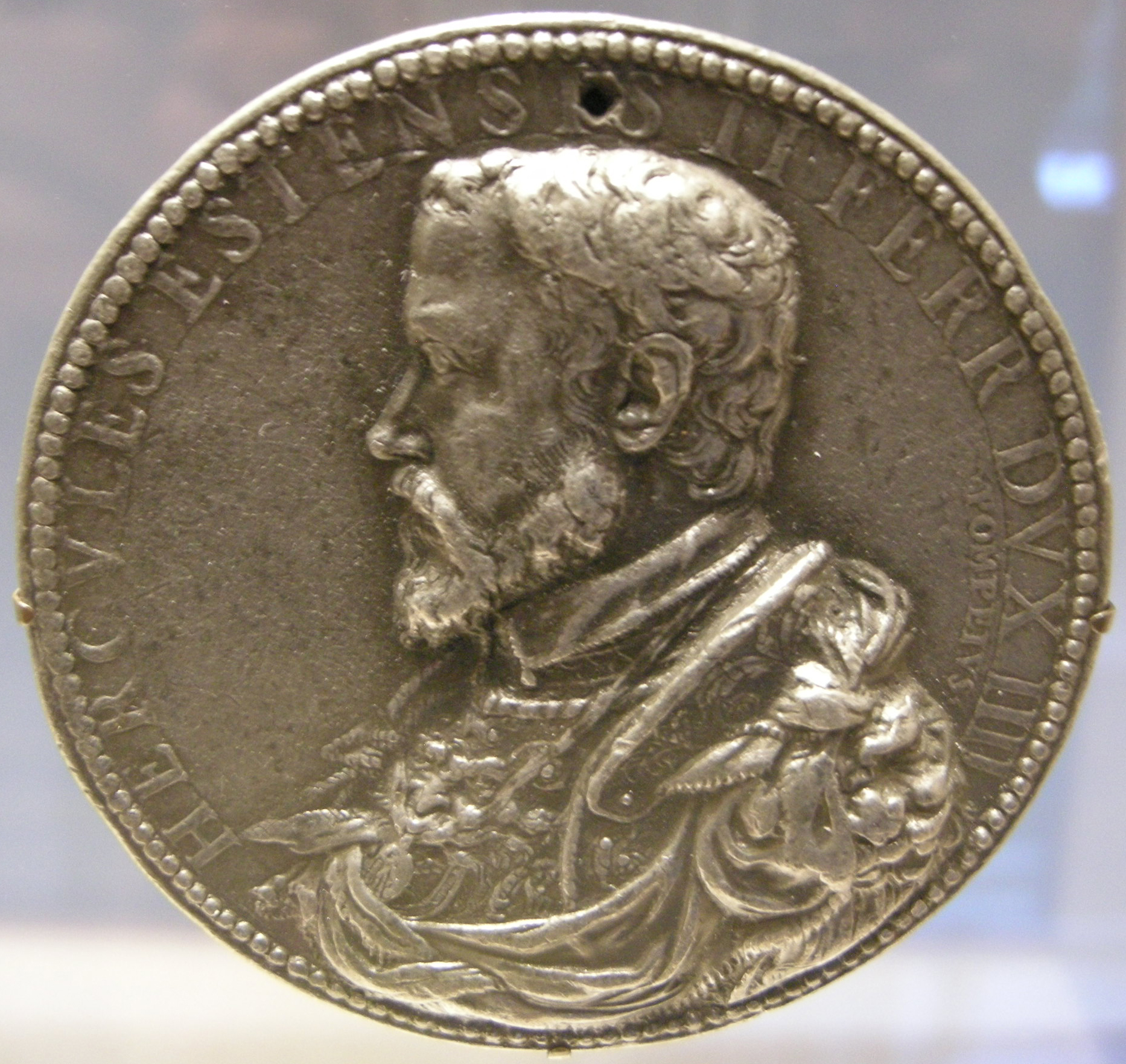
Помпео Леоні, Ерколе II д'Есте, 1554
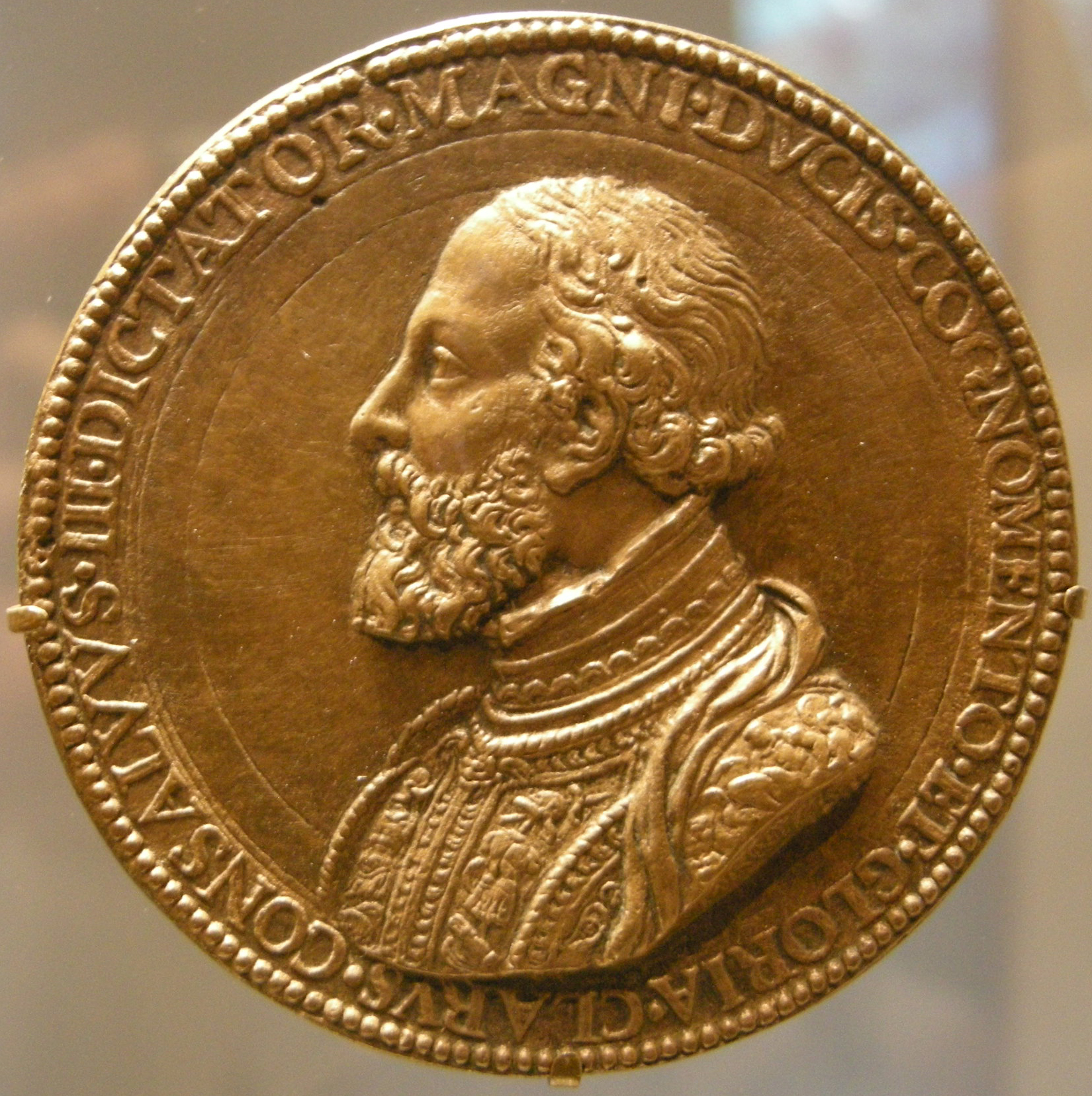
Аннібалє фонтана, Гонсало де Кордоба, 1550
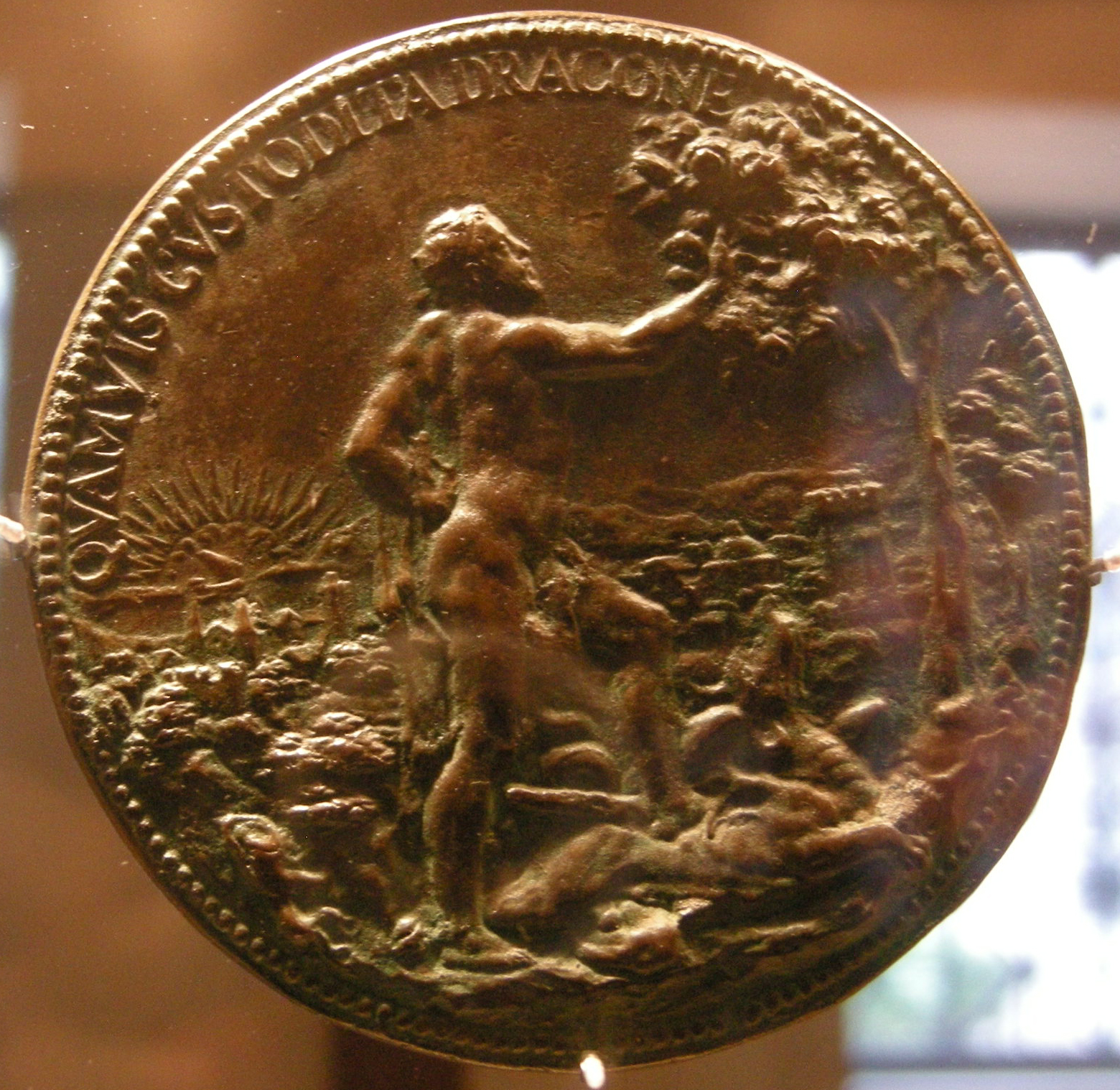
Аннібалє фонтана, Фердинандо Франческо д'Авалос, алегорія, 1562
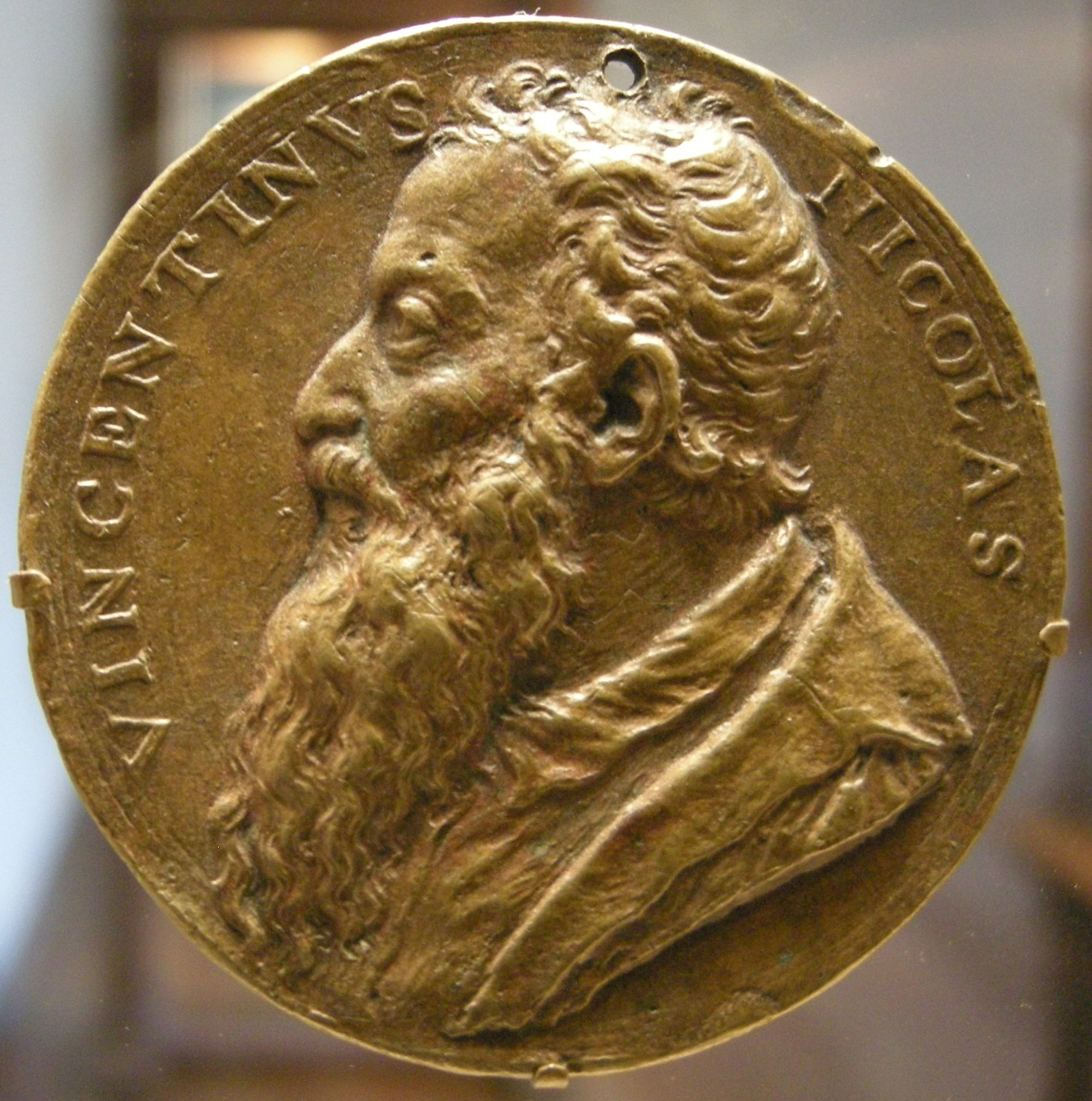
Алессандро Вітторія, Нікколо Вічентіно, 1555
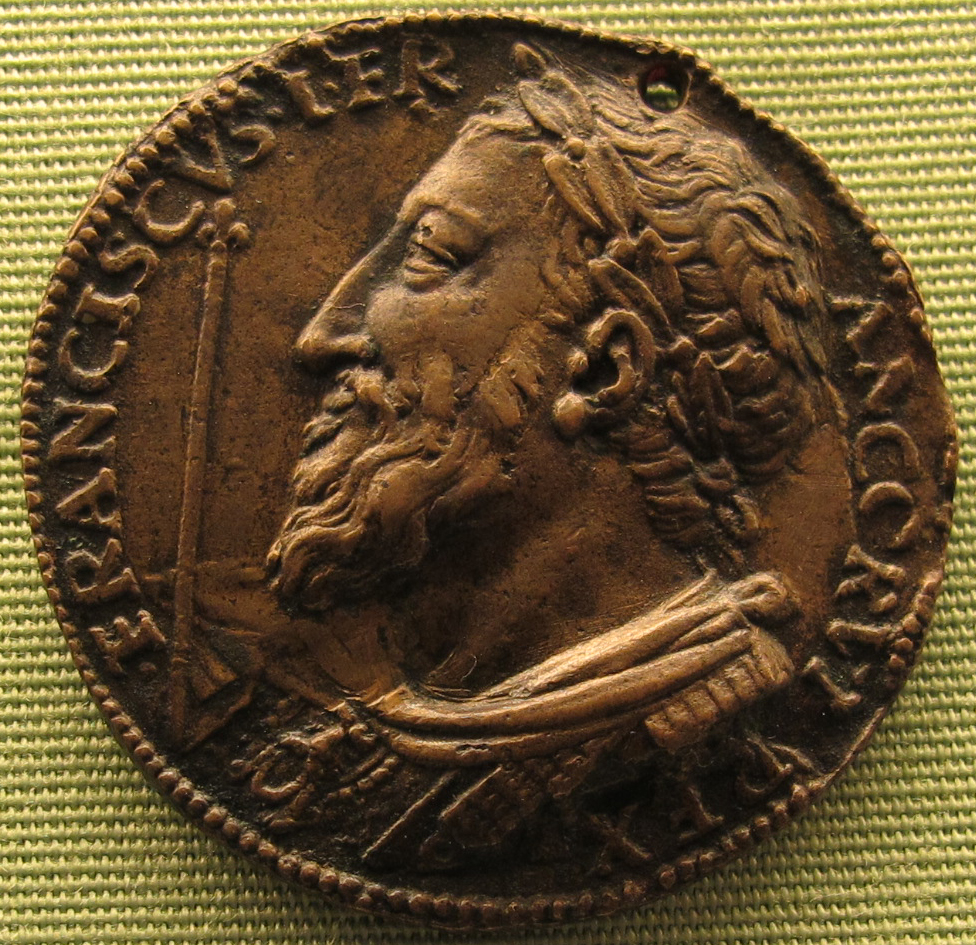
Бенвенуто Челліні, король Франциск І, 1538
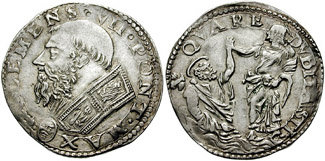
Бенвенуто Челліні, папа римський Климент VII
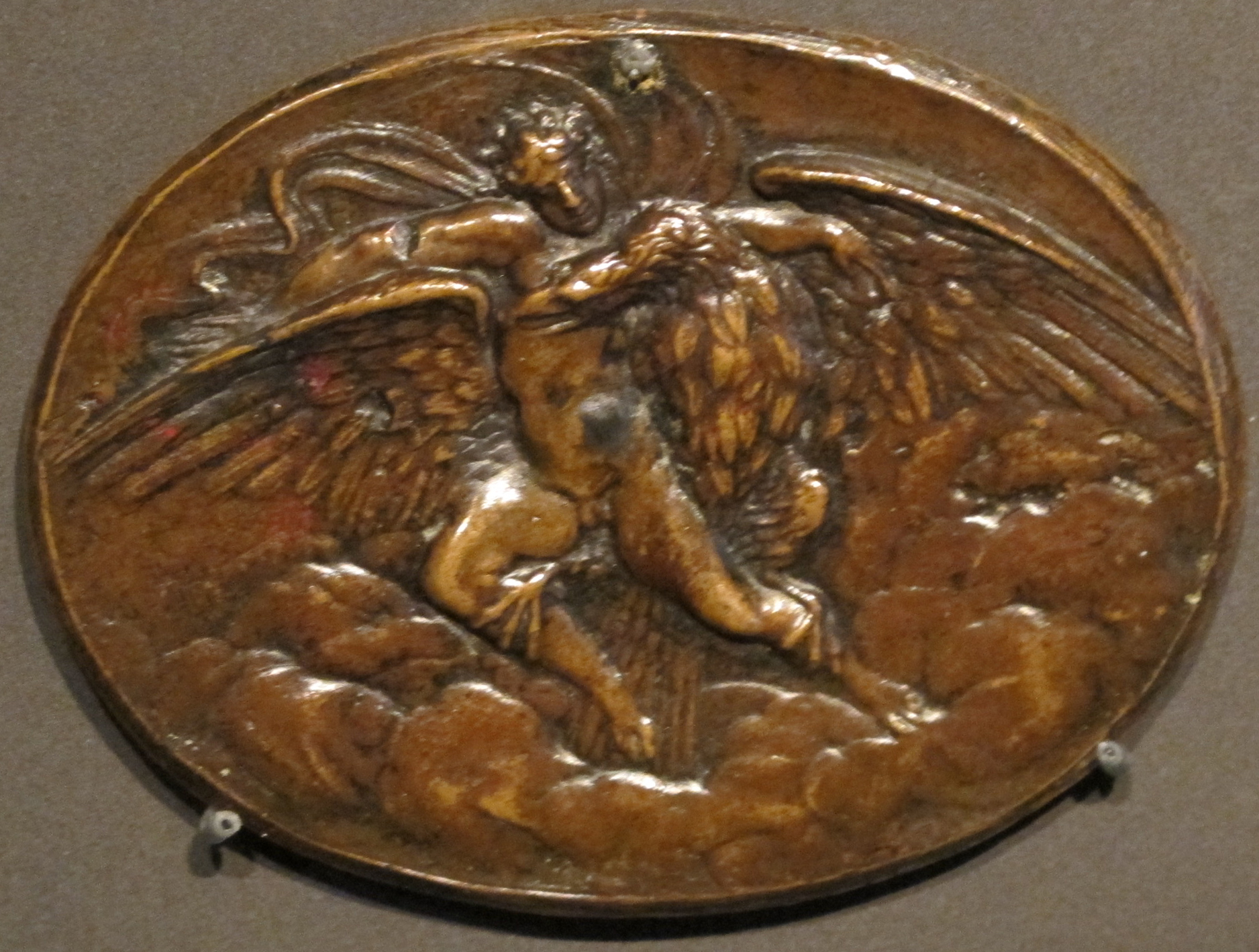
Джованні Бернарді, «Викрадення Ганімеда орлом Зевса», 1540
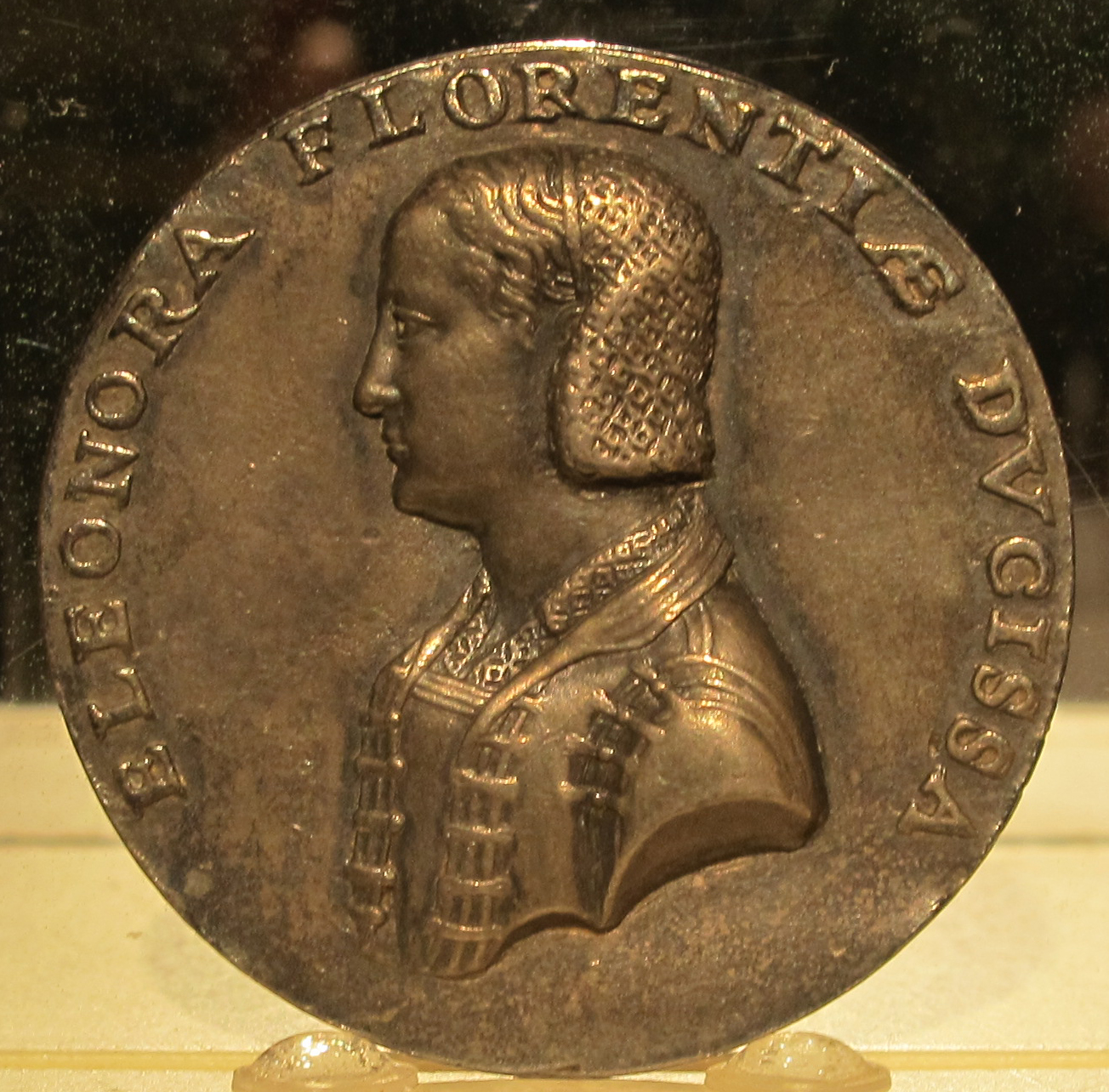
Доменіко Поджині, «Елеонора Толедська», 1551
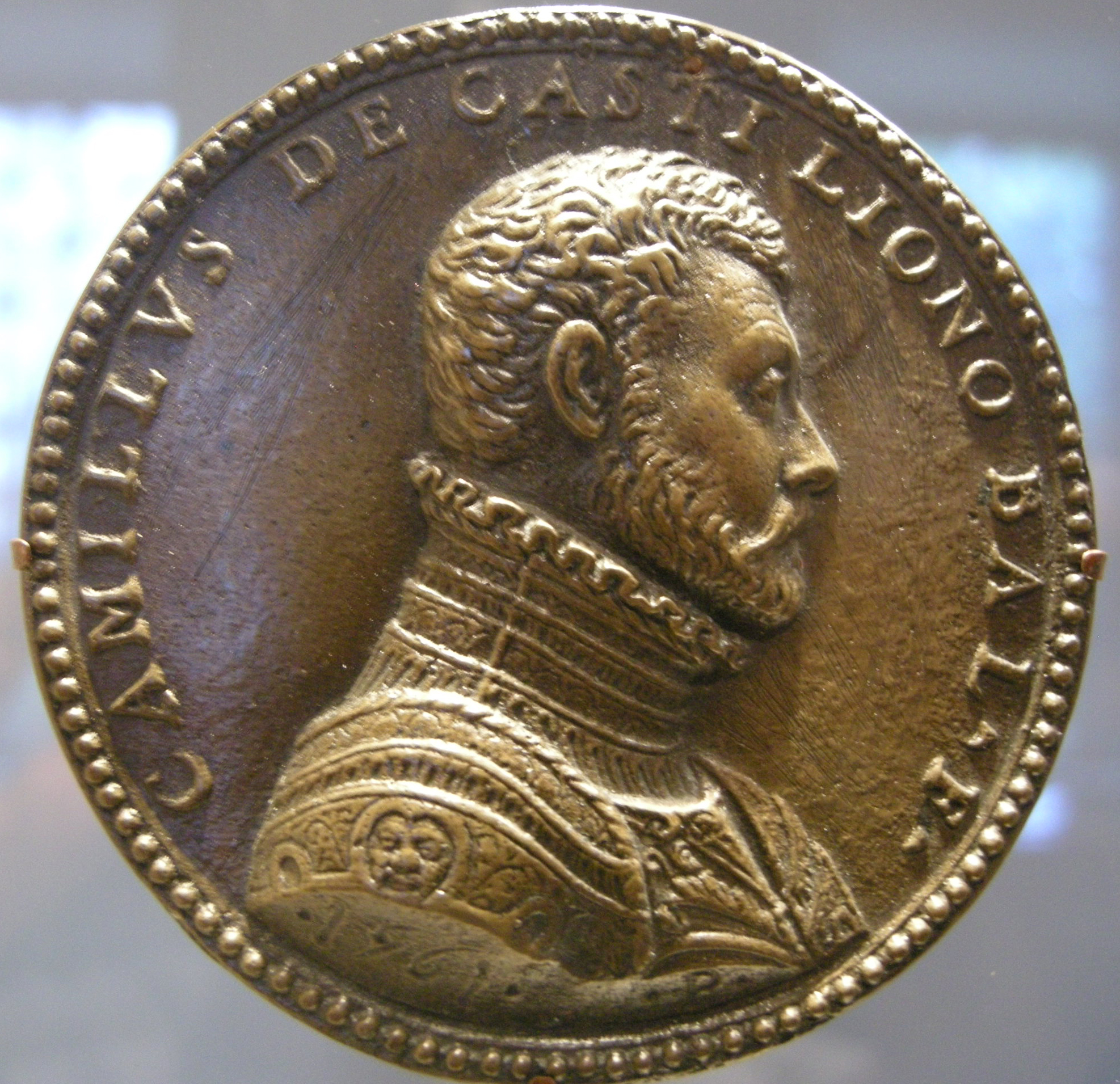
Пасторіно де Пасторіні, «Камілло Кастільйоне», 1561

## Високе Відродження

### Стан в архітектурі
Стан в архітектурі нагадує подібний же майбутніх, а не минулих століть, коли його початок, середина і кінець мало схожі або не схожі між собою, незважаючи на традицію. На розвиток архітектури значно вплинули зміні у світогляді, зміни мистецьких стилів і пришвидшення історичного процесу в Європі в межах навіть одного століття, чого ще не було у 12-14 століттях.

### Початок 16 століття
Кінець 15 ст. — і початок 16-го в архітектурі Італії тісно пов'язані з творчістю Донато Браманте. Хронологічно період Високого Відродження був досить коротким. Різні дослідники (в залежності від радикальності оцінок) обмежують його у 15-30 років. Тобто, довгим — він не був, хоча його вплив на митців і мистецтво доби був велетенським.
Термін у 30 років (1490–1520) достовірніший, бо показує витоки досягнень Браманте і найкращі їх зразки. Він отримав посаду головного архітектора папи римського Юлія II і частково перетворив розрізнені, хаотичні, ще середньовічні за характером споруди Ватикану — у єдиний, художньо виразний ансамбль (двори Ватикану, галереї, бібліотека, театр просто неба, ренесансний сад з партерами — пізніше перебудовано усе, крім фасадів).
Після смерті Браманте у 1514 р. його стилістику в архітектурі вдало продовжували — Рафаель Санті, Антоніо да Сангалло Старший, Бальдассаре Перуцци. В стилістиці Високого Відродження створені і архітектурні начерки Леонардо да Вінчі (що не займався реальним будівництвом в цей час), і проєкти Мікеланджело, якого примусять займатися архітектурою вельможні замовники пізніше. Термін у 30 років — замалий для будівництва, бо техніка будівництва була ще досить примітивною, недосконалою. Навіть споруди Браманте в Ватикані (корпус бібліотеки) обвалилися і їх відновили у первісних формах пізніше. Споруди Високого Відродження були величні, монументальні, на диво гармонійні — тому за 30 років встигли вибудувати лише невелику їх кількість. Майже всі вони виникли у Мілані (поодинокі зразки) або в самому Римі, або навколо нього, серед них:
- інтер'єр, церква Санта Марія прессо Сан Сатіро, Мілан (Браманте)
- Фасади Іонічного дворику, церква Сант Амброджо, Мілан (Браманте)
- Палаццо Канчеллерія, Рим (бригада різних архітекторів)
- Темпьєто, храмик-ротонда у дворику монастиря Сан Пьєтро ін Монторіо, Рим (Браманте)
- Двір Бельведера, Ватикан, Рим (Браманте)
- перший проєкт собору Св. Петра, Рим (не здійснено, проєкт Браманте істотно перероблено і змінено)
- церква Санта Марія делла Консолаціоне, Тоді
- Церква Сан Б'яджо (Монтепульчіано) (Церква Мадонна ді Сан Б'яджо, арх. Антоніо да Сангалло старший)
- фасади щонайменше трьох палаців, Рим (Рафаель Санті)
- палаццо Пандольфіні, Флоренція (проєкт, Рафаель Санті)
- вілла Мадама, (початок споруди, Рафаель Санті, покинута недобудованою)

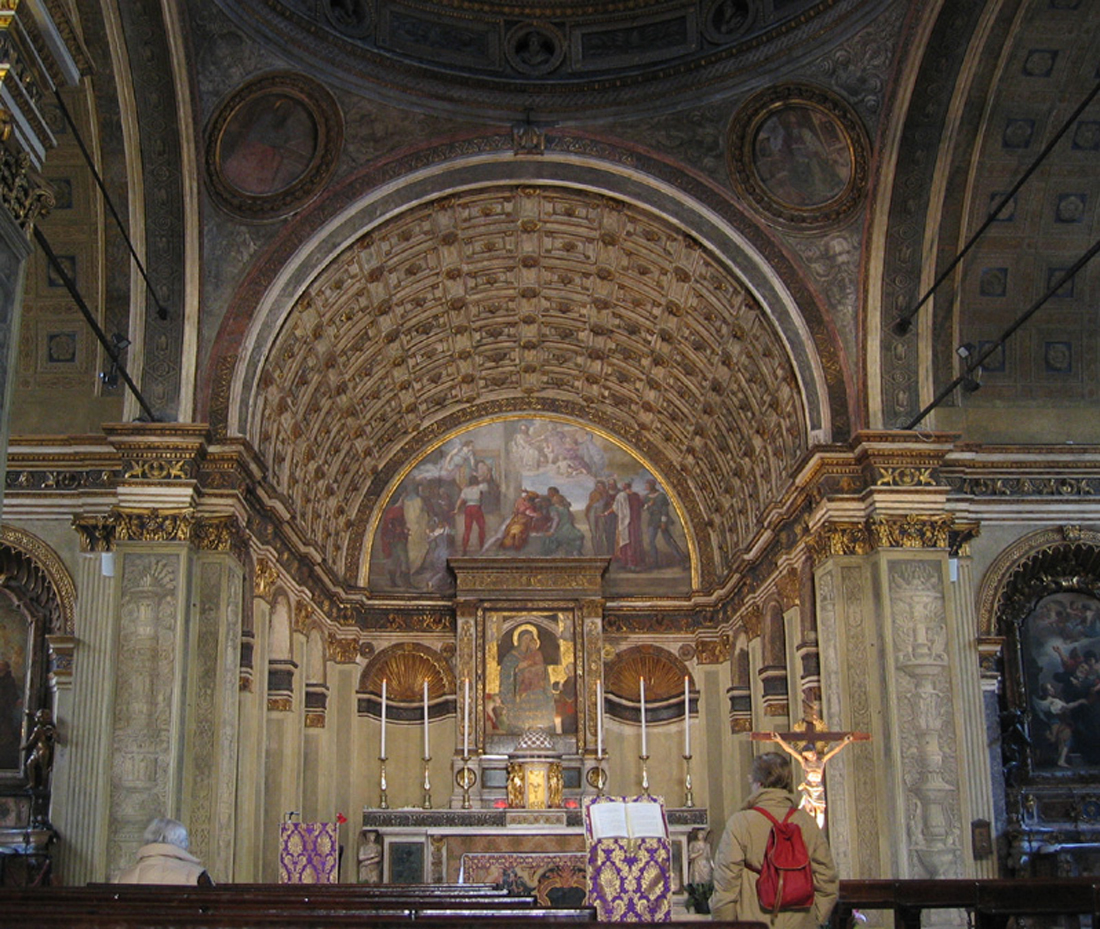
церква Санта Марія прессо Сан Сатіро, Мілан
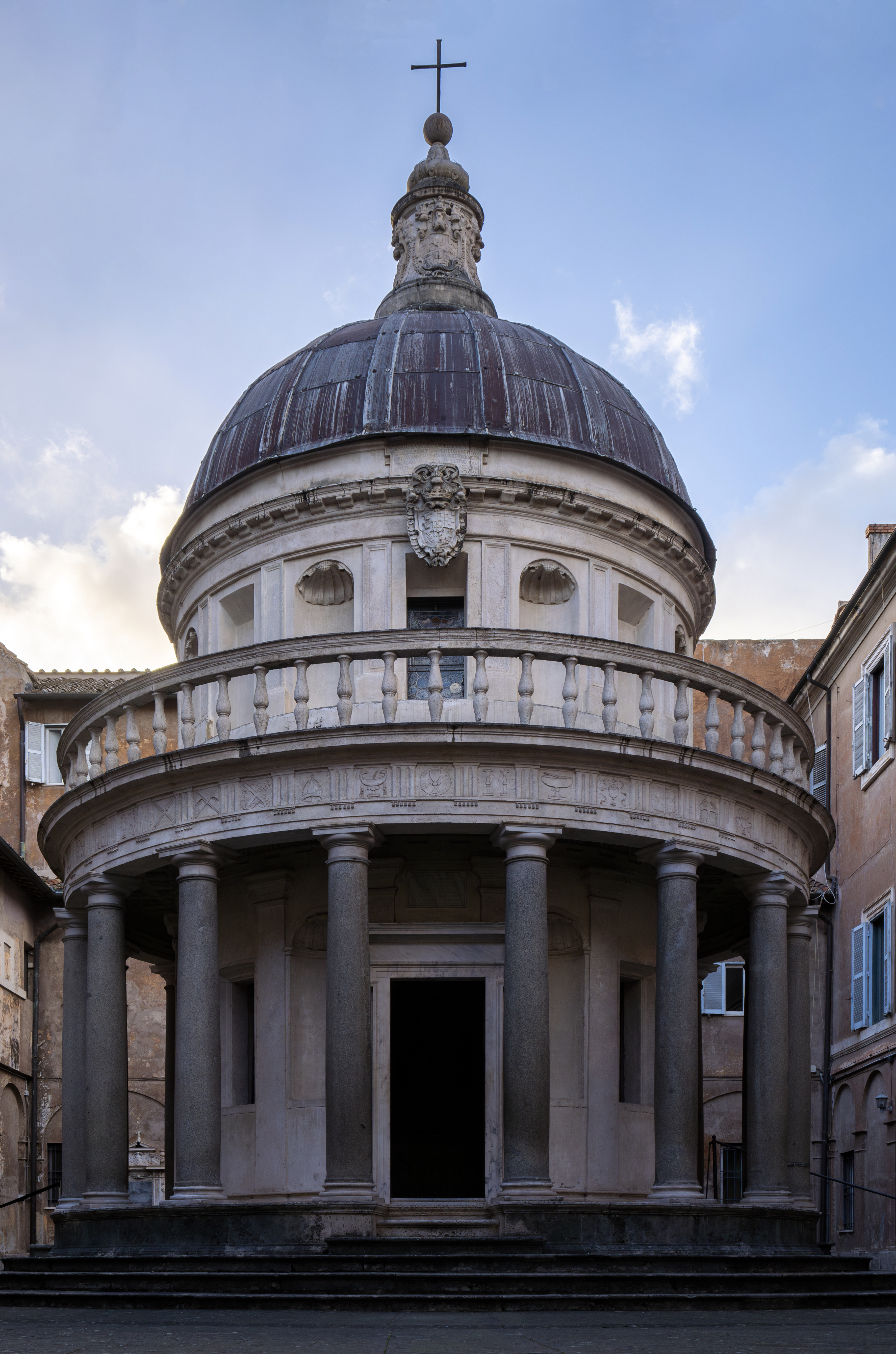
Темпьєто, храмик-ротонда у дворику монастиря Сан Пьєтро ін Монторіо, Рим
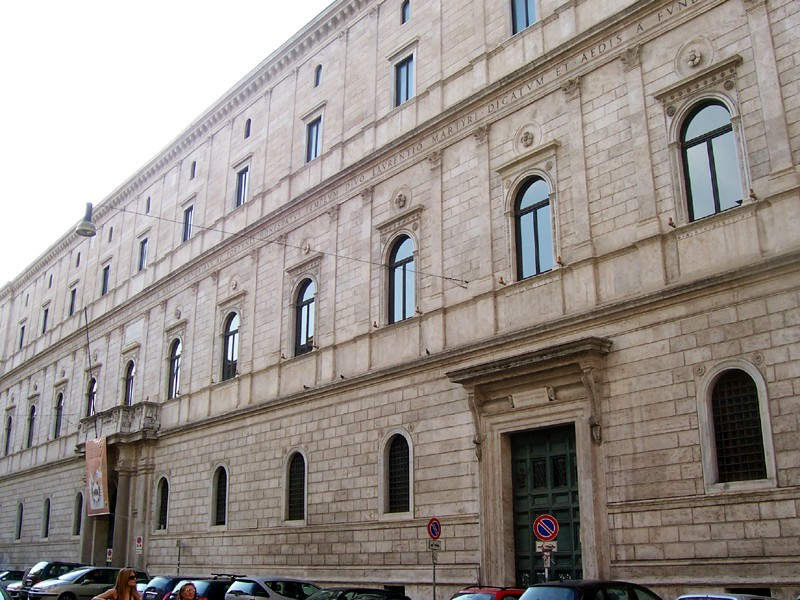
Палаццо Канчеллерія, Рим
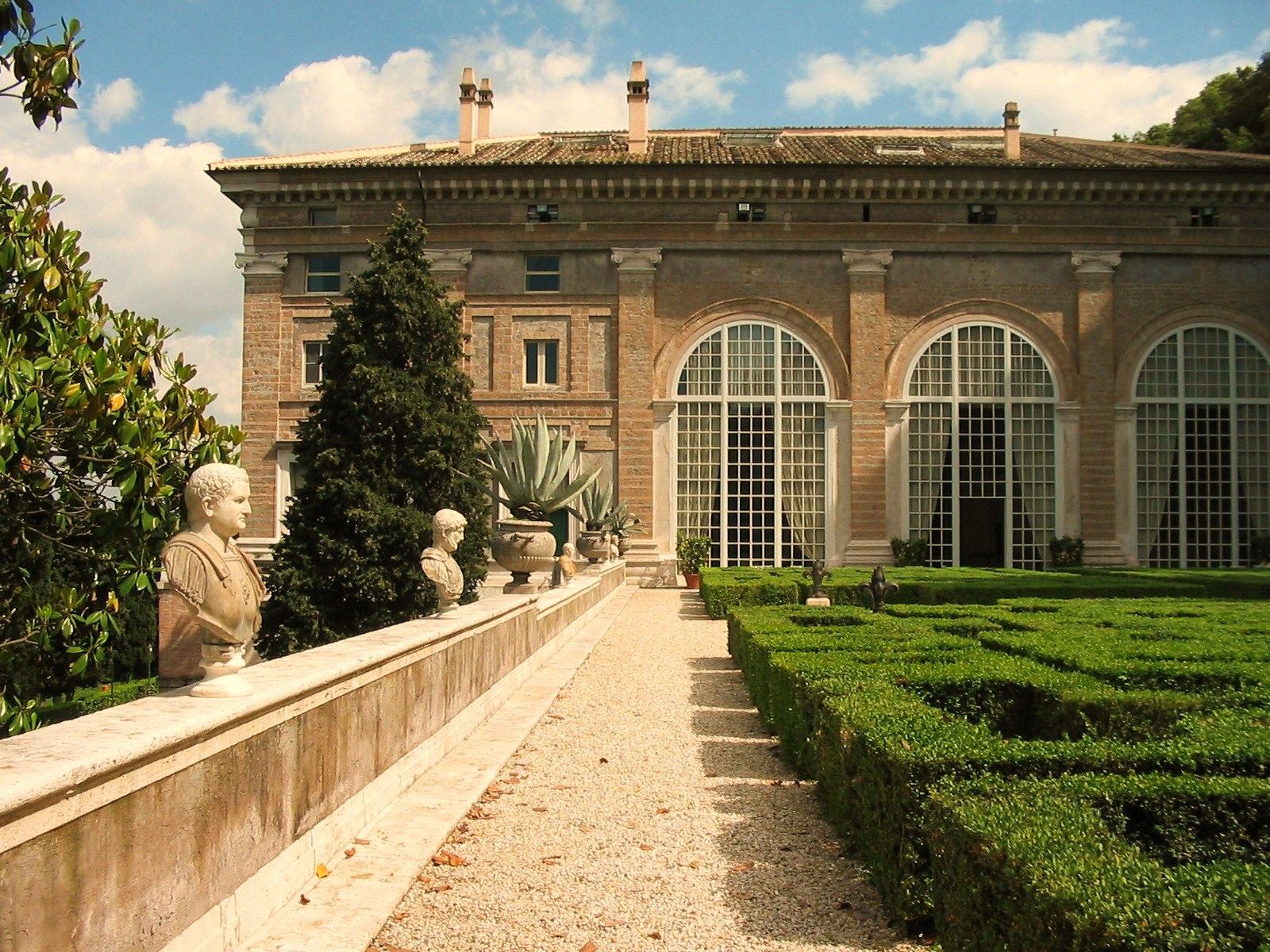
Вілла Мадама, Рим, покинута недобудованою
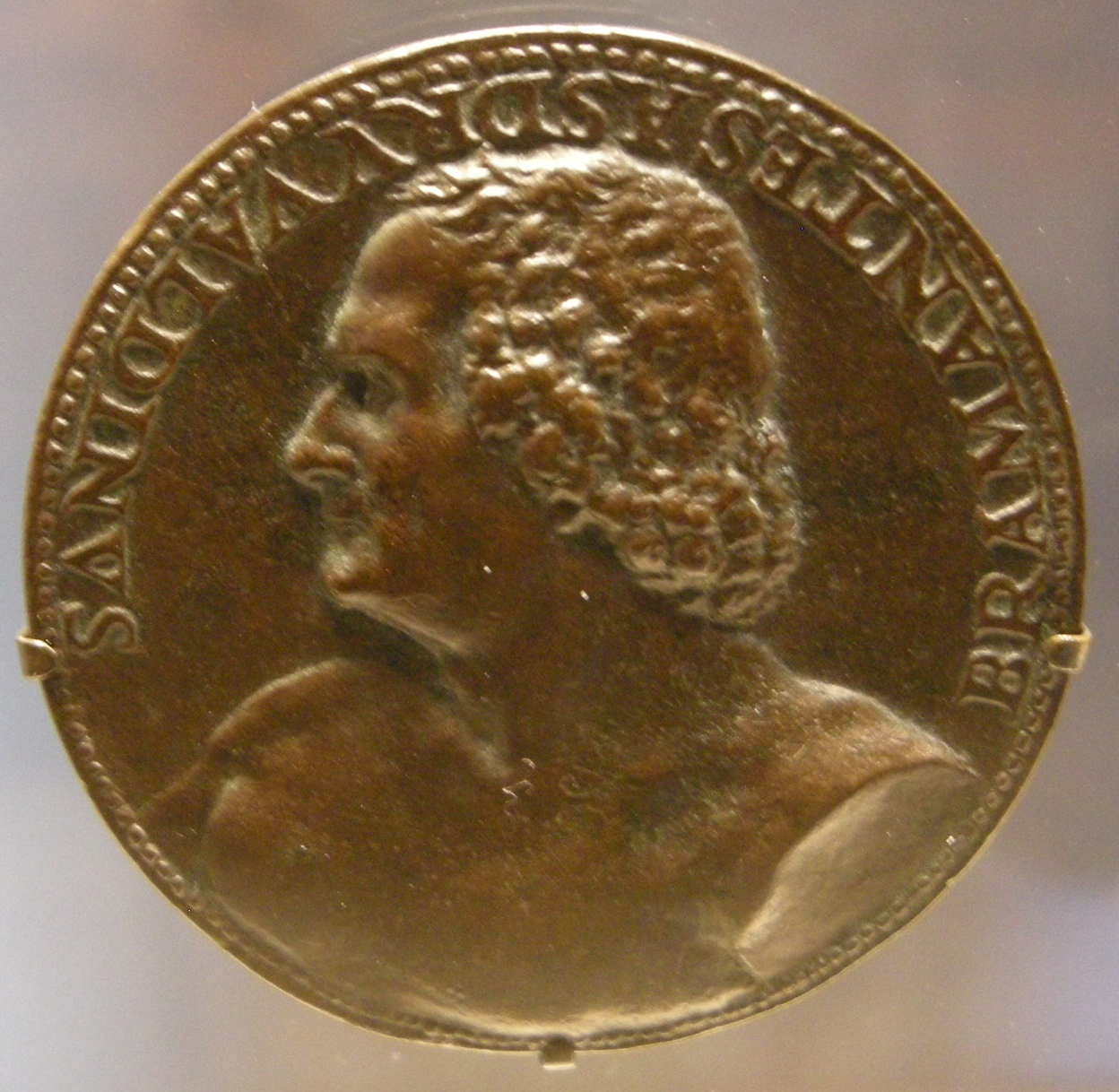
Медальєр Карадоссо, архітектор Донато Браманте, 1506 р., Національна галерея мистецтв, Вашингтон
Браманте, проєкт собору Св. Петра, 1-й варіант споруди
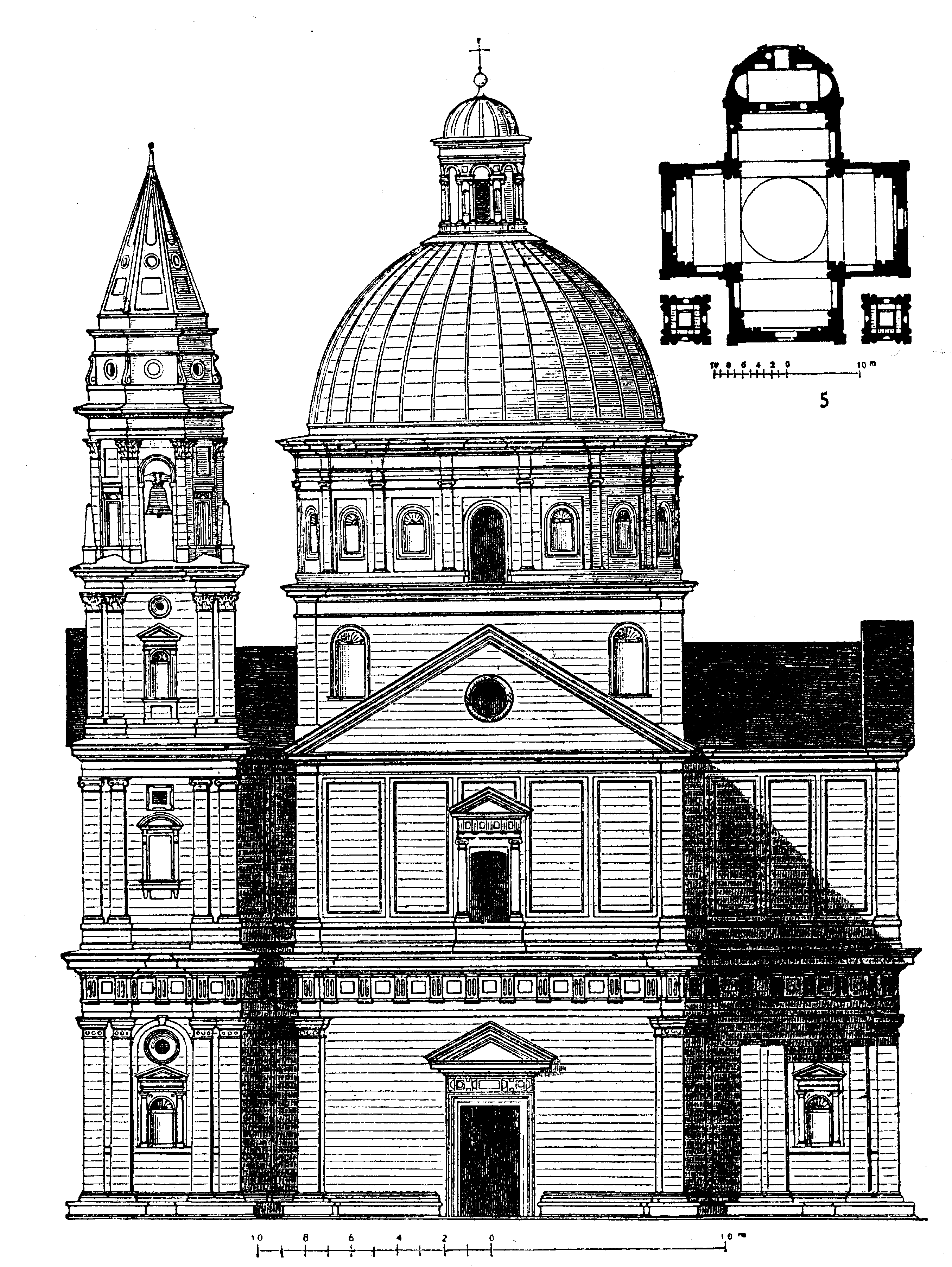
Церква Мадонна ді Сан Б'яджо, Монтепульчіано, поземний план і західний фасад

### Живопис в період 1490—1520рр.
В період 1490—1520 рр. живопис Італії переживає справжній розквіт і вищу фазу свого розвитку. Ще в повну силу працюють талановиті представники кватроченто — Доменіко Гірляндайо, Сандро Боттічеллі, Перуджино, Джованні Белліні. Але підросла і активно захоплює провідні позиції в мистецтві нахабна нова генерація митців, що мало рахується з живими авторитетами нещодавнього мистецького минулого. Їх значно менше, ніж майстрів 15 століття (кватроченто за італійцями), але їх обдарованість і майстерність — майже недосяжні. Їх перелік не перевищує і 10 осіб, але всі вони — велетенські таланти, титани Відродження, серед яких такі:
- Леонардо да Вінчі
- Джорджоне
- Тиціан
- Рафаель Санті
- Мікеланджело Буонарротті

Пізнє Відродження в Венеції додасть ще постаті Паоло Веронезе та Тінторетто.
Вже за життя цих майстрів їх твори стануть взірцями, а картини Леонардо да Вінчі, Мікеланджело, фрески Рафаеля в Ватикані, картини Джорджоне, портрети роботи Тиціана і Тінторетто стануть школою для поколінь художників як у самій Італії, так і далеко за її межами, якому б століттю чи мистецькому напрямку вони б не належали.

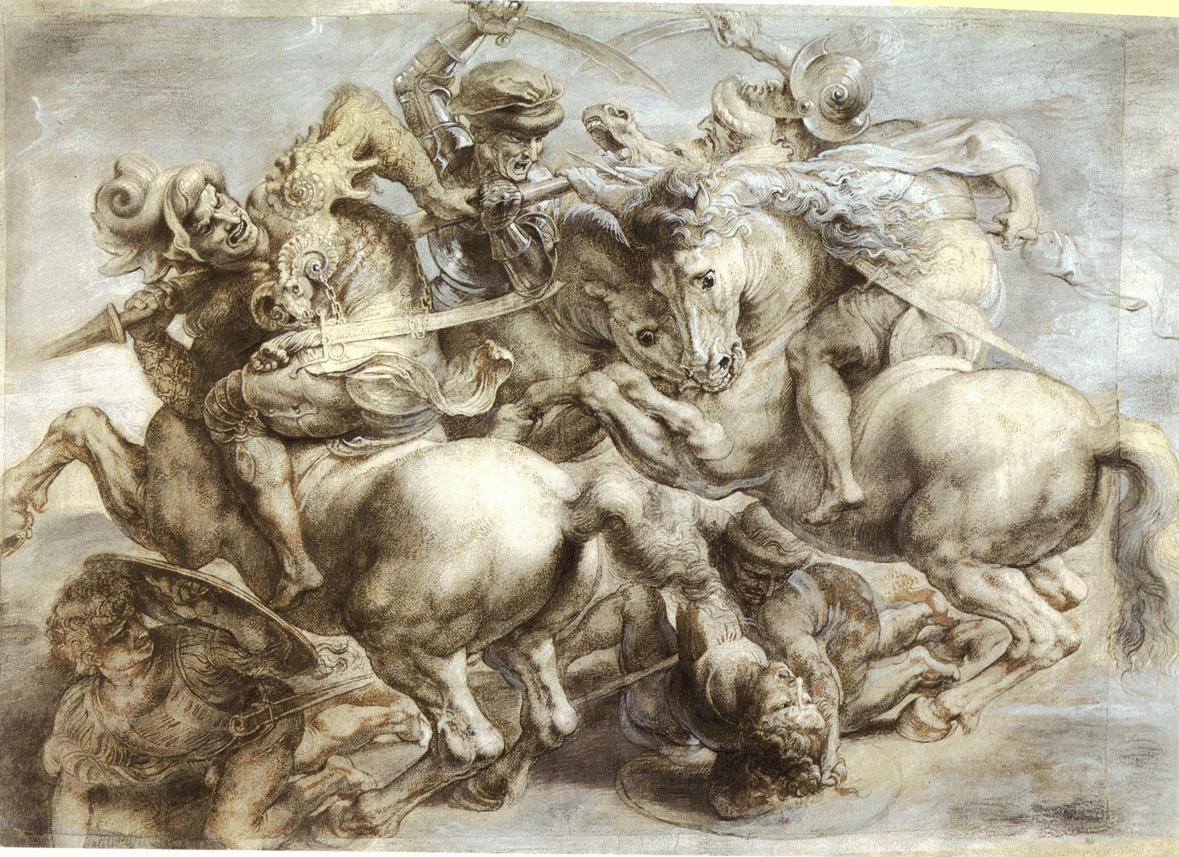
Битва при Ангіарі, копія твору Леонардо роботи Рубенса, Лувр, Париж.
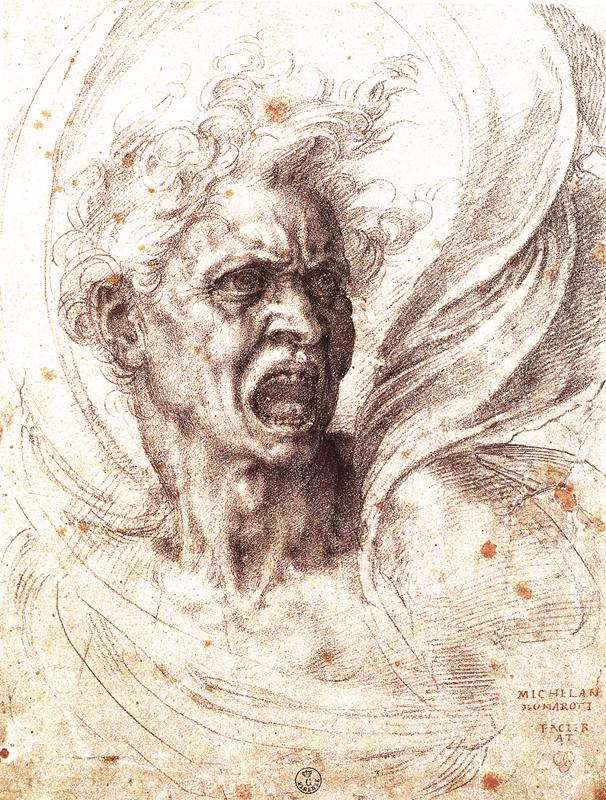
Мікеланджело Буонарроті, до фігури «проклята душа», бл. 1525, Уффіці, Флоренція
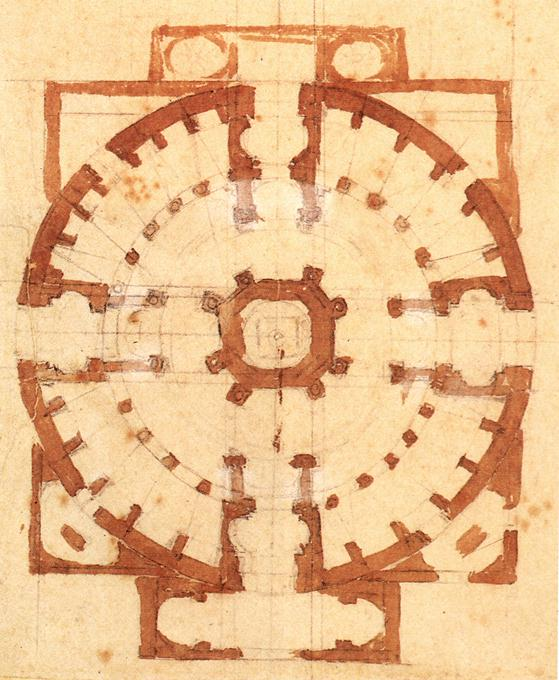
Мікеланджело, план центричної споруди, каза Буонарротті, Флоренція
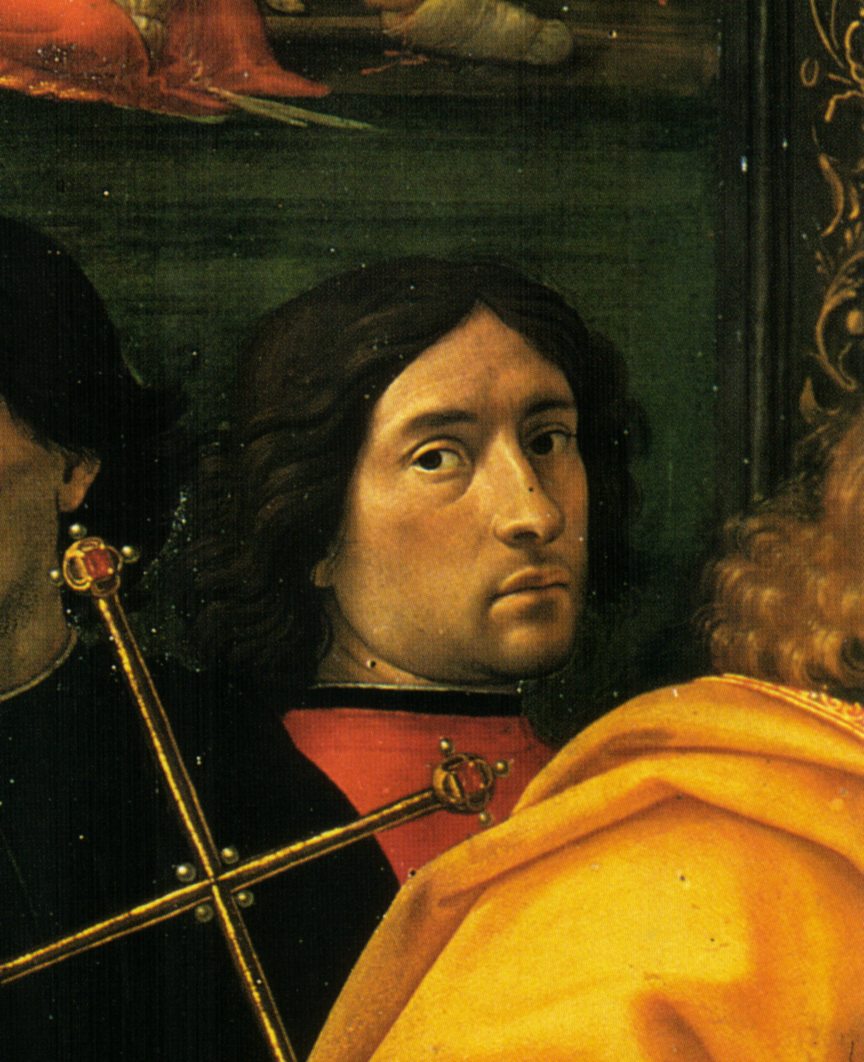
Пізній автопортрет Доменіко Гірляндайо, фреска, 1488

### Леонардески. Обрані твори

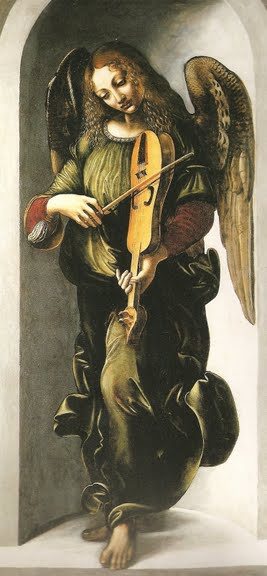
Амброджо де Предіс. «Янгол в зеленому»
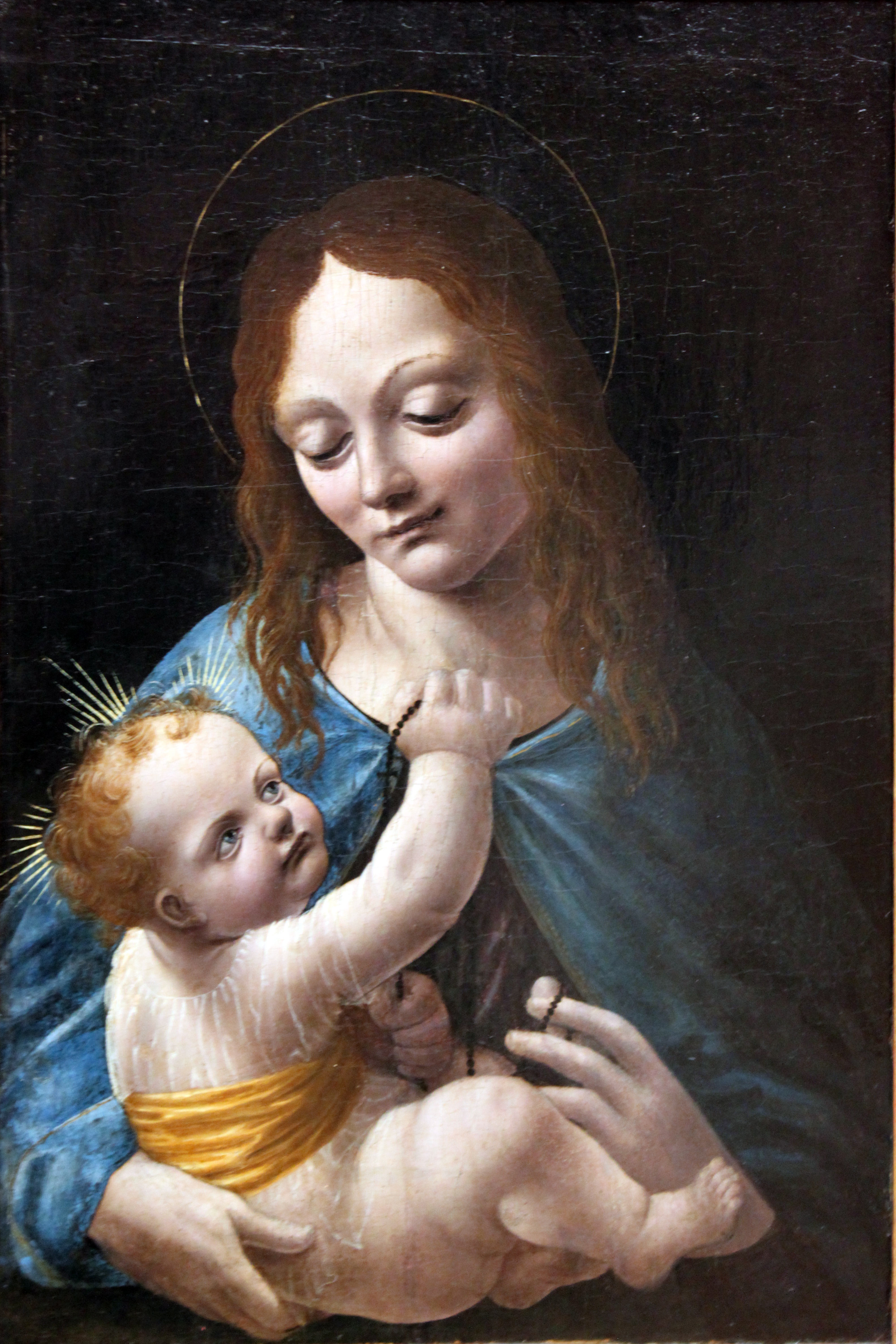
Майстер вівтаря Сфорцеска. «Мадонна з немовлям»
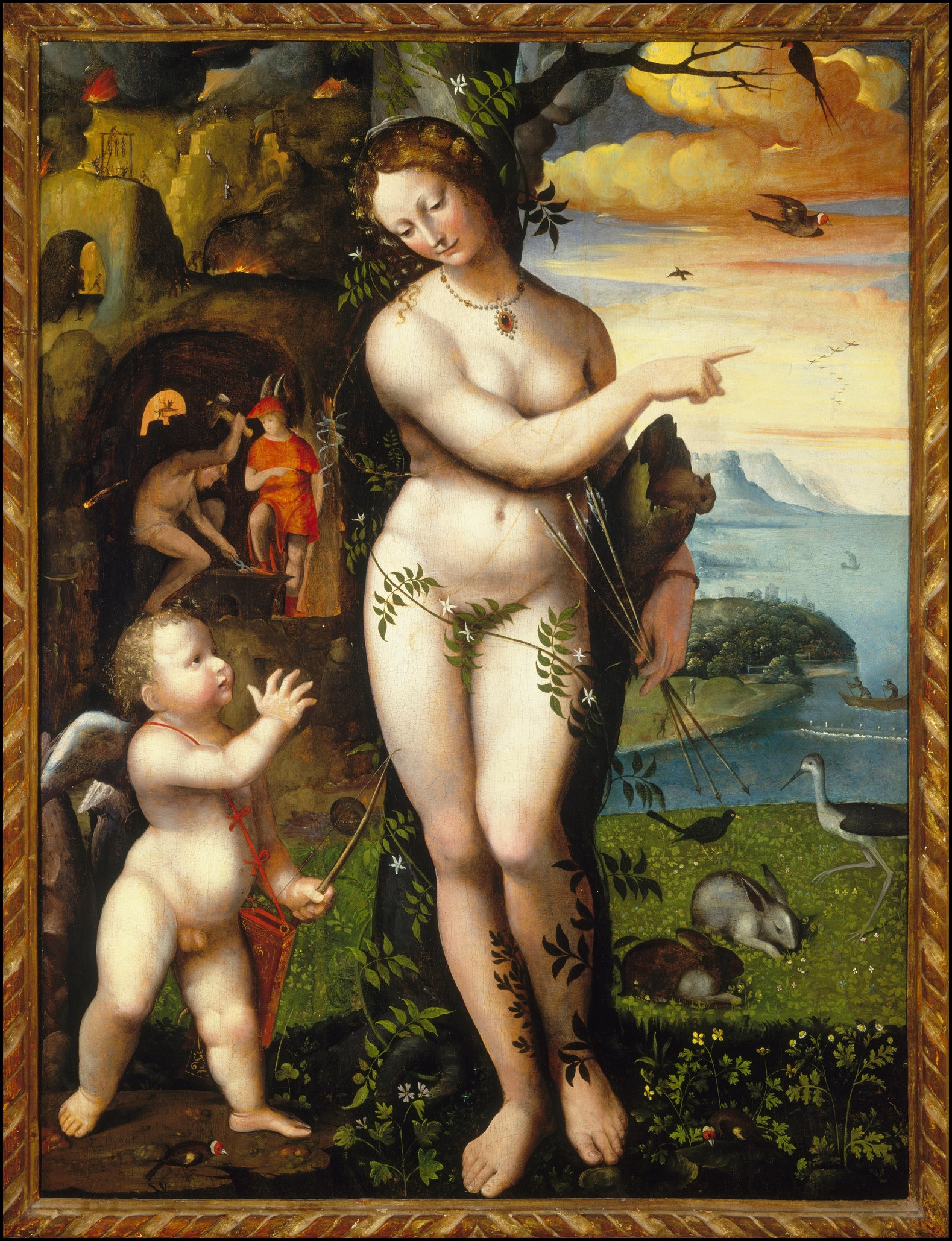
Доменіко Беккафумі. «Венера і Амур»
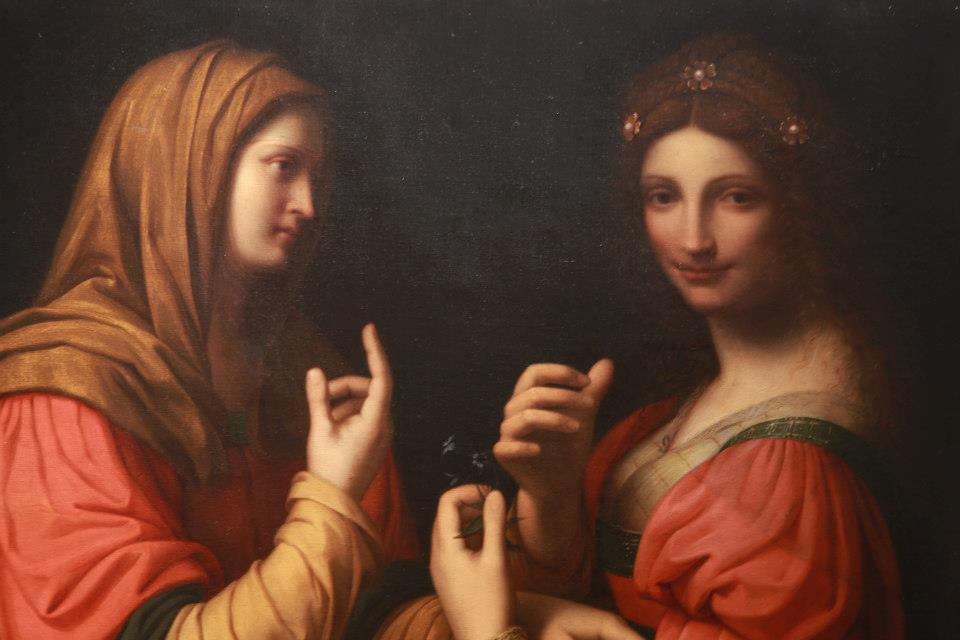
Алегорія, «Скромність і марнославство  » за малюнками Леонардо да Вінчі,  середина 16 ст. Чилі, Національний музей красних мистецтв
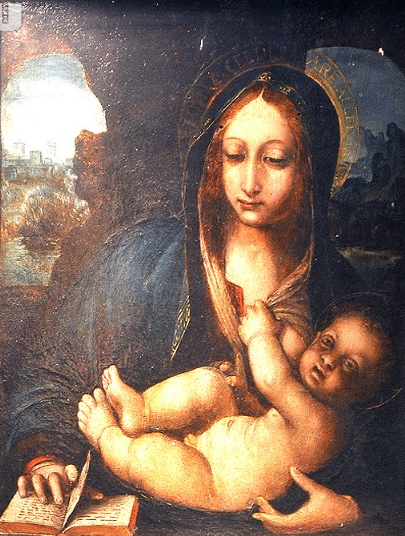
Невідомий 16 ст. «Мадонна з немовлям і біблією»

## Мистецтво 16-17 століть

### Венеційський живопис 16 століття

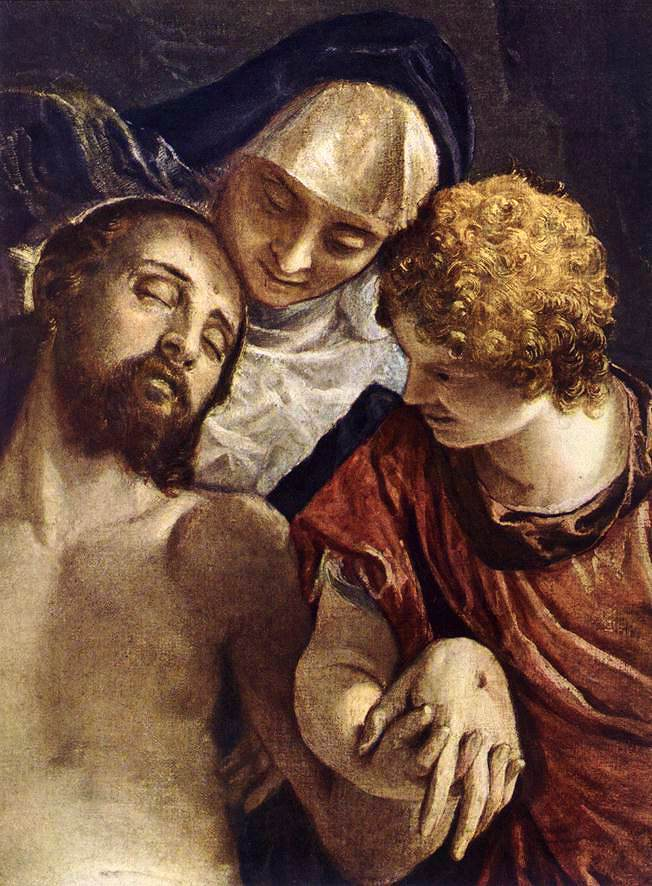
Паоло Веронезе. «Оплакування Христа», Ермітаж
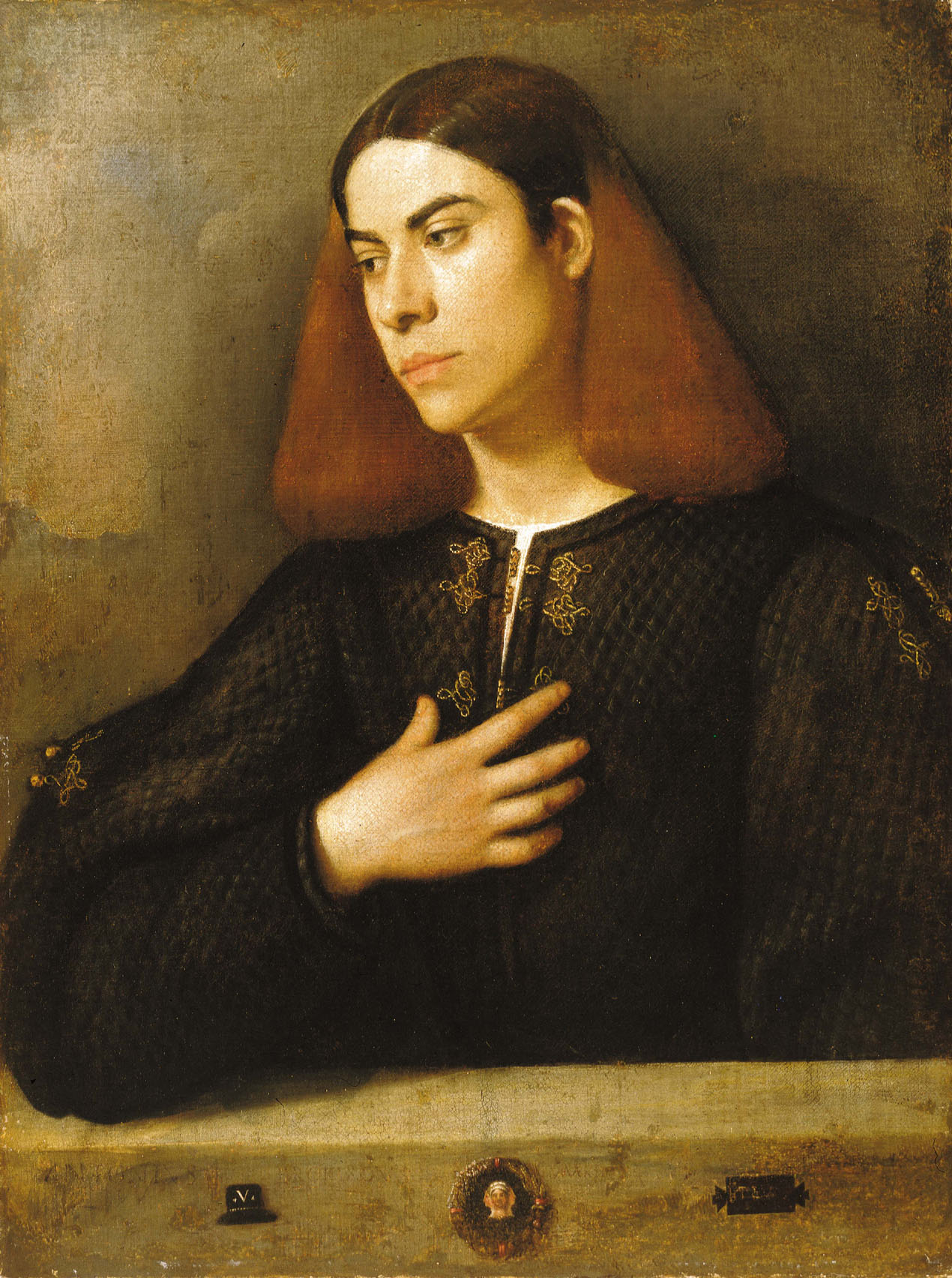
Джорджоне (можливо, портрет поета Антоніо Броккардо), 1510, Музей образотворчих мистецтв (Будапешт)
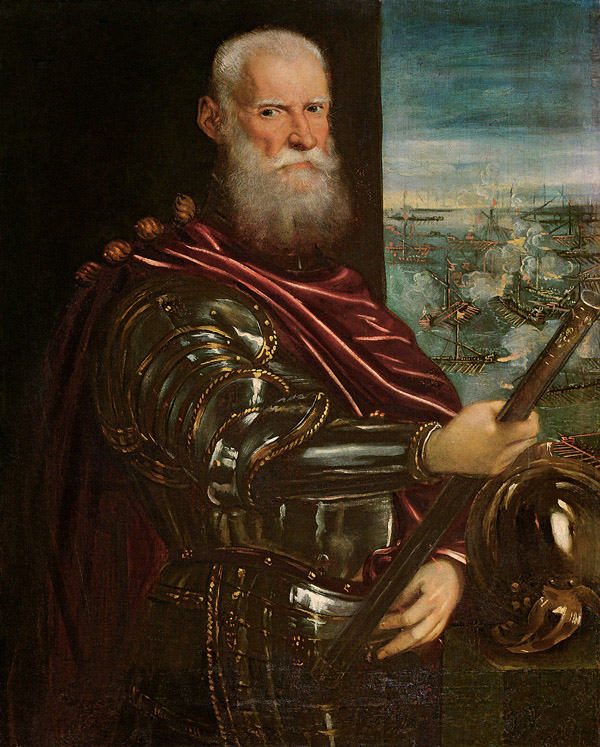
Тінторетто. Дож Себастьяно Веньєр - герой бою при Лепанто
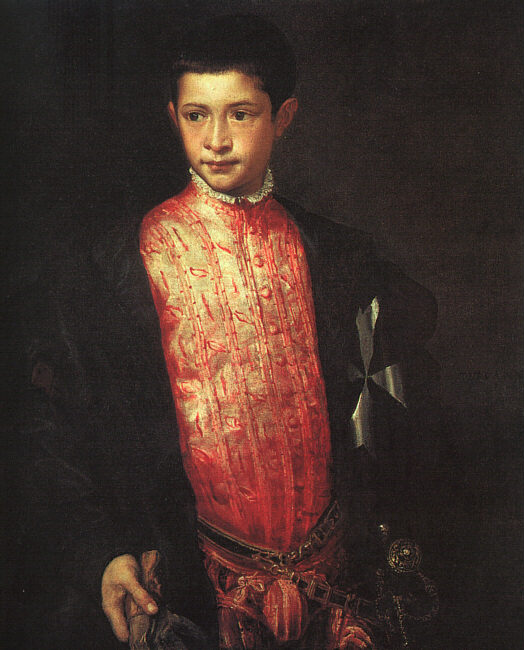
Тиціан. Портрет Раннучо Фарнезе, Вашингтон
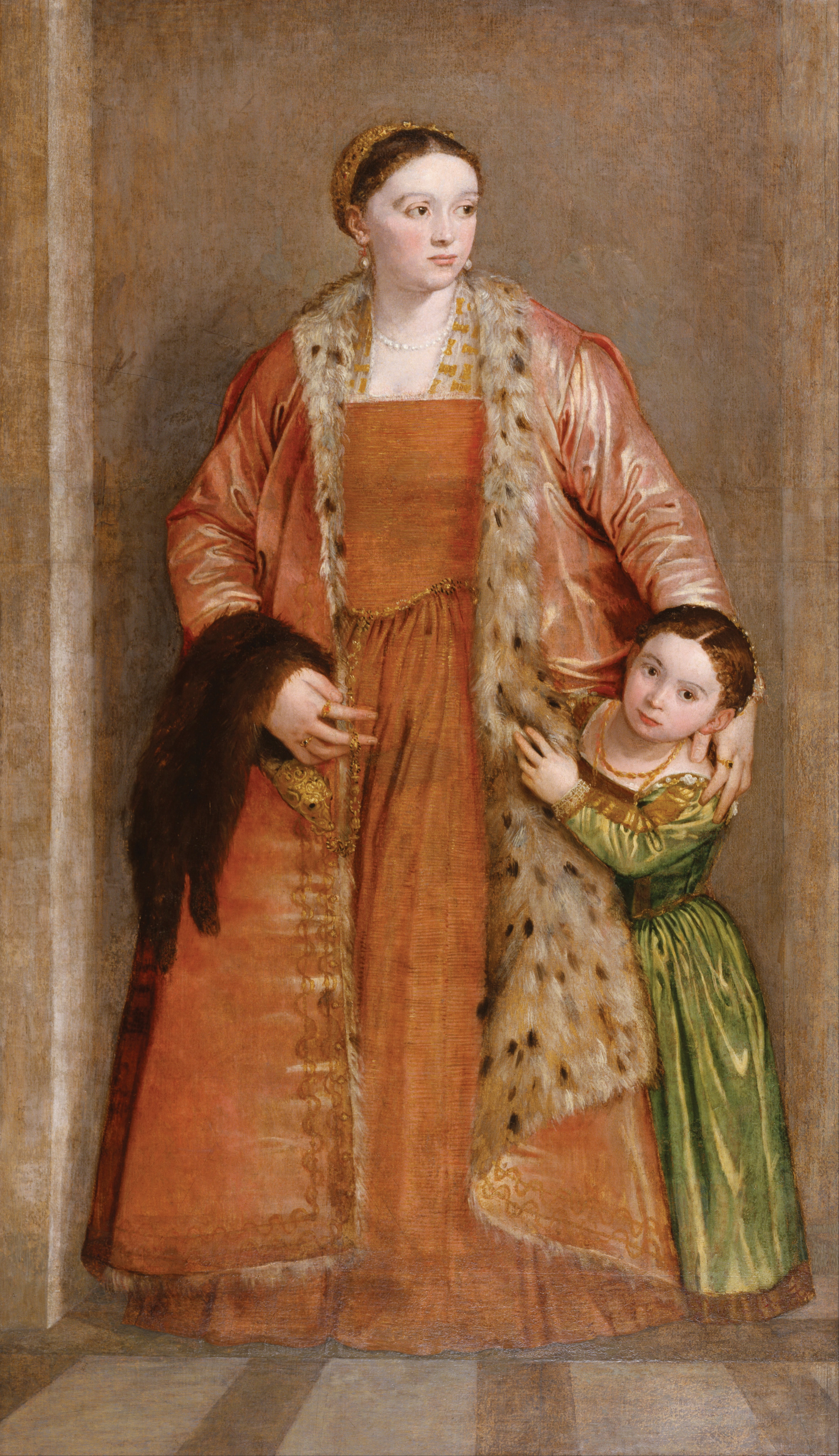
Веронезе, Лівія да Порто Тьєне з дочкою, Балтімор
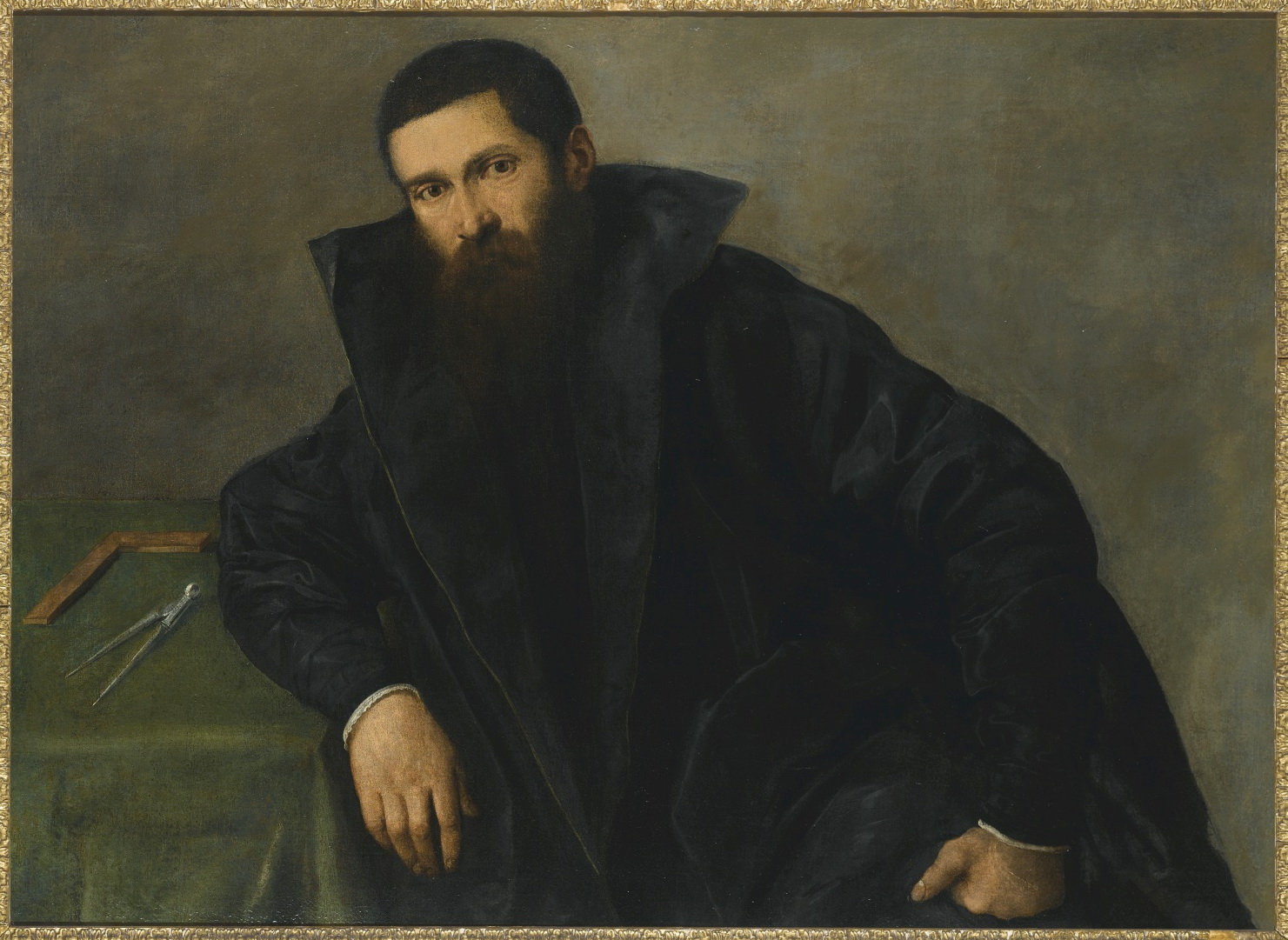
Лоренцо Лотто. Портрет архітектора
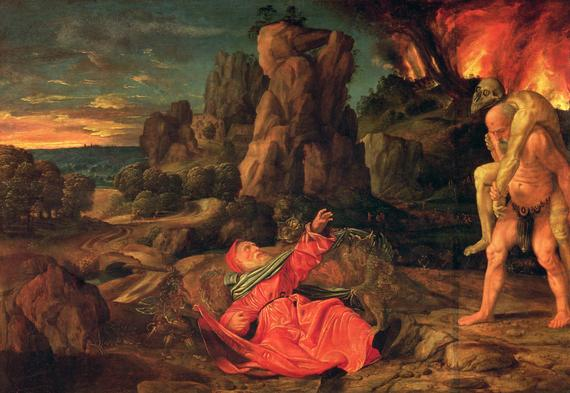
Джованні Джироламо Савольдо. Спокуси Святого Антонія (Савольдо)
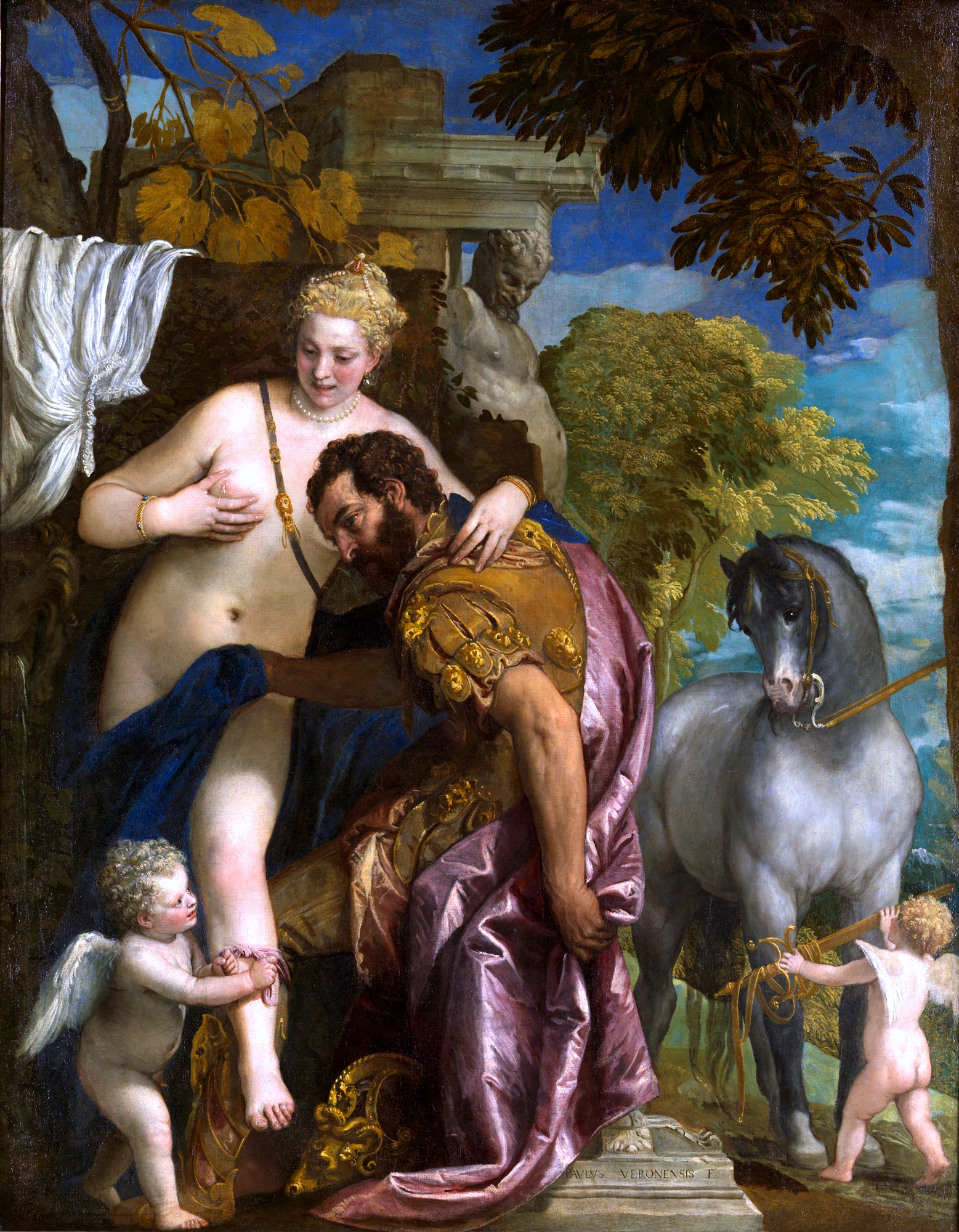
Веронезе, Венера і Марс, Метрополітен-музей, Нью-йорк.
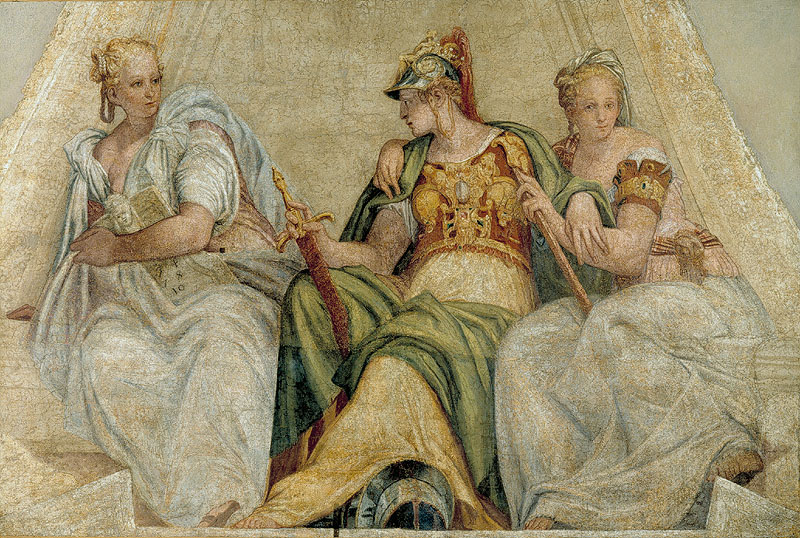
Фреска Паоло Веронезе «Богиня Мінерва в оточенні Математики і Геометрії»

### Маньєризм
Маньєризм як ідейно-художня система сформувався в Італії, де найважливішими осередками розвитку стилю були Флоренція, Мантуя та Рим, а потім отримав поширення у Франції та інших європейських країнах. Стиль був також породженням кризових явищ у суспільно-політичній сфері, характерних для пізнього Відродження з його соціальною, моральною та релігійною нестійкістю. Іноді початкову фазу маньєризму пов'язують з пограбуванням і руйнацією Риму в 1527 році німецькими вояками імператора Карла V. Найголовніше те, що маньєризм в помітній формі відбив істотну, подібну до вибуху трансформацію мистецтва та літератури від середніх віків до «Нової історії».
Криза папської влади розпочалася задовго до 1527 року. Пограбування Риму у травні 1527 стало лише кульмінацією давнього процесу. Кризу добре відчували римські митці, в творах яких посилились елементи зневіри, розчарування, тривоги, передчуття катастроф. Митці попереднього покоління ще за інерцією створюють гармонійні образи в стилістиці відродження. Але нове покоління, захоплене розчаруванням, переймає лише віртуозну художню техніку та ерудицію, а не гармонію і не прагнення до неї. Виникають видовжені, занадто елегантні фігури, знервовані і тривожні. Тло картин і фресок насичується фантастичною архітектурою з нереальними сходинками і людським натовпом, а головні персонажі наче підхоплені тим же стихійним, тривожним рухом, що і оточення. Художники відмовляються вивчати натуру як таку заради вивчення художньої манери уславлених попередників. В моді — дивацькі композиції, нереальні, ядучі фарби і люди, що забули про радість.

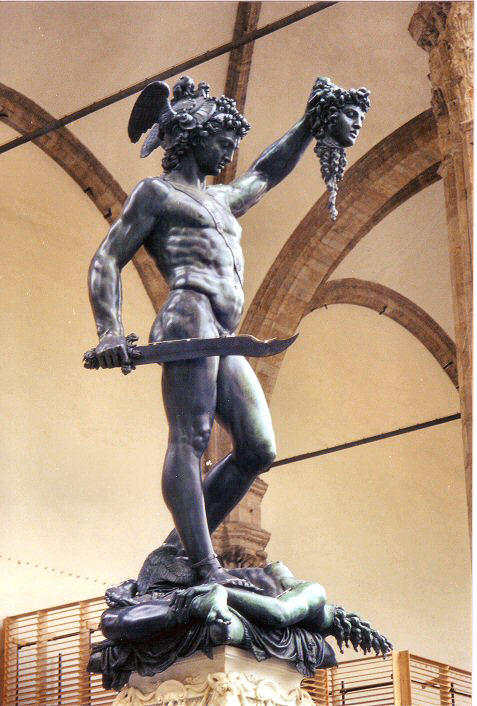
Бенвенуто Челліні. «Персей з головою Медузи», Флоренція
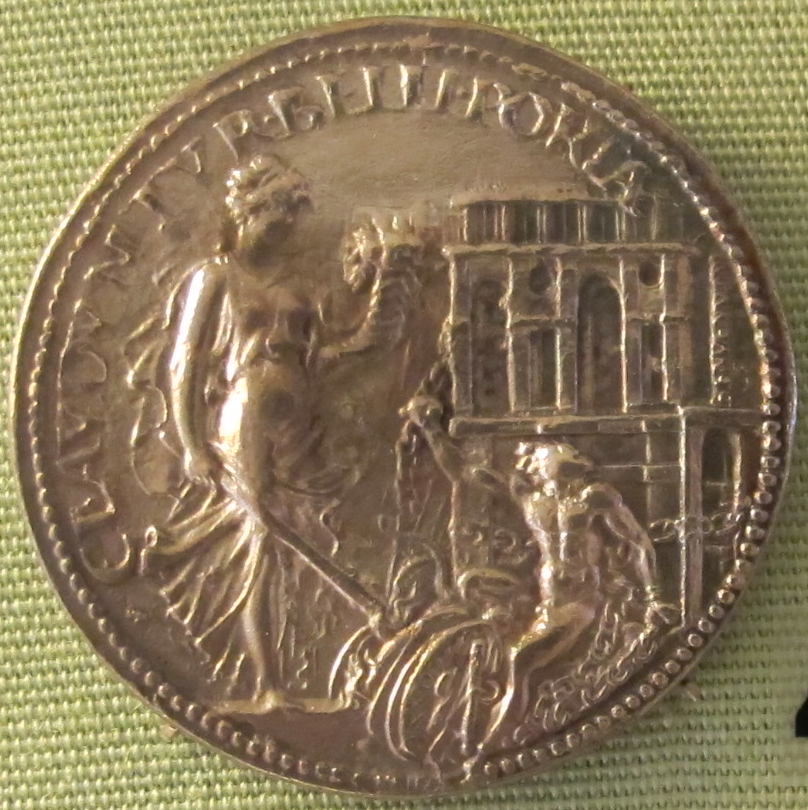
Бенвенуто Челліні. Медаль на честь папи Климента VII
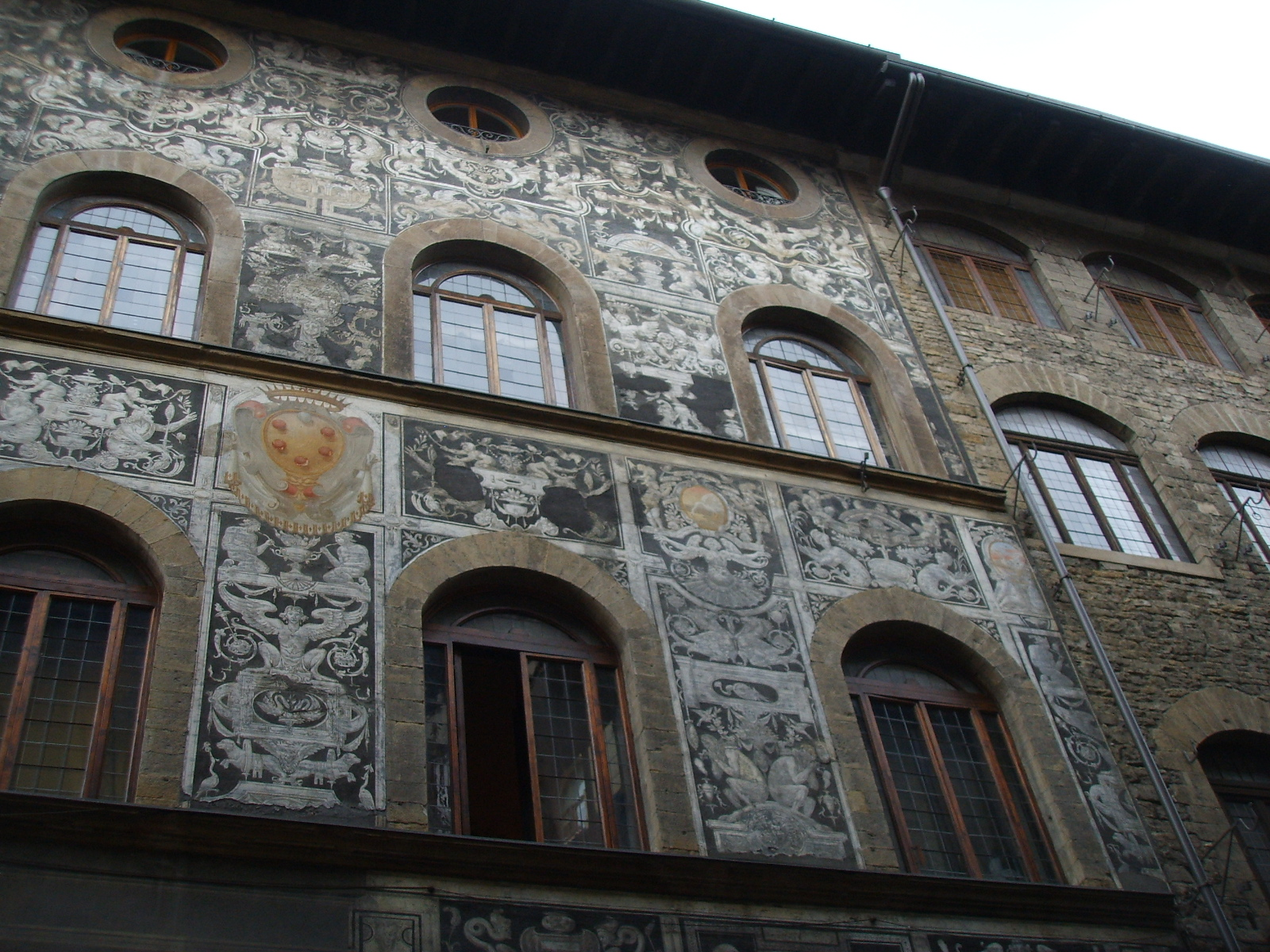
Грізайль доби маньєризму на фасаді палацу Б'янки Капелло
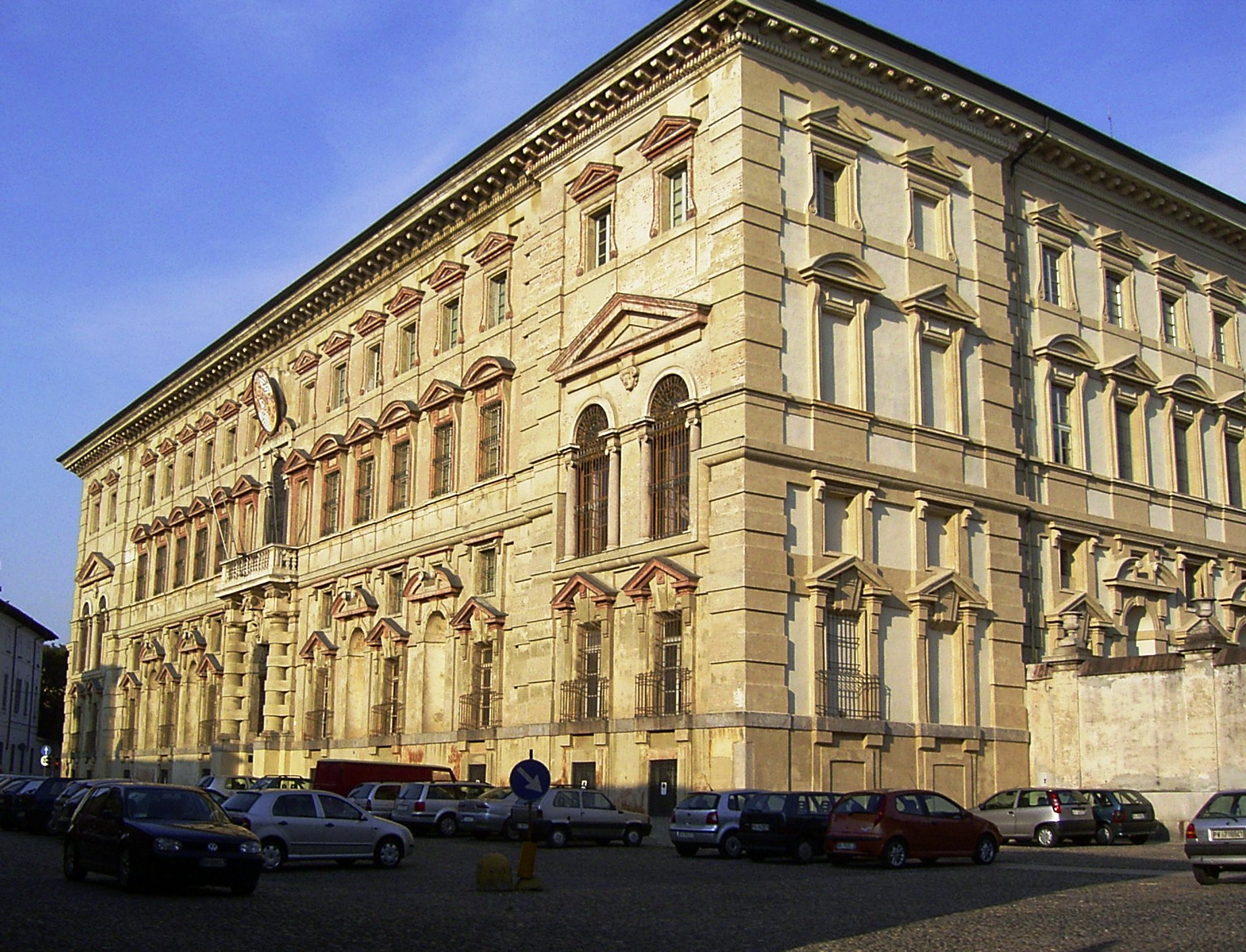
Арх. Пеллегріно Тібальді.  Колегія Борромея, Павія
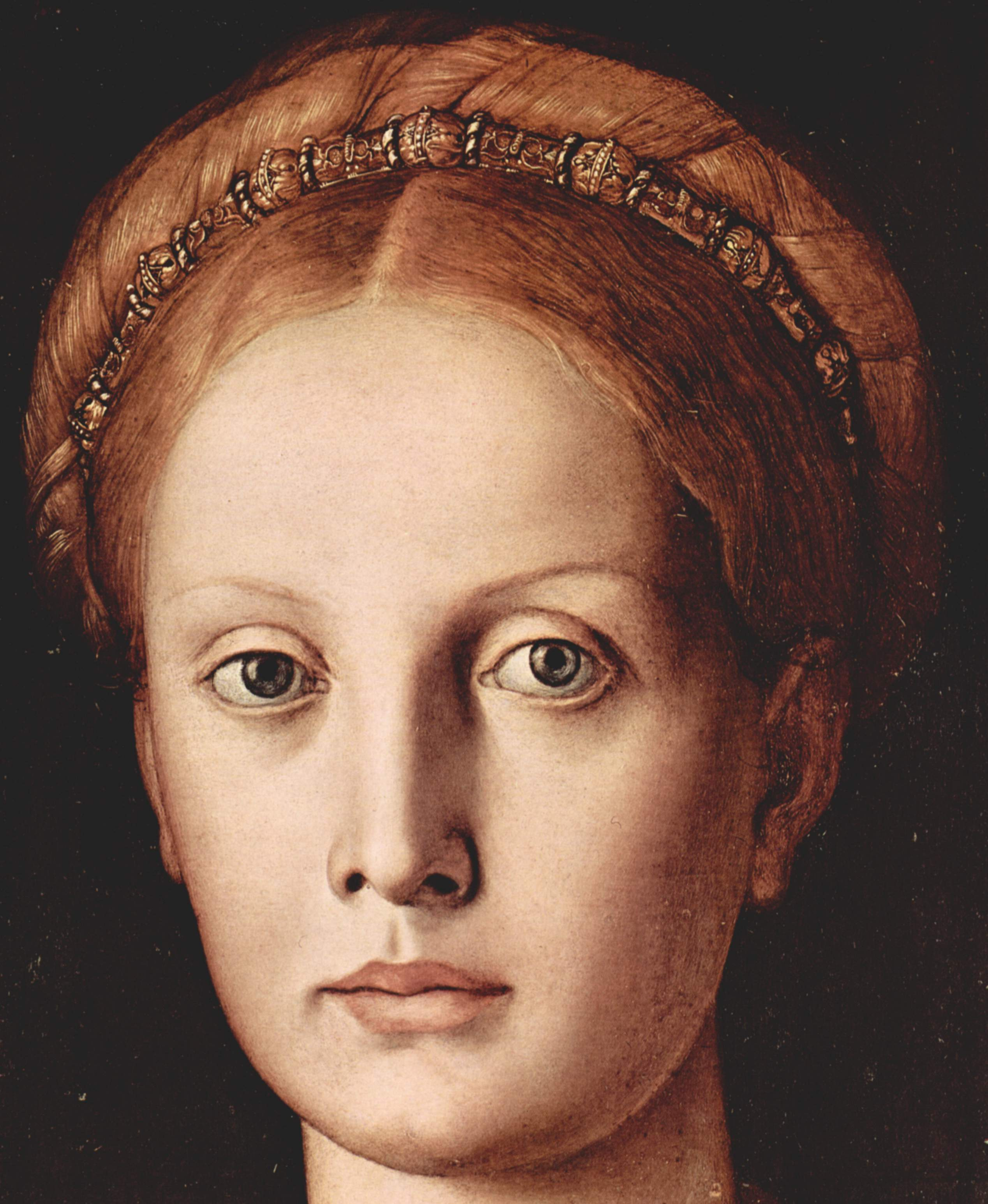
Анжело Бронзіно. Лукреція Панчатікі, фрамент
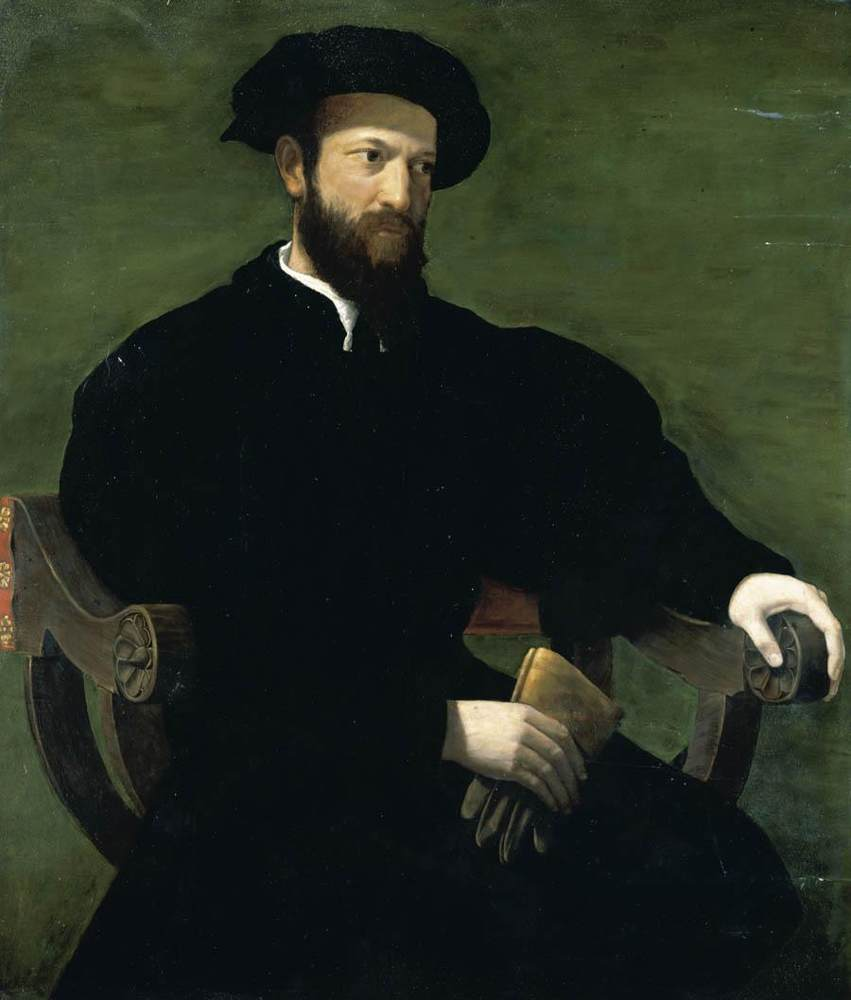
Худ. Франческо Сальвіаті, портрет невідомого пана, приватна збірка.
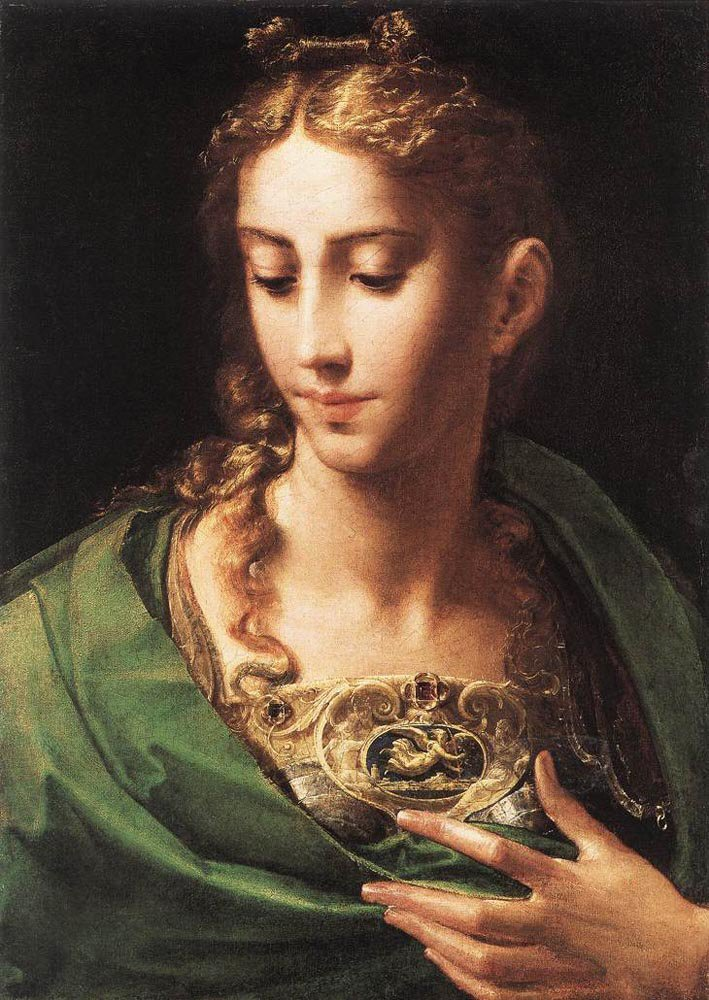
Худ. Парміджаніно, жіночий портрет, 1539 р., Віндзор, Англія.
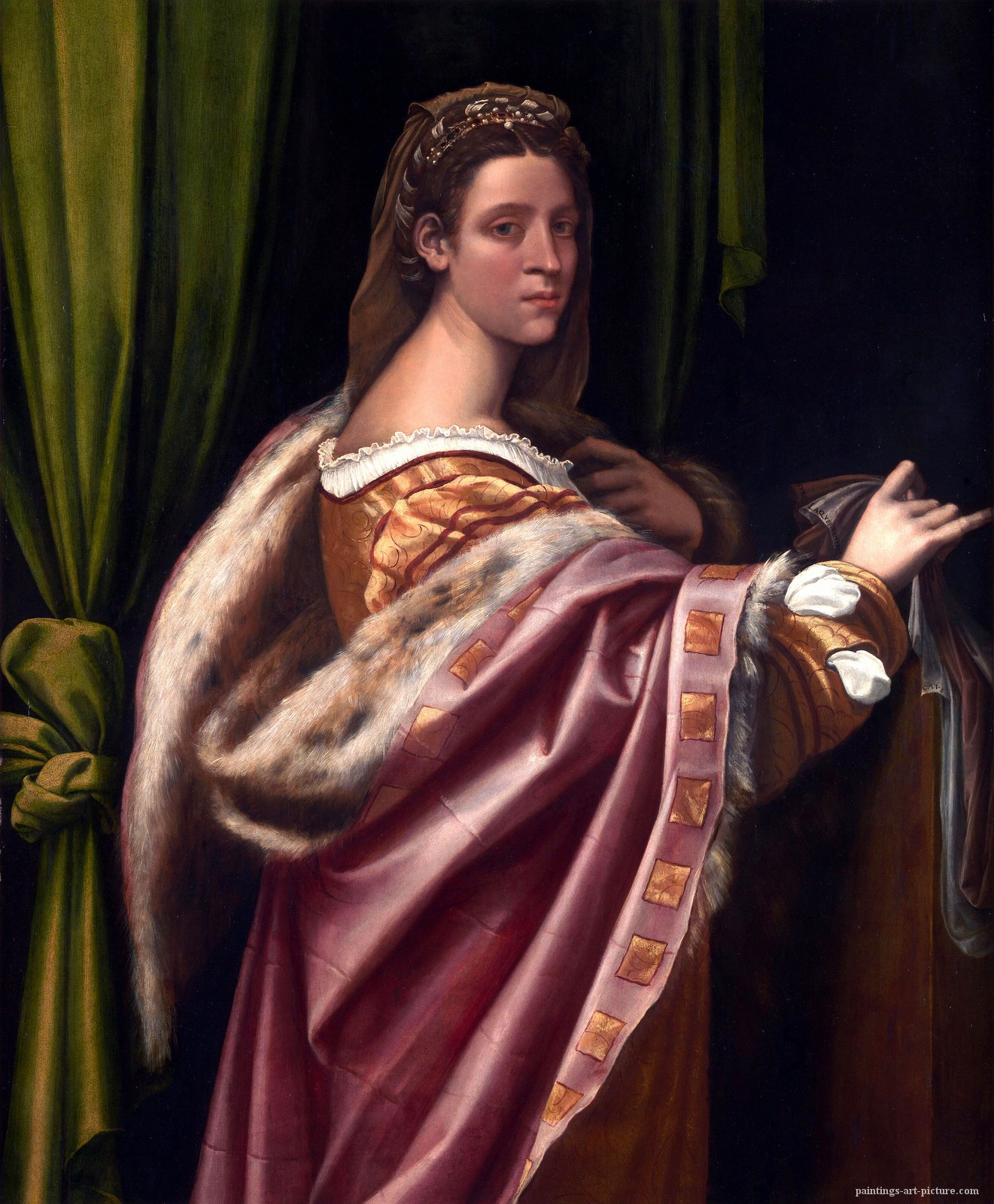
Худ. Себастьяно дель Пьйомбо, Невідома пані з Риму, 1540-ві рр.

Важливою особливістю маньєризму як стилю був його аристократизм, недемократичність, орієнтованість на смаки багатих володарів, взагалі припалацовий характер. Головними замовниками і споживачами мистецтва маньєризму була церковна і світська аристократія. Не дивно, що значні центри маньєризму гуртувались при дворі папи римського, герцогського двору у Флоренції, при герцогському дворі в Пармі, при королівських палацах в Фонтенбло (Франція), Ескоріалі (Іспанія), Празі (Чехія), Кракові (Польща).
Маньєризм настояний на протиріччях, в переліку яких — палке вивчання творів геніїв Високого Відродження і несамовите бажання працювати в їх же манері (звідси назва маньєризм), відмова від спостереження за природою і поклоніння авторитетам, віртуозність виконання художніх робіт, домінанта індивідуалізму, висока освіченість майстрів і нестримна фантазійність, теоретичні заяви про спадковість свого мистецтва і при цьому надзвичайна штучність, примхливість художніх манер, майже повна відмова від класичних канонів в архітектурі, в композиціях картин, втрата гармонії заради дисонансів, тривожності, асиметрії, надзвичайного впливу на почуття і свідомість замовника і глядача. Фантазійність навіть ставала головною метою митця-віртуоза.

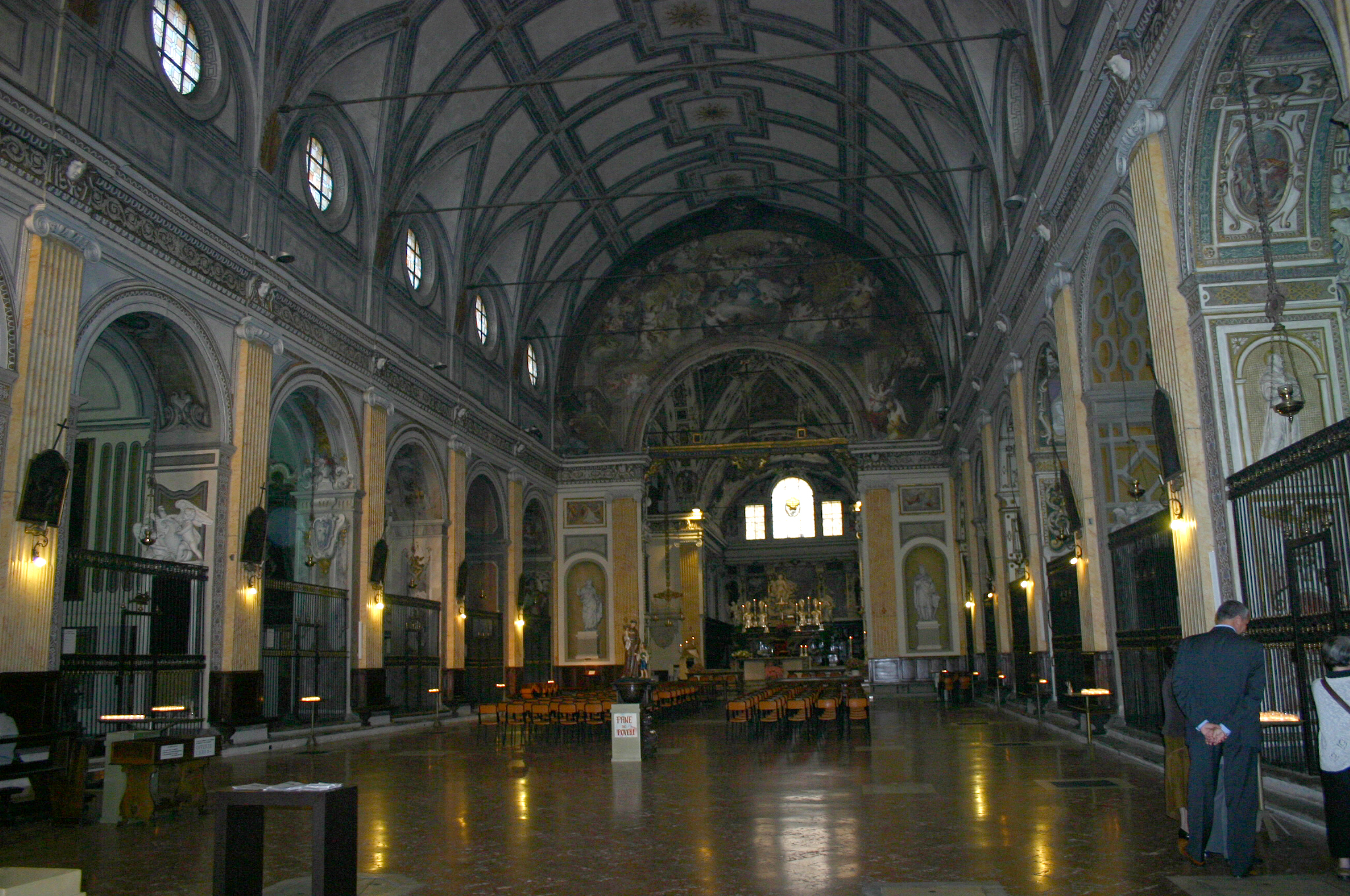
Церква Сан Анжело, Мілан
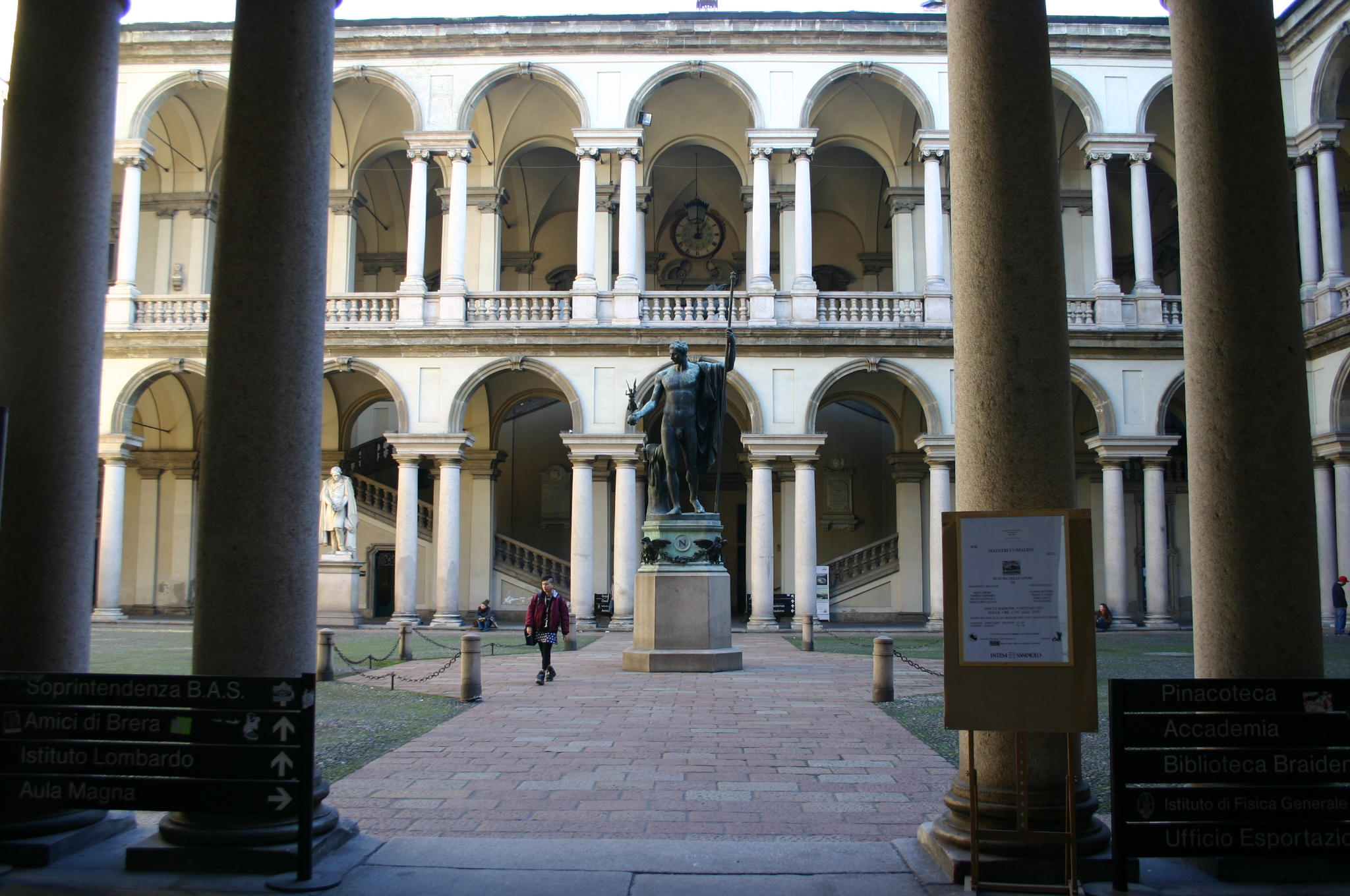
Палаццо ді Брера, Мілан
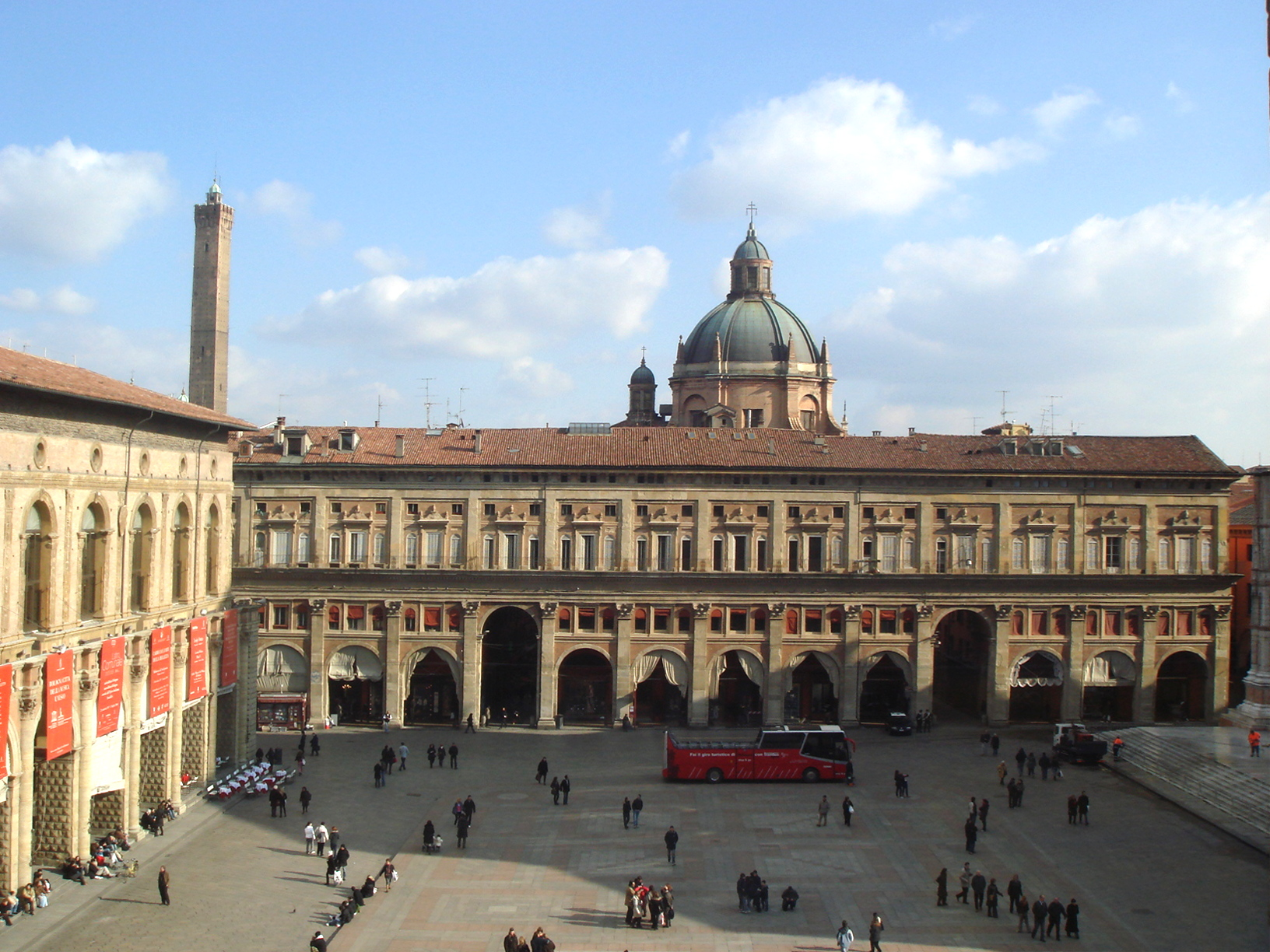
Палаццо деї Банкі, Болонья
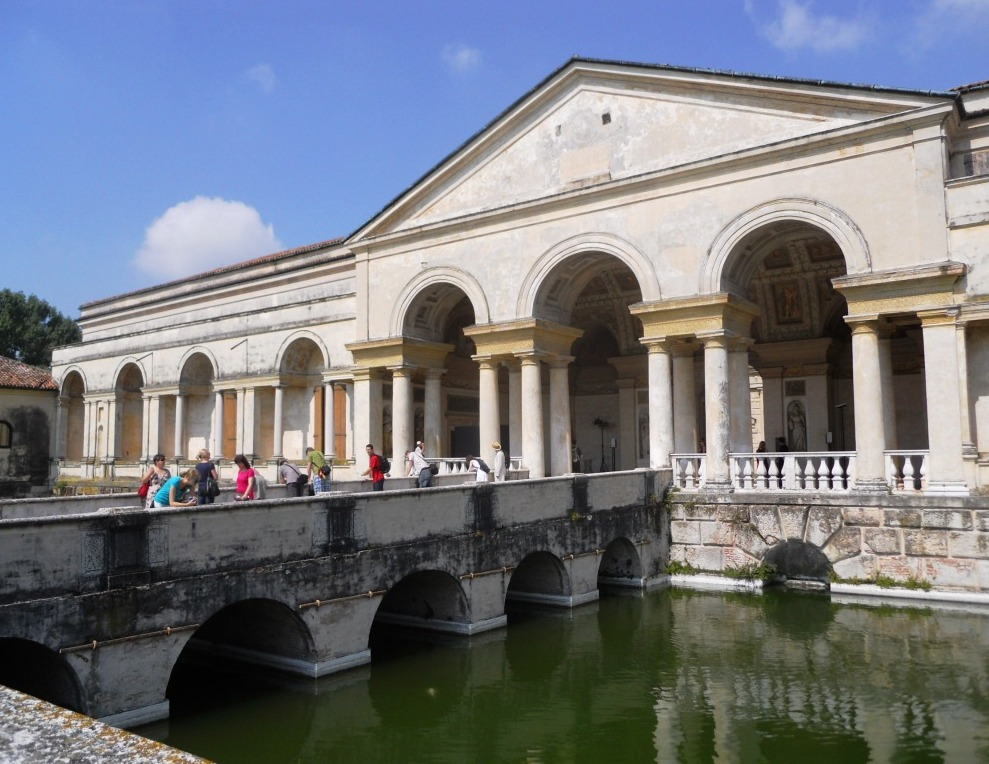
Палаццо дель Те, Мантуя

### Регулярні сади
В 16 столітті ініціатива в створенні декоративних садів перейшла від Флоренції до Риму. Сюди активно переносили здобутки мистецтва з інших культурних центрів Італії — від знахідок в архітектурі Лучано да Лаурана і Браманте до найкращих досягнень в живопису, скульптурі і садівництві. В Римі існував прошарок освічених замовників з великими коштами (папи римські, кардинали, римська аристократія), готові витратити ці кошти на побудову заміських вілл і садів. Серед перших заміських вілл Риму — Вілла Мадама, вілла Джулія для папи римського Юлія II (Джуліо делла Ровере по італійськи), двір Бельведер з садами, створений в Ватикані — Браманте. Якщо вілла Мадама (і її сад) з різних обставин залишились недобудованими, двору Бельведер судилося стати зразком для інших садів до його знищення. Творчим розвитком найкращих настанов саду Бельведер архітектора Браманте стане сад Вілли Джулія (арх. Джакомо да Віньола). До створення заміських вілл з садами залучають найкращих архітекторів доби, які мимоволі стають і ландшафтними архітекторами.
Серед перших, хто запозичив настанови декоративних садів Італії — садівники і архітектори Франції. Бароковому саду французького типу притаманні всі риси ренесансного і барокового саду Італії. Тут і використання терас, і партерів, і водних ресурсів. Але французькі сади розплановували на невеликих пагорбах, а тераси не були такі високі, як в Італії. У Франції полюбляли партери і вигадали декілька їх різновидів: партер сухий, водний, партер зі скульптурою, партер з арабесками (складними візерунками). Природу активно підкоряли геометричним фігурам (вистригання кущів під конус, кулю, стіну), ставки у вигляді дзеркал, русла річок у вигляді прямих каналів тощо. Все це підкорено головній домінанті саду — палацу вельможі або короля. Саме у Франції 17 ст. склався завершений тип садово-паркового ансамблю, що отримав назву саду французького типу і що перебрав на себе всю славу італійських зразків.
Дива садів доби маньєризму і італійського бароко продовжені в 20 столітті, коли створили сад Ла Скарцуола.

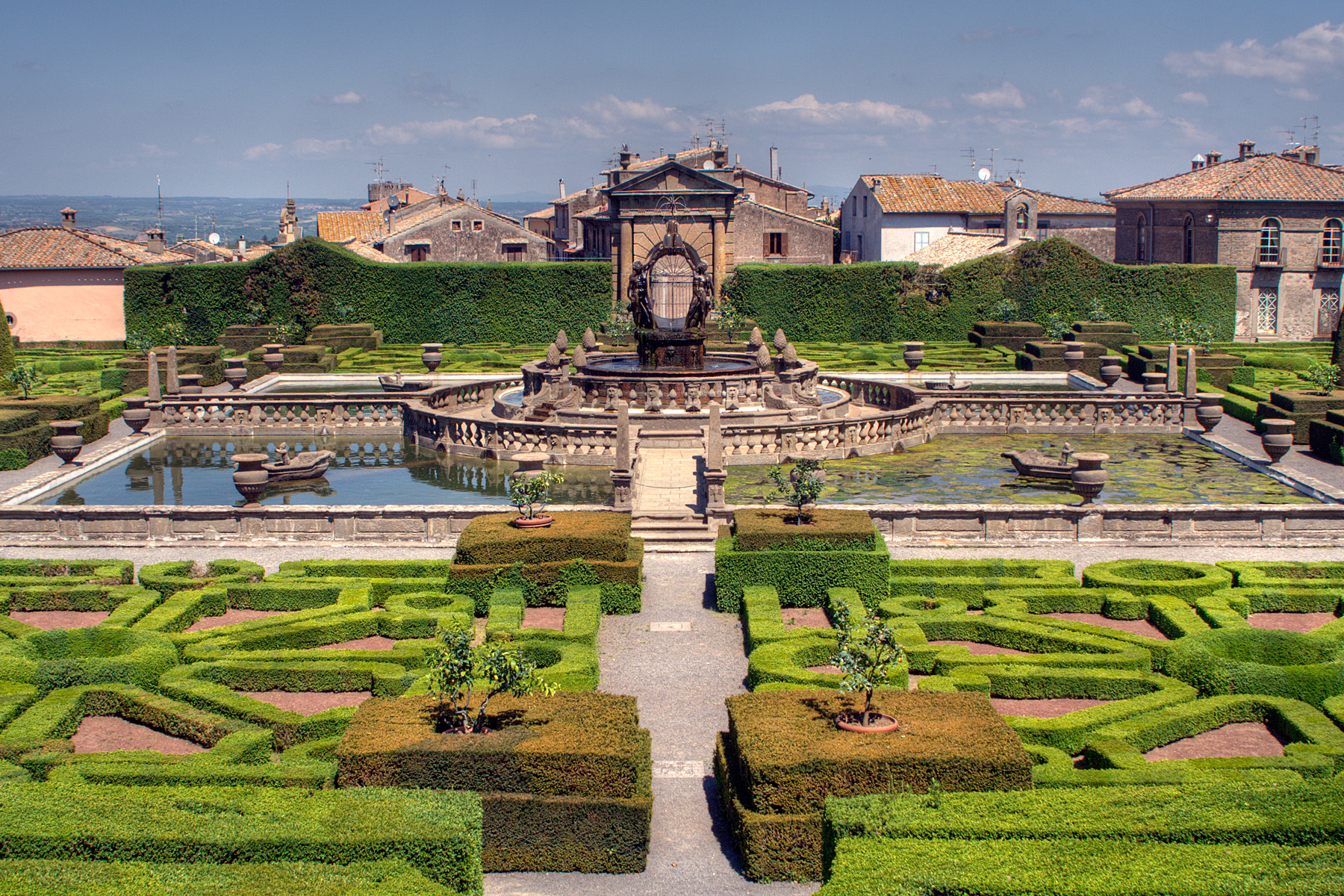
Сад вілли Ланте, фонтан «Чотири маври»
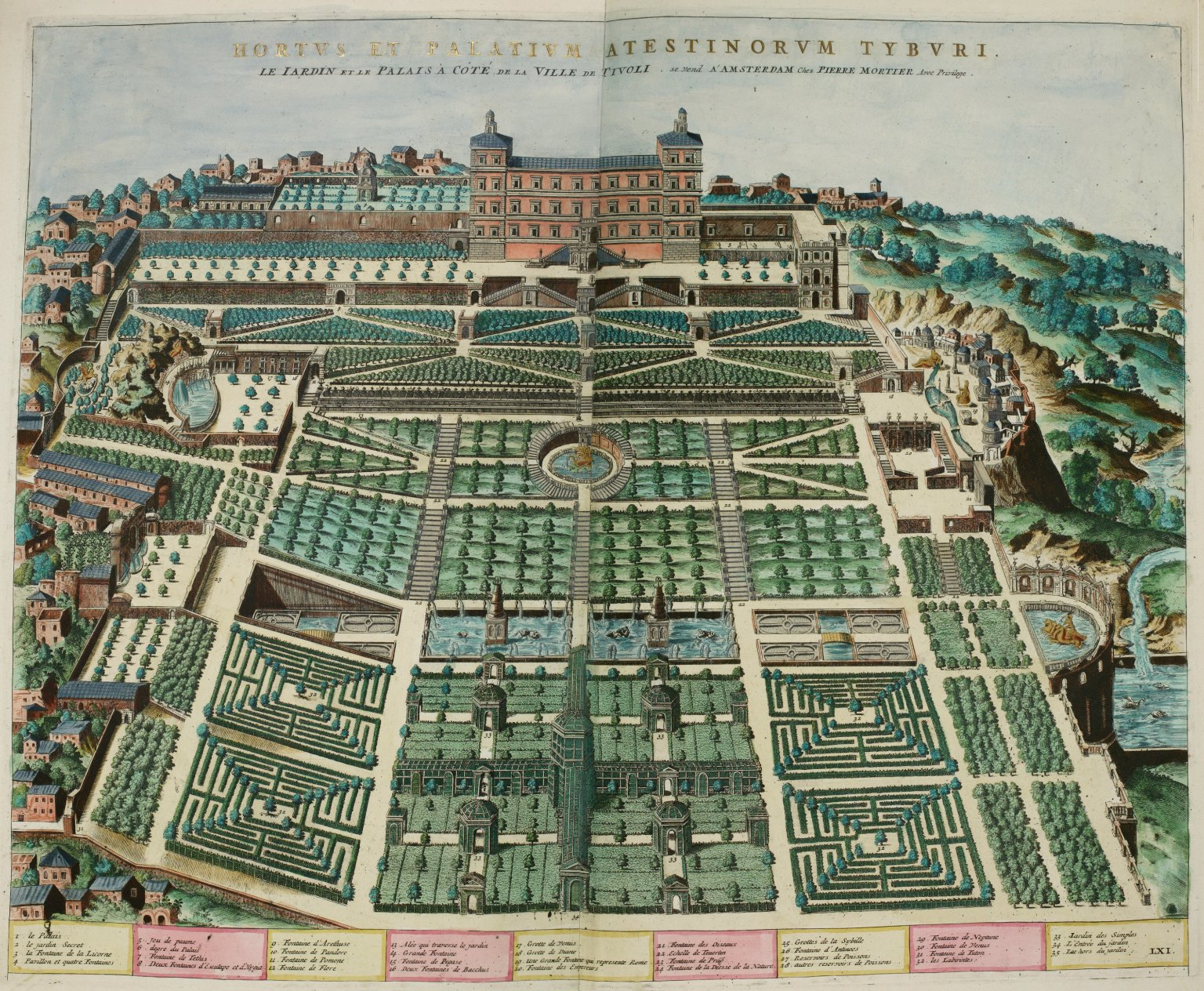
Вілла д'Есте в Тіволі
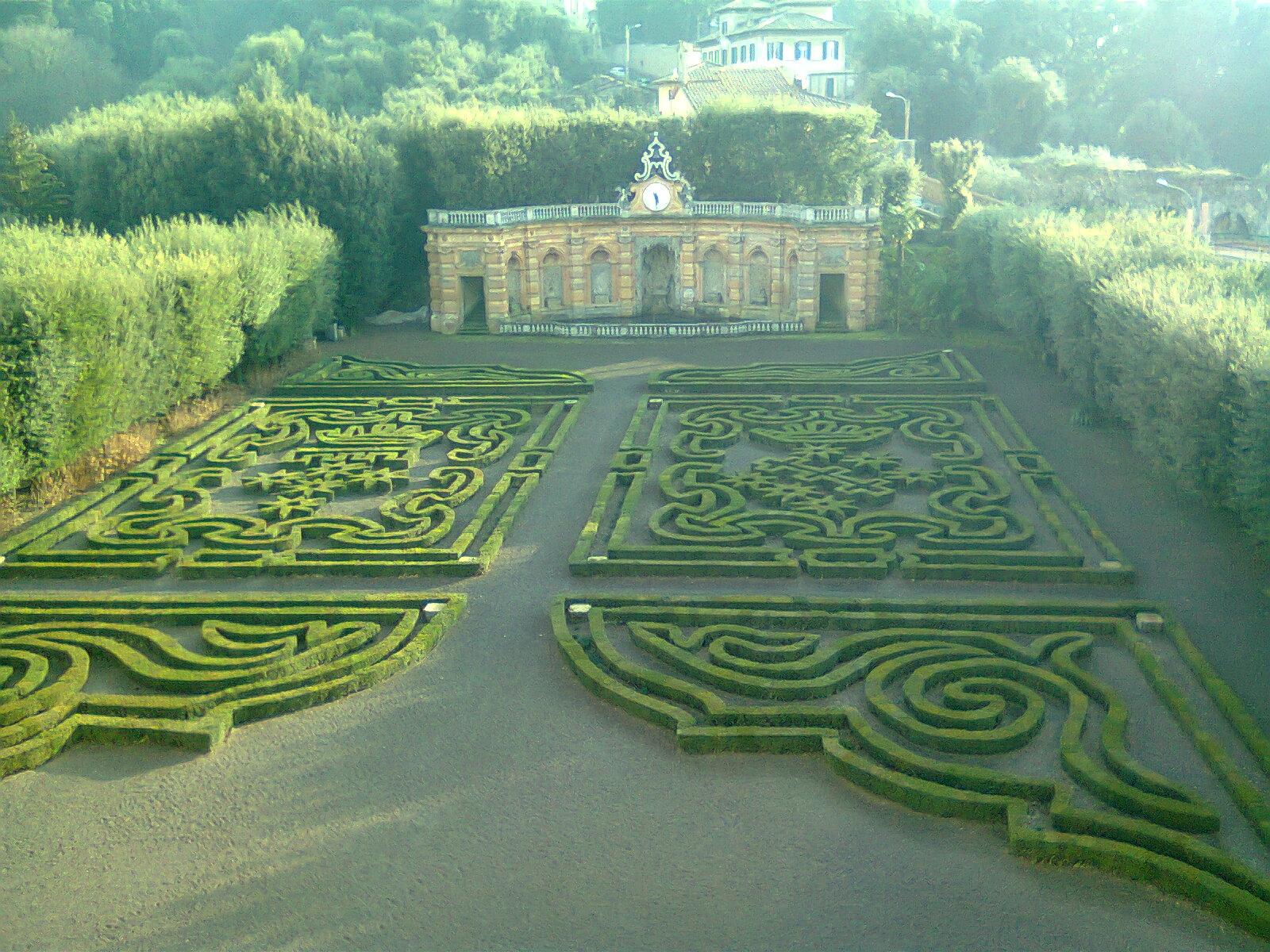
Вілла Ланцелотті, сад і німфей
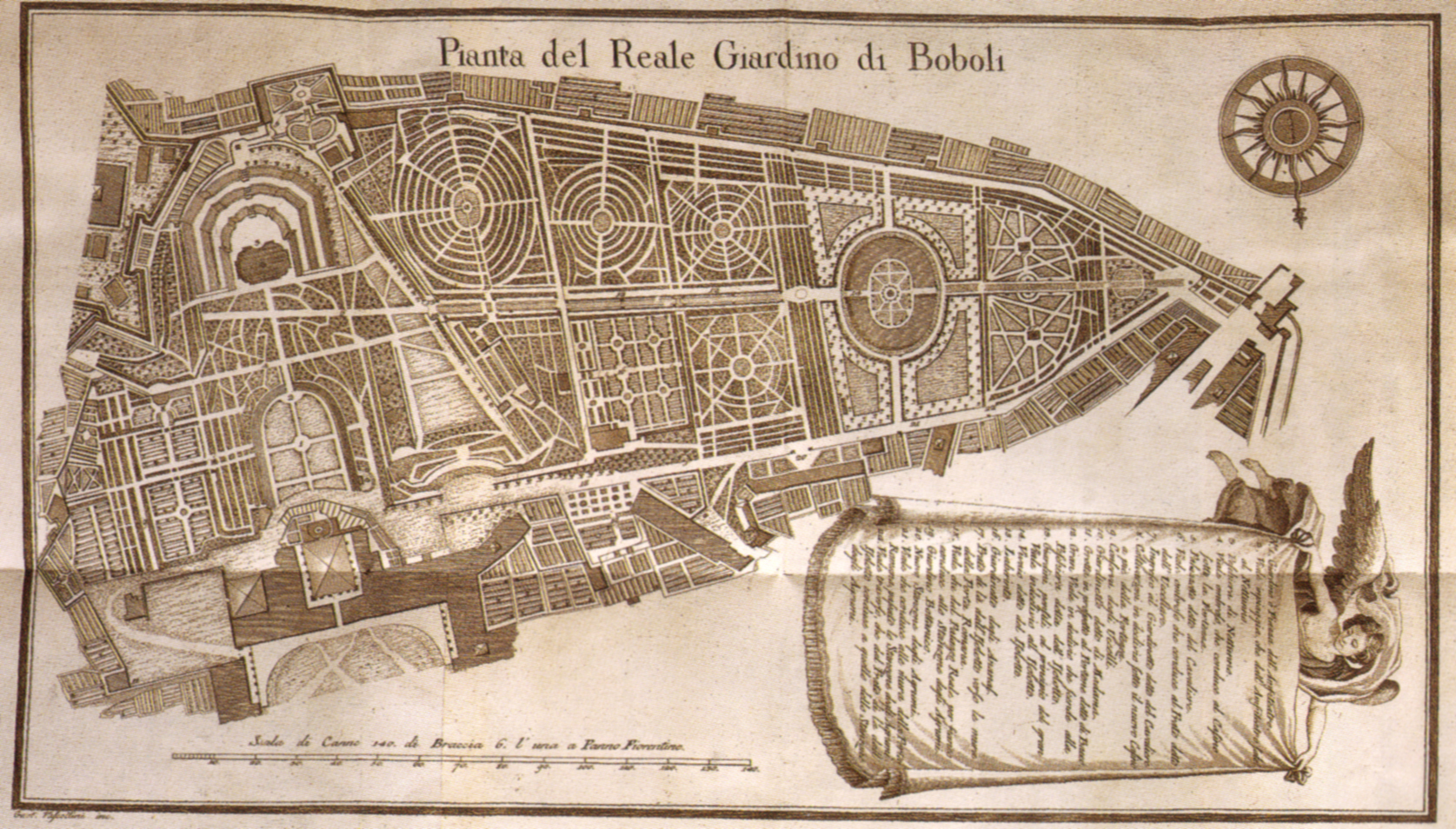
Сади Боболі, Флоренція, план
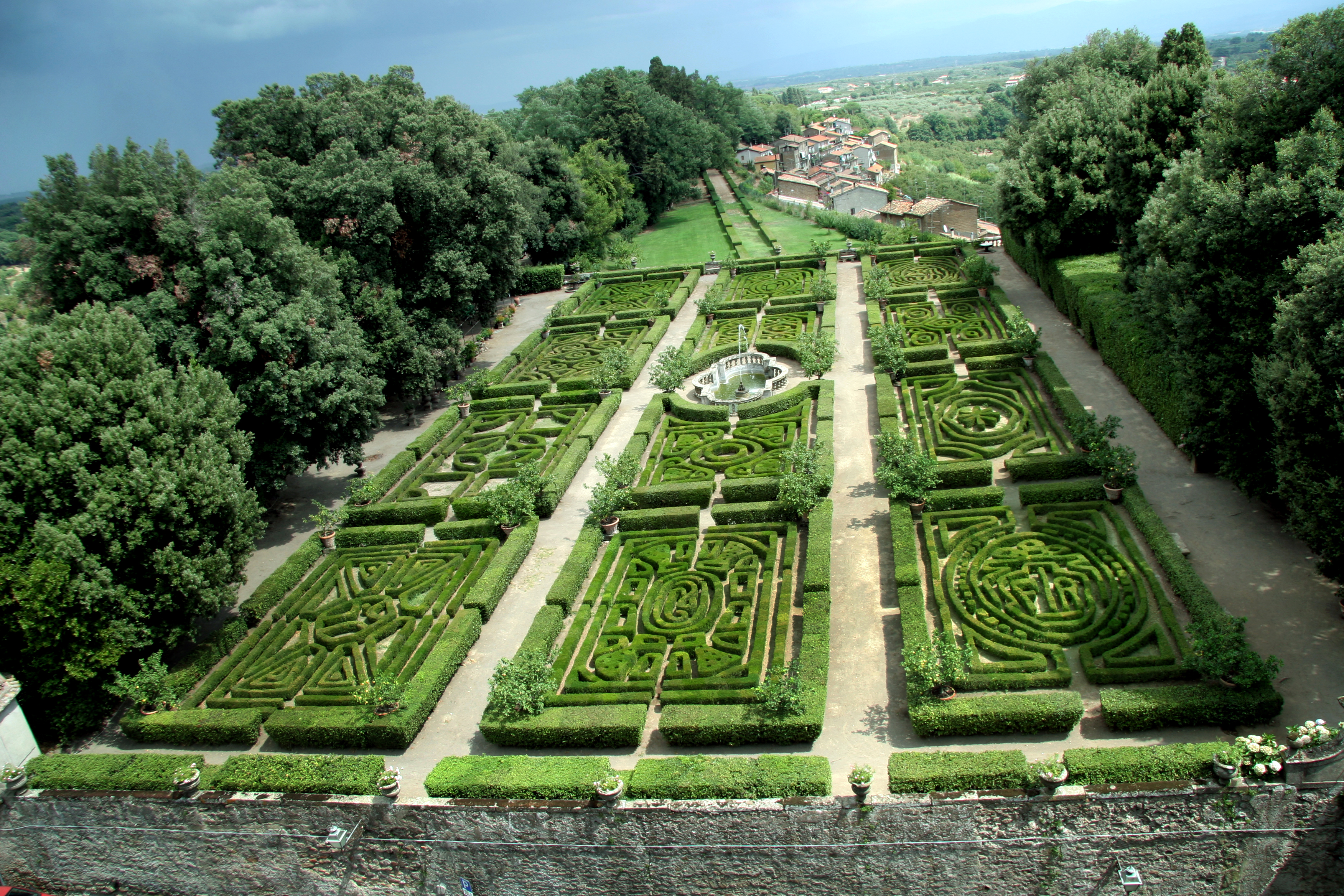
Сад Кастелло Русполі Віньягелло, Італія

### Бароко
Батьківщина бароко — Італія, де у визначних мистецьких центрах (Римі, Мантуї, найменше у Венеції і Флоренції) виробили перші зразки бароко в архітектурі, скульптурі, живописі. За висновками науковців, бароко — кризовий стиль, що виникає на хвилі кризи гуманізму і народження маньєризму. Але це не відкидало бажання насолоджуватись дарунками життя, мистецтва і природи, широкого використання насилля, работоргівлі, винищення незвичних культур чи ідейних течій як в самій Європі, так і за її межами (Контрреформація, мільйони винищених індіанців Америки, засилля інквізиції тощо). Якщо Відродження мало незначне поширення в країнах за межами Італії, то з доби бароко почалася справжня навала західноєвропейської цивілізації на відомий світ і включення в орбіту своїх хижацьких інтересів віддалених країн і континентів (доба Великих географічних відкриттів, хижацька колонізація Америки, Південної Азії тощо).
Засновником бароко в Італії вважають Мікеланджело Буонаротті (1475—1564). Саме він підсилив архітектуру велетенським ордером, широко використовував карнизи, подвоєння пілястр та колон, тісняву архітектурних елементів та надлюдський розмір. Скульптурні та архітектурні твори генія й досі справляють враження скорботи, напруги, нервовості, хоча зберігають чітку побудову, симетрію і потойбічну, майже неможливу красу.
Характерною є пишнота, парадність, яскравість кольорів, контрастність, екстравагантність орнаменту, асиметрія конструкцій. В бароковій архітектурі панують сильні контрасти об'ємів, перебільшена пластика фасадів, ефекти світлотіні та кольору. Живопис і скульптура відзначаються декоративно-театральними композиціями, тонкою розробкою колориту і ефектів освітлення, ускладненою пластикою, парадністю. У музиці — поява опери, розвиток вільного поліфонічного стилю (зокрема у творчості Палестріни, Йоганна Себастьяна Баха).

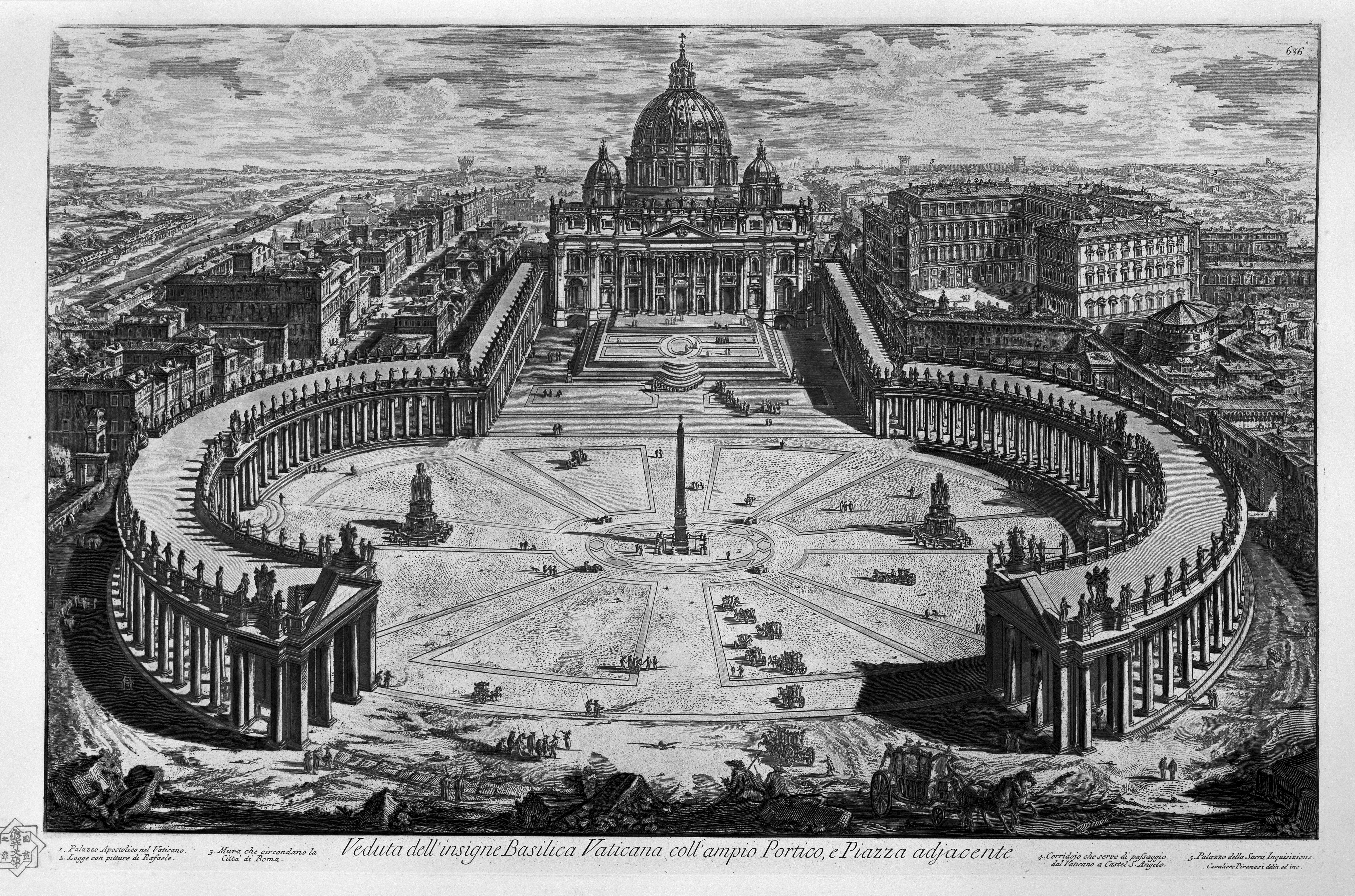
Лоренцо Берніні. Колонада собору Св. Петра в Римі
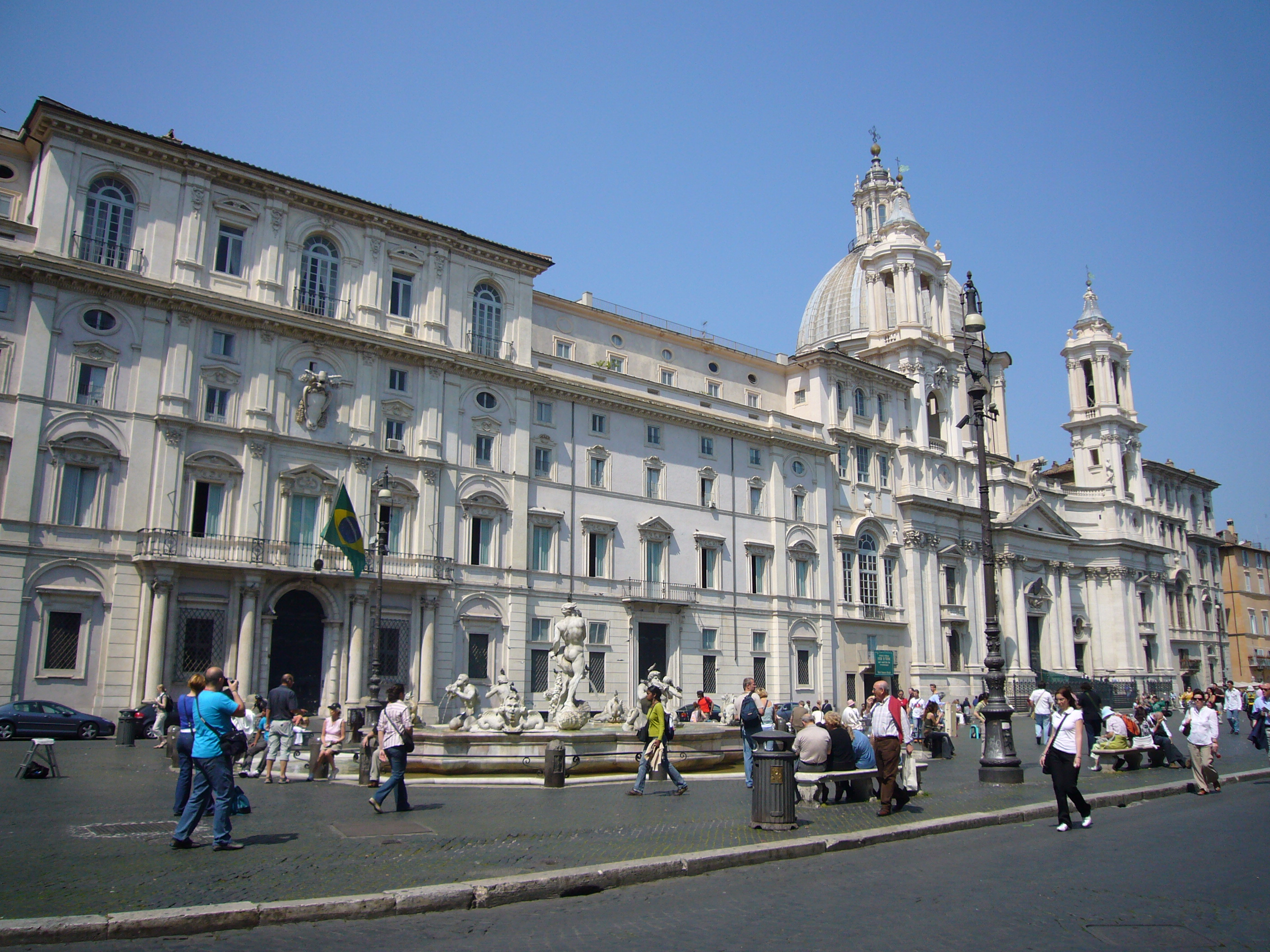
Рим, палаццо Памфілі та церква Сан Аньєзе ін Ангоне
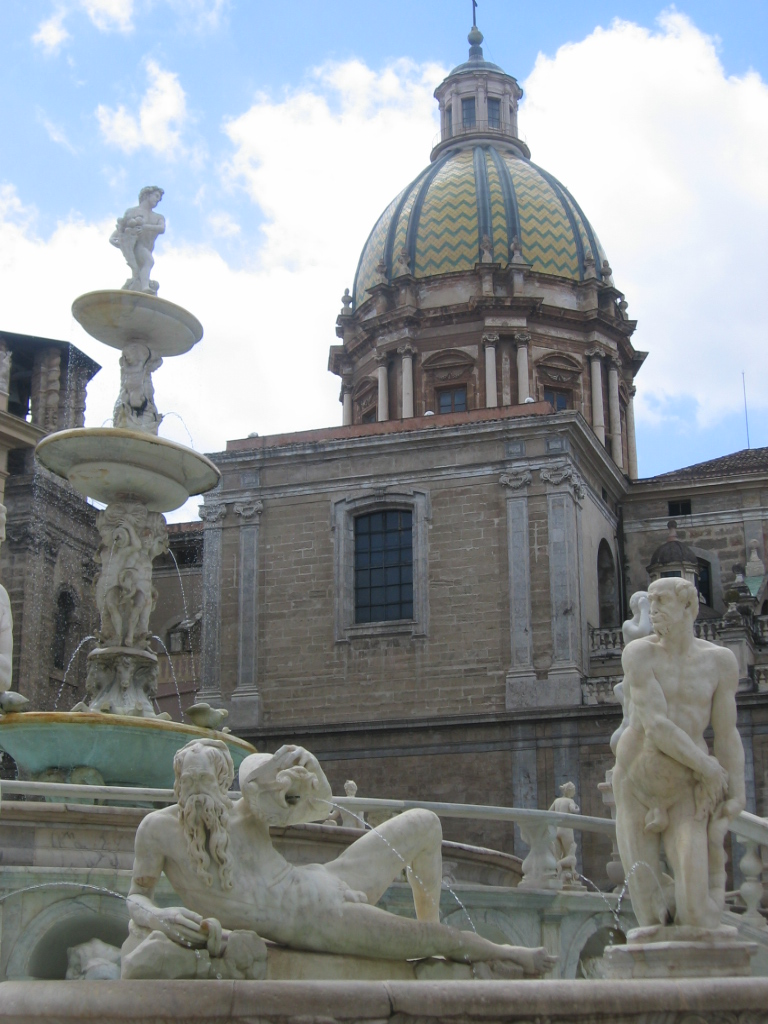
Барокове Палермо, площа Преторія

### Стан в архітектурі 17 ст.: Берніні та Борроміні
Стан в римській архітектурі 17 ст. цілком залежав від протистояння і конкурентної боротьби Берніні і Борроміні.
- Лоренцо Берніні (1598—1680) — став провідником офіційної лінії римських пап в мистецтві доби бароко, позиціонував себе як універсальна особа, що здатна однаково плідно займатися живописом, архітектурою і скульптурою. Але він виявився слабким художником, а в архітектурі залишився обдарованим аматором, здатним розробити ідею, програму твору, кидаючі усі клопоти по розрахункам, інженерному забезпеченню і реальному втіленню на численну армію скульпторів і архітекторів-помічників власної римської майстерні. Собі він залишав велетенські гонорари і славу.
- Франческо Борроміні (1599—1667) — займався тільки архітектурою, ніколи не позиціонував себе як особу універсальну. Він — віртуозний архітектор-практик і майстер креслень архітектора, якими він плідно займався ще в Мілані. Креслення Борроміні не мали собі рівних за фаховою довершеністю в Італії 17 століття. Витіснений на узбіччя архітектурної практики в Римі, мимоволі стає архітектором чернечих орденів. Тому його творчий доробок — невиправдано скромний. Але значна мистецька вартість і популярність творів Бороміні перетне кордони Італії і знайде справжніх продовжувачів і нащадків в творчих особистостях, серед яких Ніколо Мікетті (Константинівський палац, Стрельна, Російська імперія) чи Ян Блажей Сантіні Айхл (Чехія).

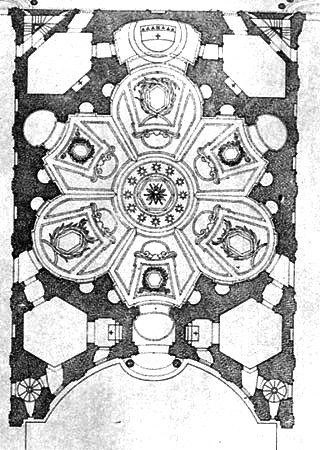
Поземний план церкви Сант Іво алла Сапієнца і промальовка склепіння.
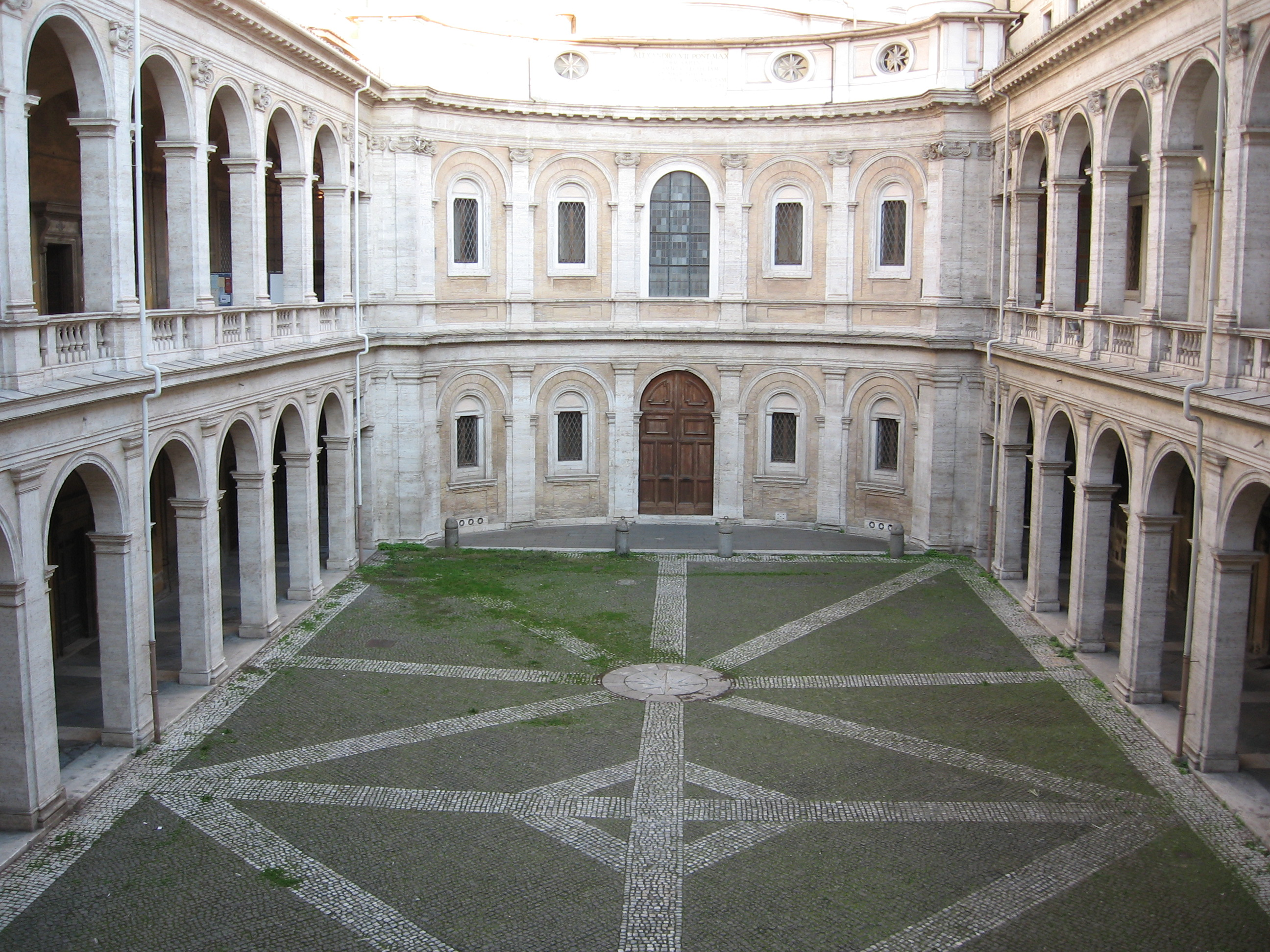
Дворик Сант Іво
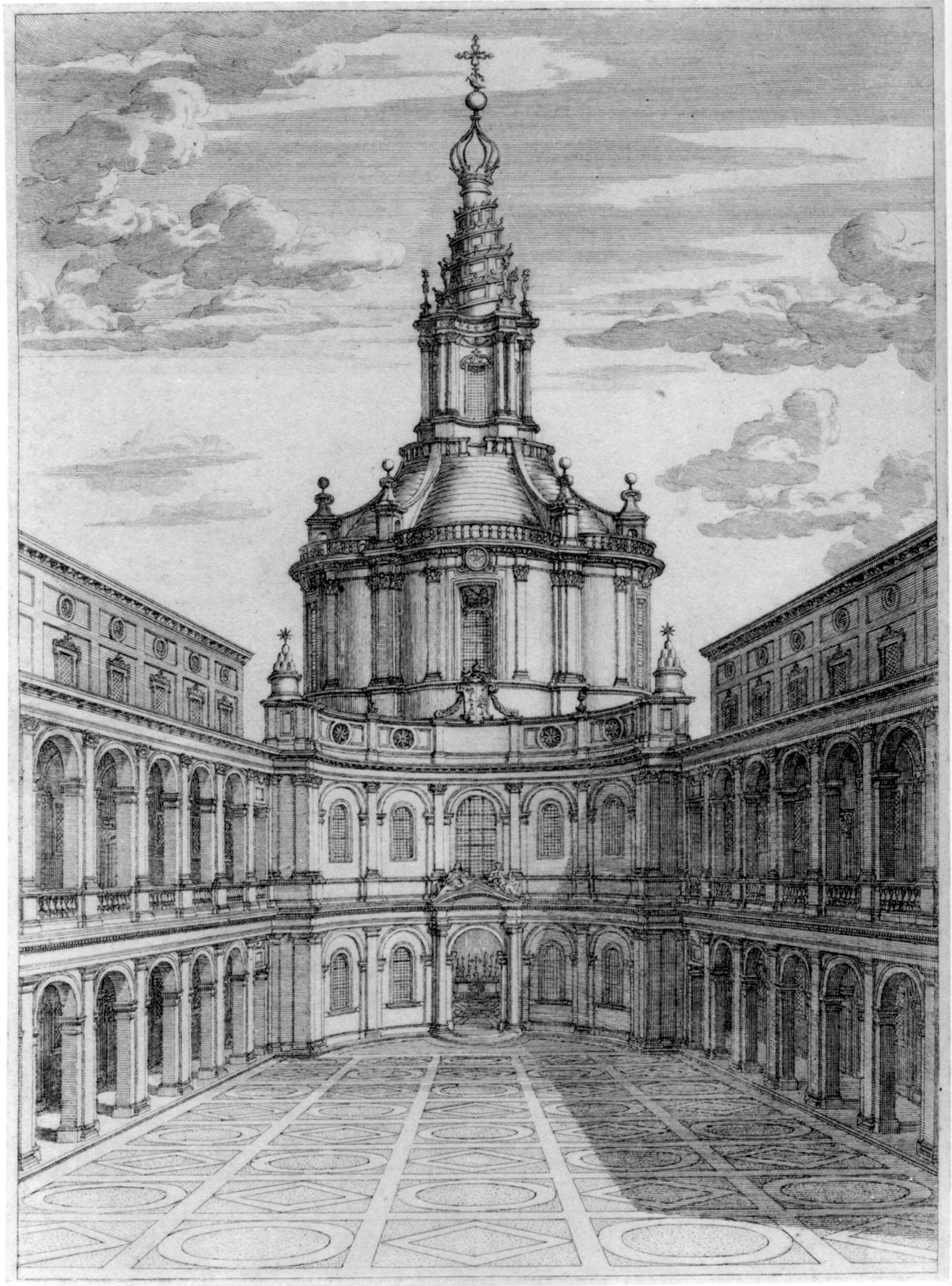
Сант Іво, старовинна гравюра 1695 р.
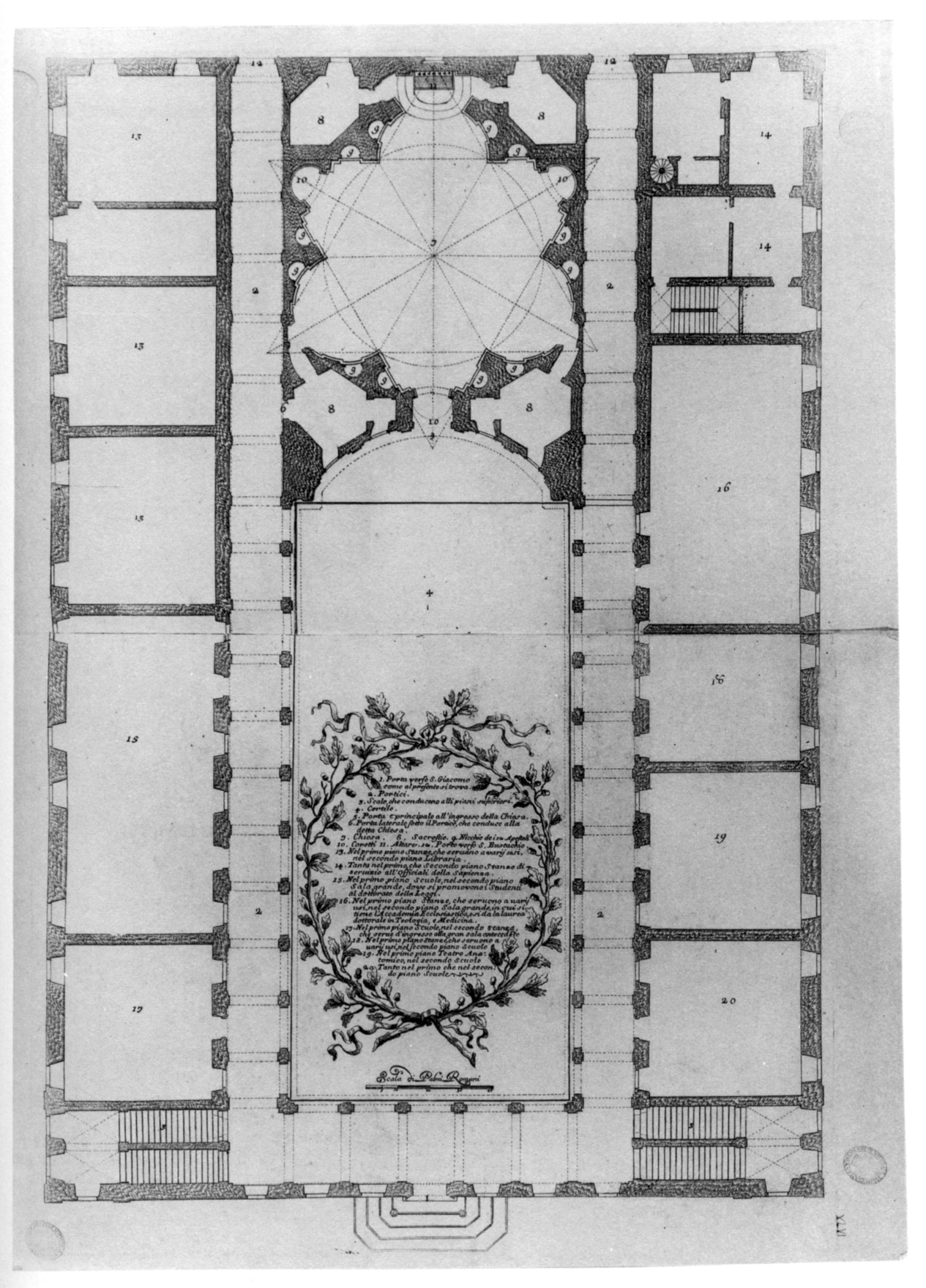
Композиція палацу і церкви Сант Іво.

### Сад бароко

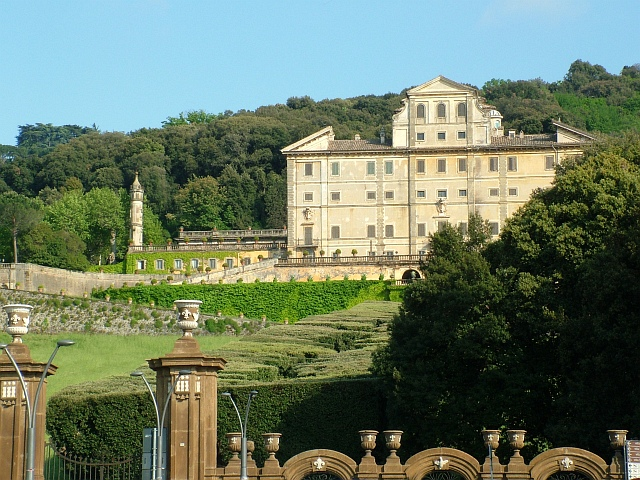
Вілла Альдобрандіні

Бароковий сад італійського типу — логічне продовження саду доби Відродження. Сади Відродження були ще невеличкі за розмірами, позбавлені пишноти. Використовували фонтан зі скульптурою, лави, боскети, горщики з лимоновими деревами. Над усім домінував палац чи вілла. Тераси ще не підкорені єдиному художньому задуму, одна одній і палацу. Тіснява забудови в міських фортечних стінах не дозволяла створювати сади в містах і вони виникають на околицях (сади Боболі у Флоренції) або в сільській місцевості.
Зразком розвиненого барокового саду італійського типу став ансамбль вілли Альдобрандіні у Фраскатті під Римом. Архітектор вілли став і головним садівником. Джакомо делла Порта (1537—1602) використав гірський схил для створення терас, на яких розпланував і палац для Альдобрандіні, і сад. Гірський ручай став окрасою каскаду, що переходив у великий німфей, рівний за розмірами самій віллі. Паркова тераса вілли стала театральною залою для німфею, прикрашеного скульптурами, гротом, ліпленням. Гуркіт води оживляв все це нагромадження архітектури і скульптур.
Протилежний фасад вілли дивував грандіозними розмірами і овальними сходинками величних розмірів, що збільшували і без того великий фасад.

### Караваджисти

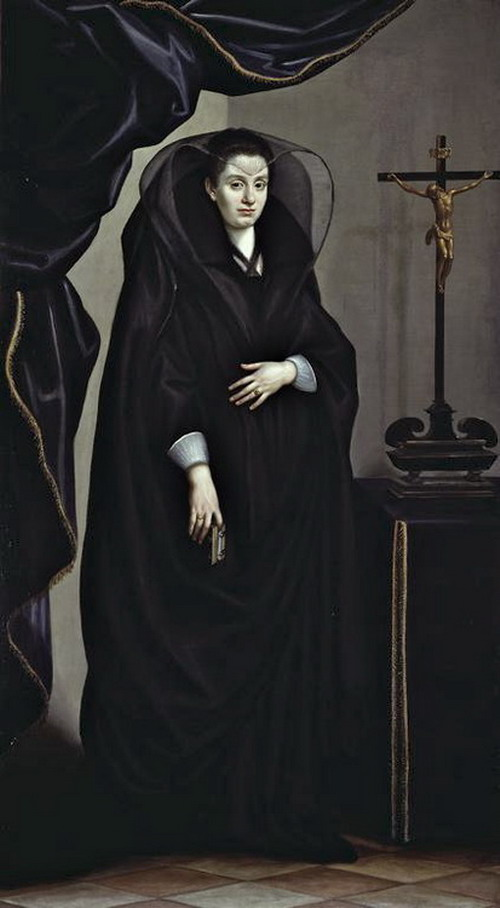
Якопо да Емполі. «Шляхетна пані в траурі», 1600 р., Художній інститут Чикаго, США
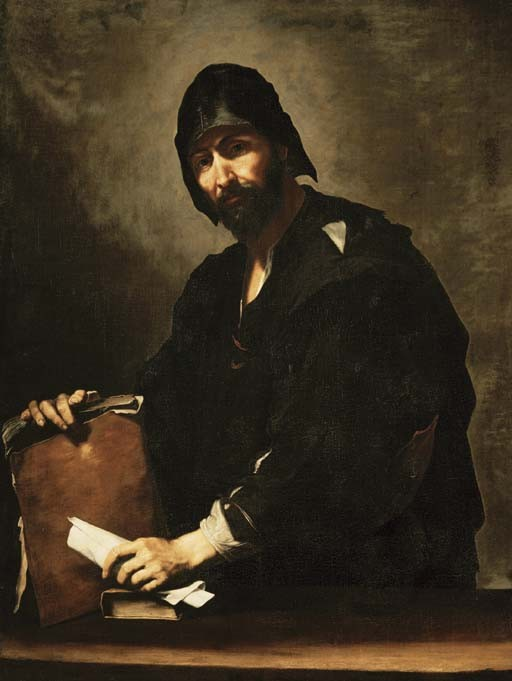
Хосе де Рібера. «Геракліт»
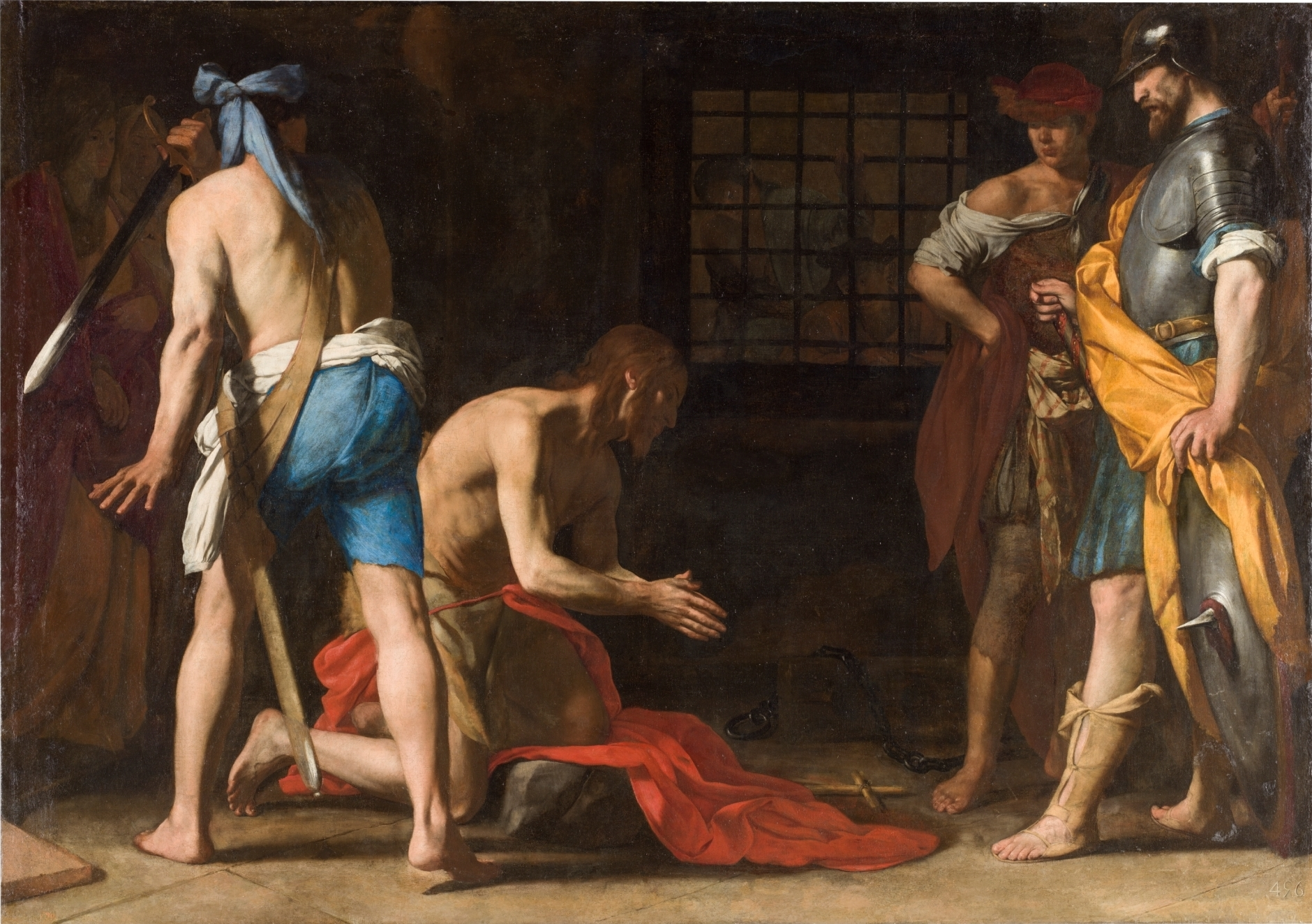
Массімо Станціоне. «Страта Івана Хрестителя», Прадо, Мадрид
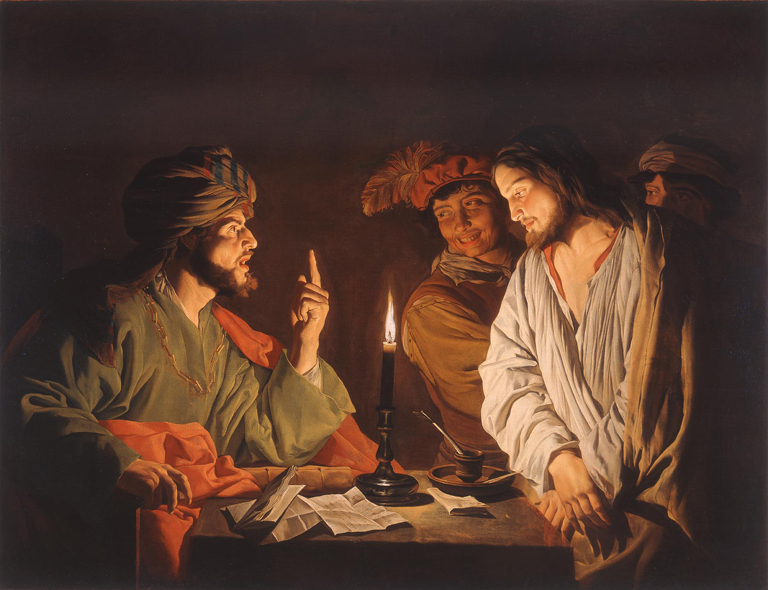
Матіас Стомер. «Христос і Кайяфа»
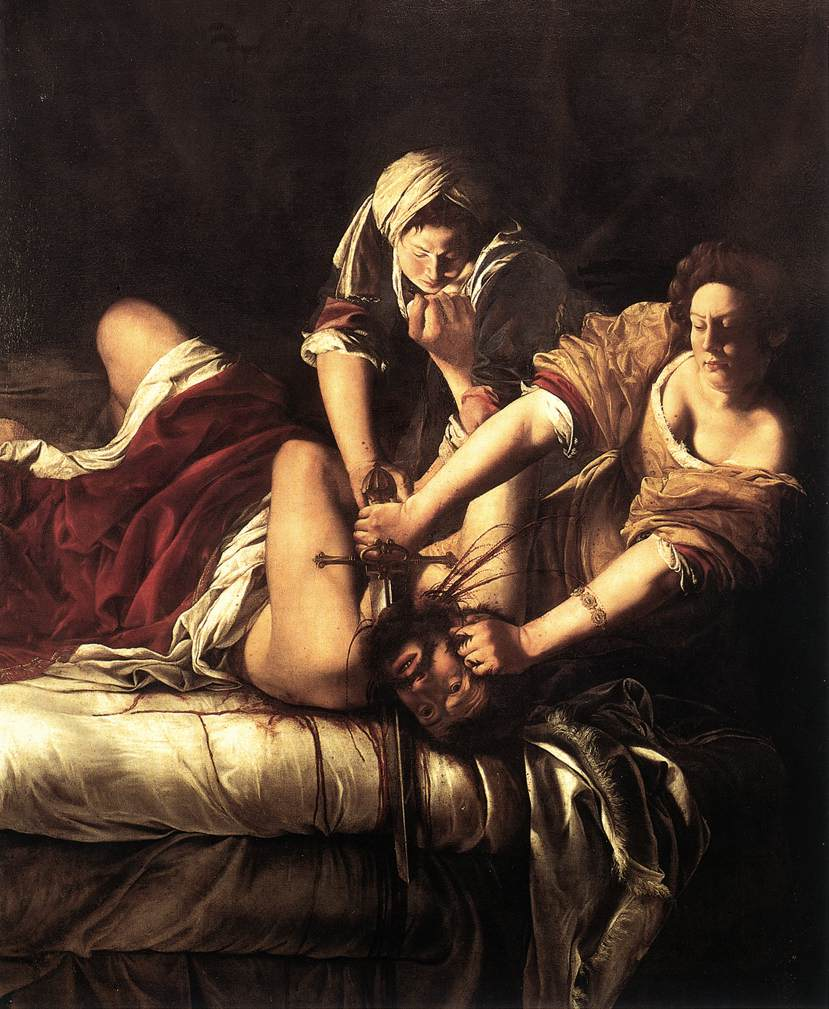
Артемісія Джентілескі. «Юдиф в шатрі Олоферна»

### Портретисти 17 ст

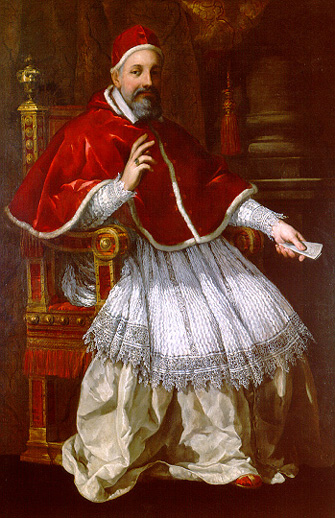
П'єтро да Кортона. «Папа Урбан Восьмий» Музей Капітоліні, Рим 1627 р.
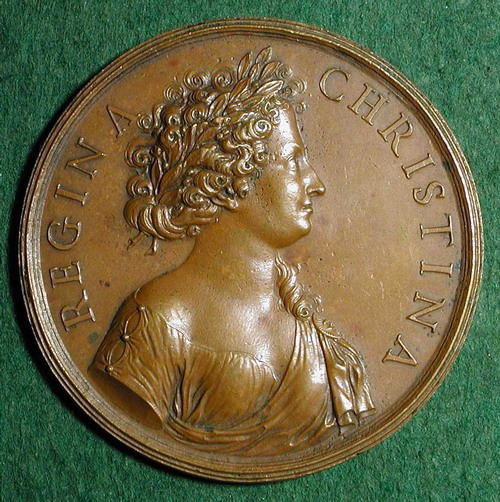
Массіміліано Сольдані. Медаль на честь екз-королеви Швеції Христини, бл. 1681 р. Британський музей
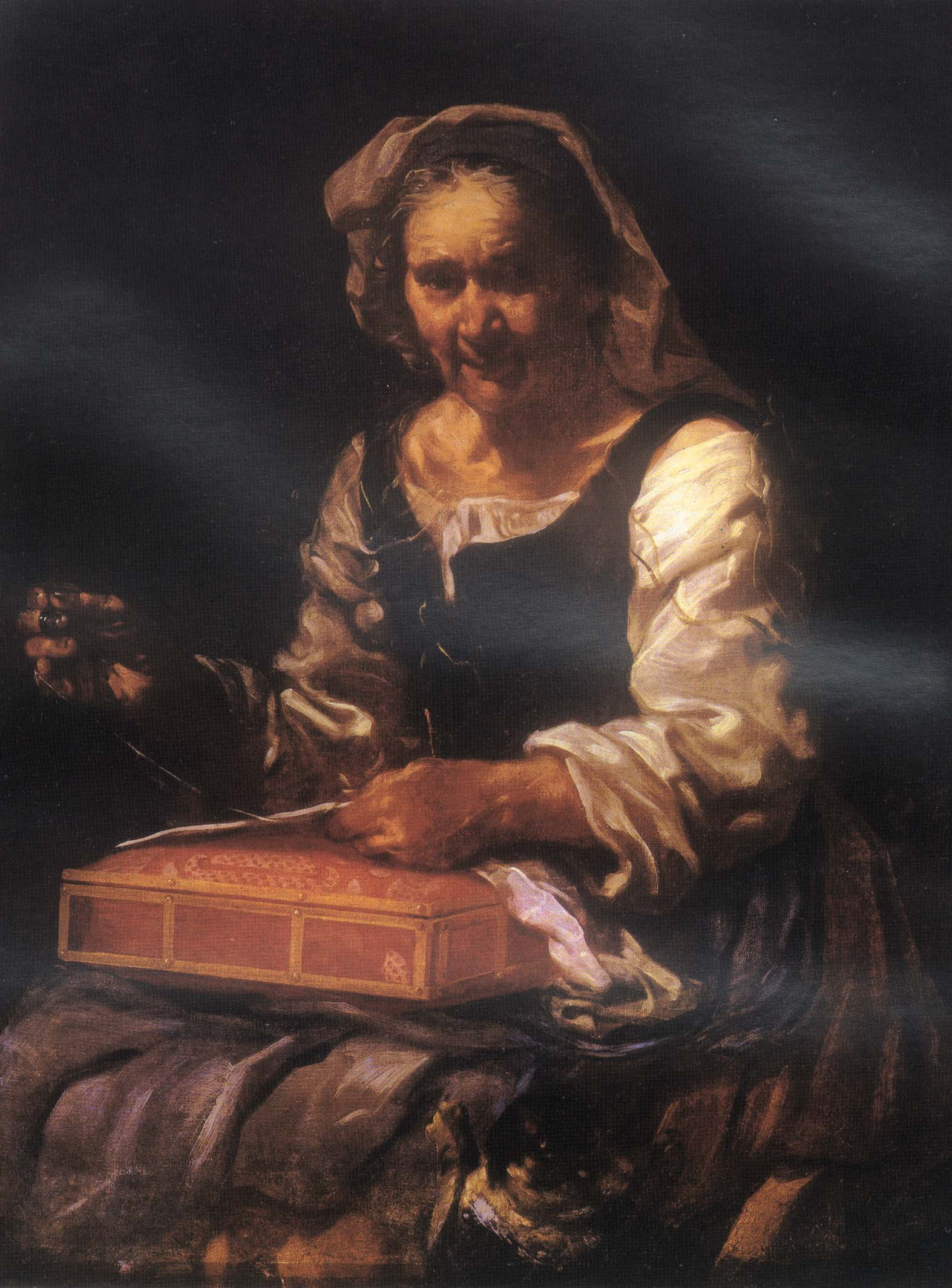
Ебергард Кейль. «Старенька за шитвом», 1650-і рр.
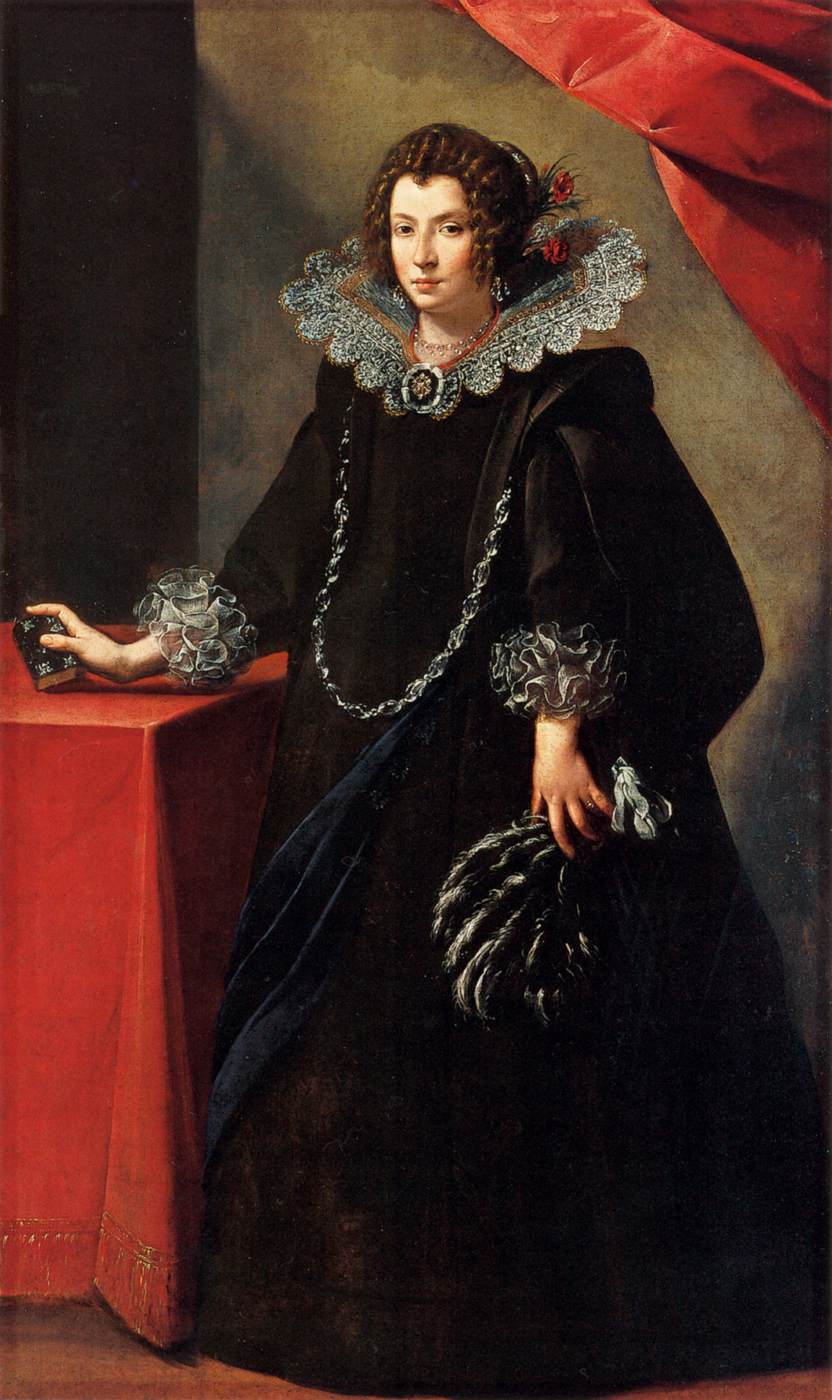
Карло Франческо Нуволоне (1609–1702). «Портрет шляхетної пані в чорному», до 1649

### Представники офіційної «Величної манери»

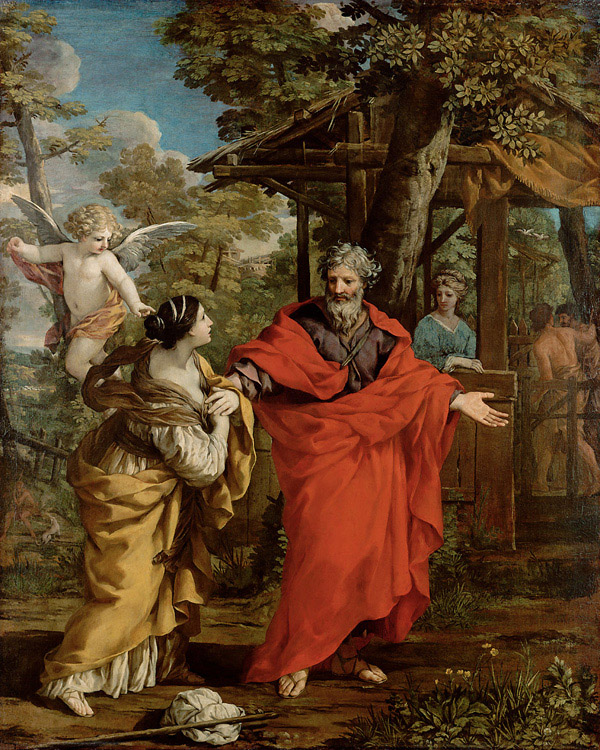
П'єтро да Кортона, «Повернення Агарі», Музей історії мистецтв, Відень.
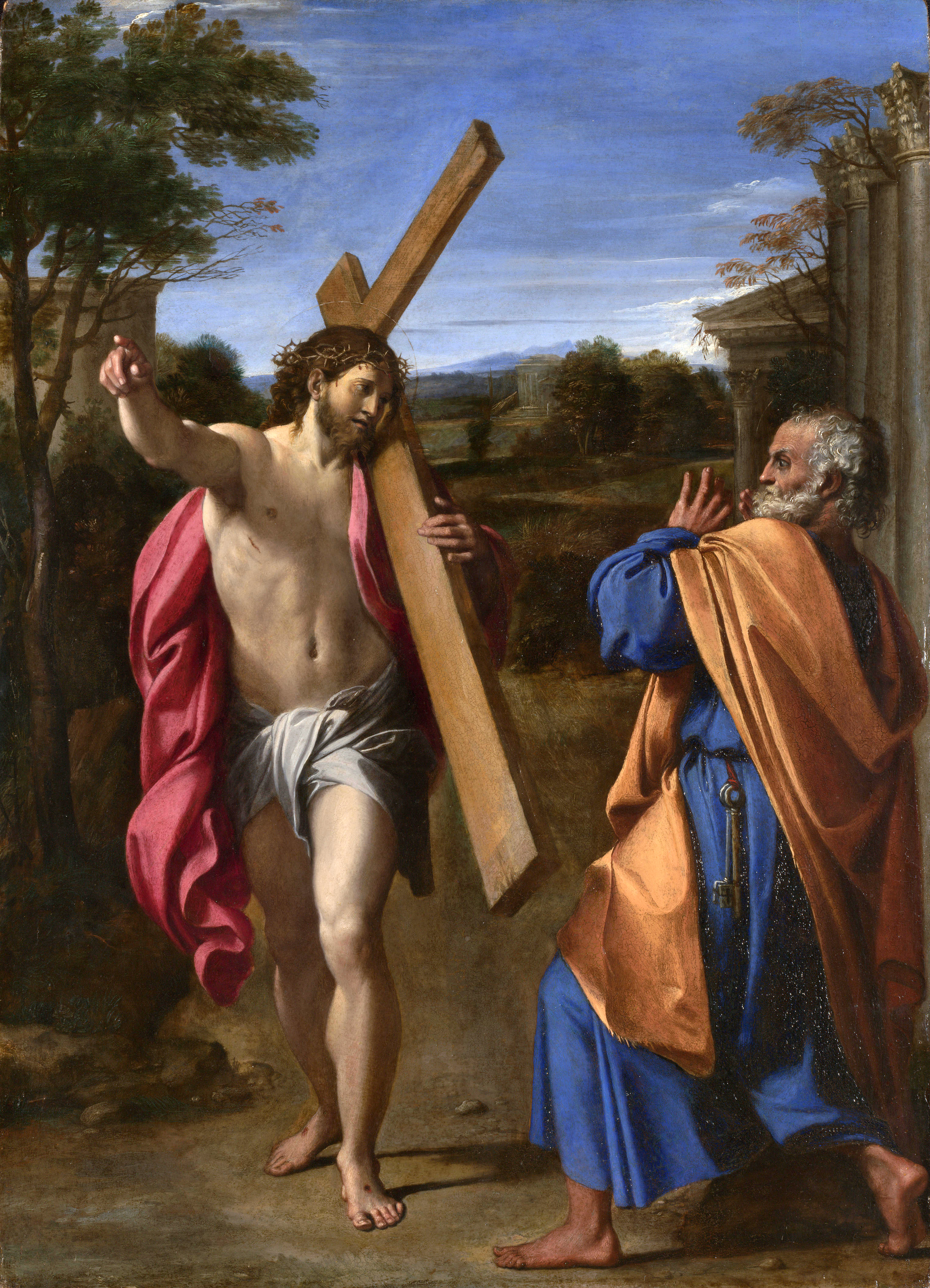
Аннібале Каррачі. «Куди прямуєш, Господи?», Нац. галерея, Лондон.
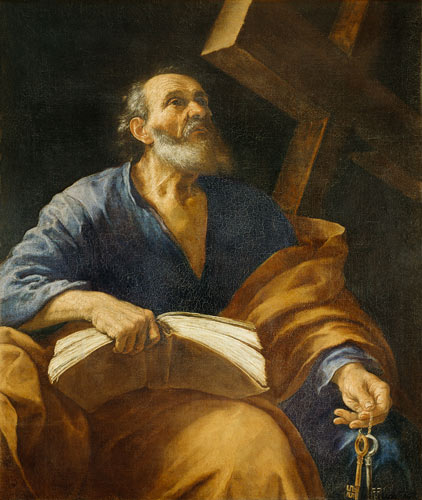
Паоло Безенці. «Апостол Петро». Галерея Уффіці
Джованні Бальоне. «Любов божа і любов профанів»

### Так звані «художники реальності»

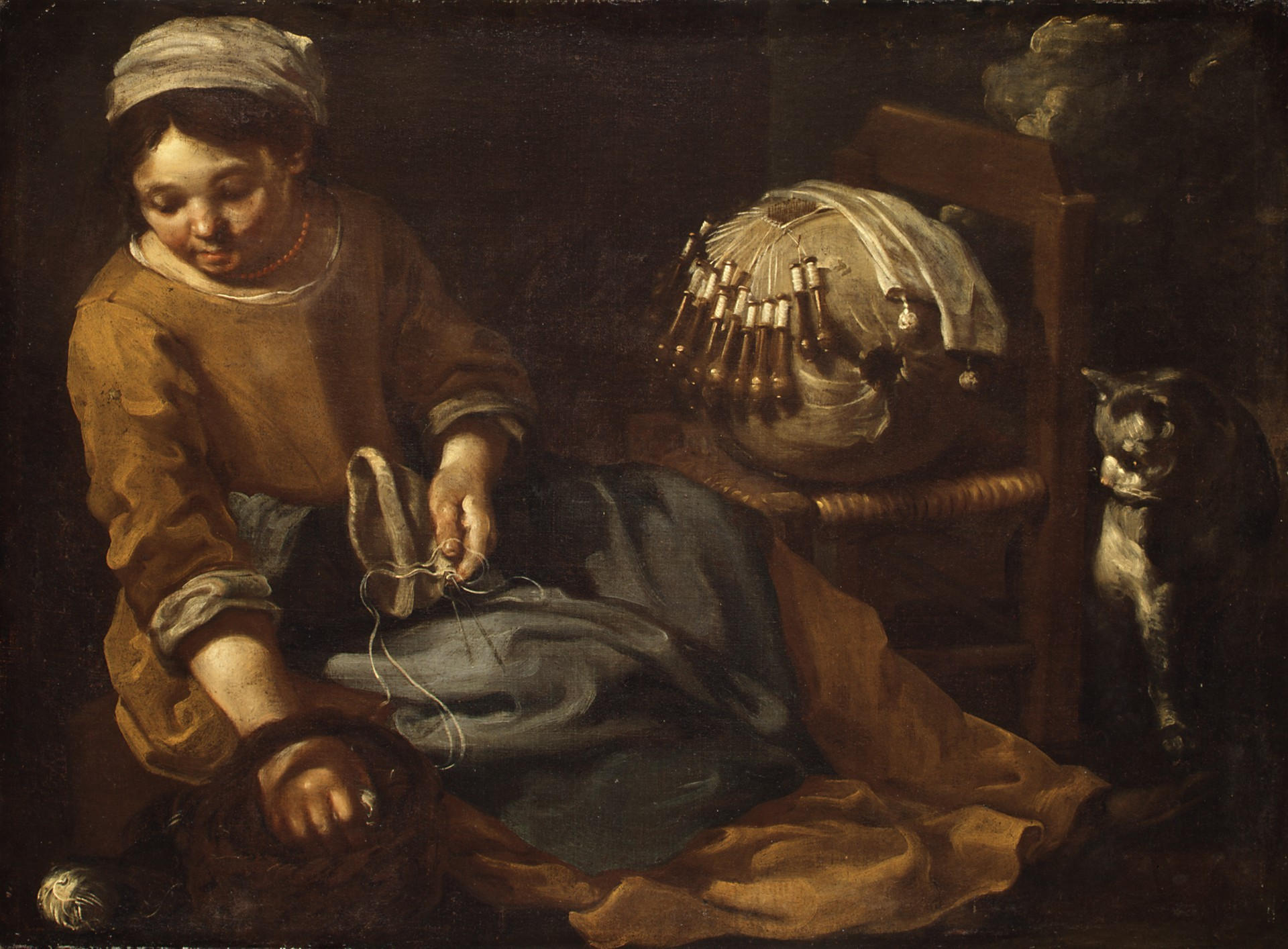
Ебергард Кейль. «Мереживниця»
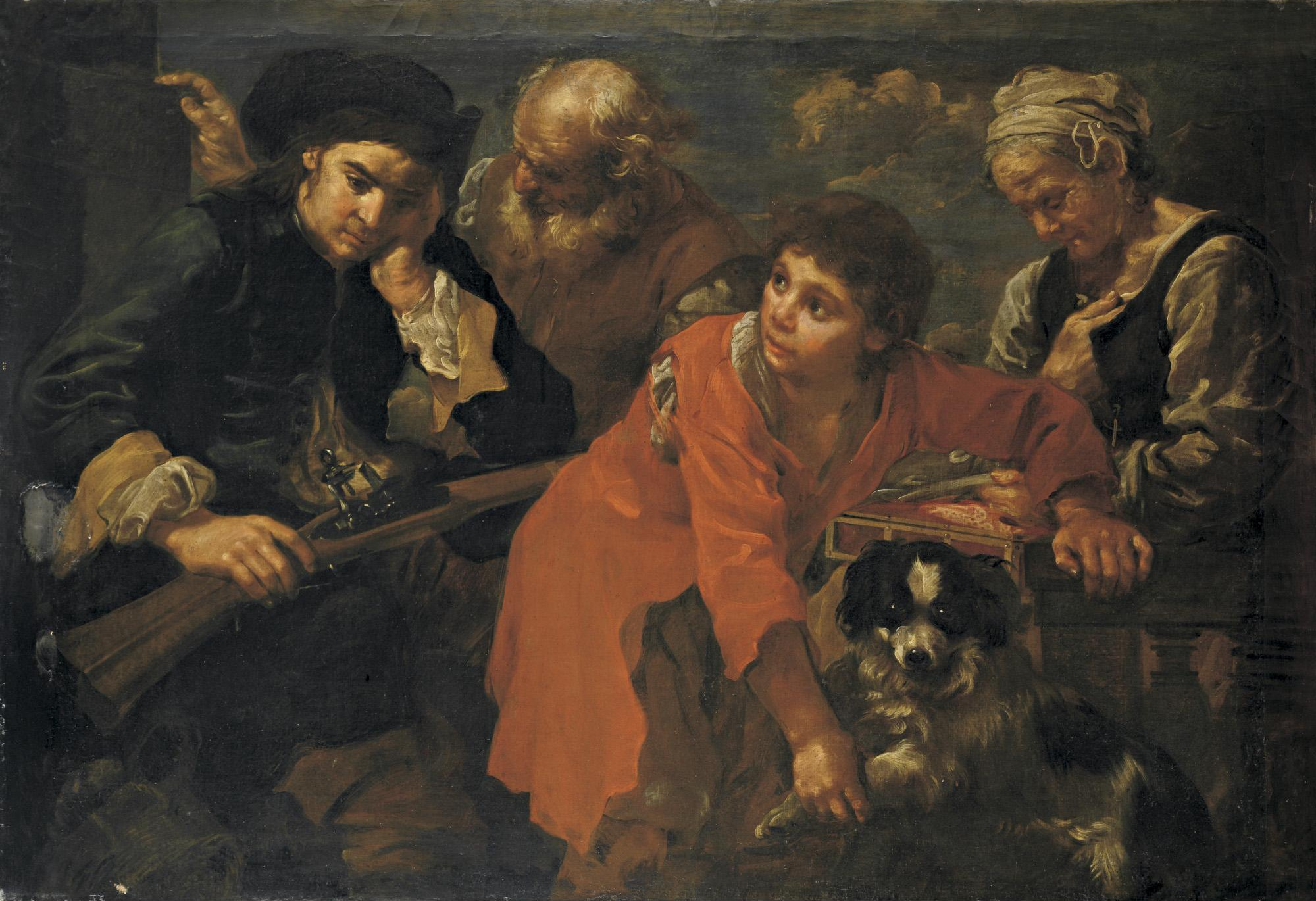
Ебергард Кейль. «Повернення з полювання», приватна збірка
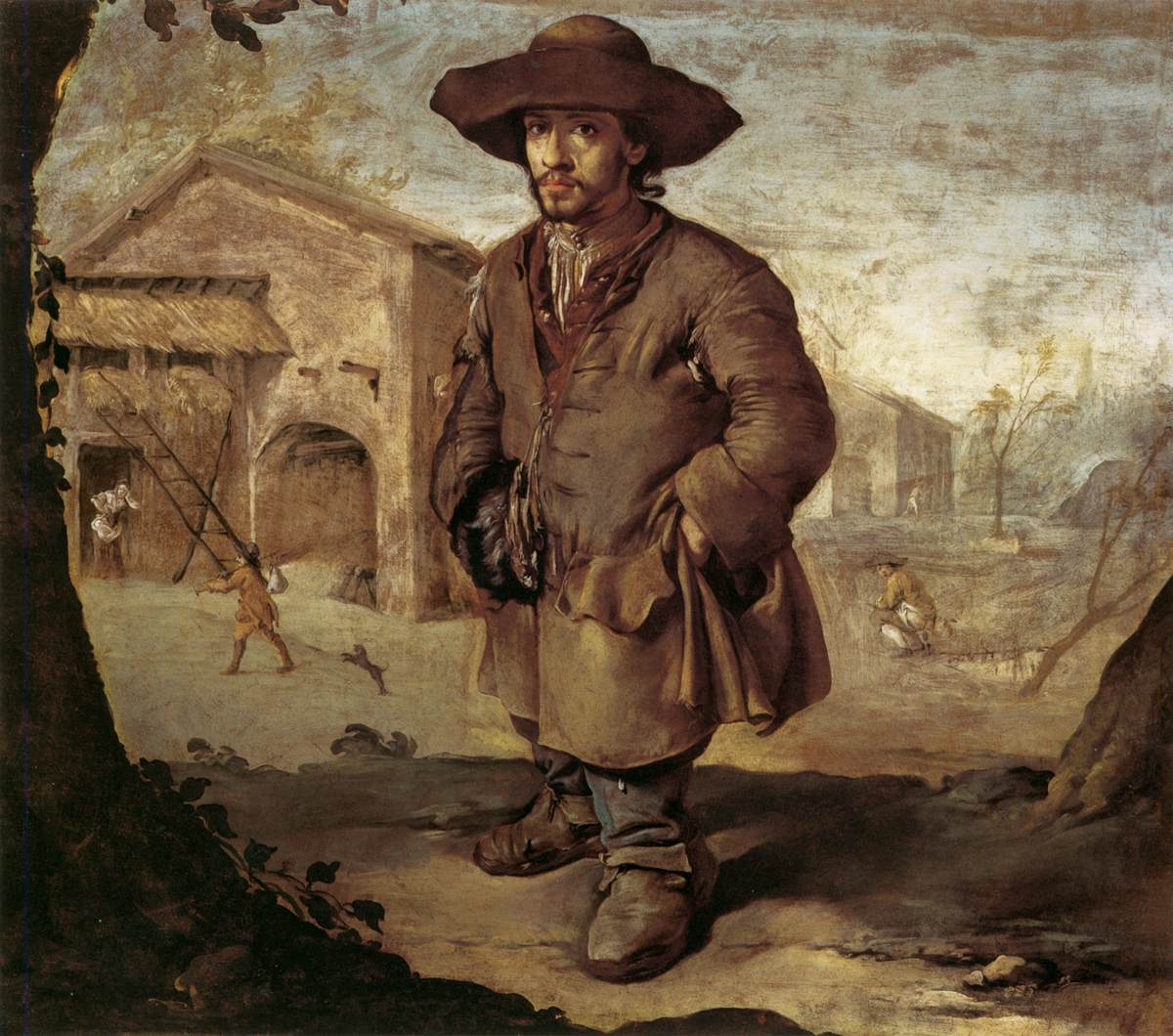
Джакомо Черуті. «Карлик», приватна збірка.
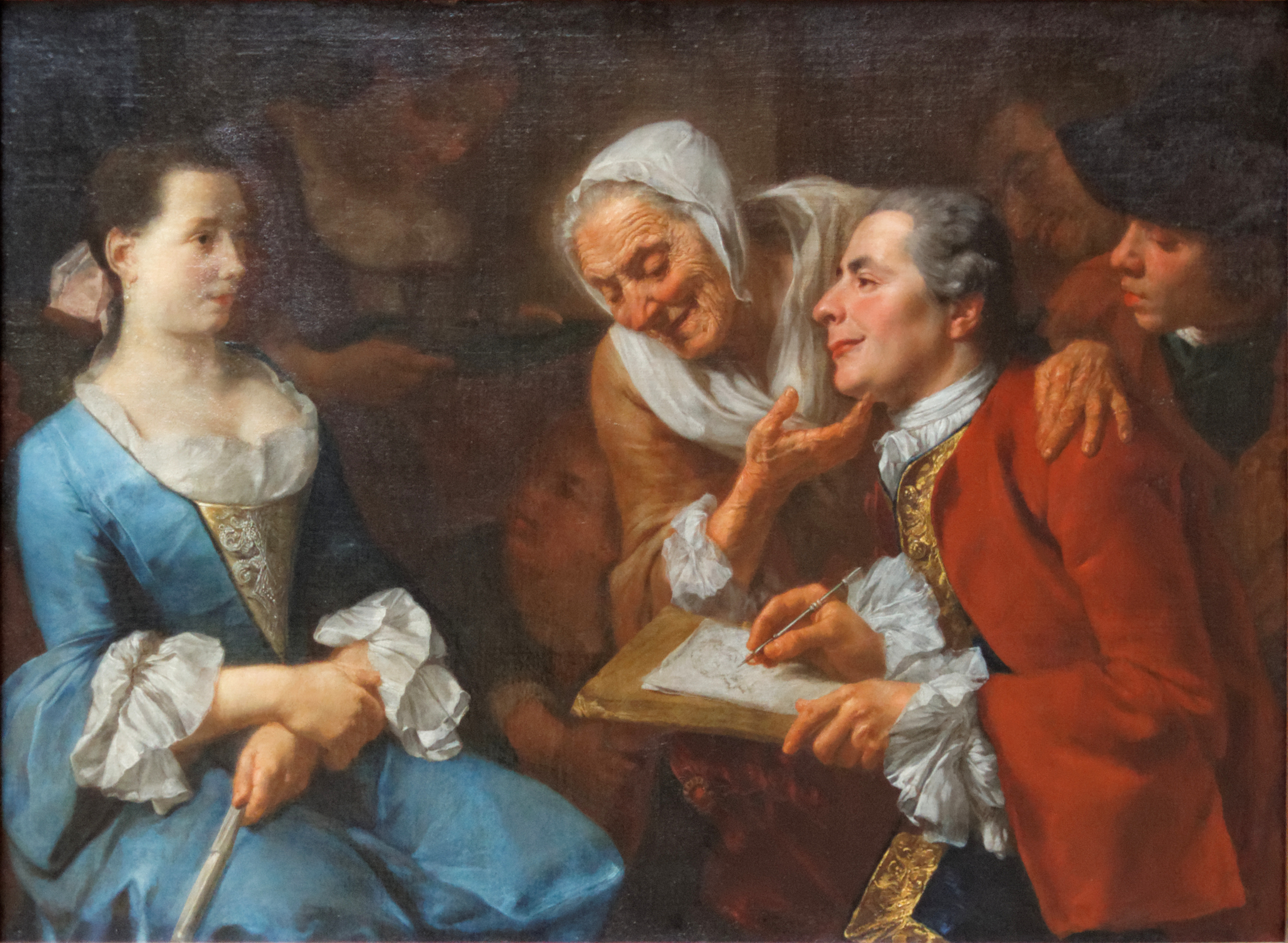
Гаспаре Траверсі. «Якби молодість знала, якби старість могла»

### Натюрморти

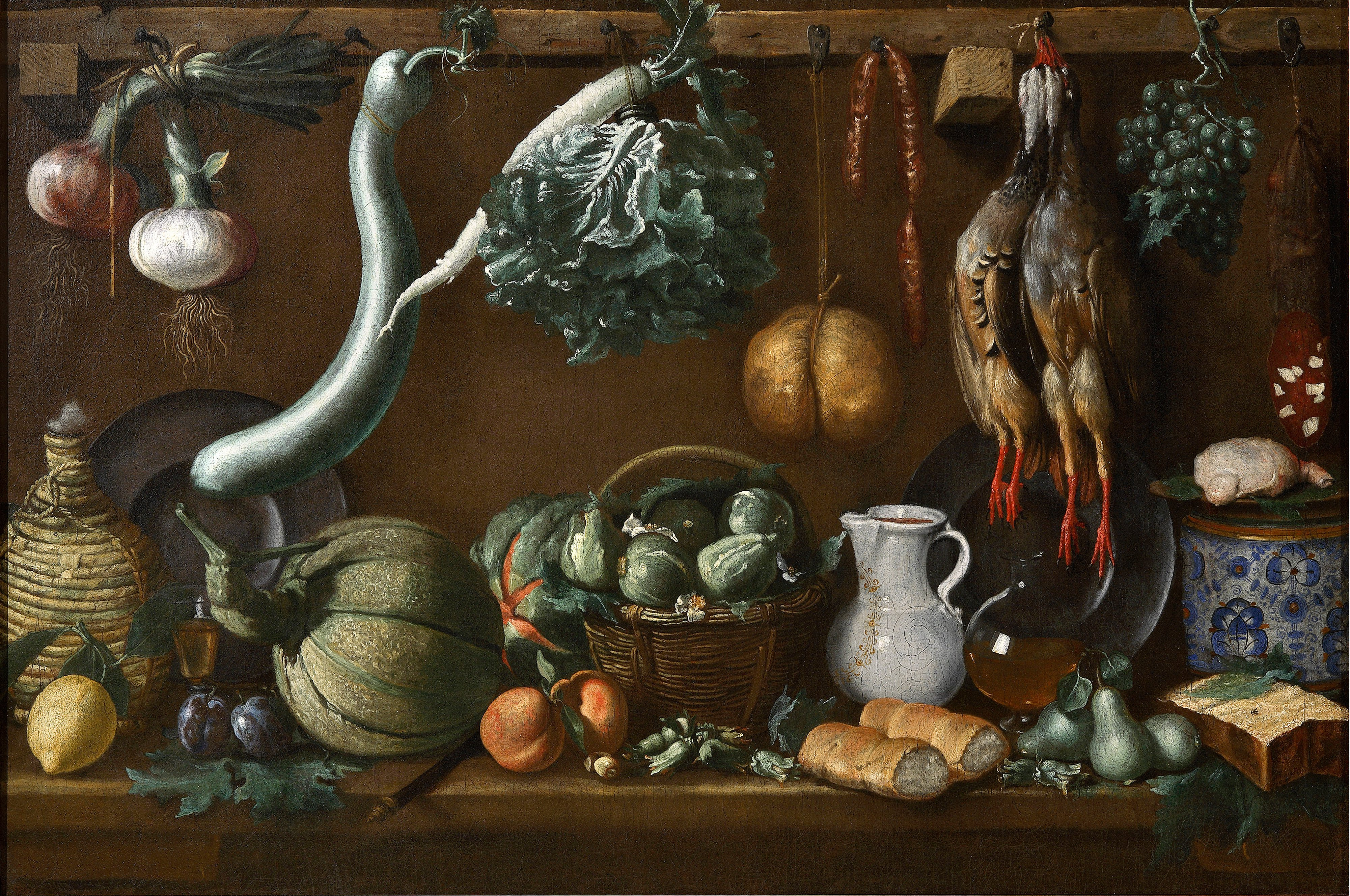
Якопо да Емполі, натюрморт
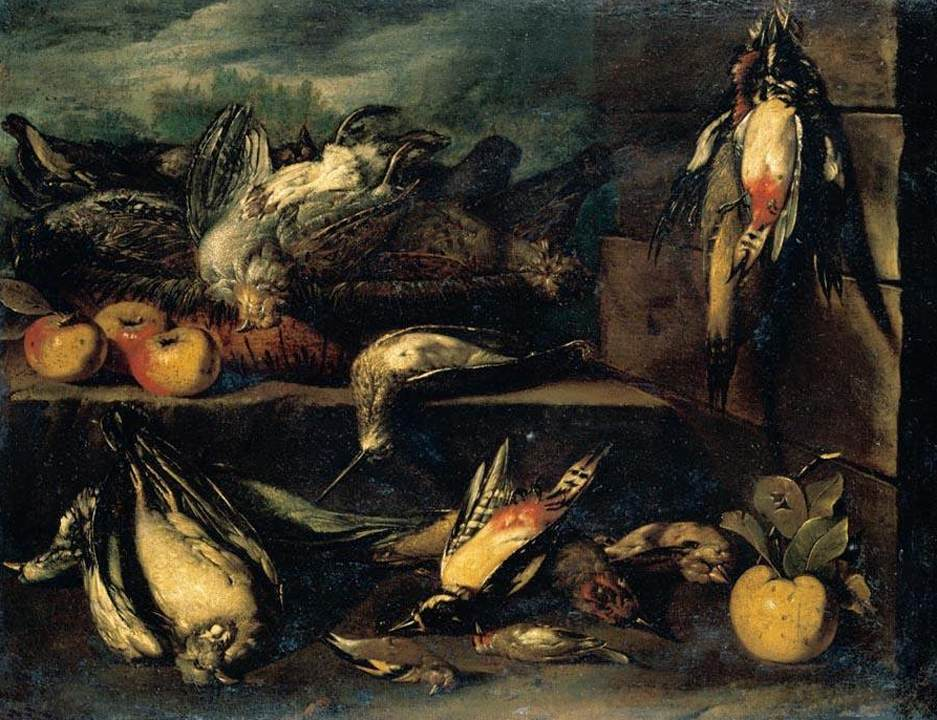
Томмазо Саліні, «Мисливські трофеї і фрукти», приватна збірка
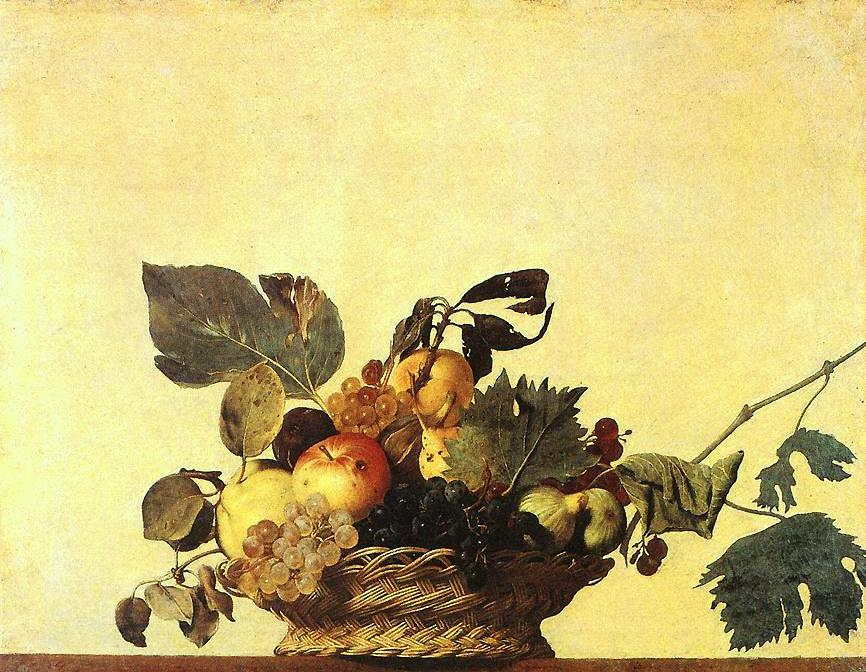
Караваджо. «Кошик з фруктами», Пінакотека Амброзіана, Мілан.
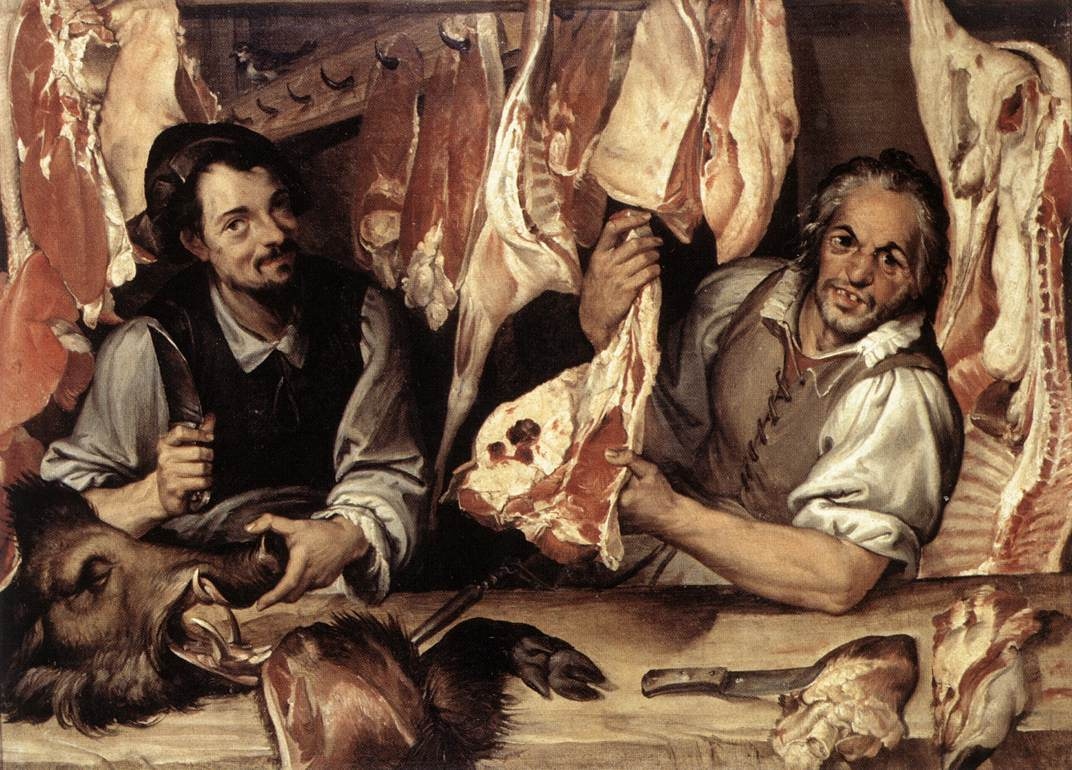
Бартоломео Пассаротті, «Продавці в м'ясній крамниці». Національна галерея старовинного мистецтва, Рим.
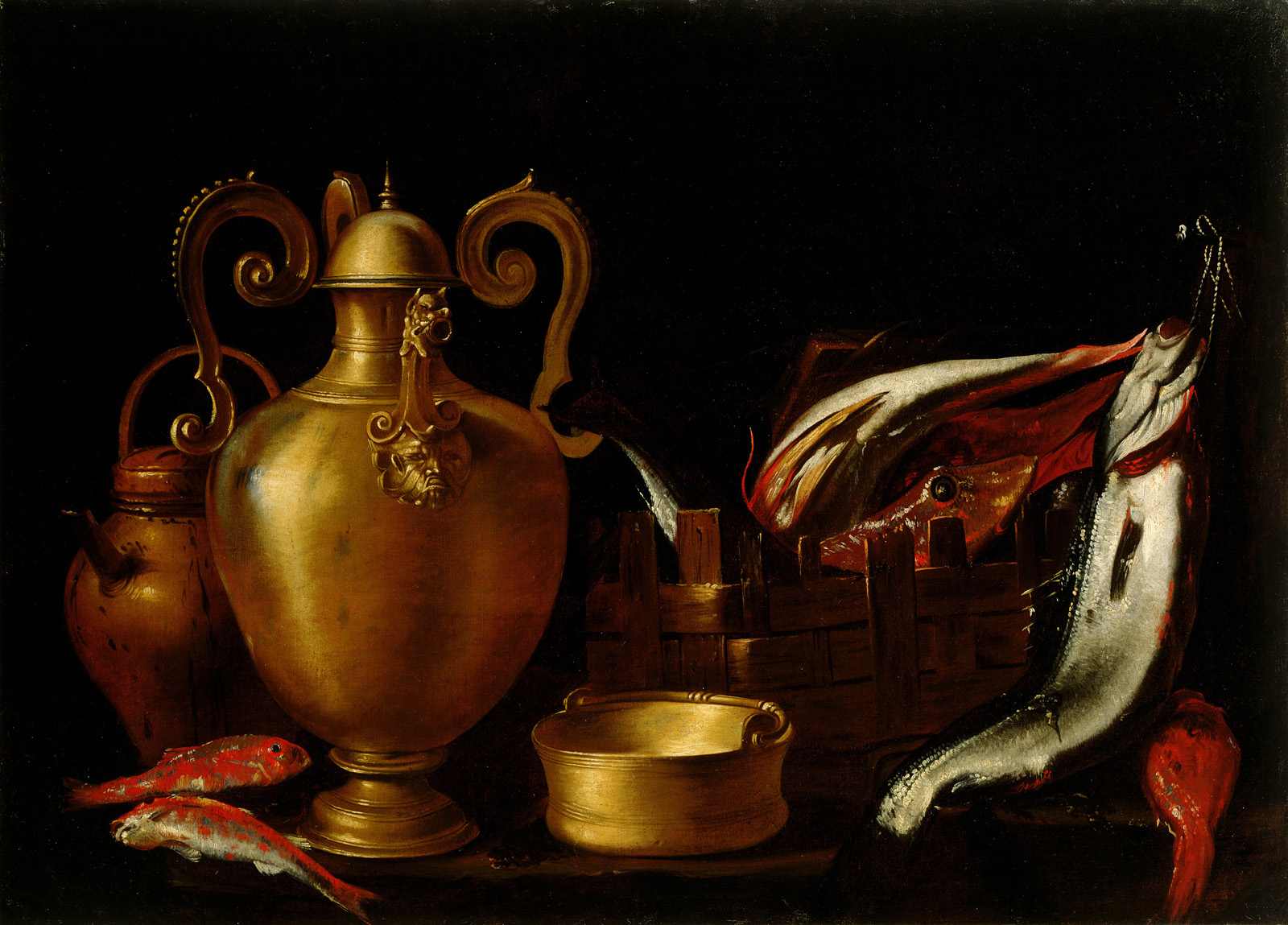
Джузеппе Рекко, «Посуд і риба», Національна галерея Словенії.
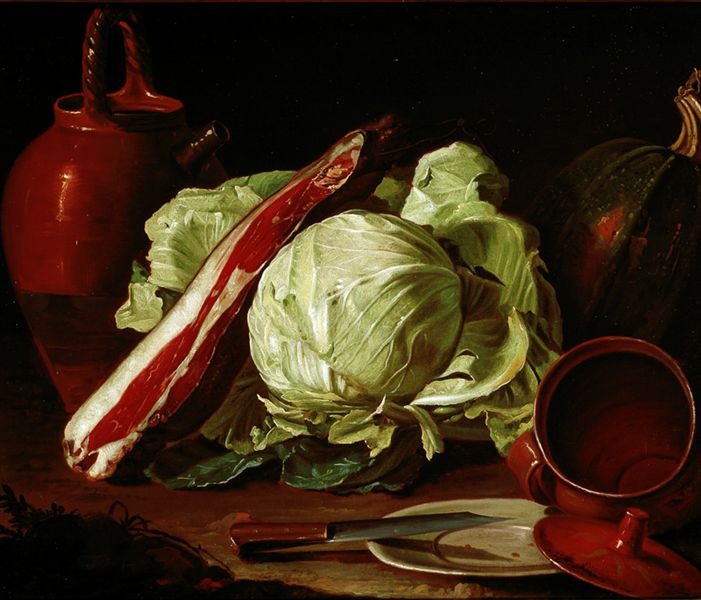
Крістофоро Мунарі, «Натюрморт з керамічним посудом, гарбузом та капустою». Фонд Манодорі, Реджо Емілія.
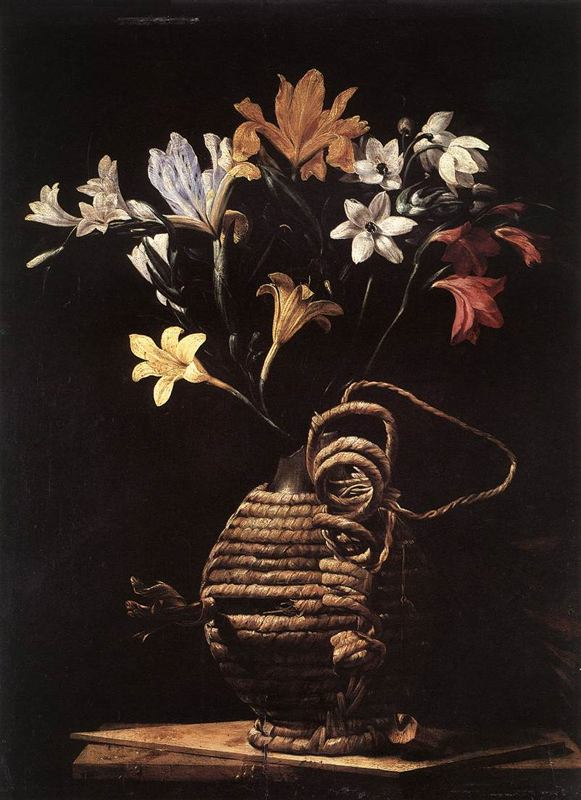
Томмазо Саліні або Ніколо Реньєрі, «Квіти», 1645, Форлі.
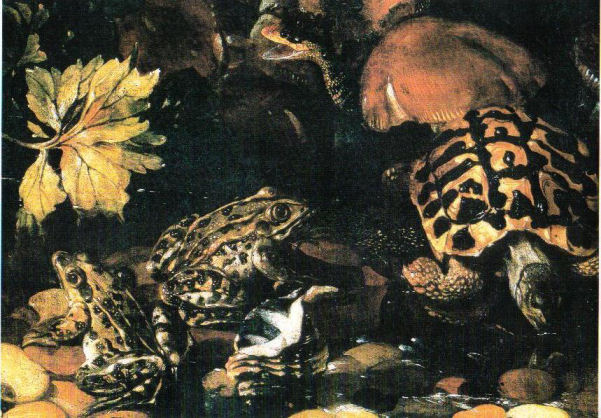
Худ. Паоло Порпора. Музей Каподімонте
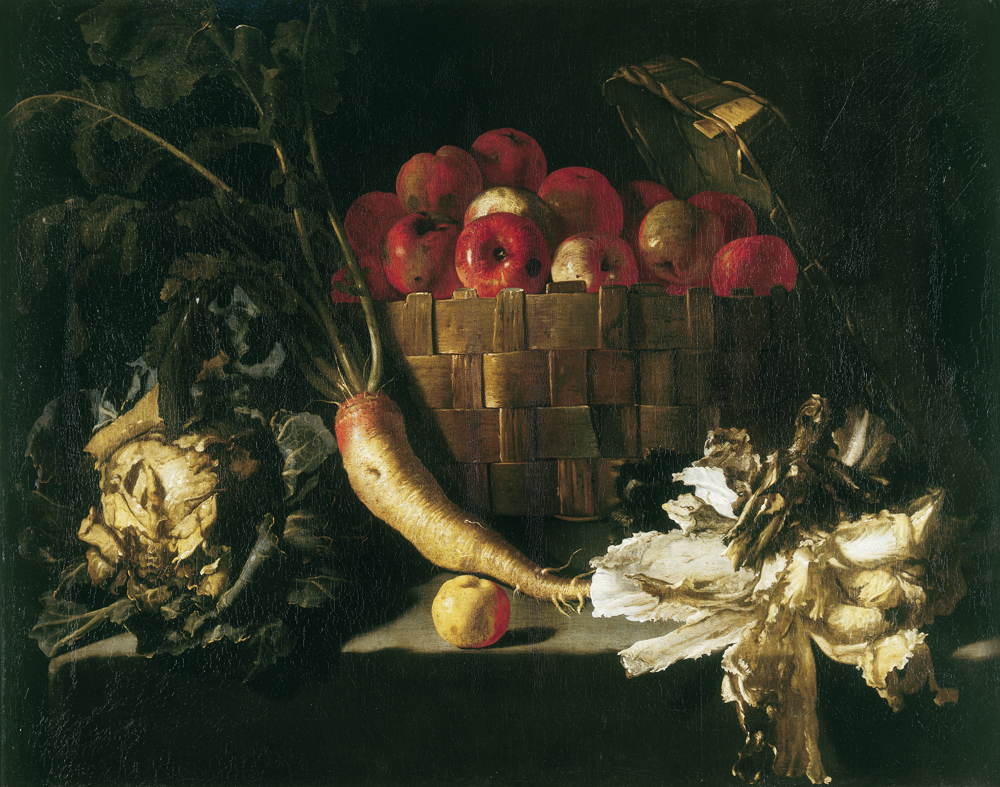
Джованні Баттіста Рекко, «Натюрморт з яблуками і овочами»
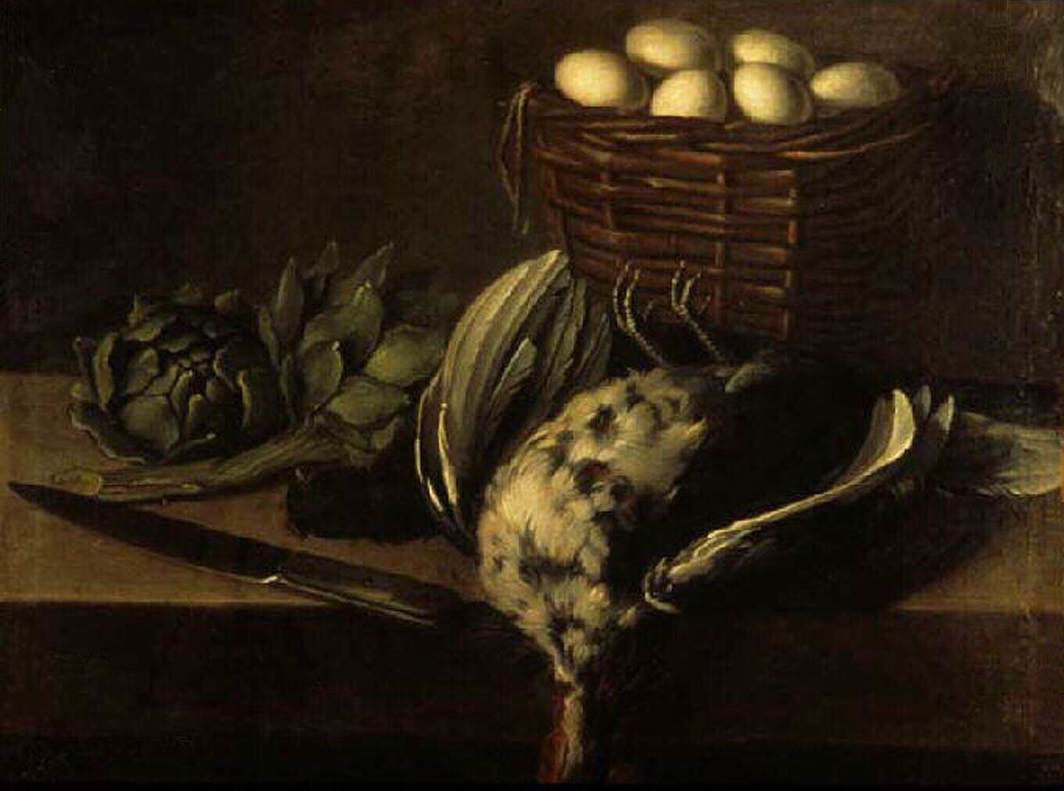
Карло Маджині, «Артишок, дичина і яйця в плетеному  кошику»
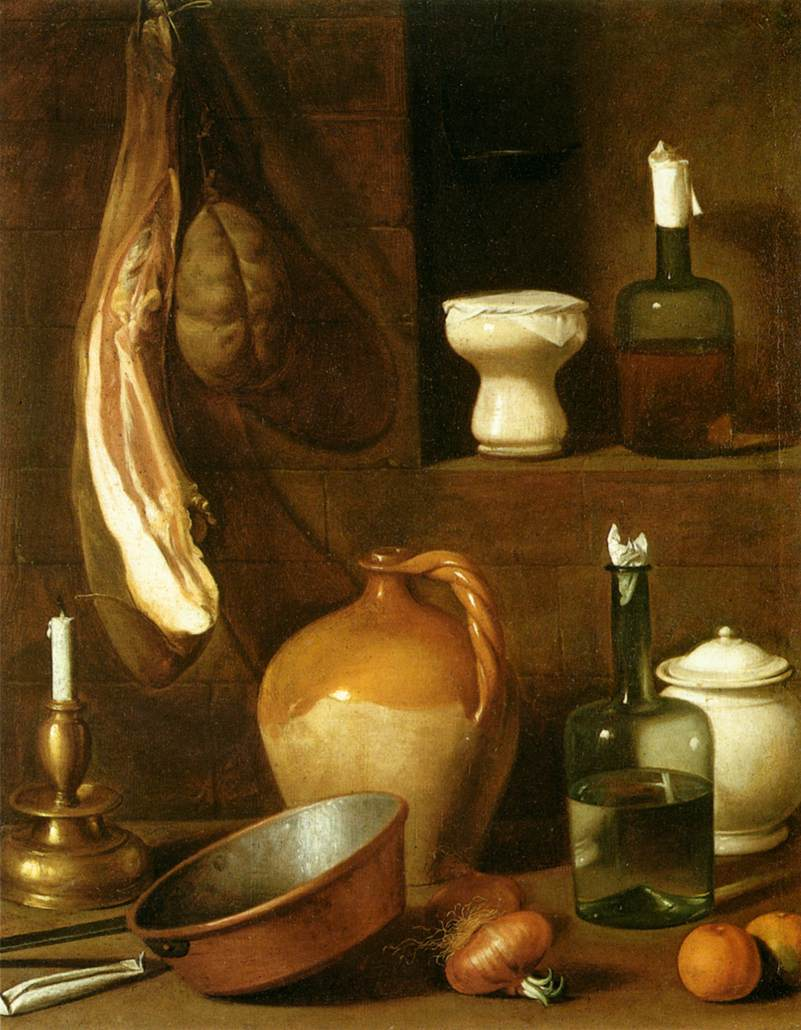
Карло Маджині, «Шинка, цибуля і посуд», приватна збірка

### Натюрморти доби бароко

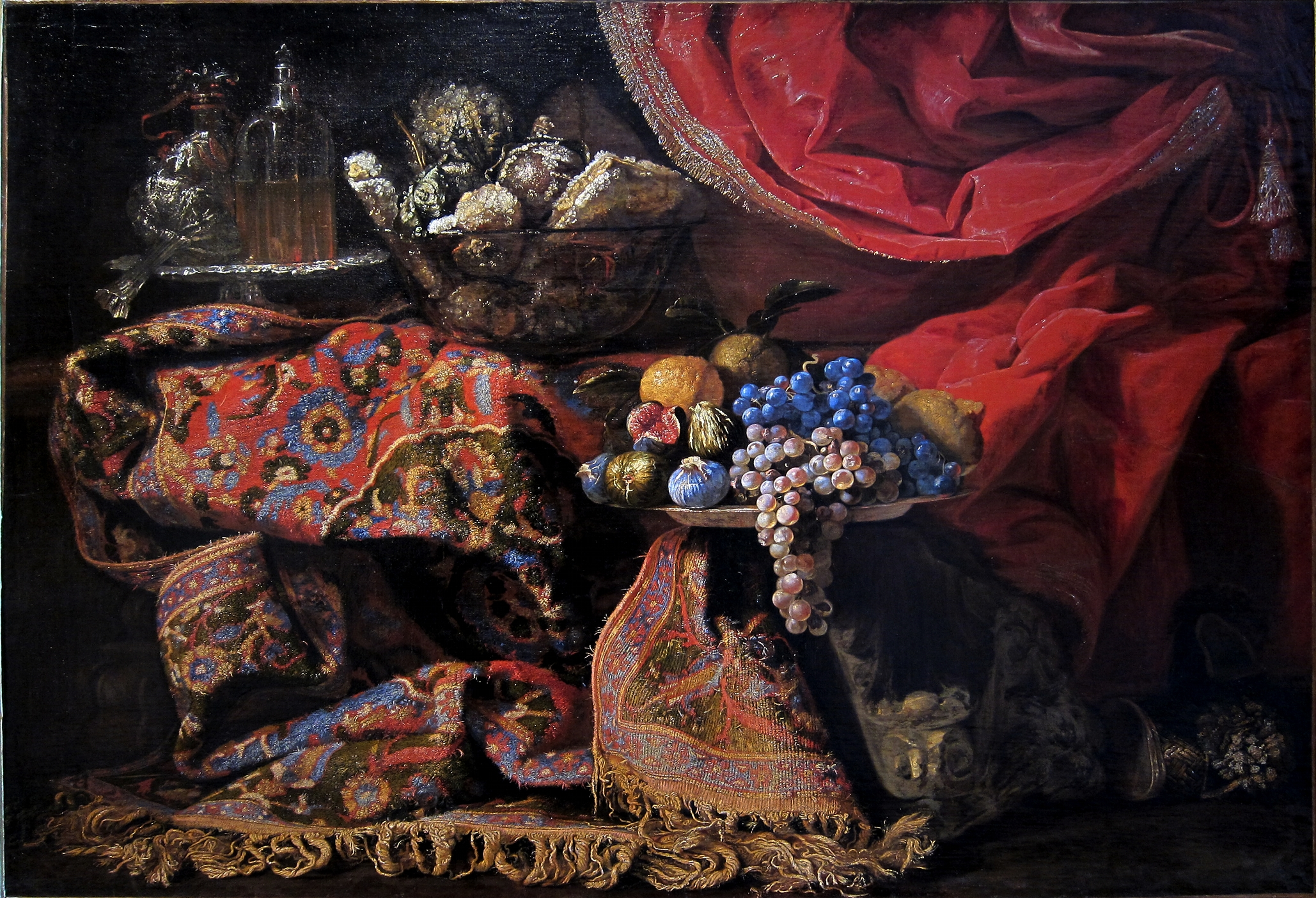
Франческо Нолетті. «Солодощі, фрукти і арабський килим», до 1653
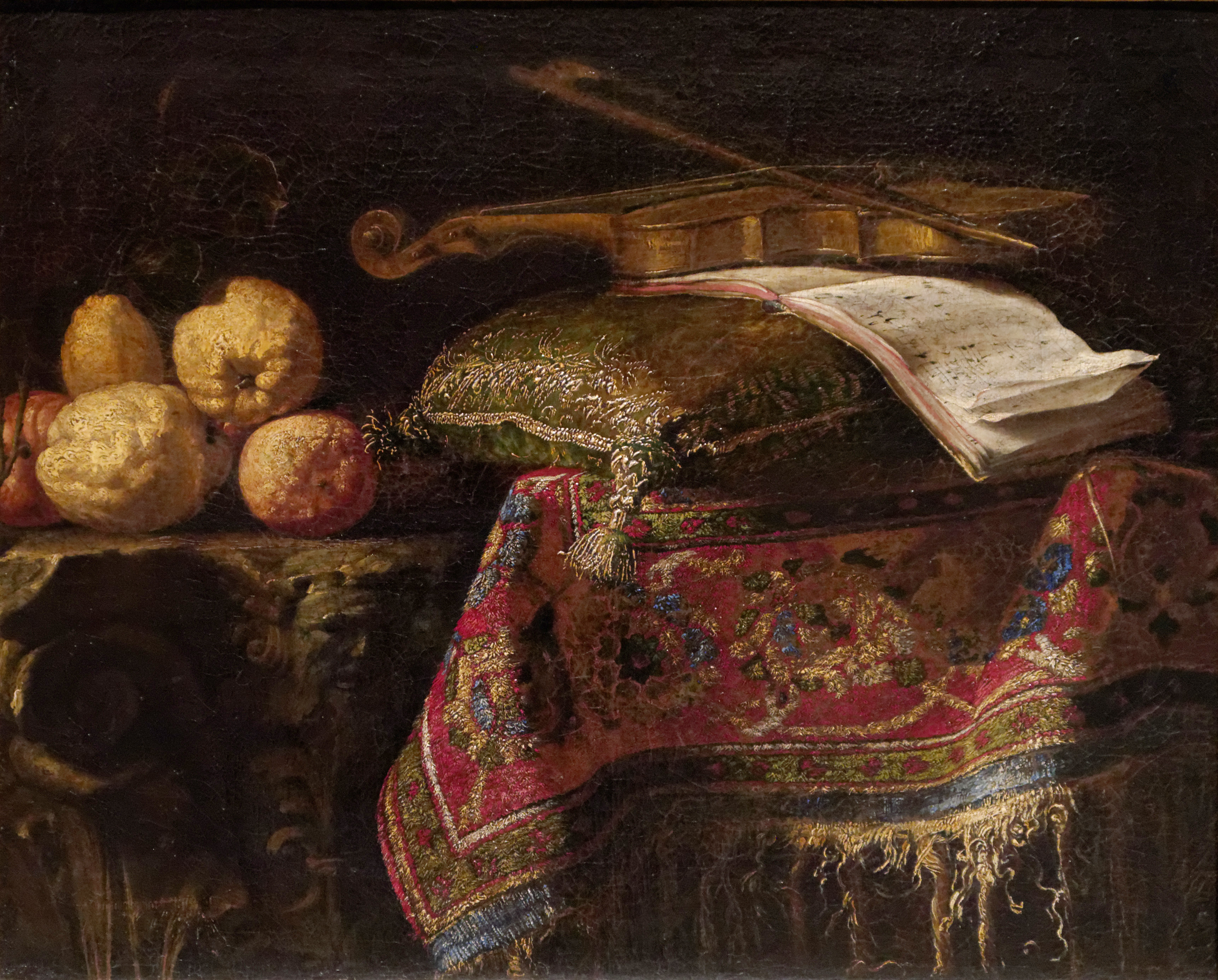
Ф. Нолетті.  «Скрипка, нотний зошит і цитрони на арабському килимі», до 1653, Лувр, Париж.
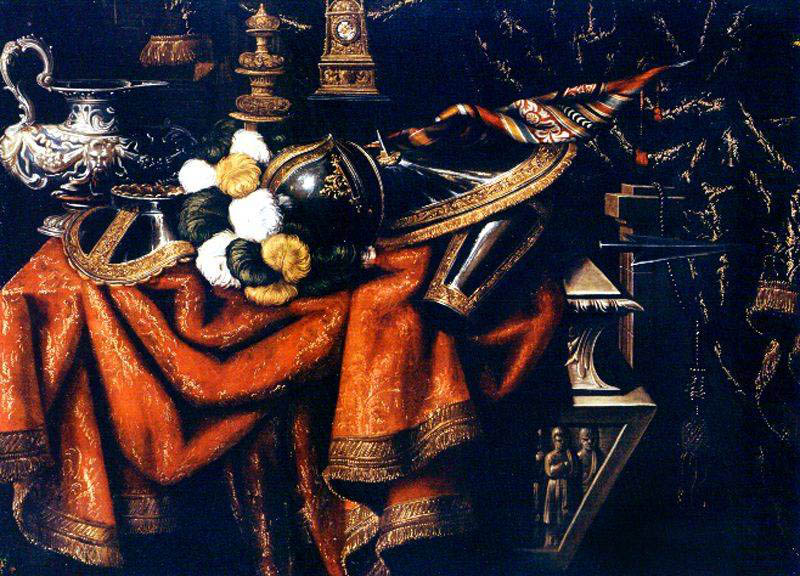
Ф. Нолетті.  «Коштовний посуд і годинник та парадні обладунки», до 1653, Культурний інститут Рікардо Бреннард, Ресіфе, Бразилія
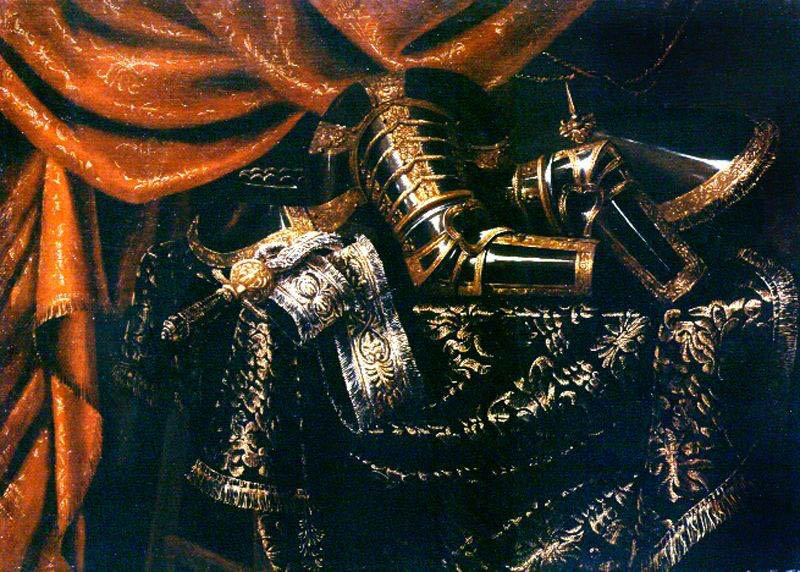
Ф. Нолетті. «Коштовні обладунки і рідкісні тканини», до 1653, Культурний інститут Рікардо Бреннард, Ресіфе, Бразилія

### Дитячий портрет

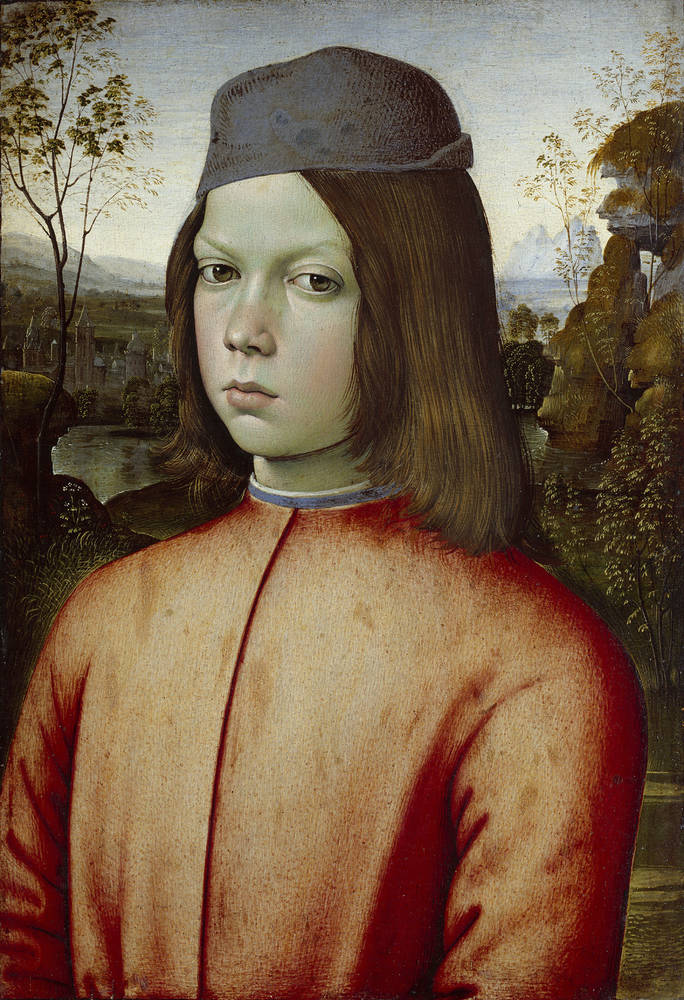
Пінтуріккіо. «Портрет невідомого хлопчика», бл. 1500, Дрезденська картинна галерея
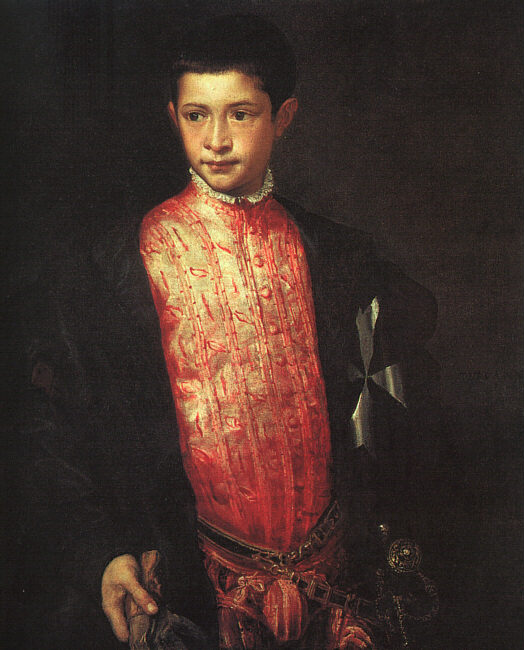
Тиціан, «Раннучо Фарнезе», 1542, Національна галерея мистецтв США, Вашингтон, США
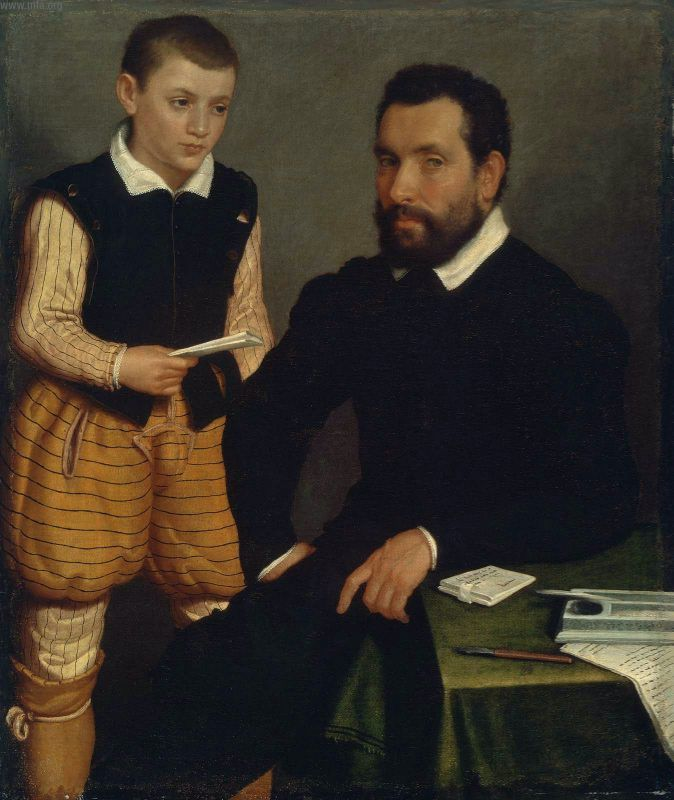
Джованні Баттіста Мороні. «Граф Альборгетті Бергамський з сином», до 1550, Бостонський музей образотворчих мистецтв
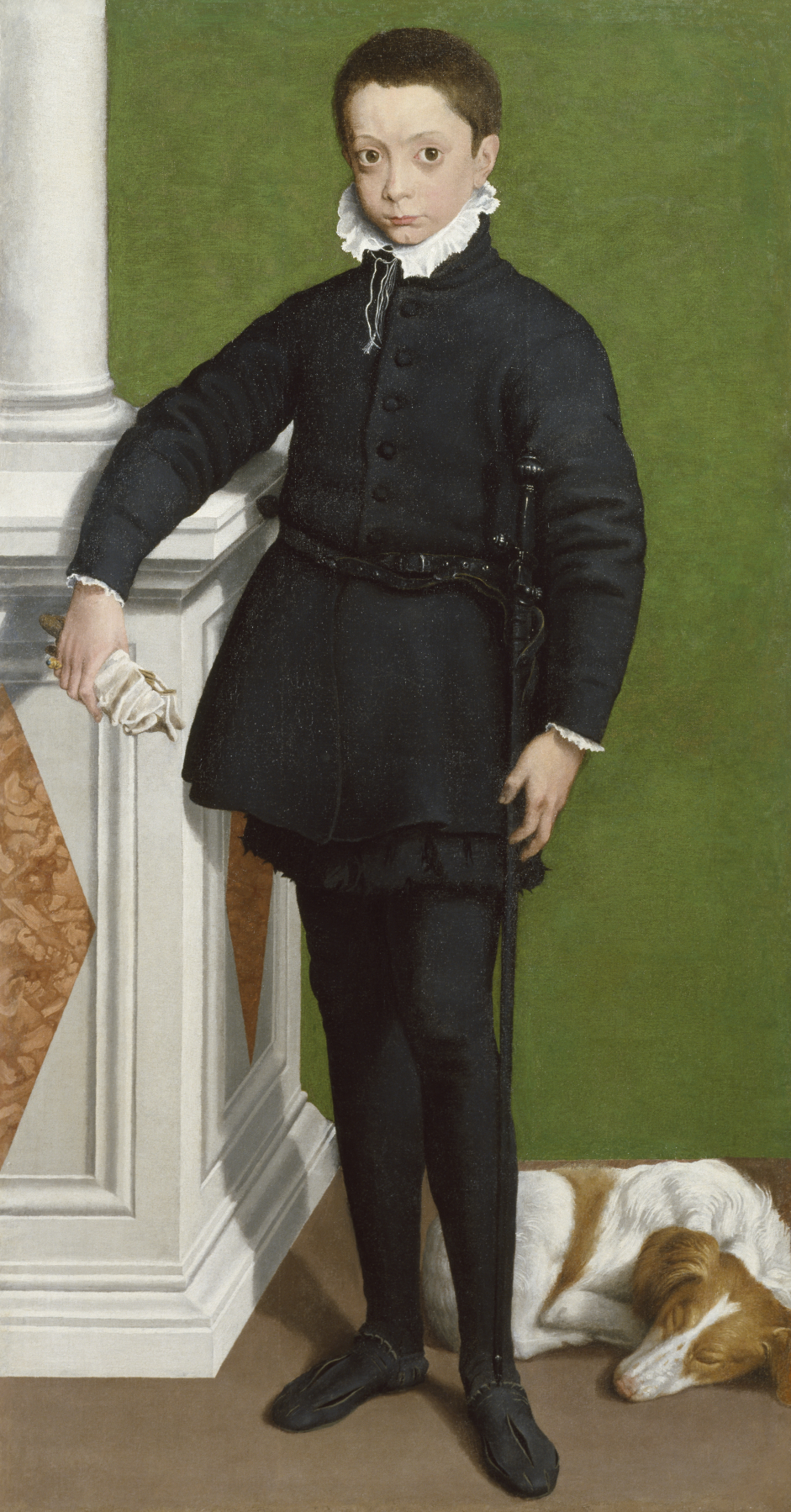
Софонісба Ангіссола. «Массіміліано Стампа»,1557. Художній музей Волтерс
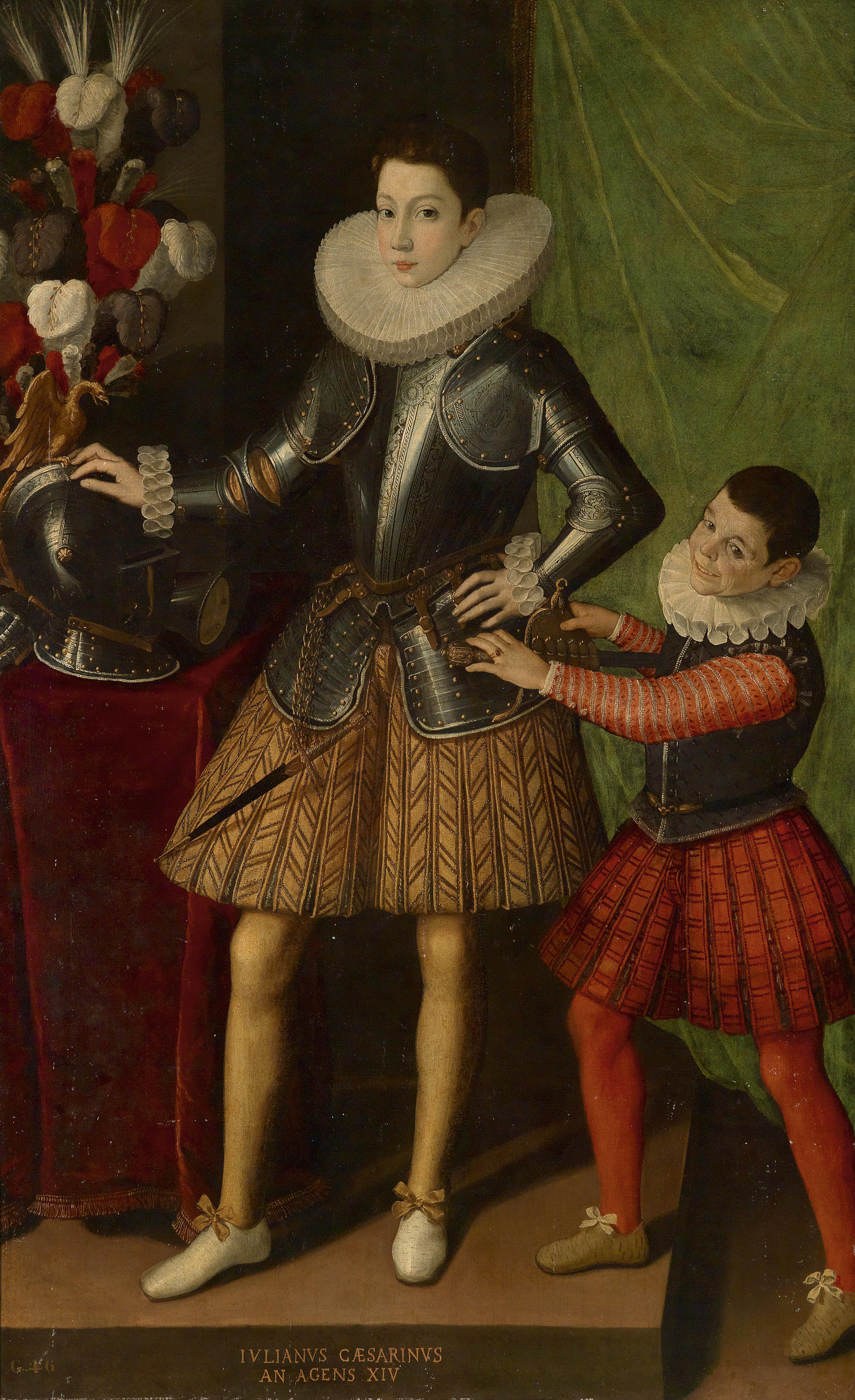
«Портрет Джуліано II Чезаріні у віці 14 років»

## Мистецтво 18 ст

### Палац Казерта

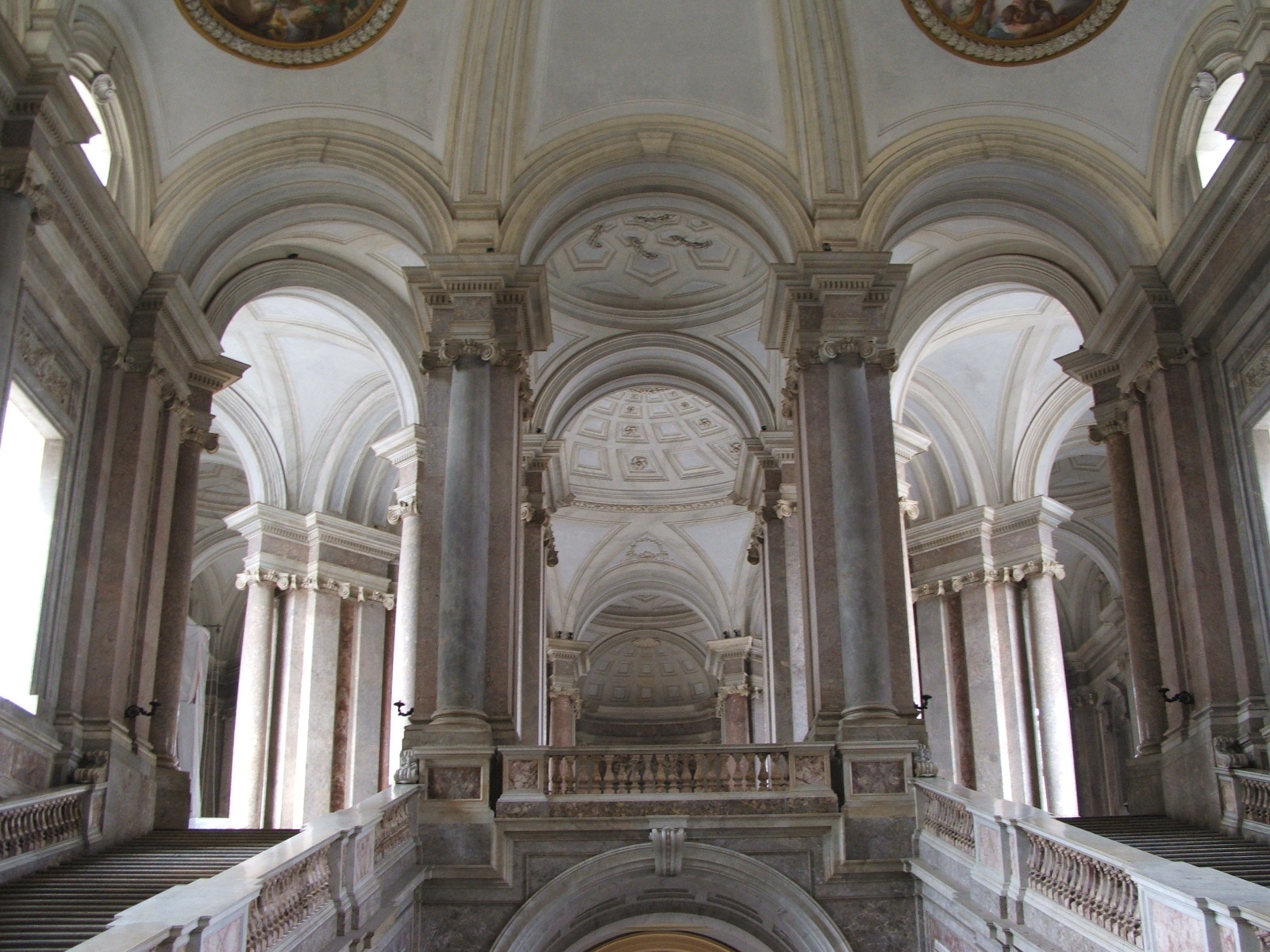
Архітектор Луїджі Ванвітеллі. Барокова зала для парадних сходів в середині комплексу
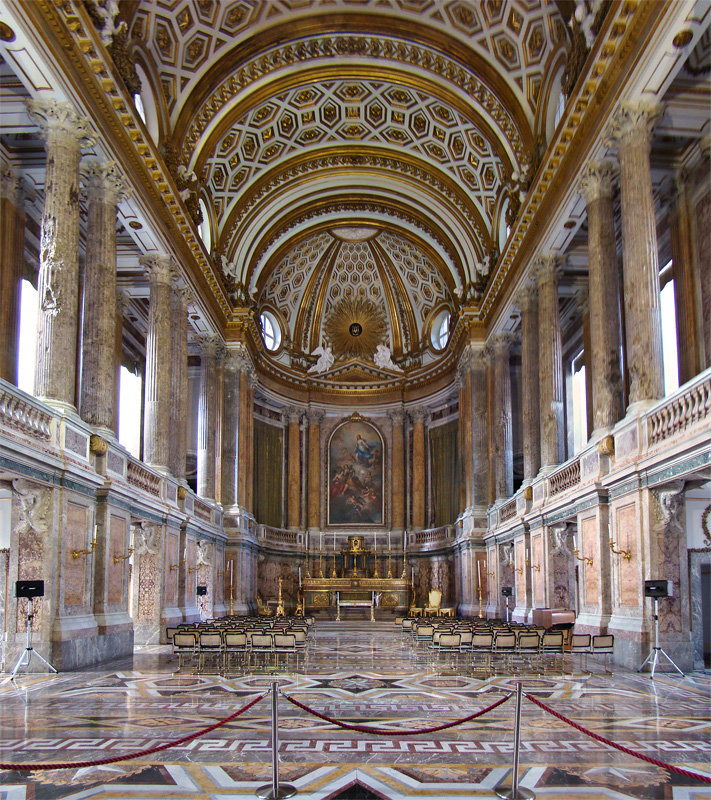
Каплиця в палаці Казерта
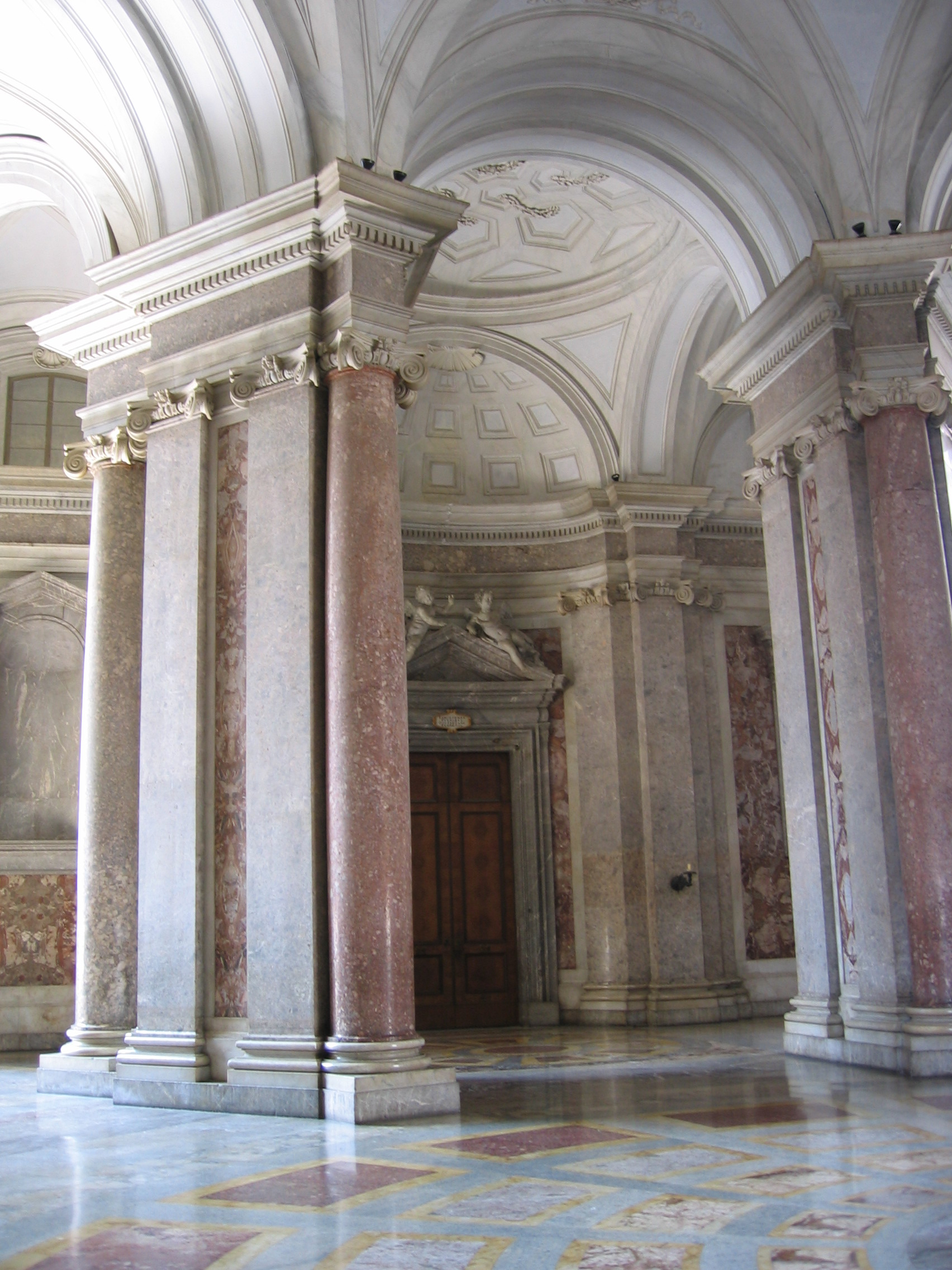
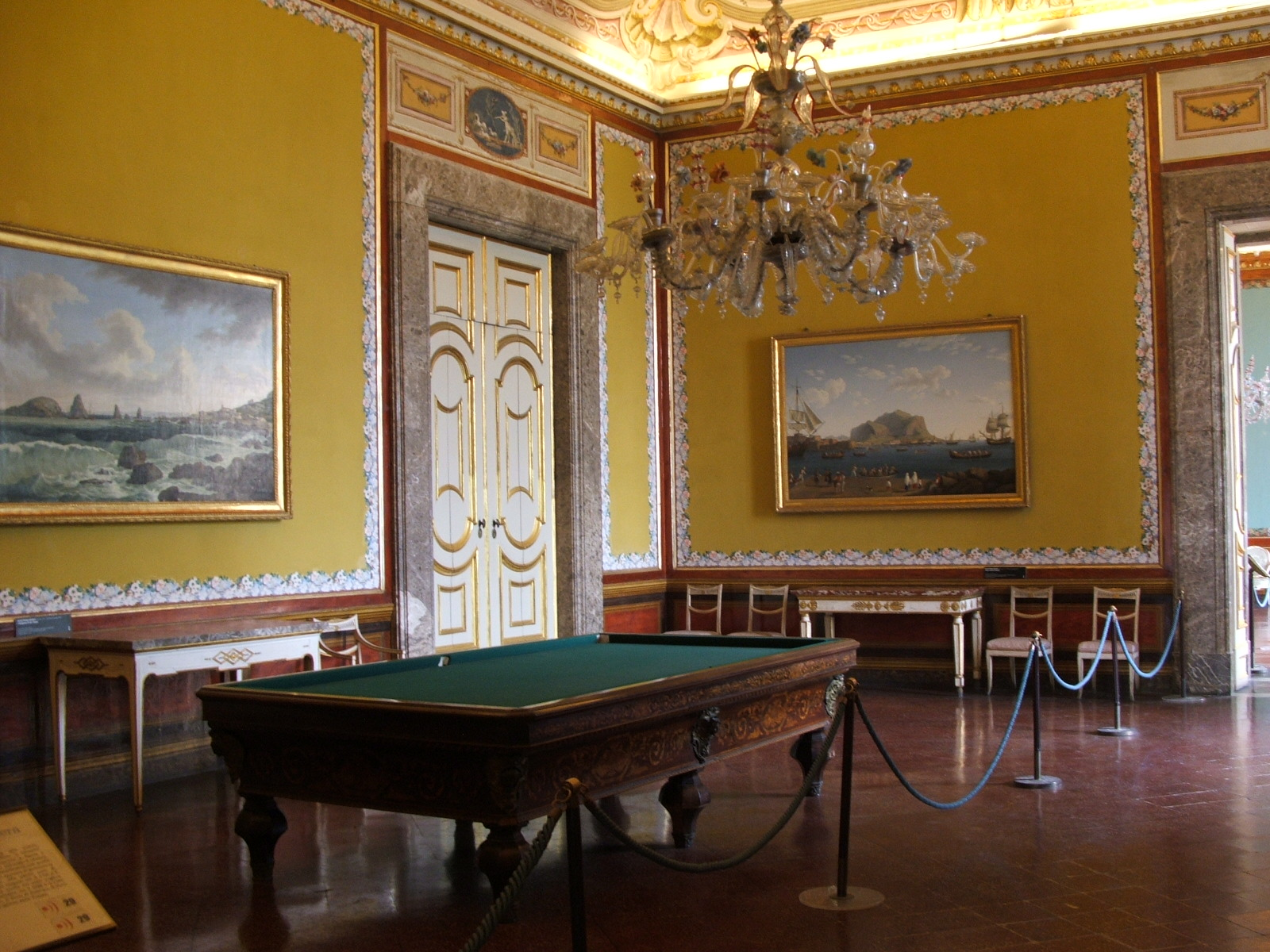
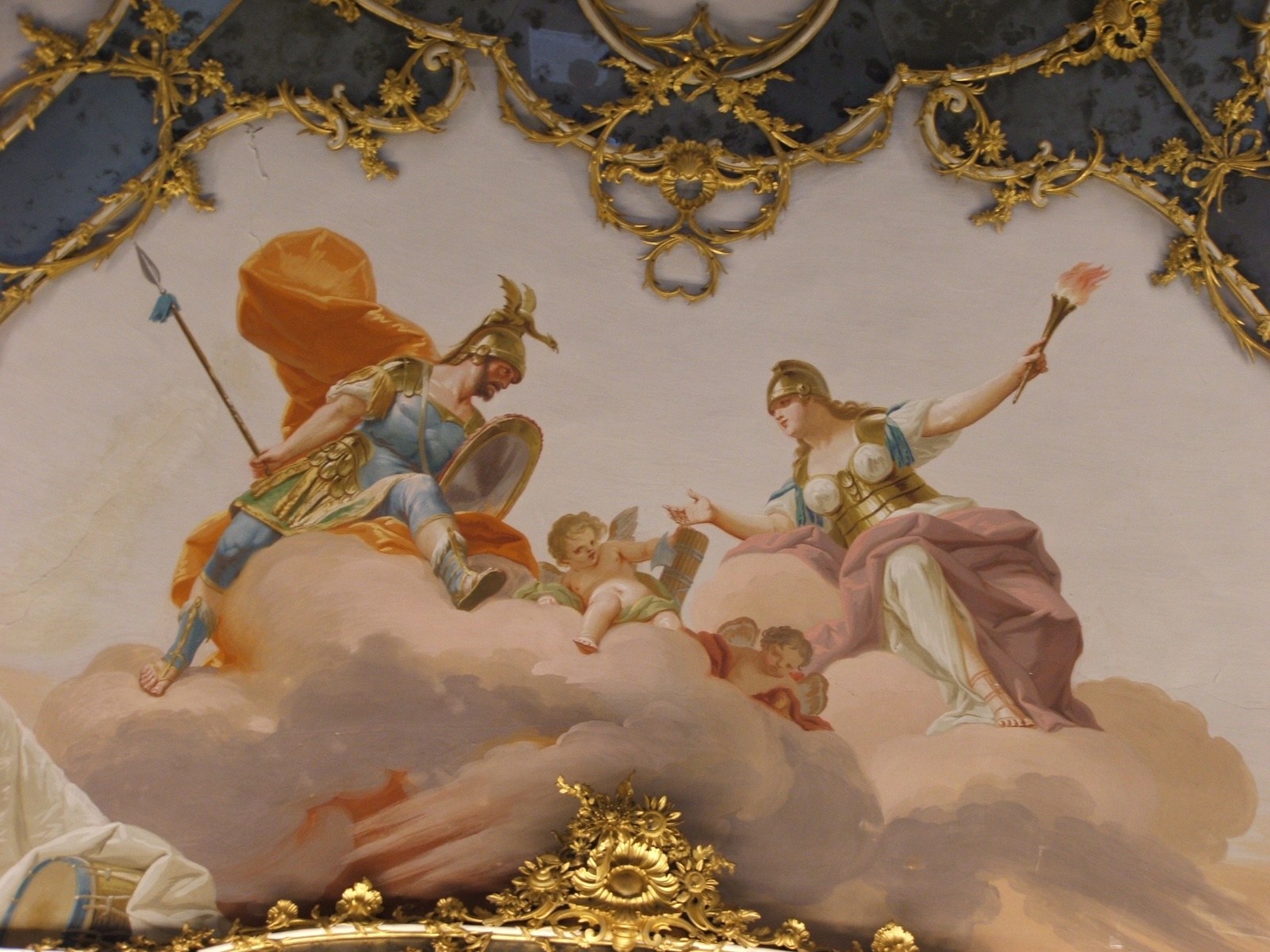
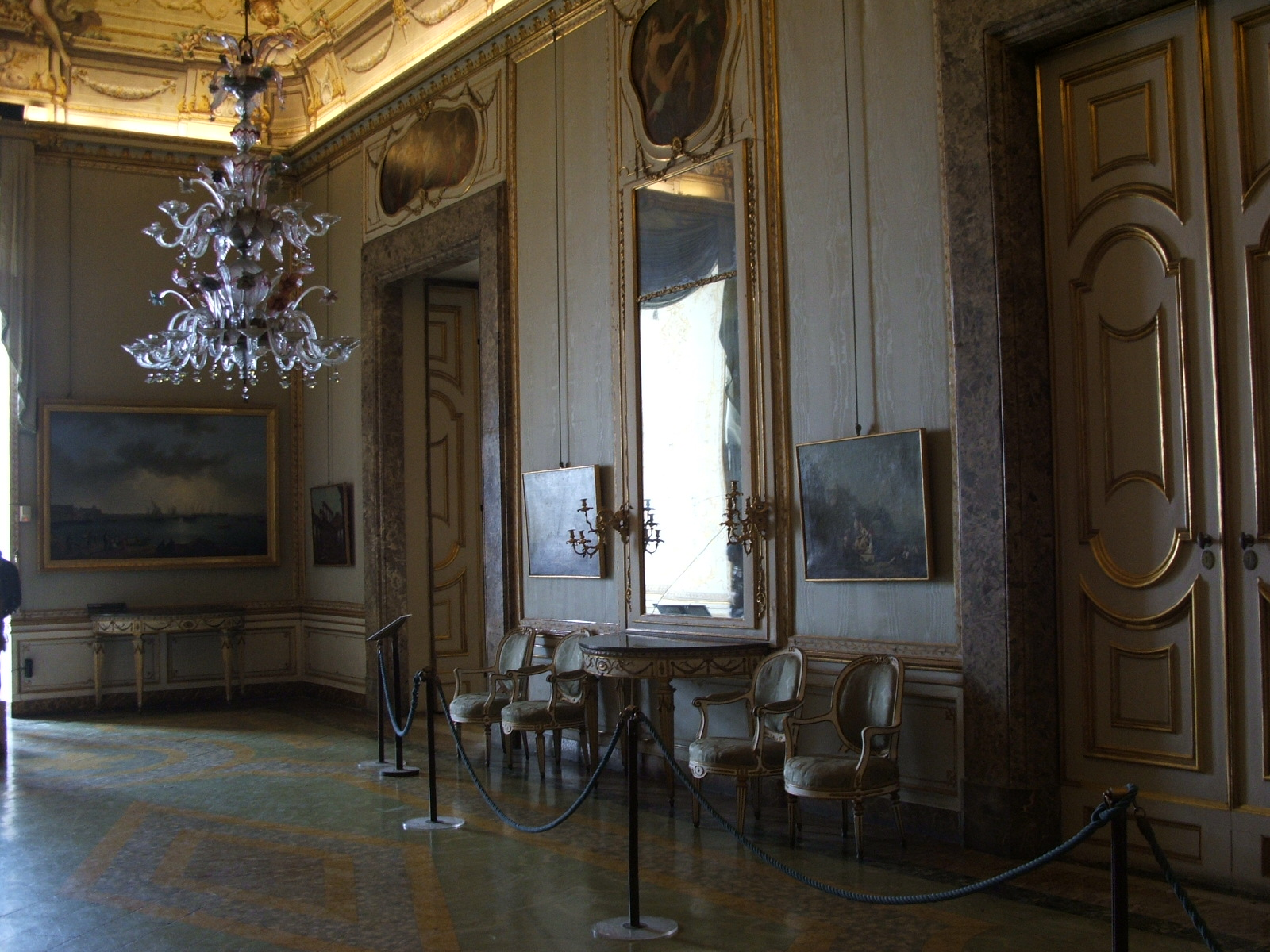
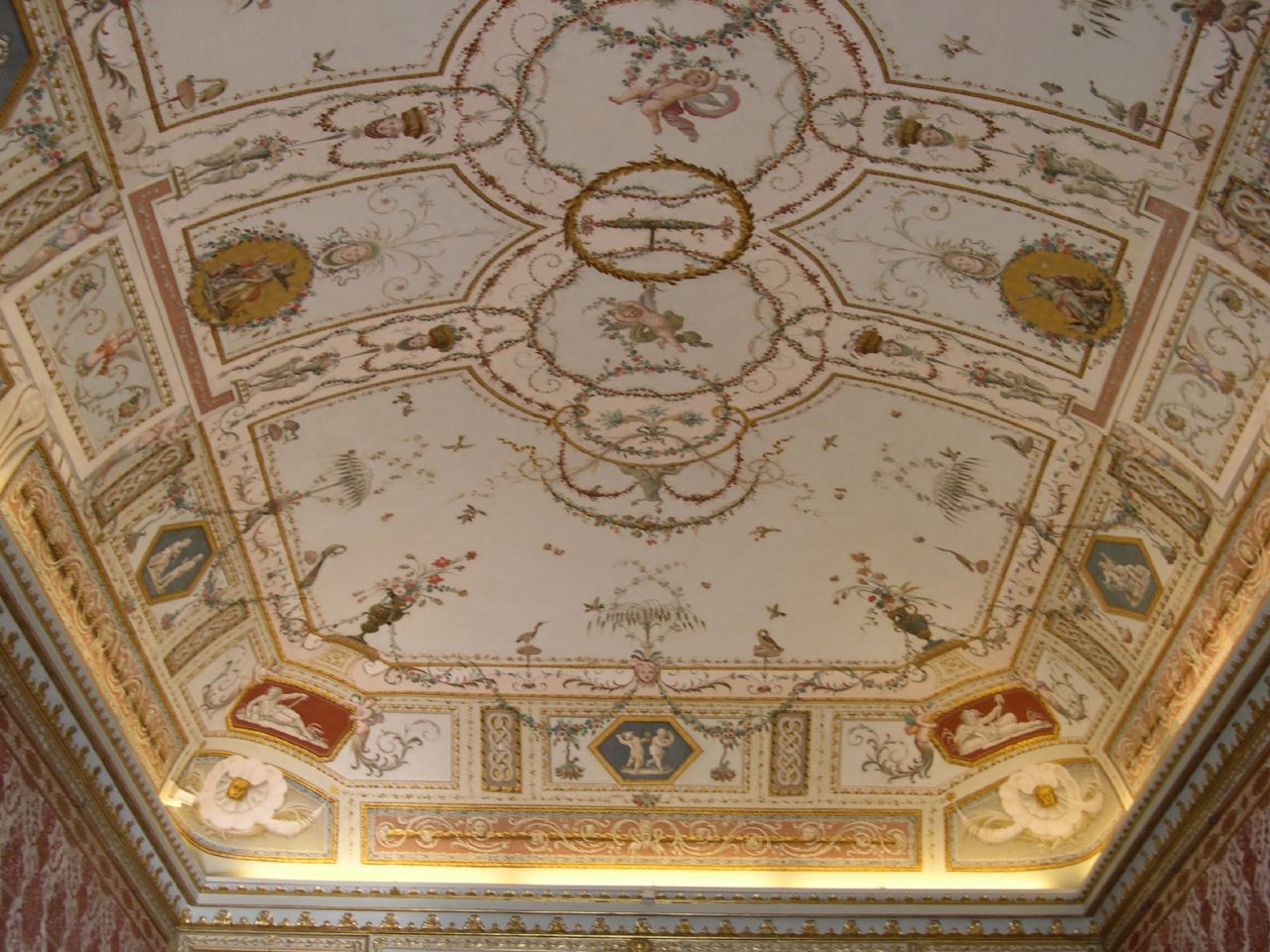
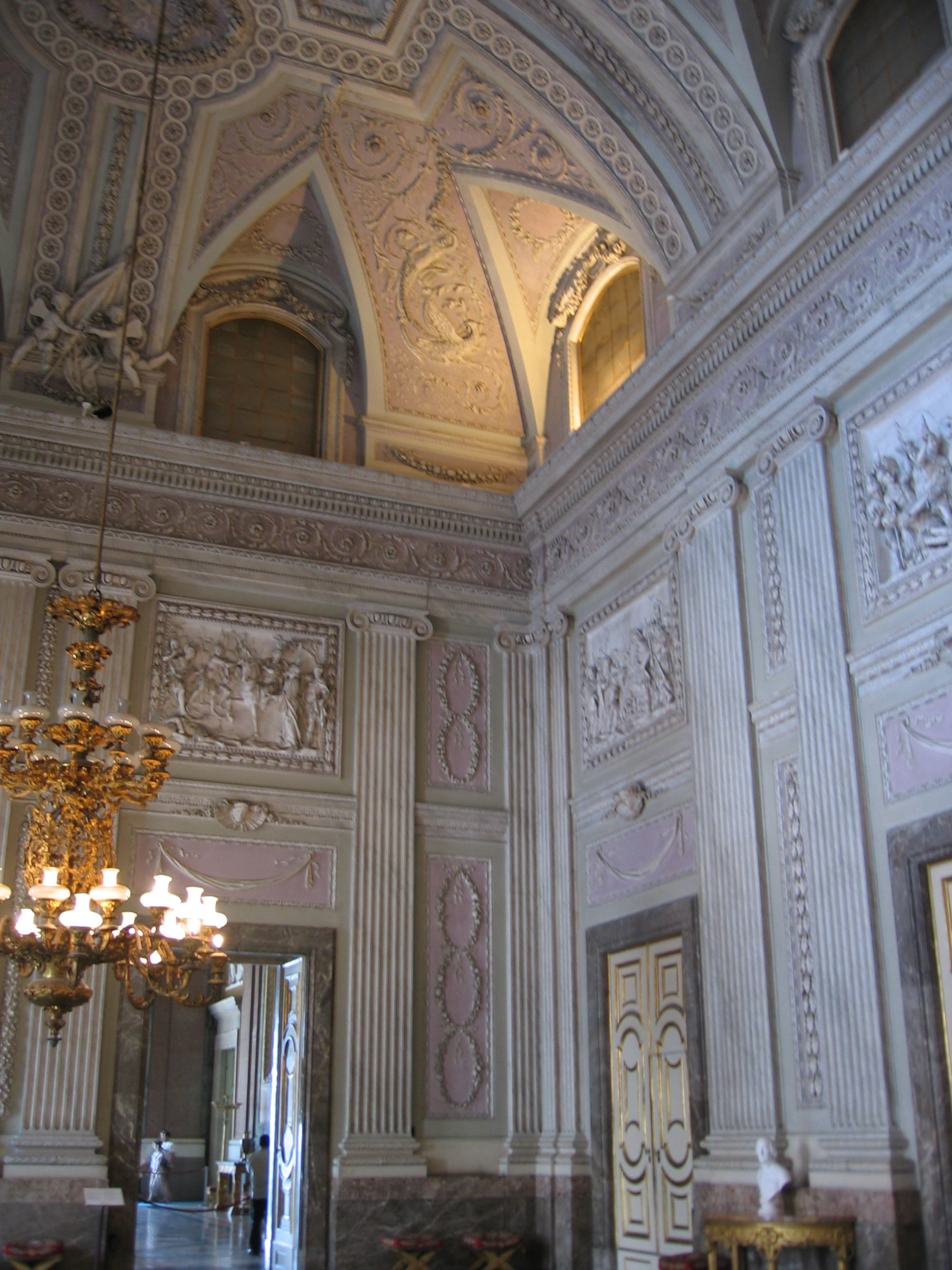

### Обрані плани архітектурних пам'яток

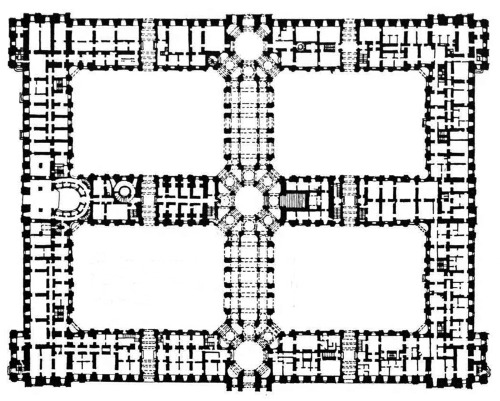
Луїджі Ванвітеллі. Палац Казерта, поземний план
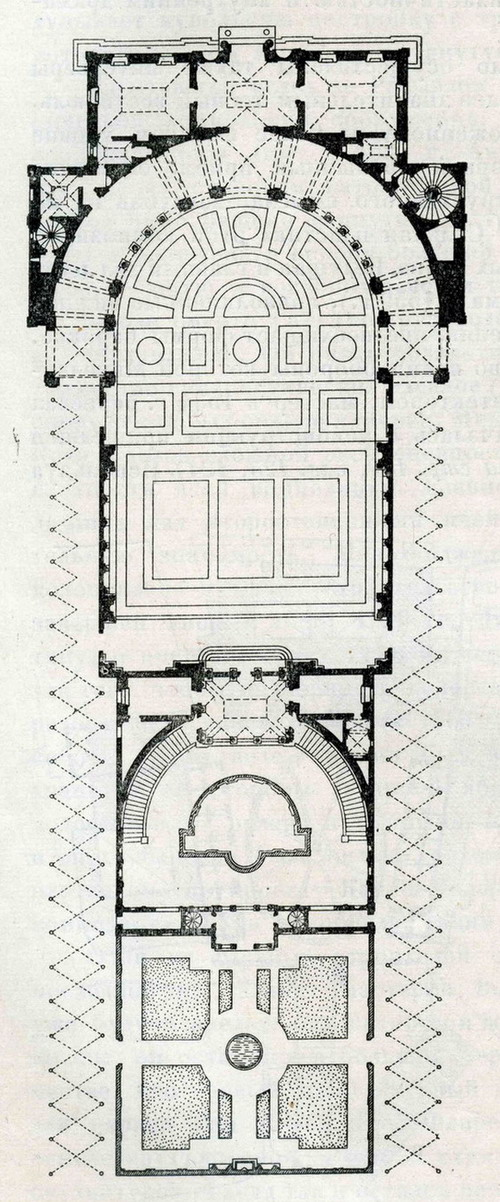
Джакомо да Віньола. Вілла Джулія
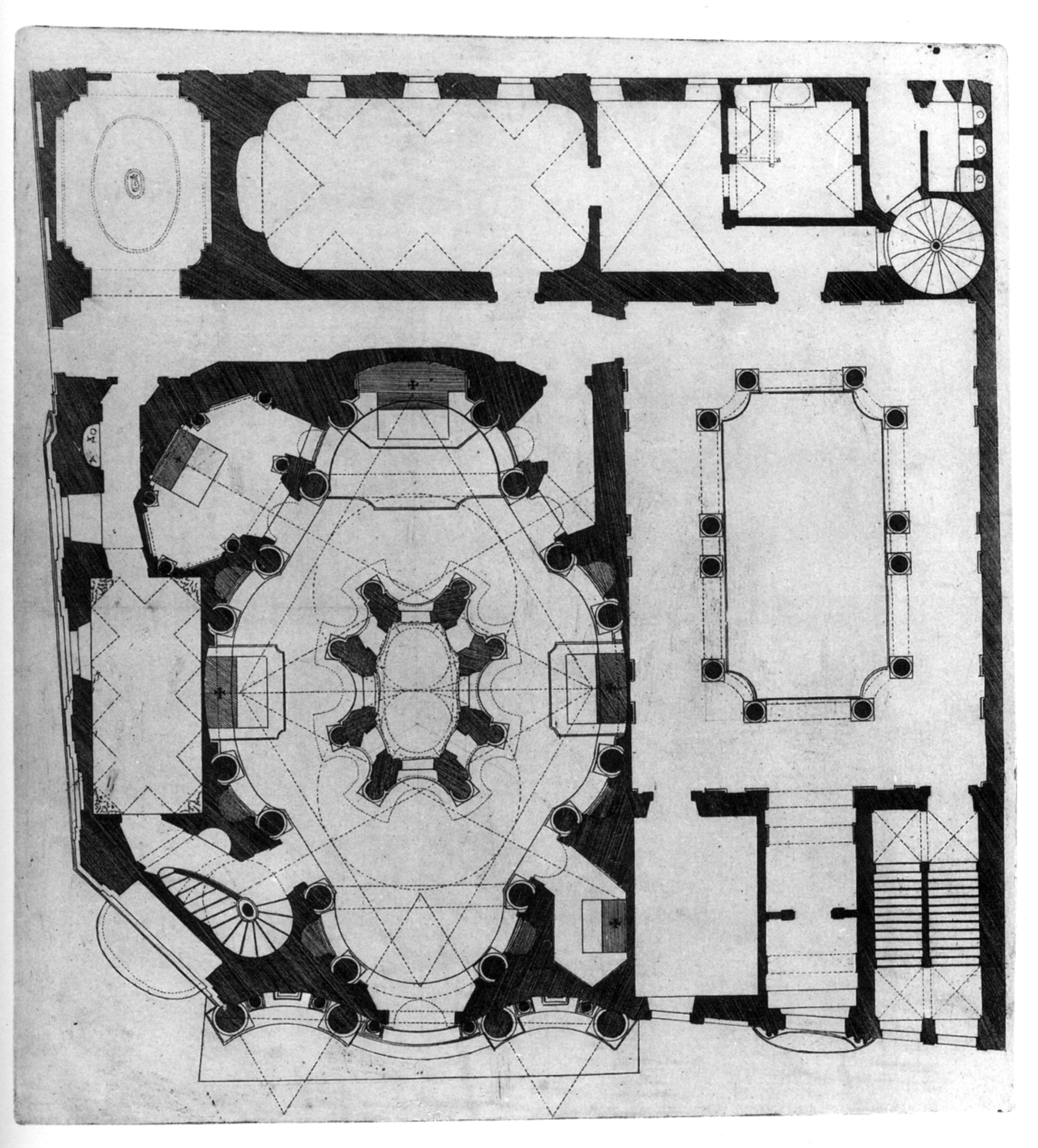
Франческо Борроміні. План церкви Св. Карла Борромео у чотирьох фонтанів
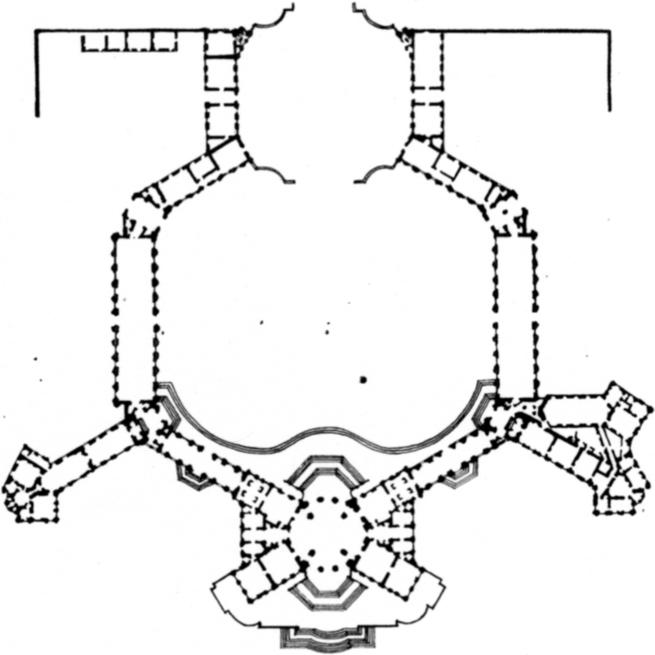
Турин. Палац Ступініджі з двома почесними дворами, план (Філіппо Ювара і Жермен Бофран ?)
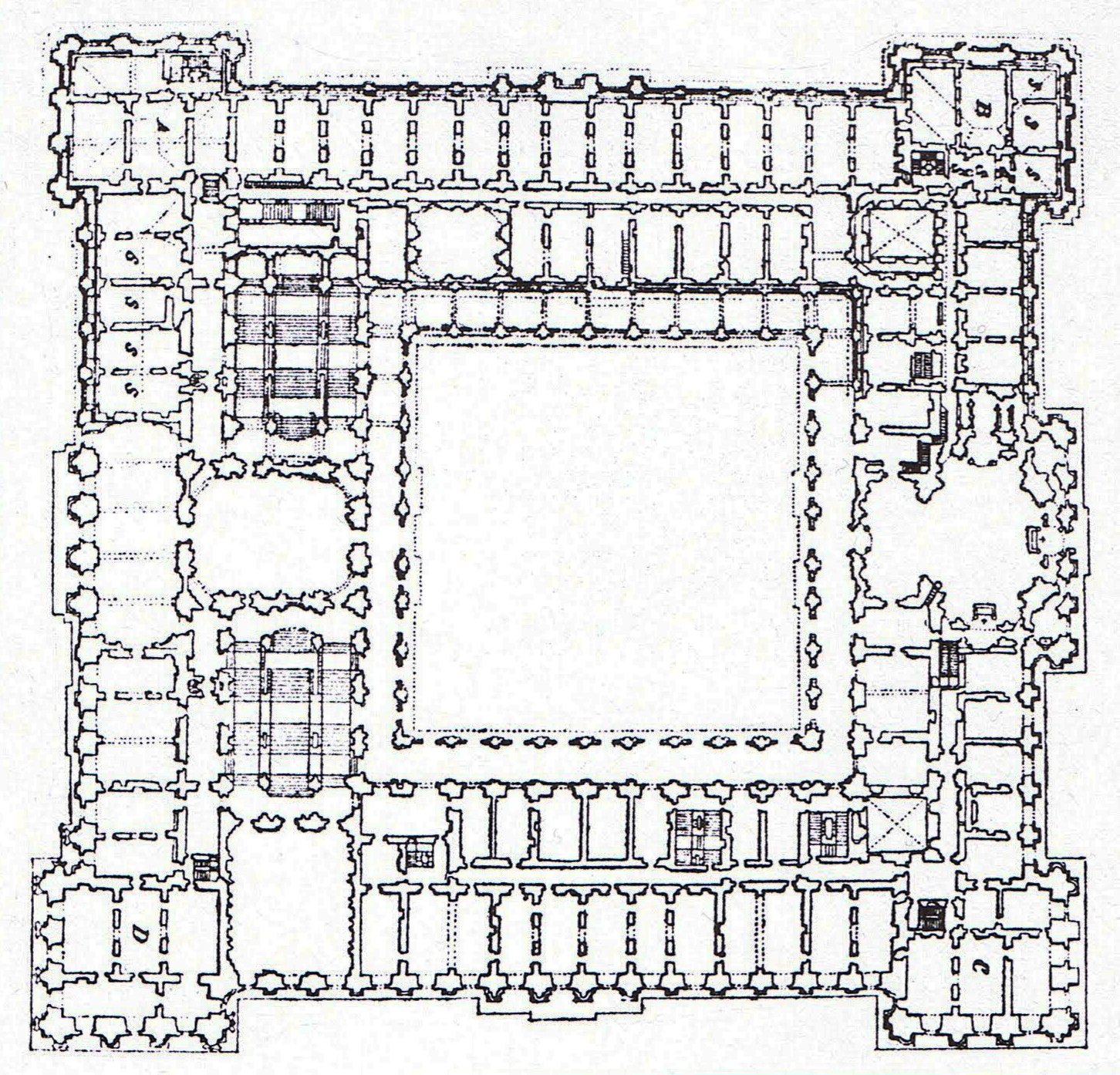
Філіппо Ювара, Королівський палац для Мадрида, лан першої черги.

### Пізнє бароко
Бароко, що народилось і визріло в Італії, затрималось в національному мистецтві довше, ніж в інших європейських країнах. Потроху в ньому іде накопиченя кризових рис і утоми. Вже в творах Карло Маратті (1625—1713) бароковий живопис втрачає гідність, правдивість, які витісняють бравурність і нещира патетика. Дослідник Дж. Арган з гіркотою зауважив: «Його живопис на службі у володарів каже банальні речі, прикриваючись авторитетом Рафаеля чи Тиціана». Але бароковий живопис Італії ще не втрачав здатності оновлюватись і розповідати про природу, історію і світ людських почуттів як в творах провінційних майстрів (Креспі, Вітторе Гісланді), так і в декоративному живопису (Джованні Баттіста Тьєполо). Згасаюче бароко надовго утримає власні позиції і в театрально-декораційному мистецтві Італії і багатьох європейських країн (Андреа Поццо, Фердинандо Бібієна, Джузеппе Валеріані).
Але центр мистецьких пошуків в Європі остаточно переходить до Франції.

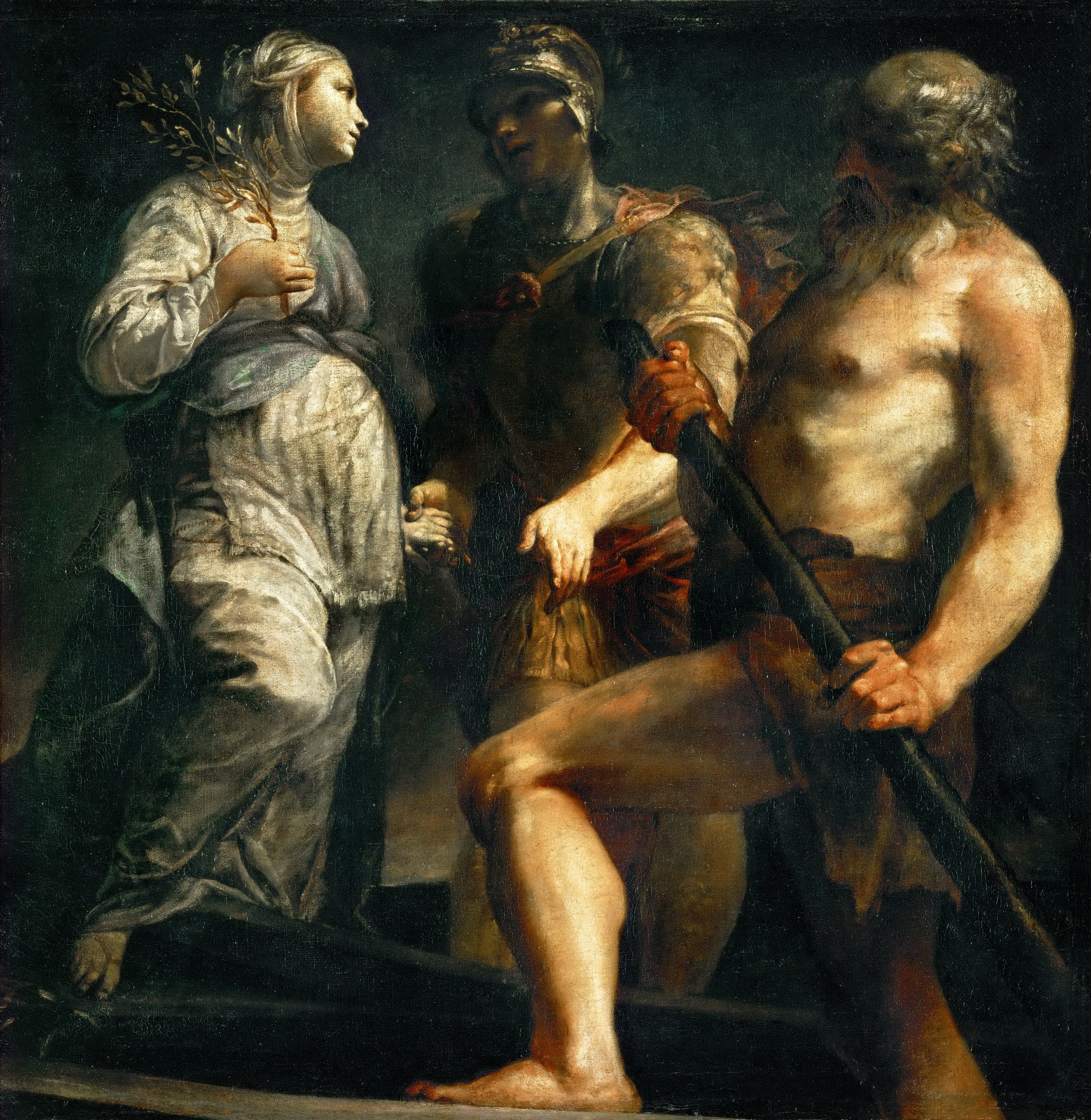
Худ. Креспі. Сивілла Кумська, Еней і перевізник Харон (картина), 1705 р.
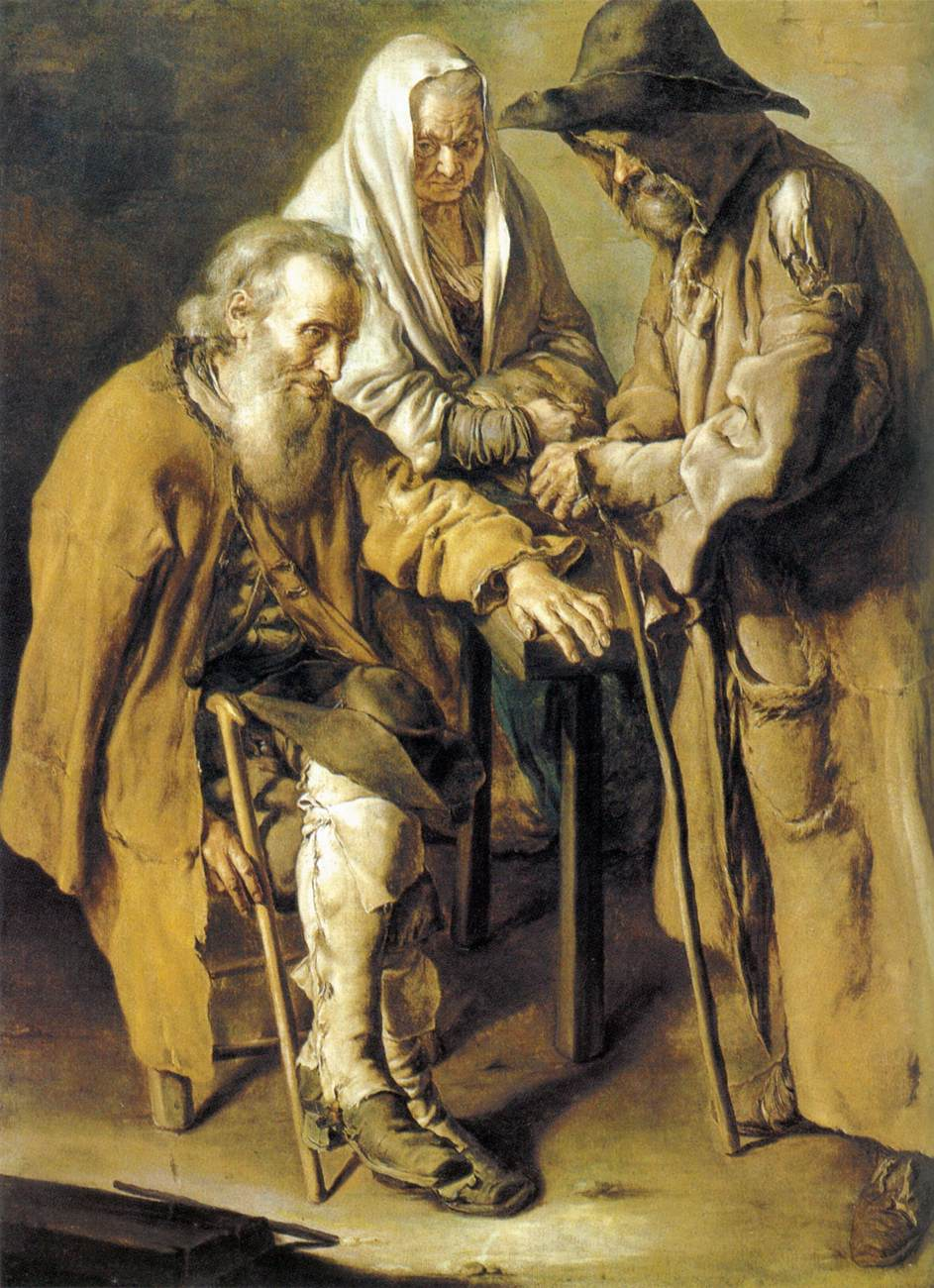
Джакомо Черуті. «Три жебраки», 1736 р.
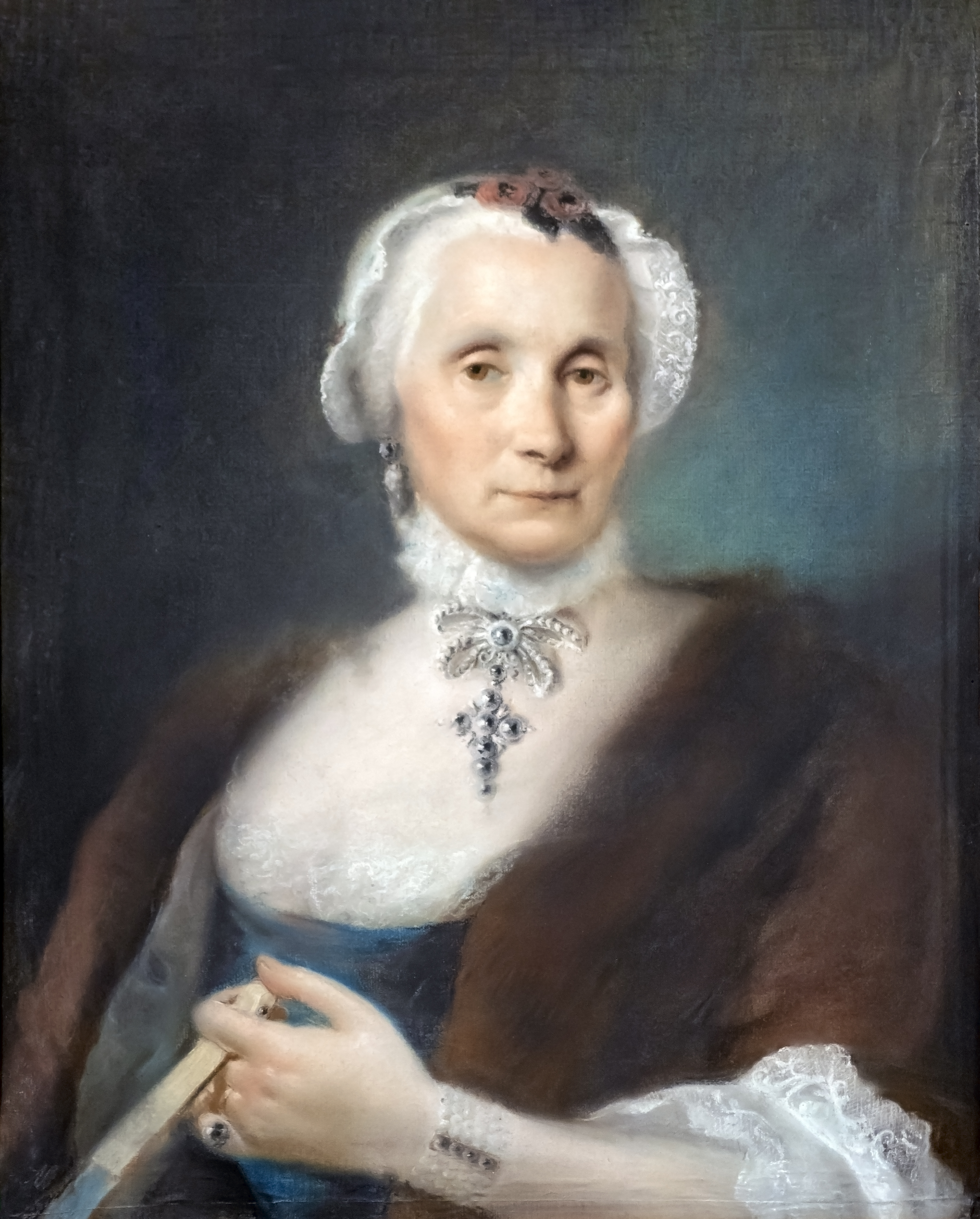
Лоренцо Тьєполо. Портрет Цецілії Гварді
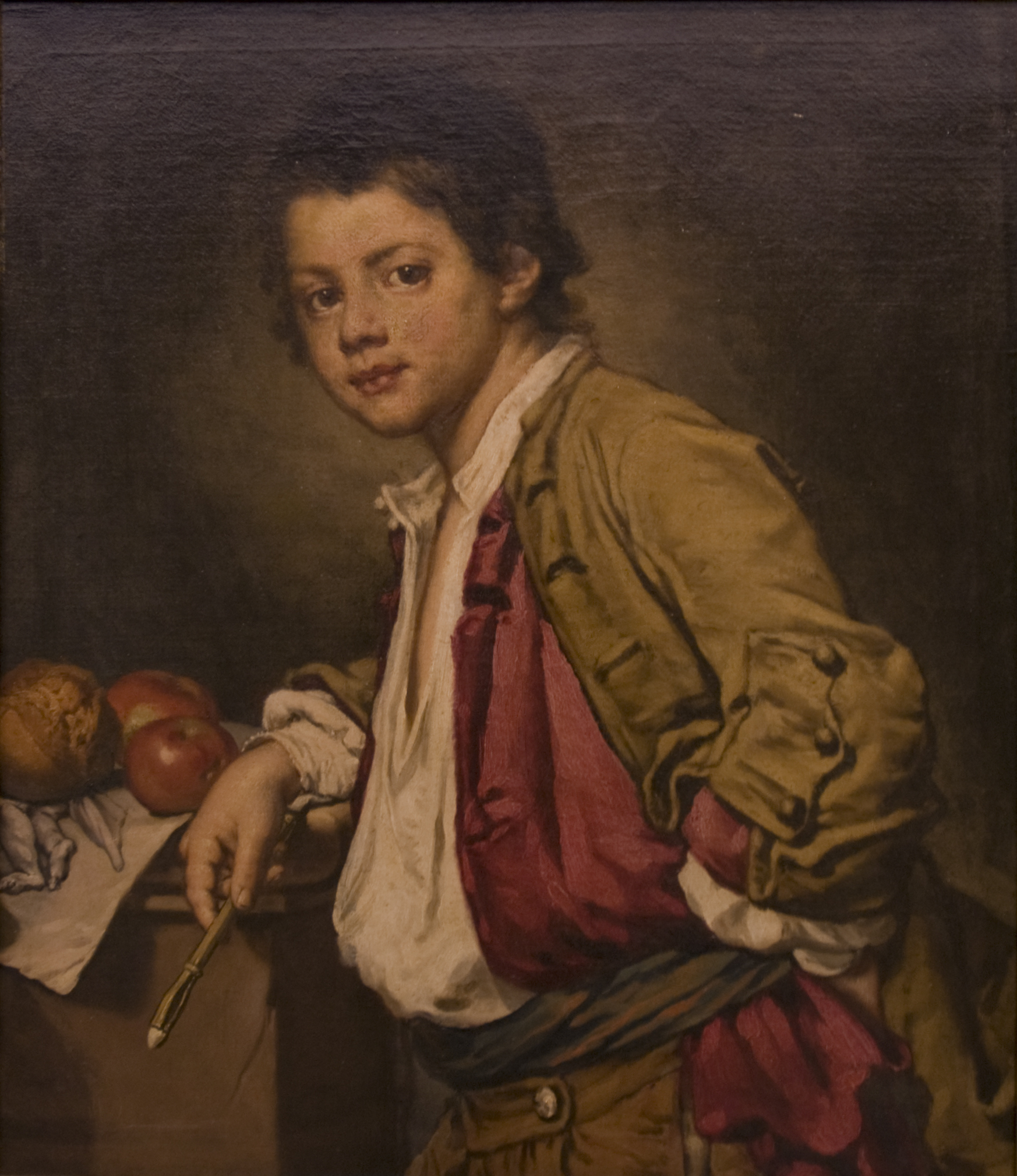
Вітторе Гісланді. Юний художник, 1732 р.

### Коротке рококо

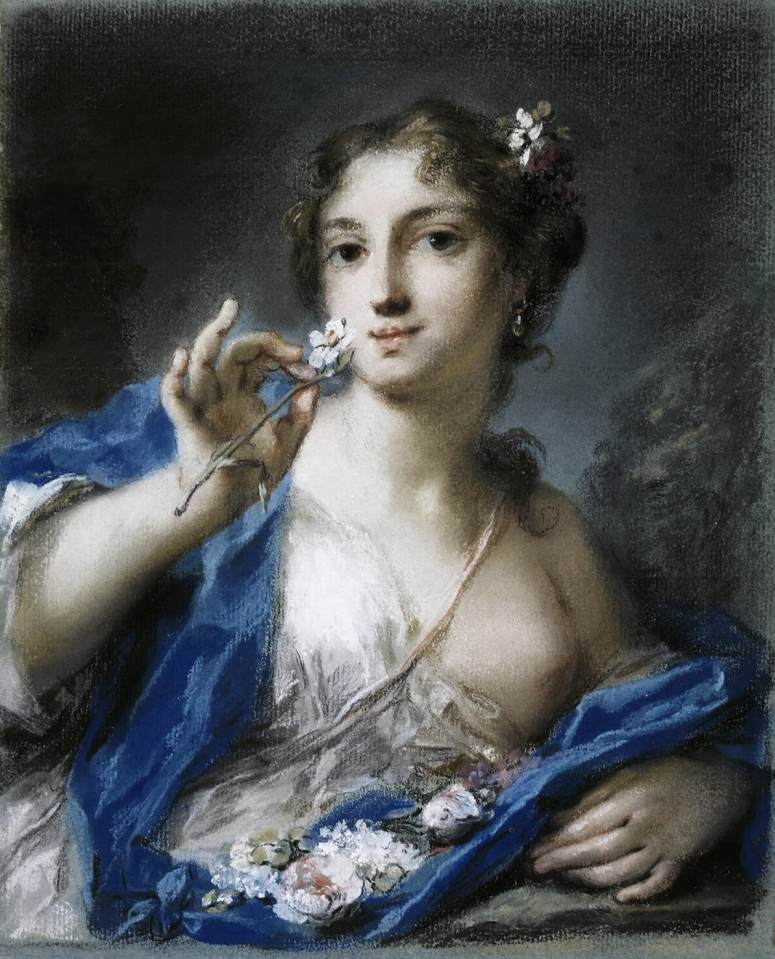
Розальба Кар'єра. «Алегорія весни», 1725 р.

Митці Італії брали безпосередню участь в народженні і розвитку стилю рококо. Художниця з Венеції Розальба Кар'єра за підтримки мецената П'єра Кроза перебралася в Париж, де діяльно сприяла розвитку стилю разом з французом Ватто. Стиль виявився насамперед у розплануванні і декорації інтер'єрів (палаців, церков, костьолів) в тематичному живопису і портреті. В добу рококо скульптура (переважно поліхромна) стала істотною частиною архітектурної композиції, а орнамент (зокрема у різьбі) набрав форм мушлі («rocaille»). У добу рококо широко розвинулося ремесло — ткацтво, ювелірство, порцеляна, меблі, гобелени.
Вельможі доби рококо поставили за мету щоденні насолоди. Насолодам повинні були сприяти розкішні інтер'єри палаців і церков, розкішні сукні, черга свят в садах бароко і в павільйонах влітку, а взимку в палацах. Надміру використовувалась косметика — білила, пудра, рум'яна, чорна фарба (сурма) для брів, мушки. Косметику рясно використовували як жінки, так і чоловіки. Особливого поширення набуло використання мушок на обличчі — розташування мушок мало своє значення для обізнаних в куртуазних іграх вельмож. Космополітизм живопису рококо найбільш притаманний саме творам італійців, що досить легко перетинали кордони різних держав і роками працювали по-за межами Італії (Якопо Амігоні — в Баварії, Лондоні і Мадриді, Бернардо Белотто в Німеччині і Польщі, П'єтро Ротарі — в Дрездені, Відні і Петербурзі). Але робили це вимушено, бо роздрібнені князівства Італії котилися в прірву політичної і економічної кризи. Для Північної Італії це закінчиться військовим захопленням вояками Наполеона I, втратою державності Венеційською республікою і трагічними роками поневолення Австрійською імперією до середини 19 ст…
В живопису доби рококо переважали свята і театральні вистави, безкінечні закохані пари міфологічних персон. В портретах — всі підкреслено усміхнені, люб'язні, витончені, але це була маска, що приховувала численні недоліки і надзвичайно складні проблеми. Це було свято посеред чуми — з штучно скасованими проблемами, туберкульозом, сифілісом, бідністю, смертю.
Примхливе і чудернацьке мистецтво рококо було скасоване новою і могутньою хвилею класицизму кінця 18 століття і стилем ампір.

### Венеційська графіка

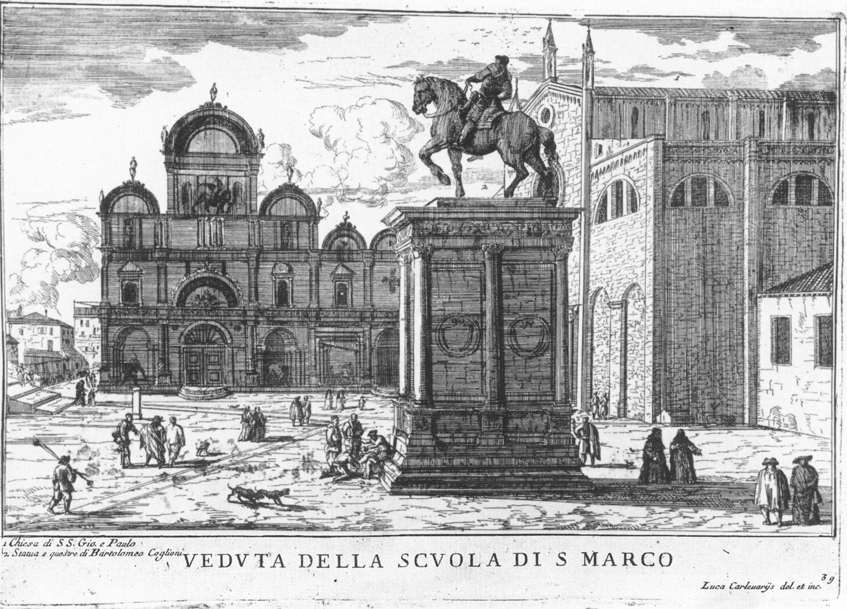
Лука Карлеваріс. «Скуола ді Сан Марко та монумент полководцю Колеоні», 1704
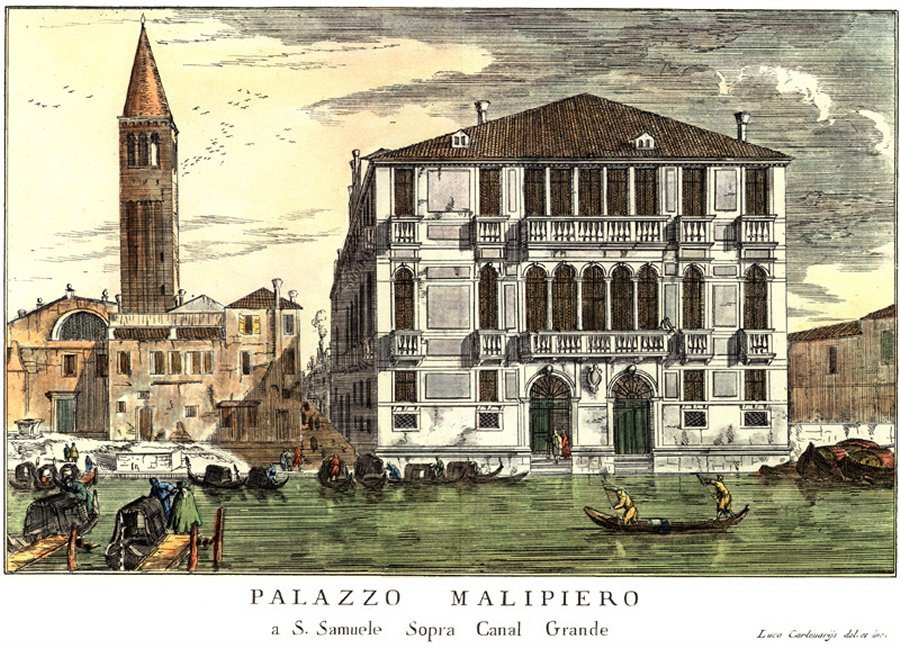
Лука Карлеваріс.«Венеція. Палаццо Маліпьєро», гравюра і акварель
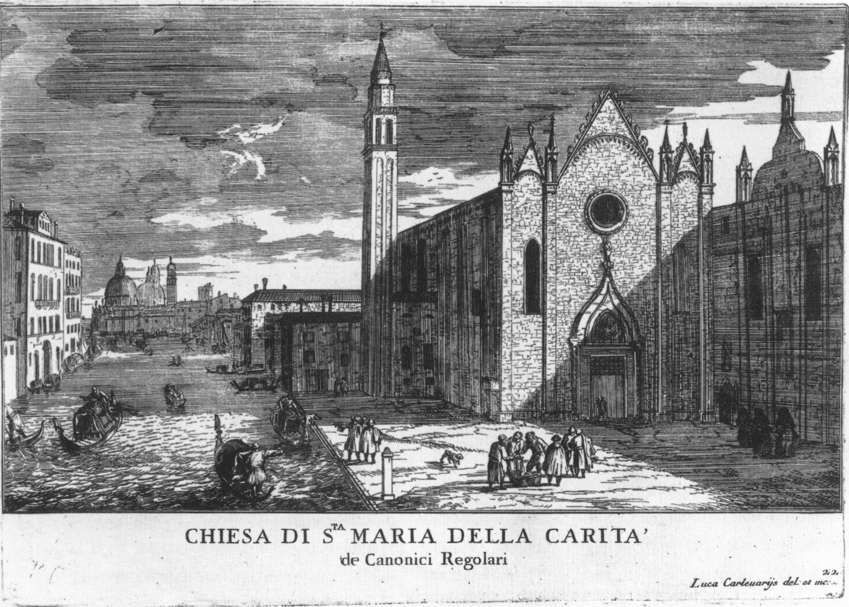
Лука Карлеваріс.«Венеція. Церква Санта Марія Харіта», 1703
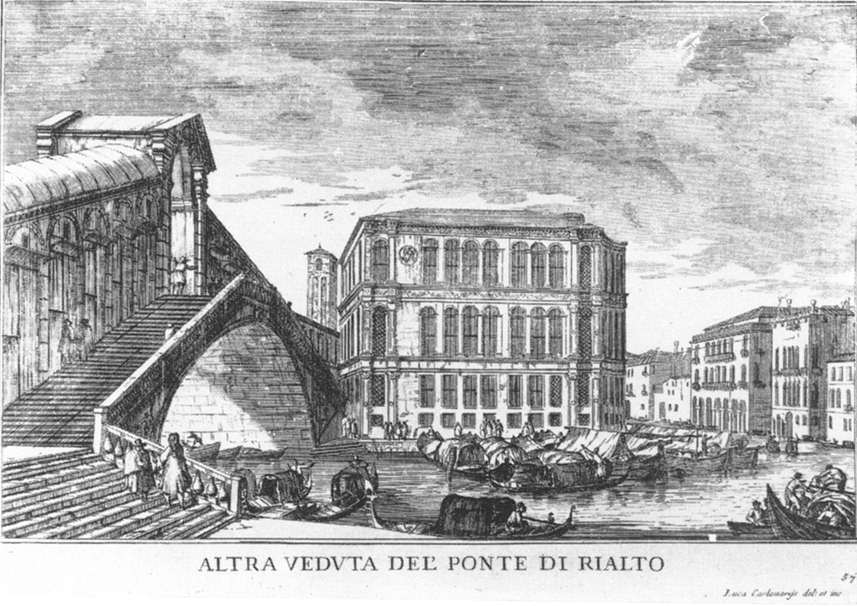
Лука Карлеваріс.«Венеція. Міст Ріальто», 1703
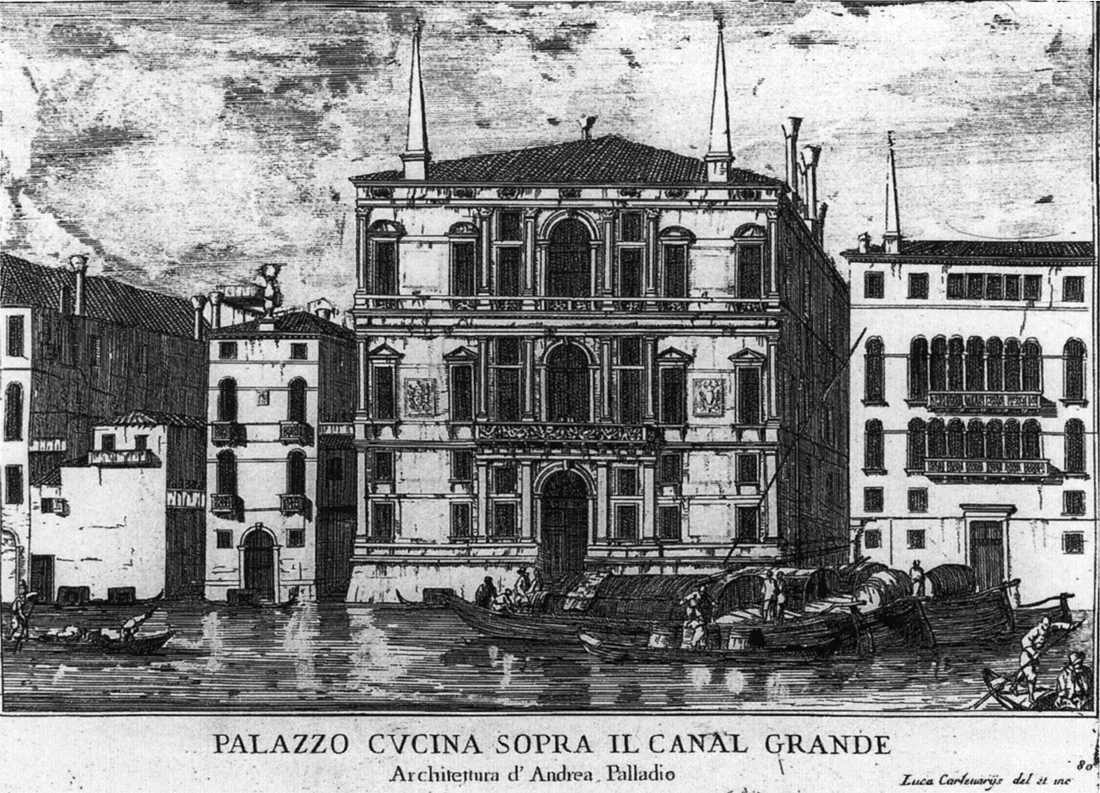
Лука Карлеваріс. «Канал Гранде. Палаццо Кочіна», 1703

### Релігійний живопис у стилі рококо

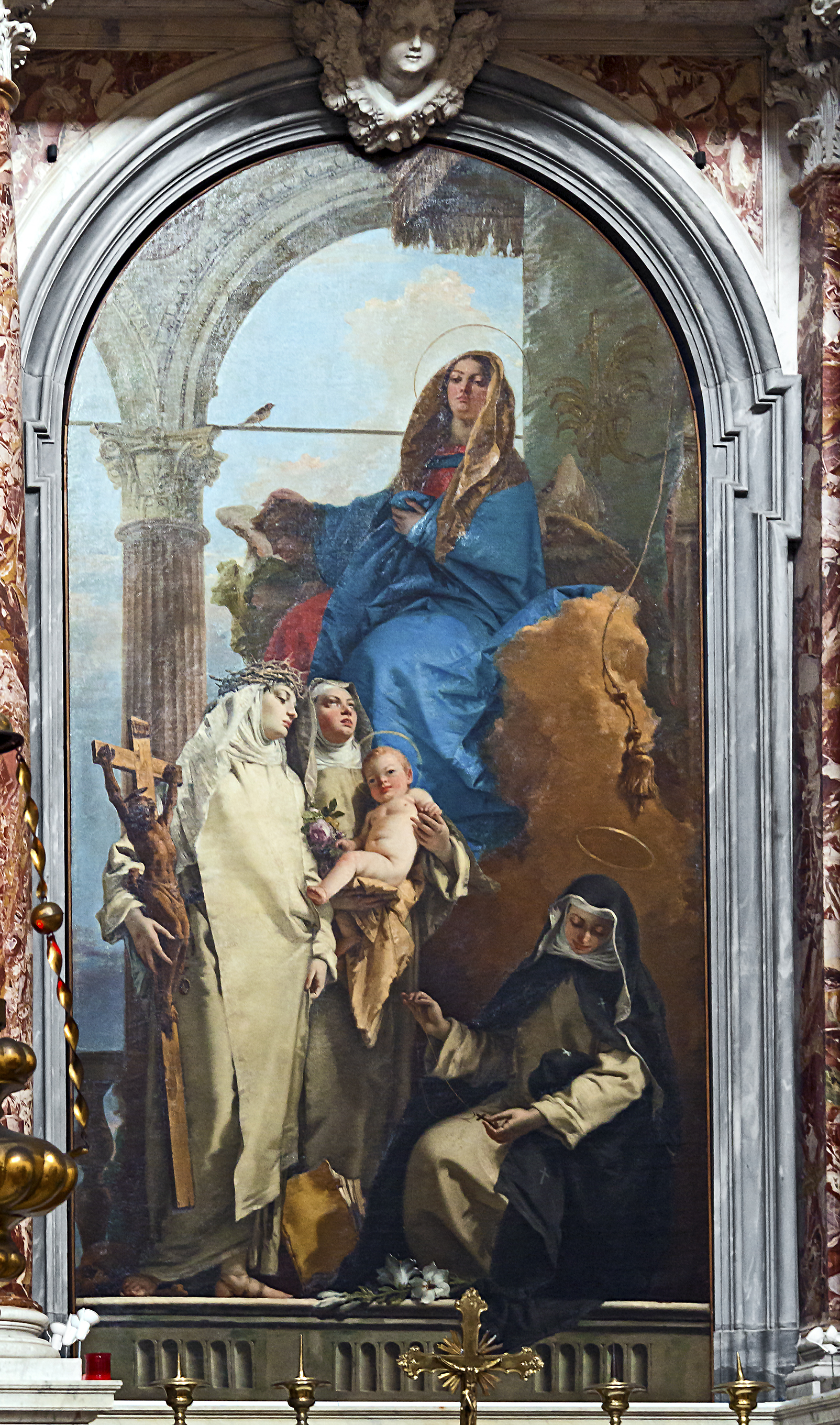
Джованні Баттіста Тьєполо. «Мадонна і Св. доміканки-жінки», до 1748, церква єзуїтів, Венеція
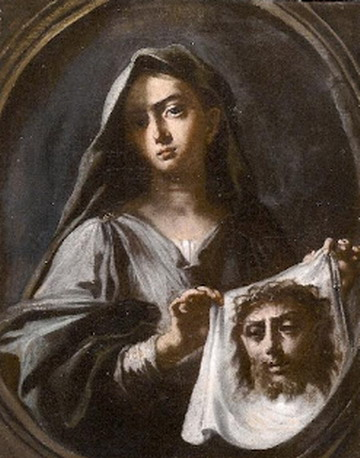
Джузеппе Боніто. «Св. Вероніка», до 1745
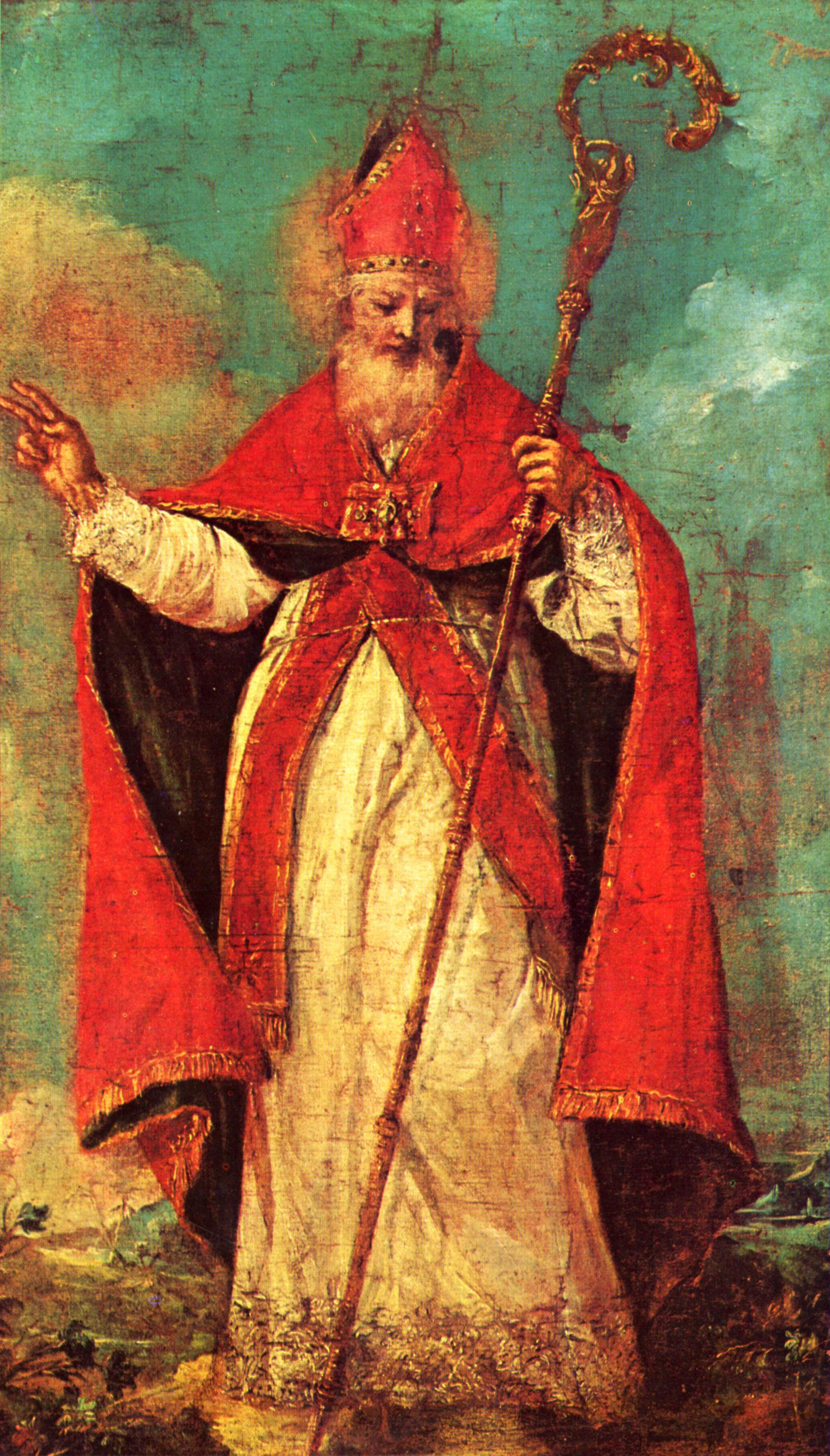
Франческо Гварді. «Св.Нікола з Барі», до 1750, замок Мірамаре, Трієст
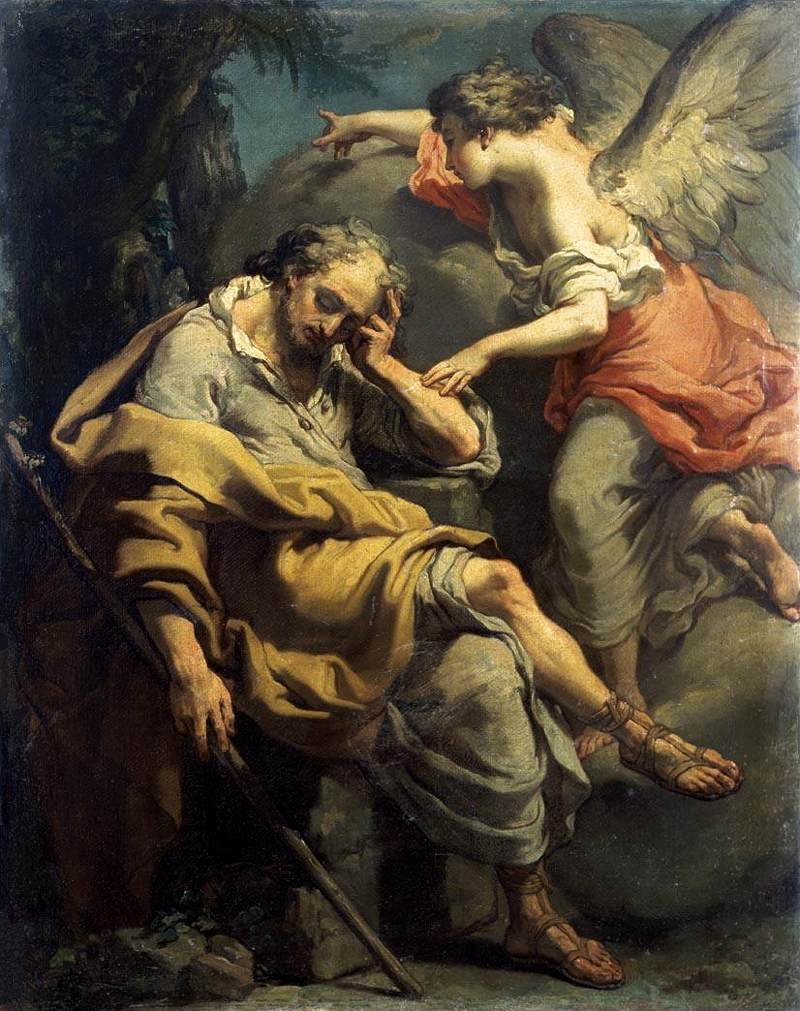
Гаетано Гандольфі. Видіння Св. Йосипа, 1790
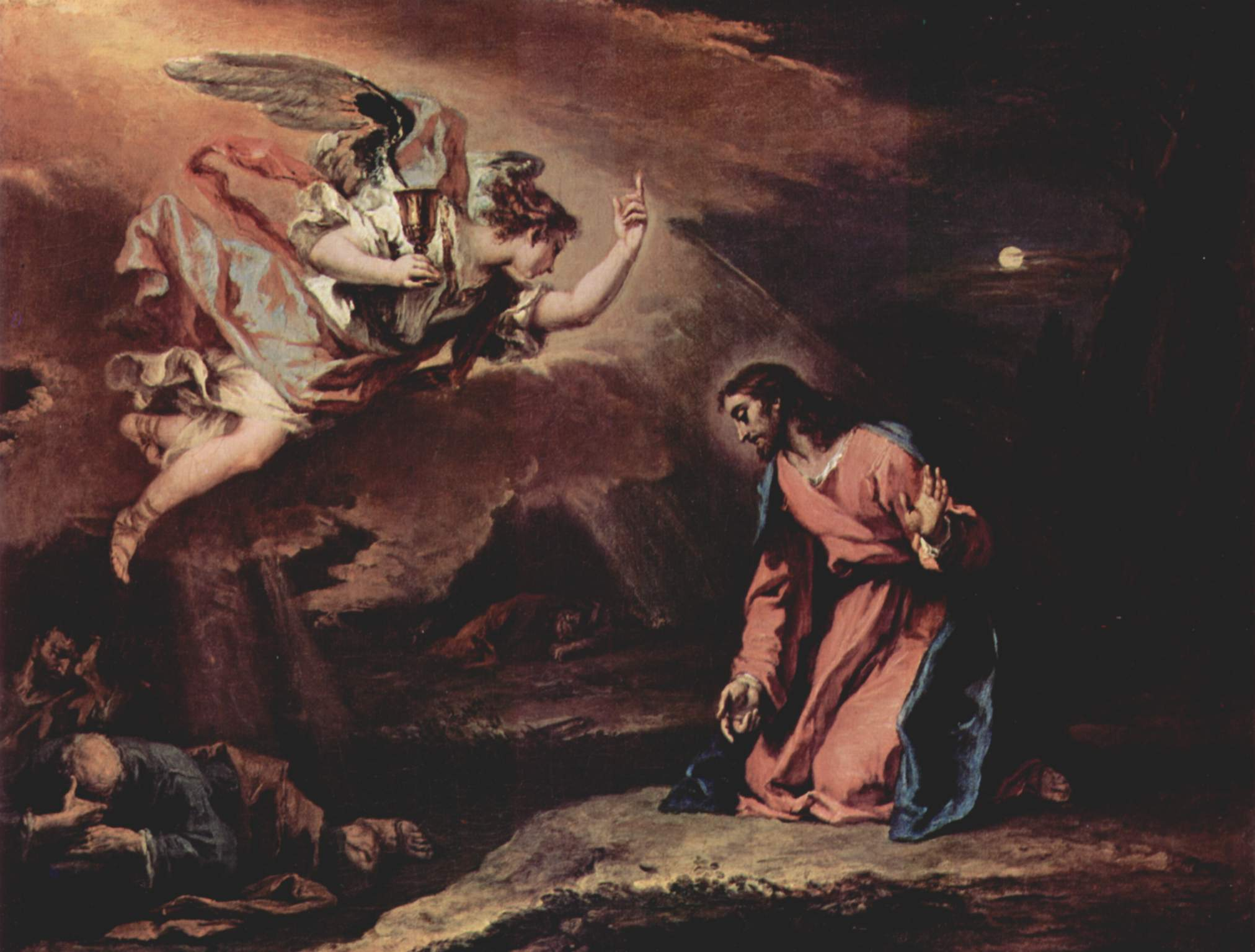
Себастьяно Річчі. «Моління по чашу», бл. 1730, Музей історії мистецтв, Відень
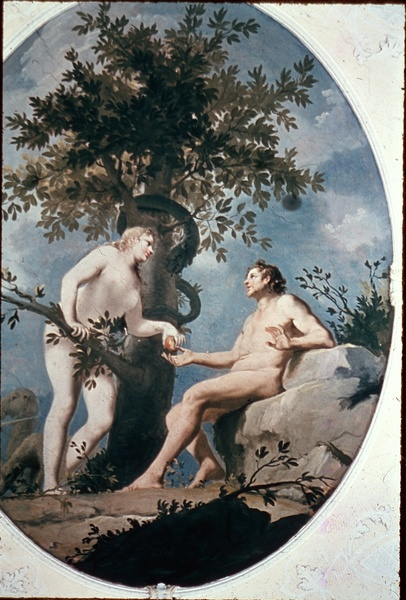
Якопо Амігоні. «Гріхопадіння Адама і Єви», фреска, Оттобойрен, Баварія

### Світська скульптура 17—18 ст
Італійська скульптура 18 століття не отримала значного впливу на мистецьку ситуацію в країні, як то було за часів Мікеланджело Буонарроті чи Лоренцо Берніні, Алессандро Альґарді. Головують живопис і архітектура. Скульптори Італії скуті бароковою традицією 17 століття, започаткованою Берніні, Алессандро Альґарді і фламандцем Франсуа Дюкенуа, розвивають її декоративні якості і віртуозність обробки матеріалу. На тлі майстерних римських чи венеційських майстрів виділяються темперамент і обдарованість флорентійця Карло Бартоломео Растреллі, здатного працювати як з монументами, так і станковими образами. Але він вимушений емігрувати у Францію, а згодом в Росію, де стане засновником російської монументальної, портретної і декоративної скульптури барокового напрямку.
Але солодкий полон вже вироблених схем і сюжетів підтримує авторитет італійських скульпторів, що отримують замови і з-за кордону. Грубувату садово-паркову скульптуру веронських, венеційських майстрів вивозять у Польщу, Німеччину, Австрію, Російську імперію. По іноземним замовам працюють — П'єтро Баратта, Антоніо Тарсія, Джованні Бонацца, Джованні Дзодзоні, Джузеппе Торретто, Джованні Марія Морлейтер, Генрі Моренго, Джованні Маркіорі, брати Гропеллі та низка другорядних майстрів.

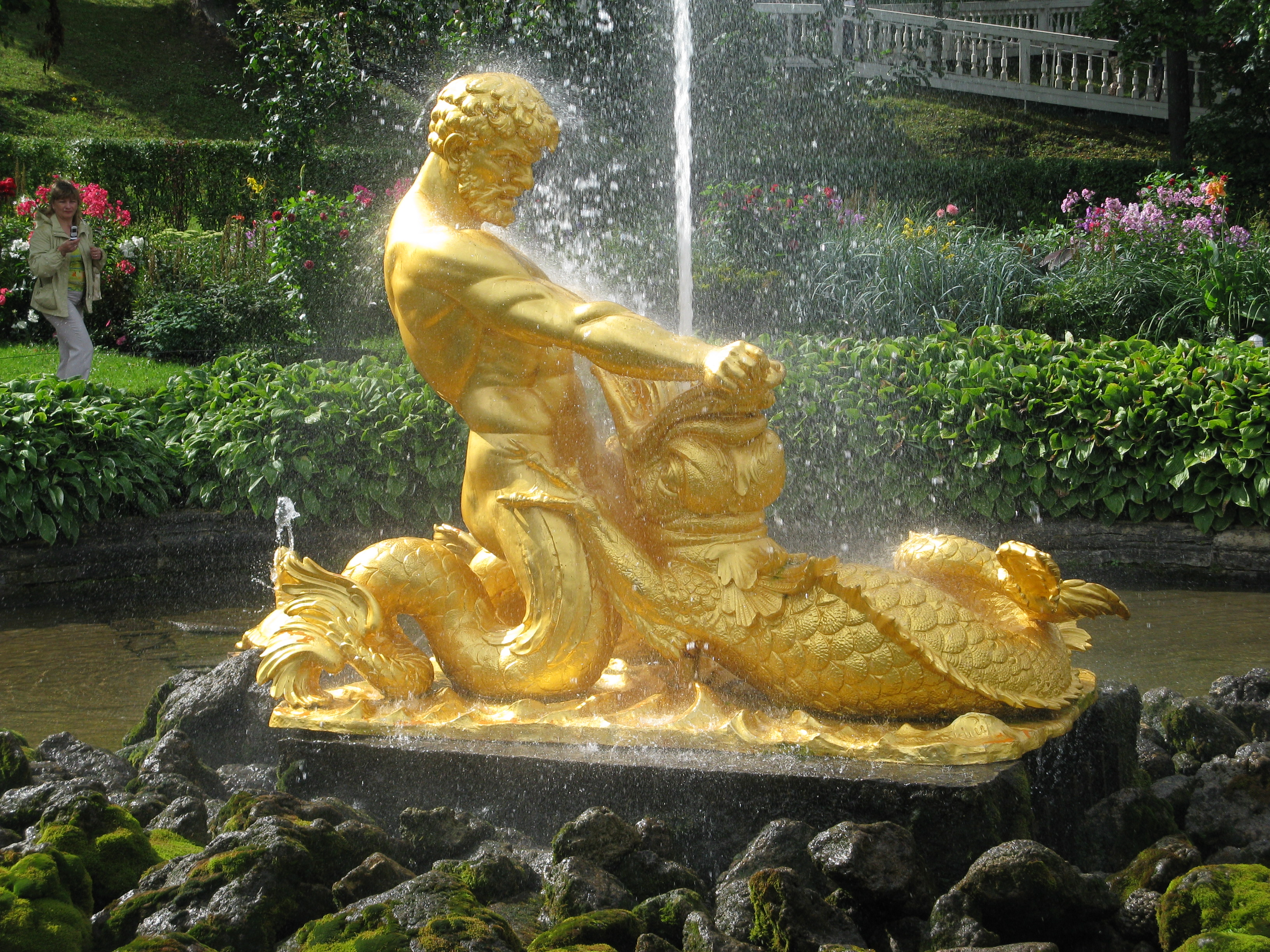
Ск. Карло Бартоломео Растреллі. Фонтанна скульптура «Тритон з морським чудовиськом», відновлена у 1956 за старими малюнками (скульптор А. Гуржий)
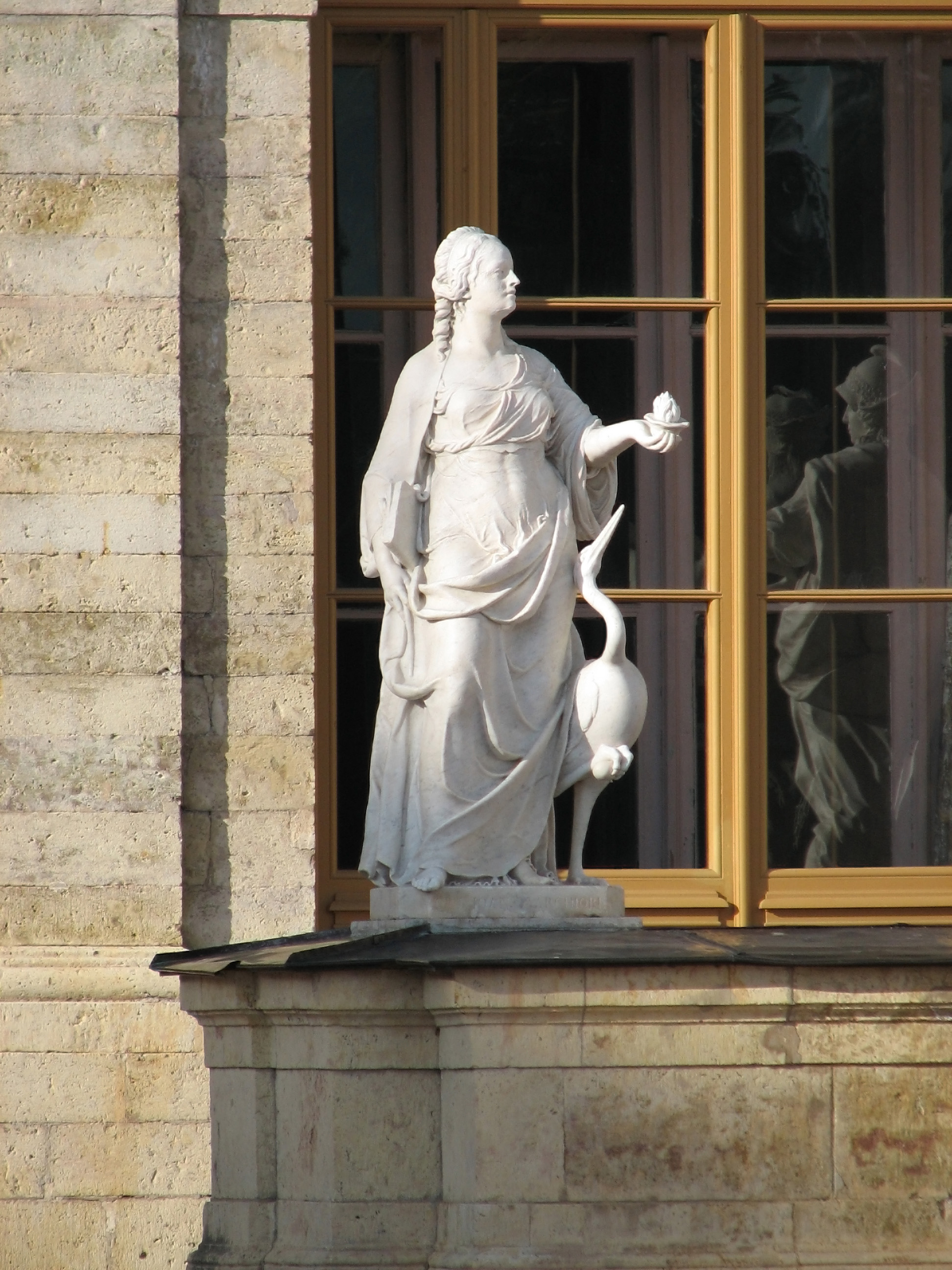
Ск. Морлейтер. Алегорія Запобіжності. Великий Гатчинський палац, Росія.
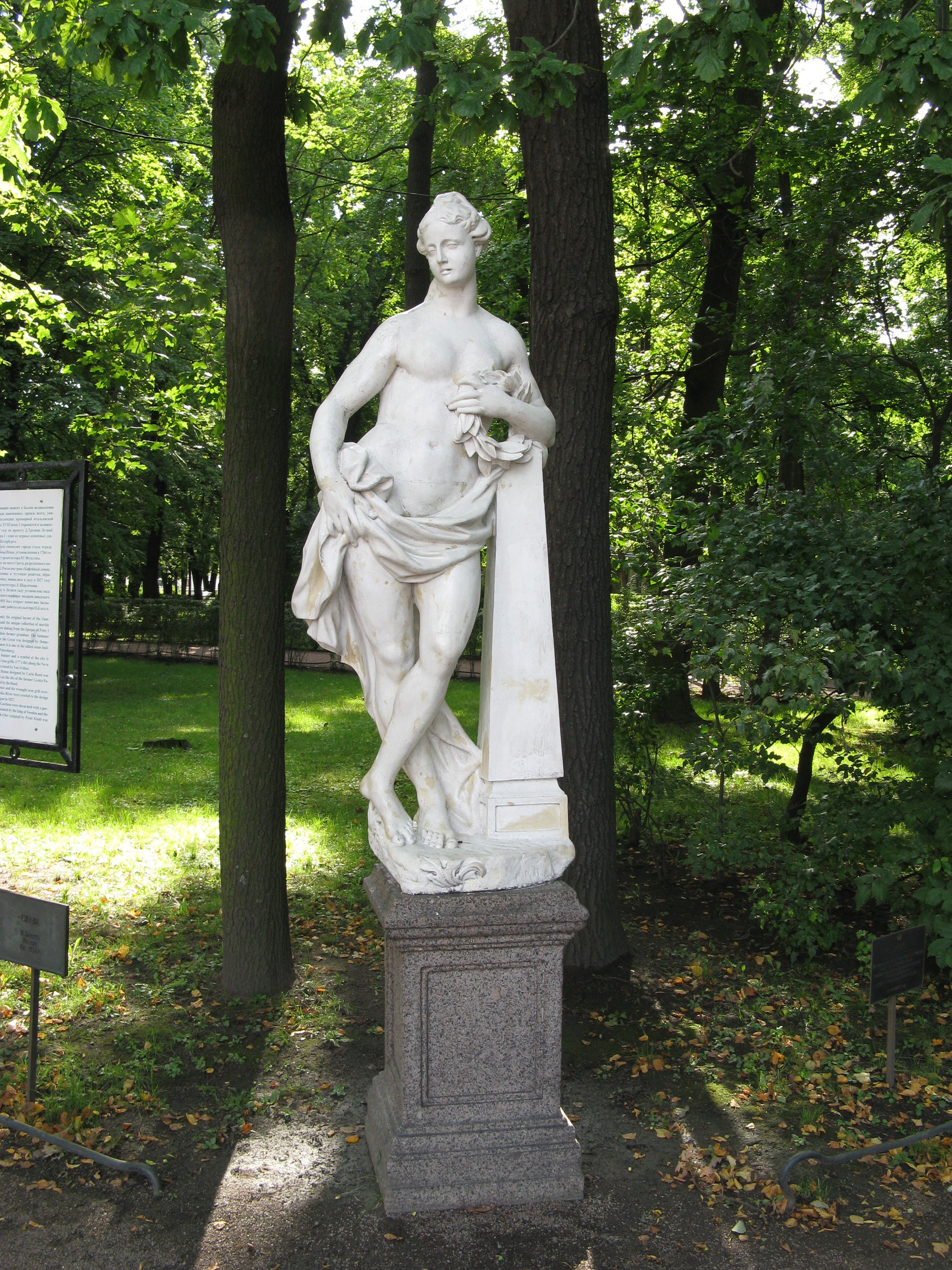
П. Баратта, алегорія «Слава воякам»
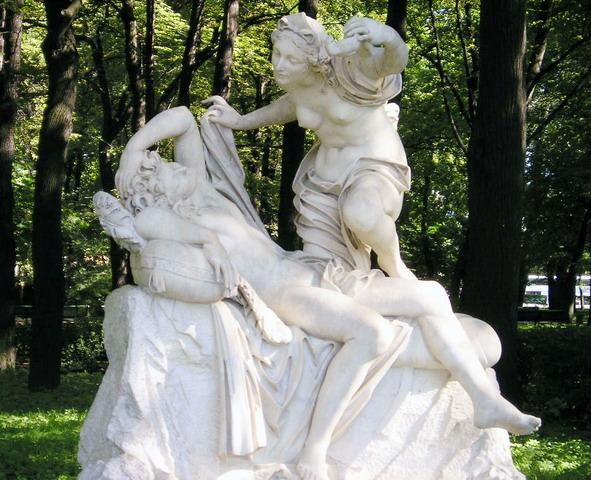
Ск. Д. Картарі. «Амур і Психея», Літній сад (Санкт-Петербург)
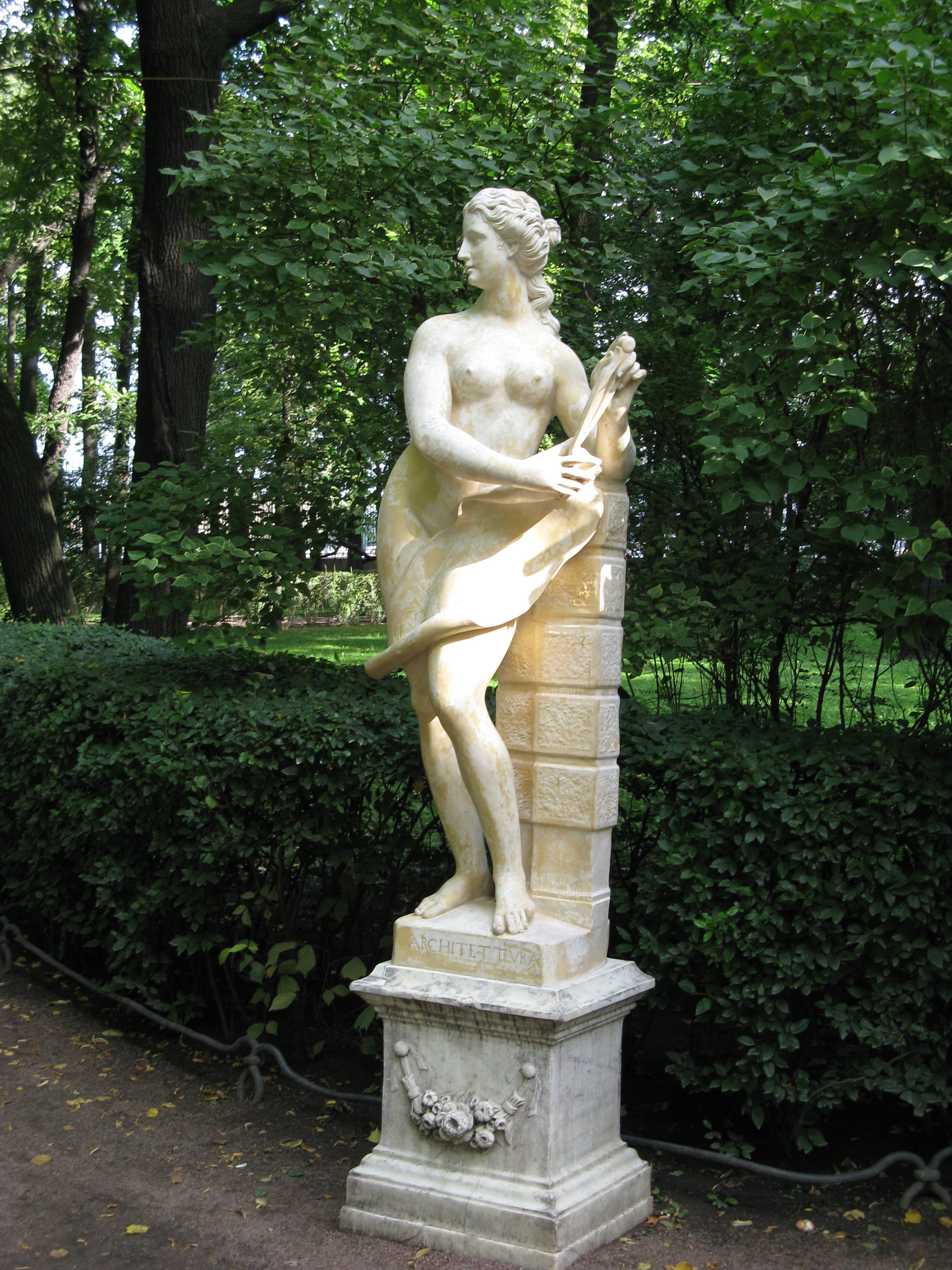
П. Баратта, алегорія Архітектури, 1722.

### Художній надгробок

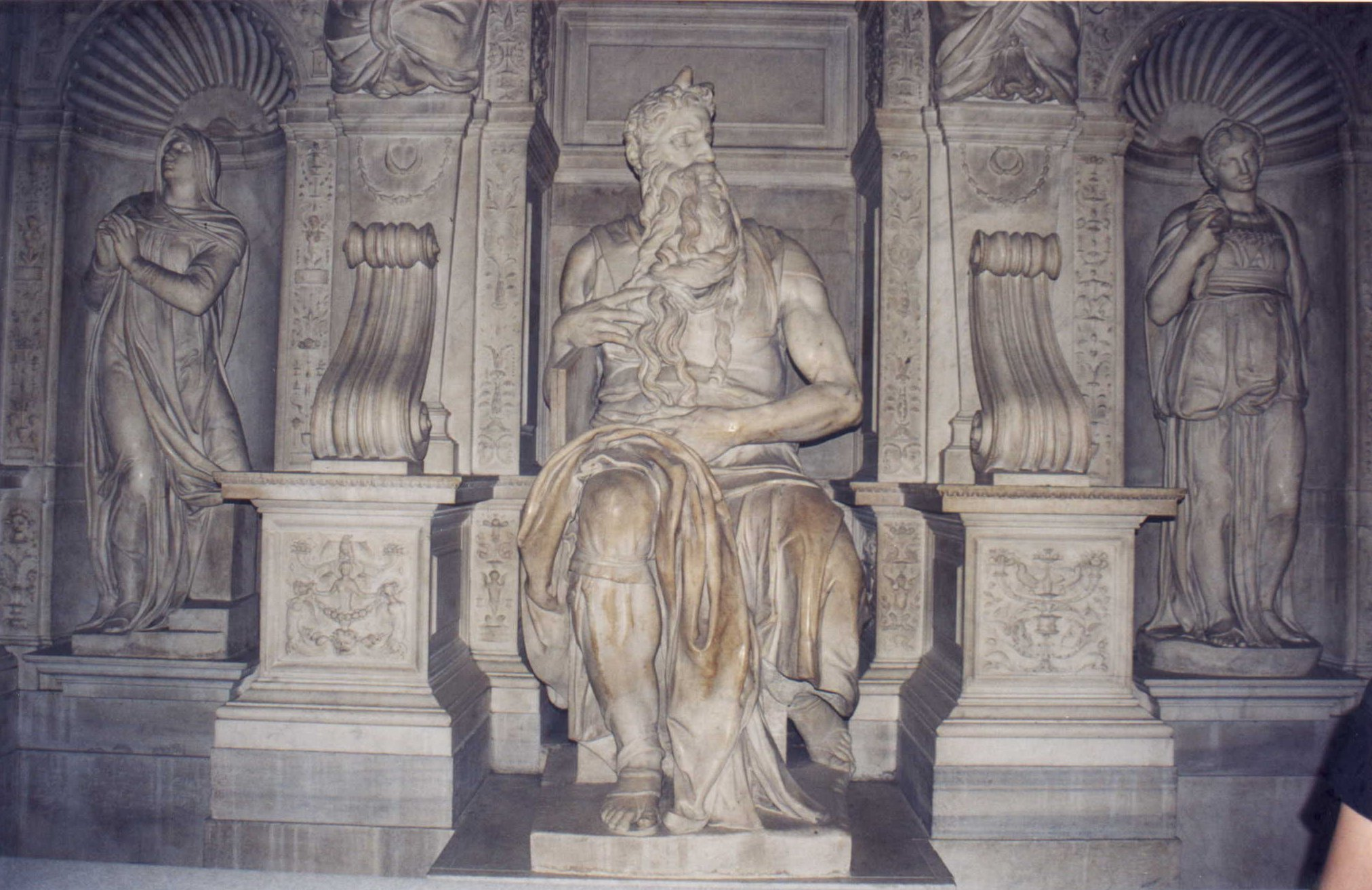
Гробниця папи Юлія II, Сан П'єтро ін Вінколі, Рим
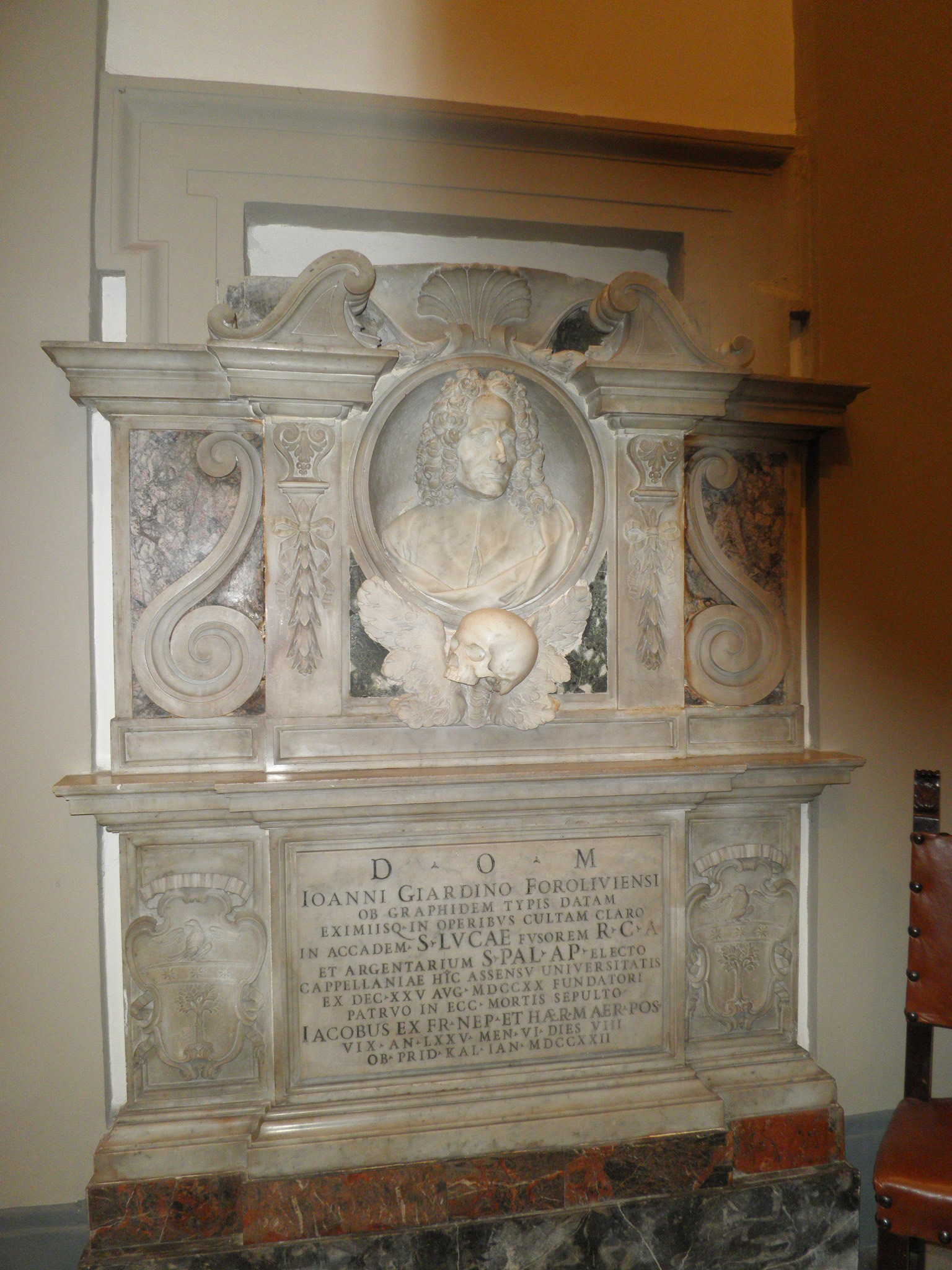
Надгробок Джованні Джардіні, 1722, Рим, Сан Еліджио дельї Орефічі.
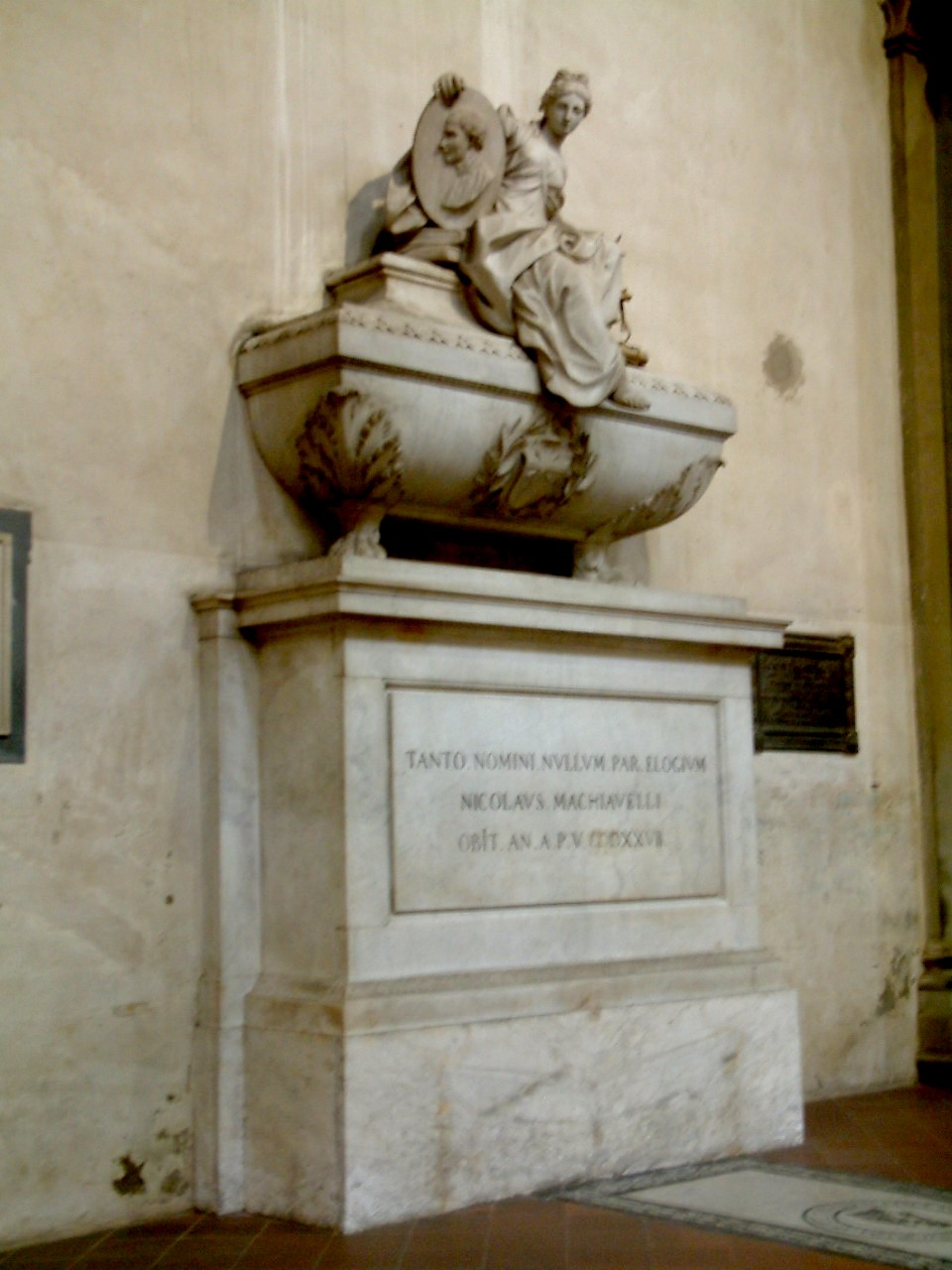
Кенотаф Нікколо Макіавеллі, Санта Кроче (базиліка), Флоренція

### Класицизм
Мистецтво Італії 18 ст. втрачає цікавість до значущих проблем дійсності і надає перевагу декоративності, репрезентативним завданням. Побутовий жанр, такий різноманітний у художників Голландії 17 ст. чи у англійця Вільяма Хогарта (1697—1764), у італійців — конгломерат кумедних сцен, іноді — простих фіксацій неприємної дійсності. Зменшується вартість навіть давньоримської історії, образи якої ще намагаються реабілітувати фрески Джованні Баттіста Тьєполо чи гравюри Піранезі. Античність (така приваблива протягом трьох століть) остаточно стає лише теоретичним ідеалом, а також — науковим об'єктом народженої археології. Цьому сприяють хижацькі розкопки давньоримських Помпей і діяльність Йоганна Вінкельмана. В Італії повсюдно і значно скорочується будівництво, що в свою чергу підсилює еміграцію митців — від Риму до італійської Швейцарії — в різні країни Європи. Архітектура пізнього бароко Італії втрачає пишний декор і наближається до інтернаціональних форм класицизму (його нової хвилі в мистецтві 18 ст. у вигляді неокласицизму). Риси класицизму притаманні вже спорудам недавніх прихильників бароко (палац Реале в Каподімонте, арх. Луїджі Ванвітеллі, базиліка Суперга, Турин, арх. Філіппо Ювара). Спрощені форми класицизму притаманні і небагатьом віллам країни (Вілла Манін). Дивним чином, найкращих зразків класицизму в Італії менше, ніж за кордоном — вони в Британії, у Франції, в Російській імперії, в останній працює ціла армія обдарованих італійських архітекторів (Алессандро Галілеї, Антоніо Рінальді, Джакомо Кваренгі, Франческо Кампорезі, Фердинандо Фуга, Луїджі Руска, Домінік Мерліні, Джакомо Тромбаро), не рахуючи другорядних.
Серед найкращих італійських художників перехідної доби від рококо до класицизму — Помпео Батоні. Найкращі риси італійського класицизму в театрально-декораційному мистецтві притаманні і італійцю-емігранту в Російську імперію — П'єтро Гонзага.
Але італійське мистецтво цього періоду (скульптура Антоніо Канови, живопис Вінченцо Камуччіні і Андреа Аппіані) втрачає оригінальність і зв'язок з реальністю, скуте неокласичними ідеями Вінкельмана і відсутністю патріотичних чи суспільно значущих ідеалів, таких притаманних мистецтву революційного класицизму Франції.

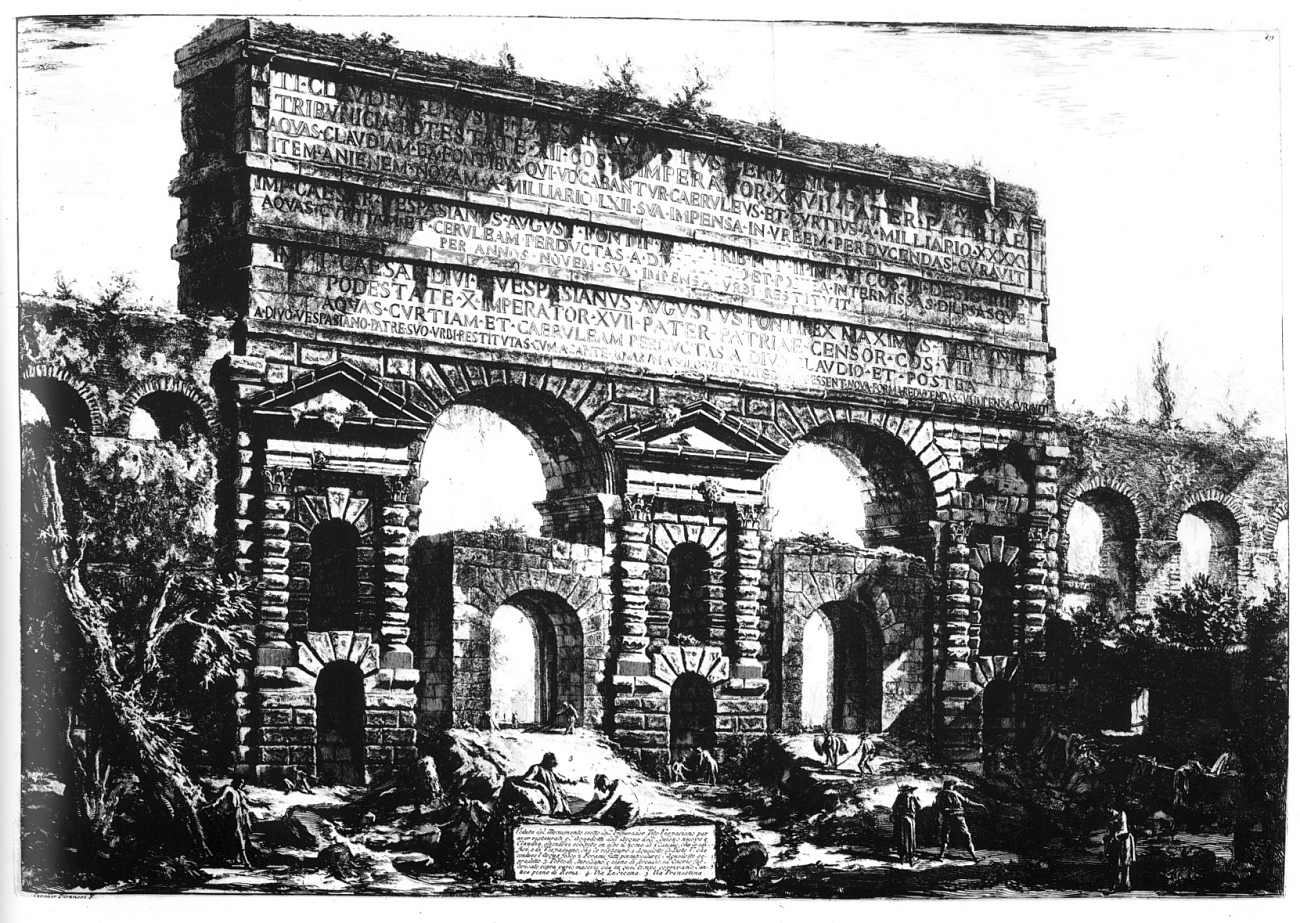
Піранезі. «Порта Маджоре, Рим»
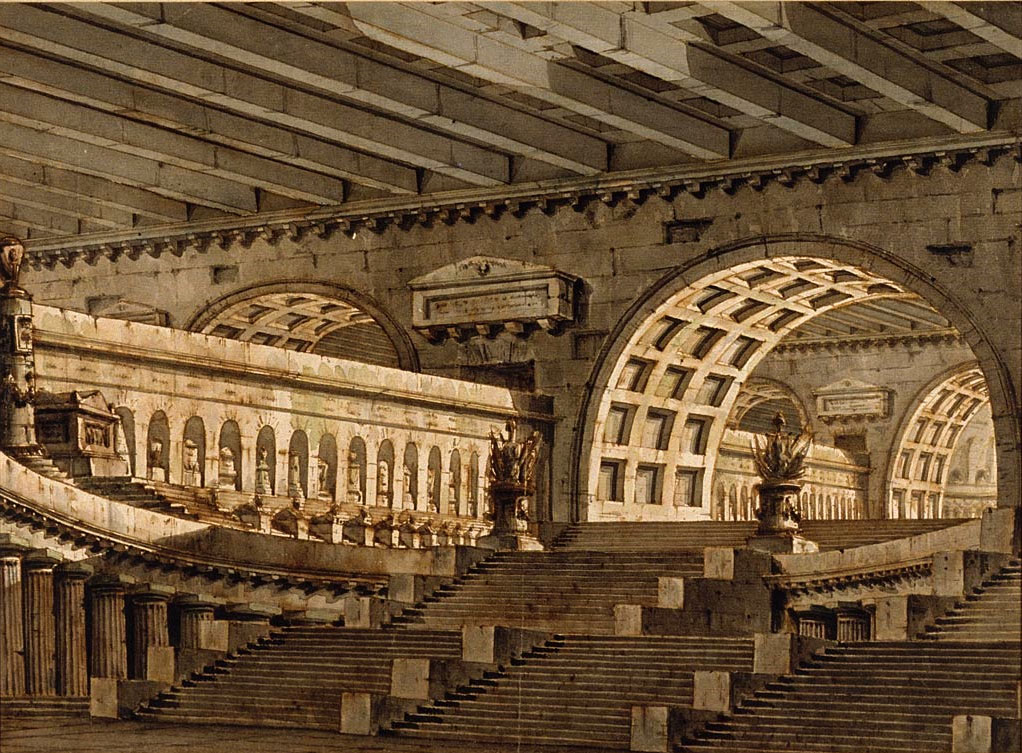
П'єтро Гонзага. Театральна декорація «Мавзолей». Художній інститут Чикаго

### Ампір в Північній Італії
Північну Італію і Ломбардію важко здивувати загарбниками-іноземцями ще з доби середньовіччя та італійських воєн 16 століття. В 18 столітті тут хазяйнують загарбники-австрійці, а потім — військова еліта Наполеона Бонапарта. Скорочення будівництва в Італії протягом 18 ст. найменше позначилось на Ломбардії. Так, на період правління австрійської імператриці Марії Терезії прийшлася архітектурна діяльність Джузеппе П'єрмаріні (1734—1808). Він був учнем самого Луїджі Ванвітеллі. Будував як і інші — мало, але мав пристрасть до технічних і практичних проблем, а головне, цікавився містобудівними проблемами в краї, де в контраст з його працею не планували нових міст і було мало замов на нові архітектурні споруди. Тим не менше в Мілані Джузеппе П'єрмаріні вибудував палаццо Бельджойозо, палаццо Реале, уславлений театр Ла Скала спрощеним, сухим фасадом, упорядкував вулиці і навіть декілька приватних садів міста. В маленькому Лоді від вибудував лікарню, а в містечку Монц — віллу Реале.
Містобудівними проблемами опікувався і архітектор Джованні Антоліні (1754—1844). Саме Антоліні запропонував перенесення центру Мілана з площі Дуомо, щільно облямованої старими кварталами з вузькими вулицями, на відкритий простір перед Кастелло Сфорцеско. Вимушено рахуючись цього разу із французькими загарбниками, цей простір оголосили Форумом Бонапарта (Форо Бонапарте), а Джованні Антоліні створив проєкт його парадної забудови (1800 рік). Архітектура часів господарювання французів надала Мілану вигляду столиці Ломбардсько-Венеційського королівства. Пізніше Дж. К. Арган зауважить, що Джованні Антоліні намагався осучаснити Мілан і зробити його містом з модною архітектурою, тоді як його спадкоємець на посаді Луїджі Каньйола (1762—1833) одягне на місто військовий мундир.
Мілан стає центром, де навчаються молоді архітектори-іноземці. Саме в Мілані стажувались В. П. Стасов, Д. Висконти, Доменико Жилярді (1788 −1845), останній — син працювавшого в Москві Івана Жилярді (1757—1819, родина Жилярді перебрався в Росію з Лугано ще в середині 18 ст.) За шість років перебування в Італії Доменико Жилярді засвоїв ампір, ідейно пов'язаний з добою Наполеона, але коріння і репертуар архітектурних форм якого досить самостійні і не мали спільного з французьким зразком ампіру, нав'язаного мистецтву Франції Бонапартом. Ця архітектура надто мало пов'язана із формами споруд Персьє, Шальгрена чи Фонтена, головних французьких архітекторів, що обслуговували двір Наполеона в Парижі.
В стилі італійського ампіру працювали Джузеппе Валадьє, Луїджі Каньйола, Карло Аматі, Джокондо Альбертоллі та ін.

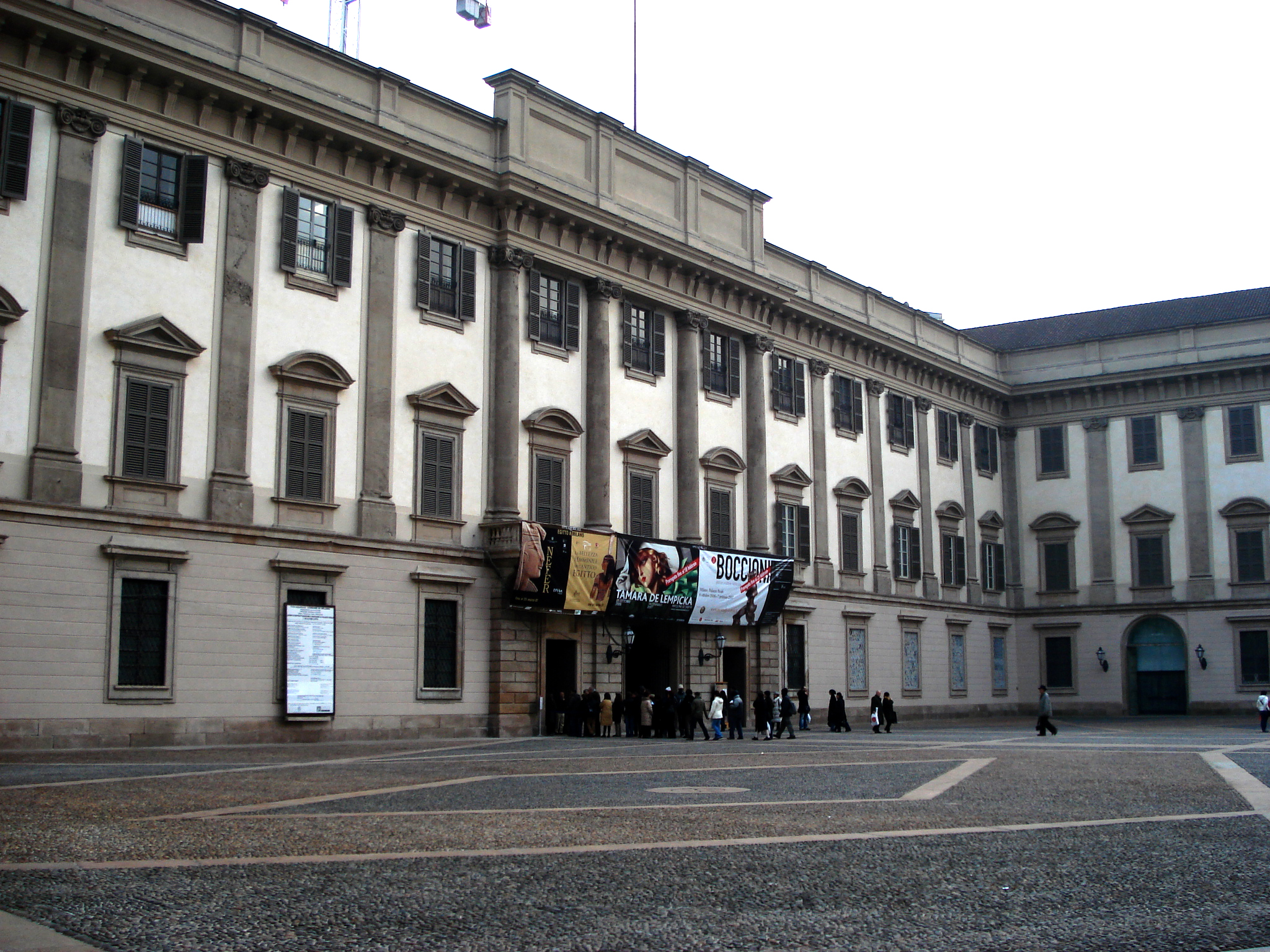
Мілан, палаццо Реале.
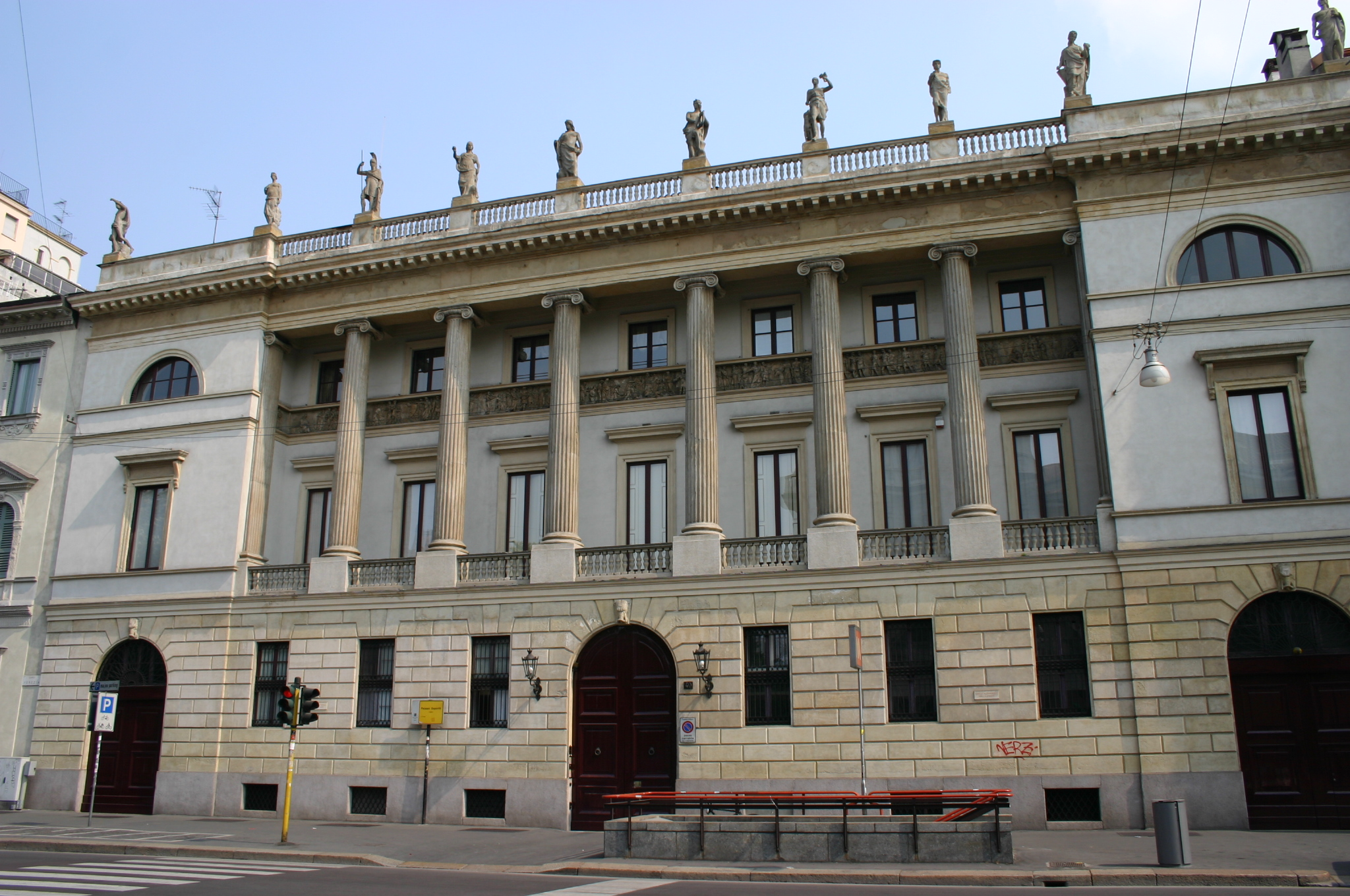
Мілан, палаццо Сапоріті.
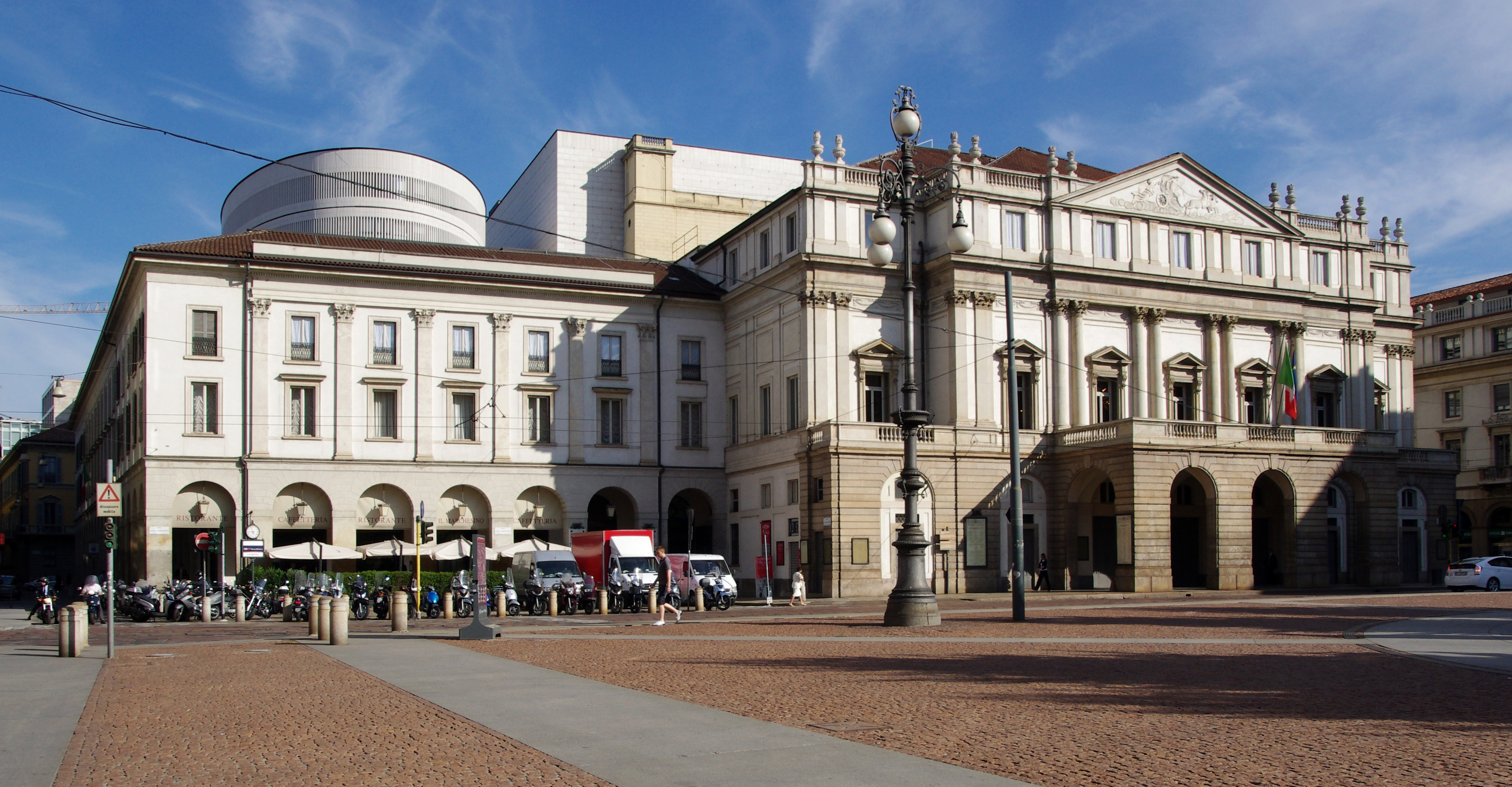
Театр Ла Скала, головний фасад, 2011
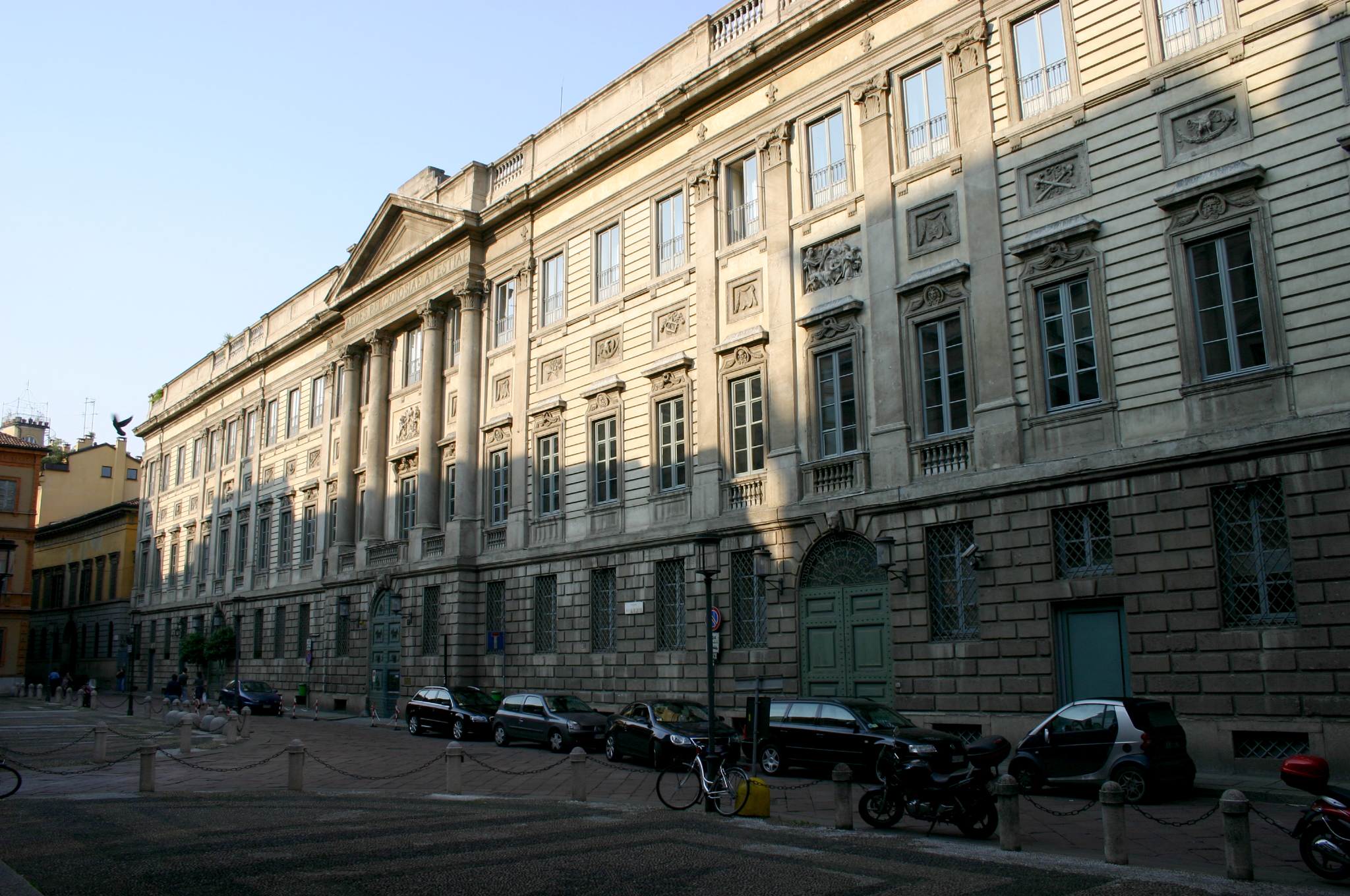
Джузеппе П'єрмаріні, палаццо Бельджойозо
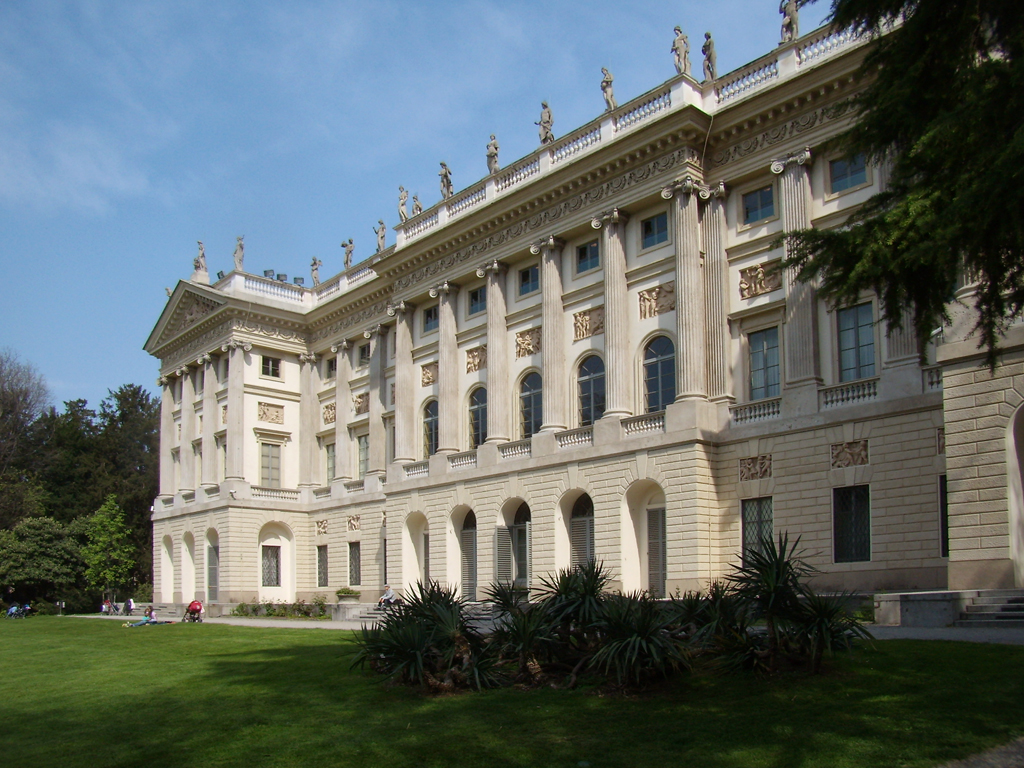
Вілла Реале, парковий фасад
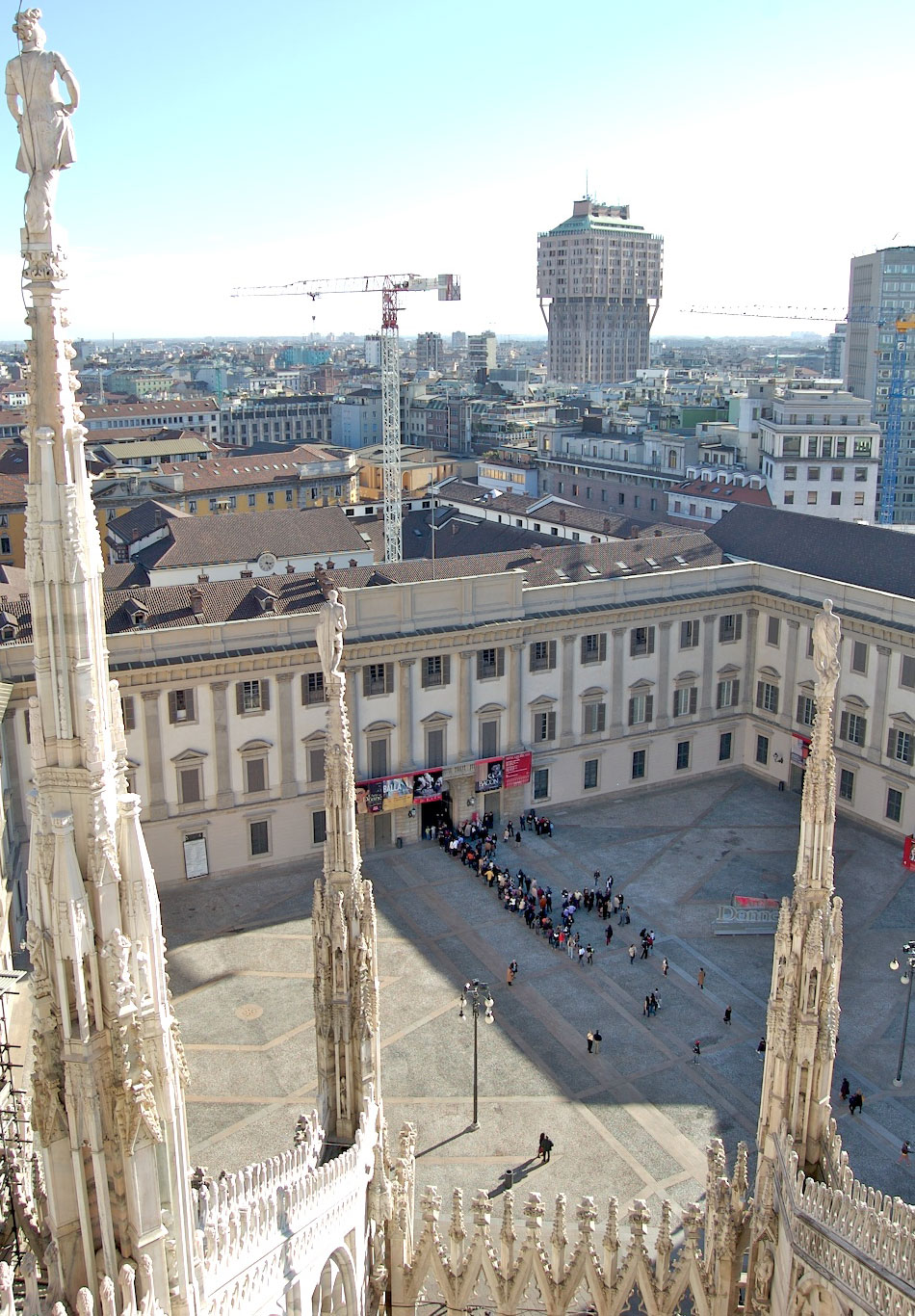
Палаццо Реале в сучасному оточенні Мілана, 2008

## Мистецтво 19 ст
На перші місця в суспільному житті Італії середини 19 ст. вийшли не проблеми мистецтва, а проблеми національно-визвольної боротьби проти Австрійської імперії, проблема об'єднання розрізнених земель (дрібних державних утворень) в єдину державу, як то давно відбулося в інших країнах Європи.

### Музика
- Нікколо Паганіні
- Гаетано Доніцетті
- Джузеппе Верді

### Живопис другої половини 19 ст.

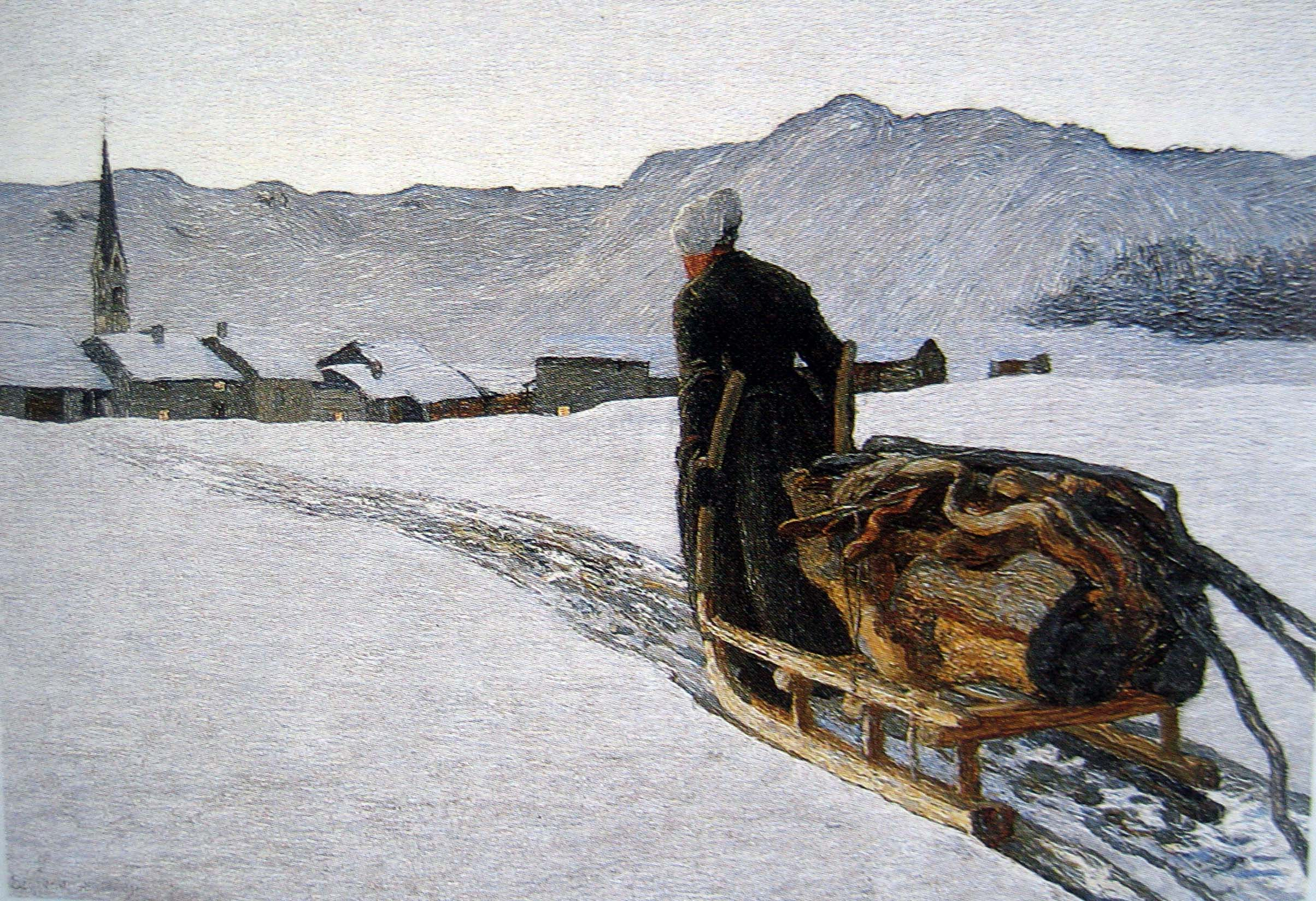
Сегантіні. Селянка тягне дрова взимку, 1890 р.

По завершенні процесу з'єднання країни в єдине королівство у художників з міста Флоренція визріло прагнення створити нове творче товариство. Ідейна платформа товариства протистояла і пізньому класицизму, і відірваній від реалій літературності романтизму, і академізму 19 ст., що переживав кризу. Дослідники Італії відносять напрямок до реалізму і попередників імпресіонізму в національному мистецтві. Риси національного реалізму вже мали місце в мистецтві П'ємонту і у неаполітанських художників, найбільш відкритих до новітніх тенденцій західноєвропейського мистецтва. Художник з П'ємонту Антоніо Фонтанезі (1818—1882) був справжнім послідовником нуднуватої манери Каміля Коро, що відвідав Італію. Різноманітнішими були сюжети і твори Джачінто Джиганте (1806—1876) та Філіппо Паліцци (1818—1899). Художники товариства багато зробили для відродження колишньої слави митців Італії і вважаються засновниками сучасного живопису країни. Адже вони намагалися зробити сучаснішою художню мову італійського живопису і підкреслити вартість реальності на відміну від міфологічних чи літературних сюжетів. Наприкінці 19 століття уособленням віртуозного живопису стануть твори італійця Джованні Болдіні, що працюватиме в Парижі. Традиції національного демократичного живопису знайдуть найкраще втілення в творах Джованні Сегантіні (1858—1899), відкритого як до реалістичних традицій, так і впливів символізму.

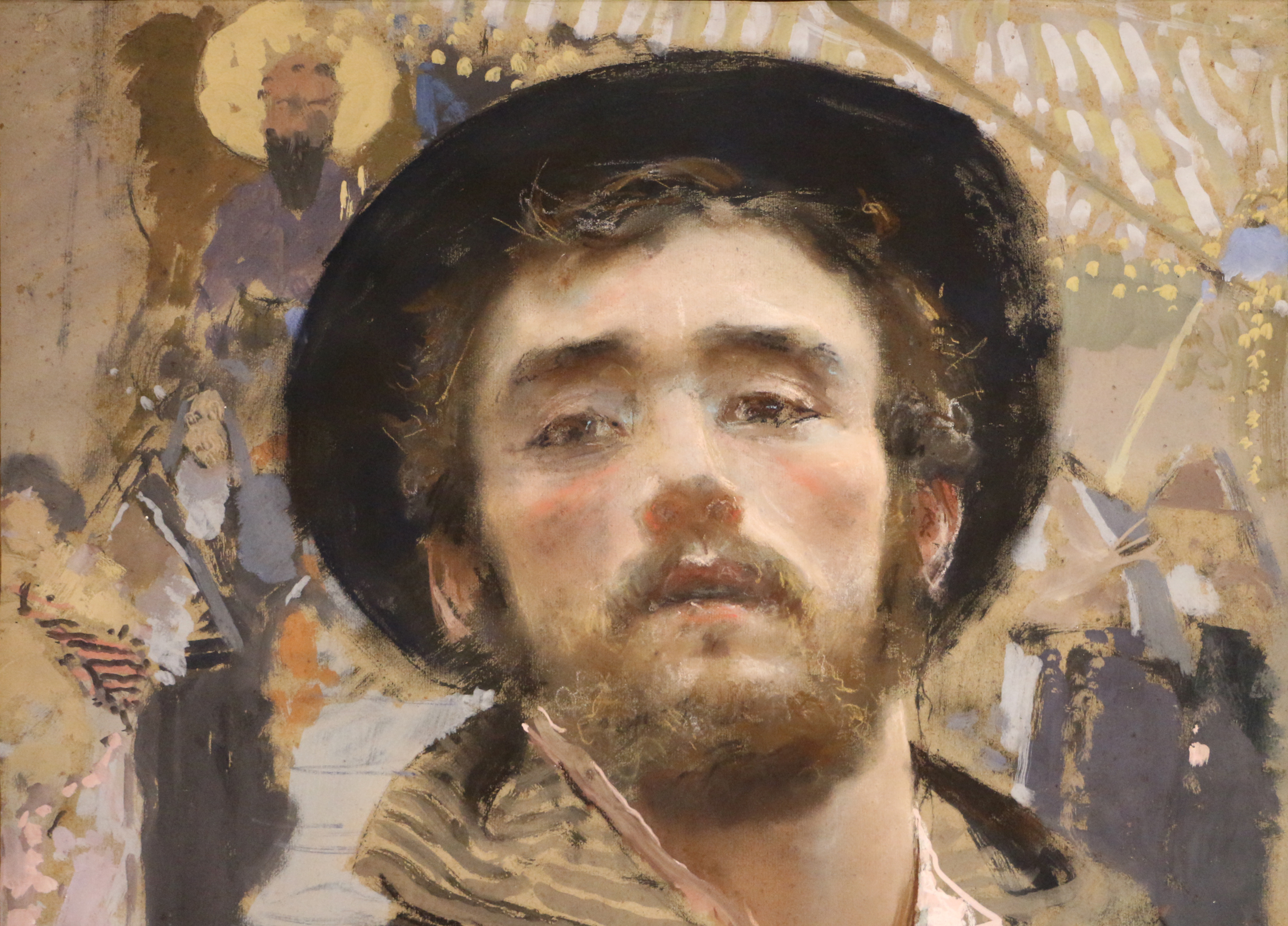
Худ Франческо Паоло Мікетті. Автопортрет, 1877 р. Музей Піньятеллі, Неаполь.
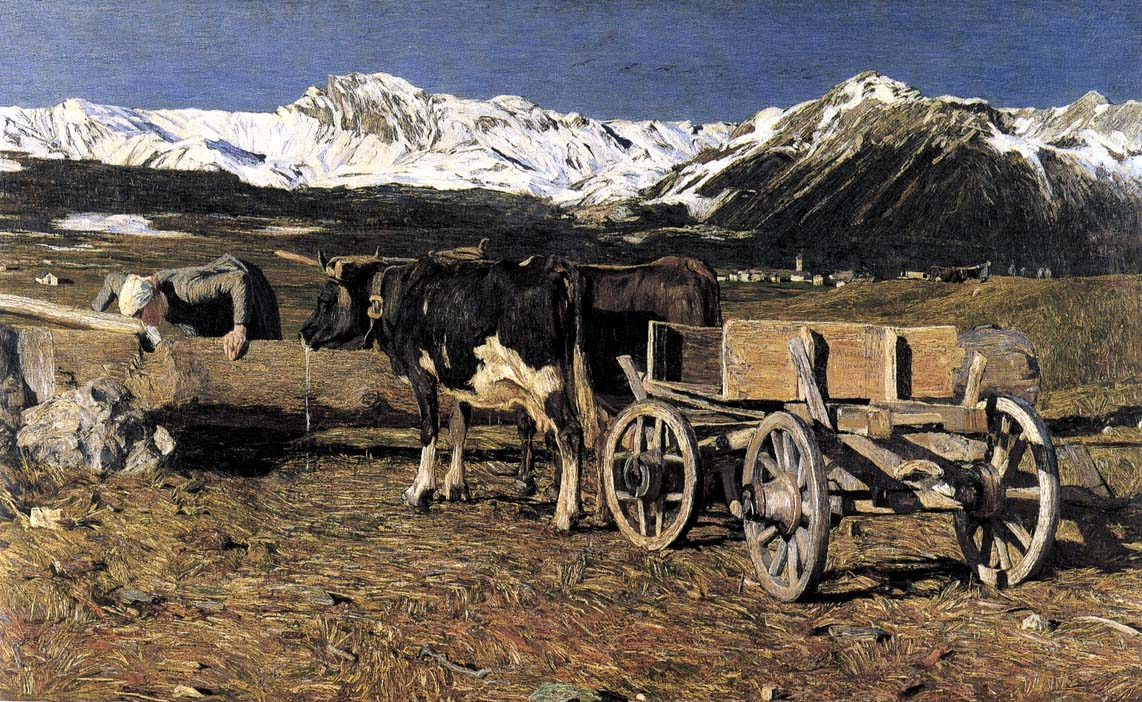
Сегантіні. «На водопої»
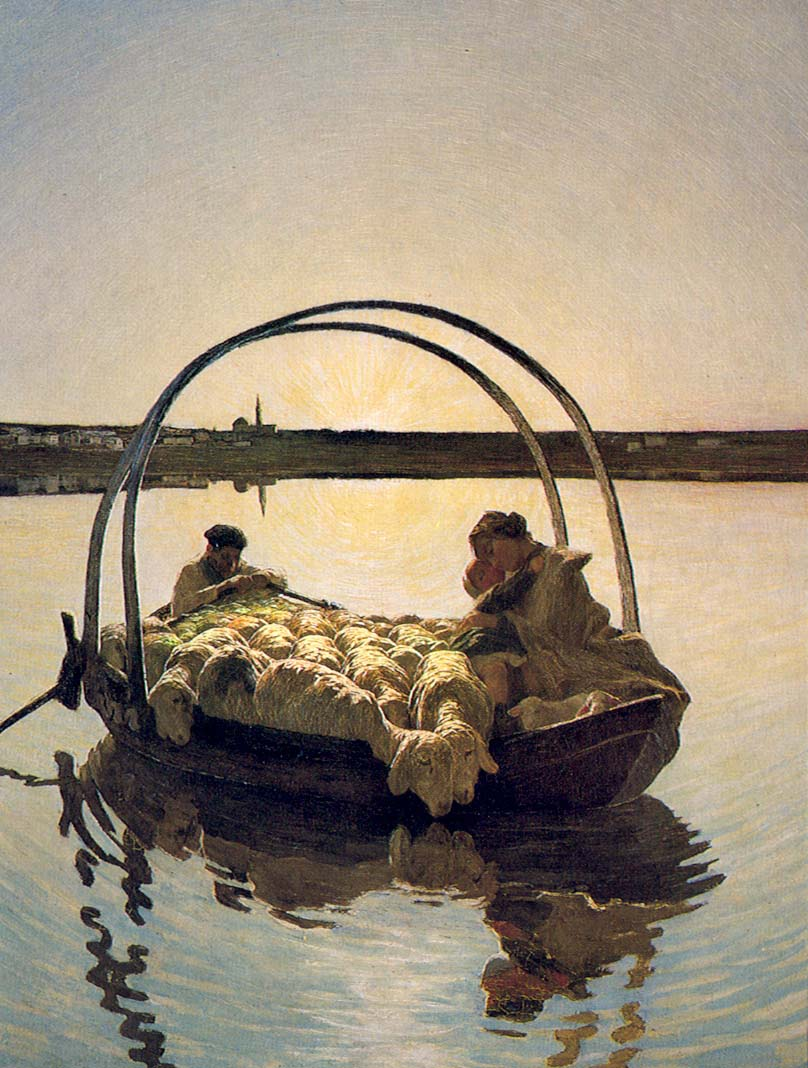
Сегантіні. «Аве Марія»
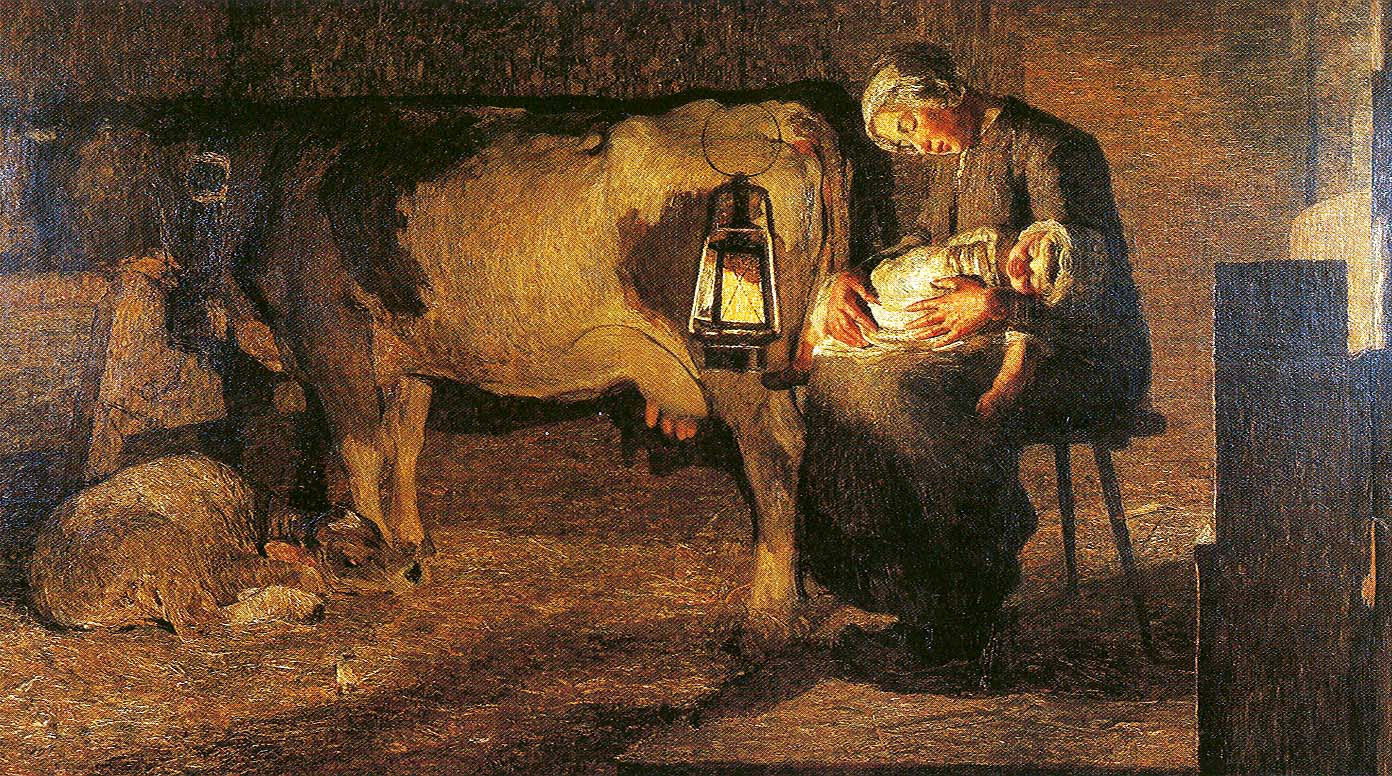
Сегантіні. «Дві матері»

### Скульптура 1-ї і 2-ї половини 19 ст.

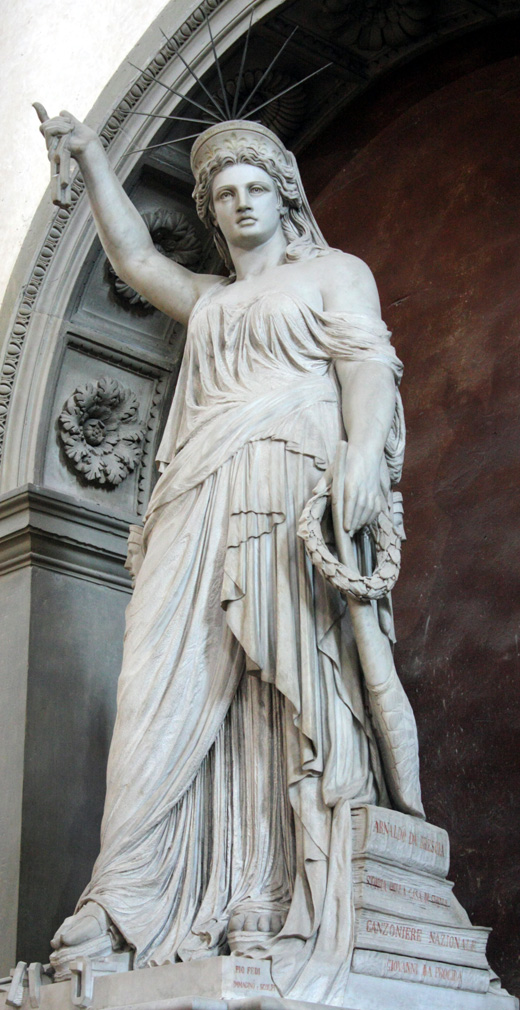
ск. Піо Феді, монумент поету Дж. Ніколліні, алегорична скульптура «Вільна Поезія», церква Санта Кроче, Флоренція 1877 р.

Незважаючи на бум зі створення монументів королю Віктору Еммануїлу, Джузеппе Гарібальді та відомим діячам культури Італії, монументальна скульптура переживала ненайкращі часи. Міста Італії вкрила низка помпезних монументів королю, маловиразних — Гарібальді, суто ілюстративних, вульгарно натуралістичних архітекторам, скульпторам, художникам, композиторам, літераторам — Данте, Леонардо да Вінчі, Арнольфо ді Камбіо, Джотто тощо. Аби урізноманітнити монументи, деякі з них поєднують з фонтанами (Фонтан Гаетано Доніцетті, м. Бергамо), ставлять в ніші палацових мурів. Реалістично створені рельєфи вояків поєднують з алегоричними скульптурами Італії (монумент 150 партизанам, загиблим під Ментоною, Мілан) в стилістиці академізму чи ампіру.

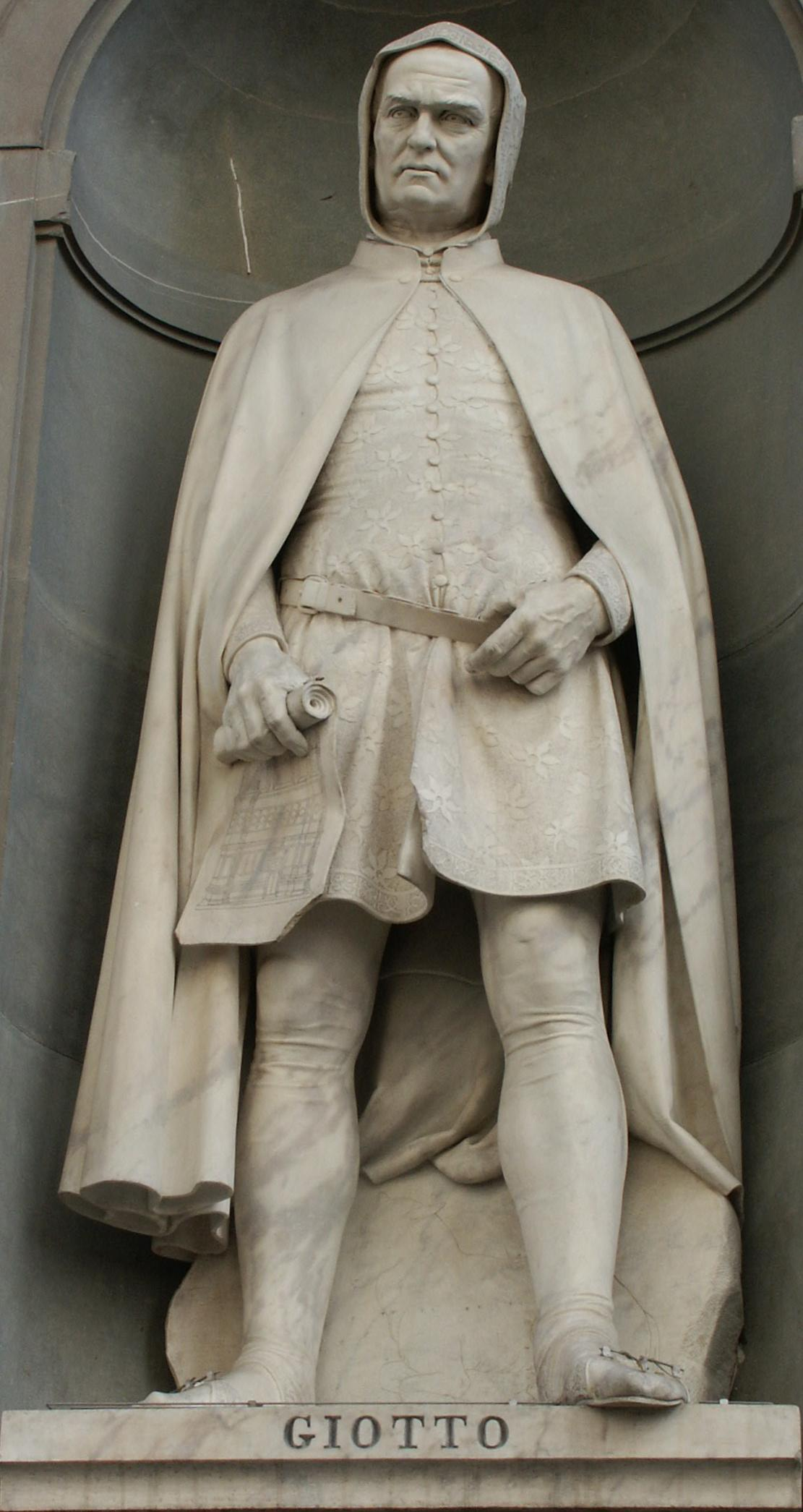
«Джотто», Уффіці, ск. Джованні Дюпре, 1845 р.
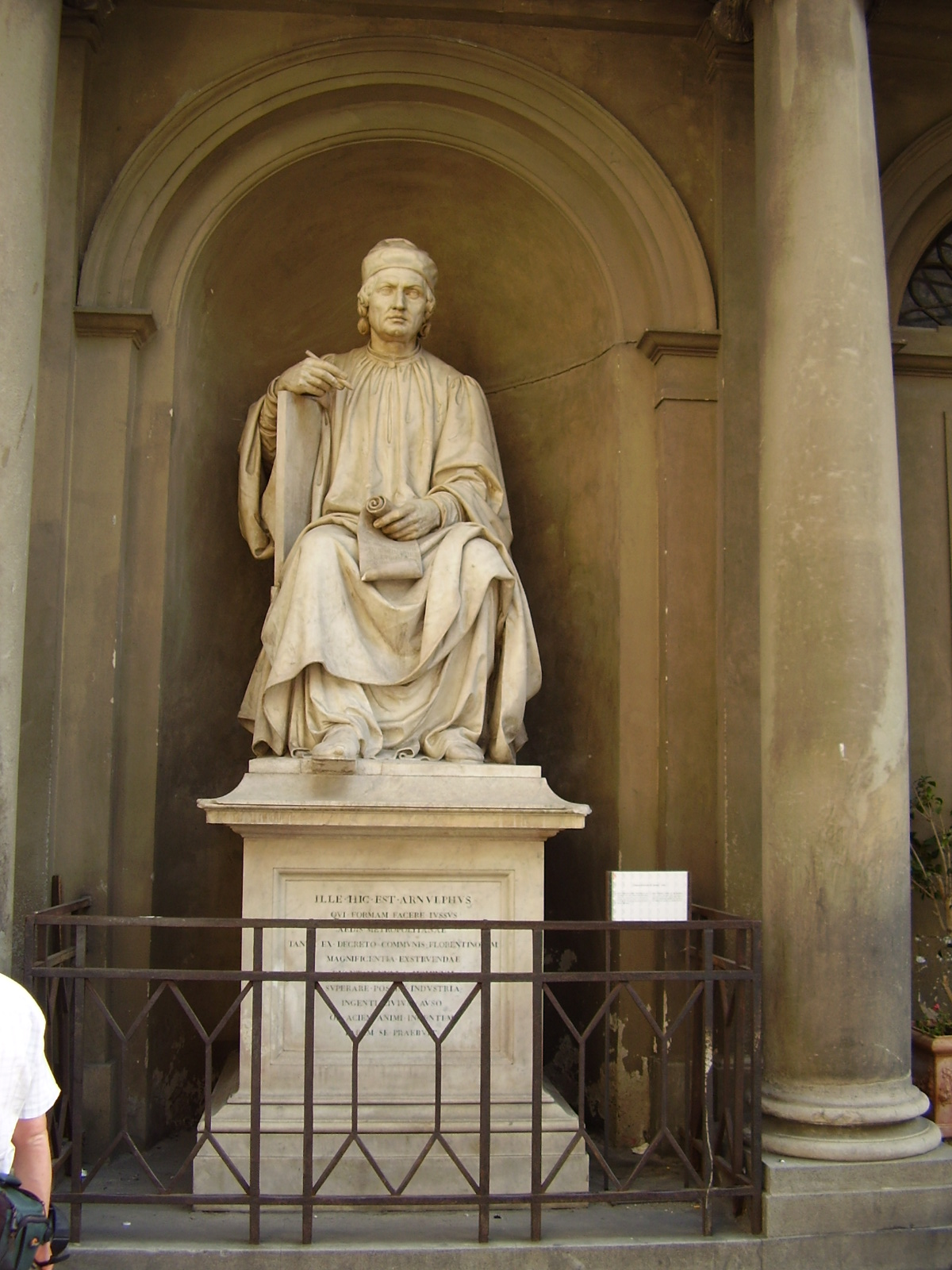
«Арнольфо ді Камбіо», Соборна площа, ск. Луїджі Памплоні, 1830
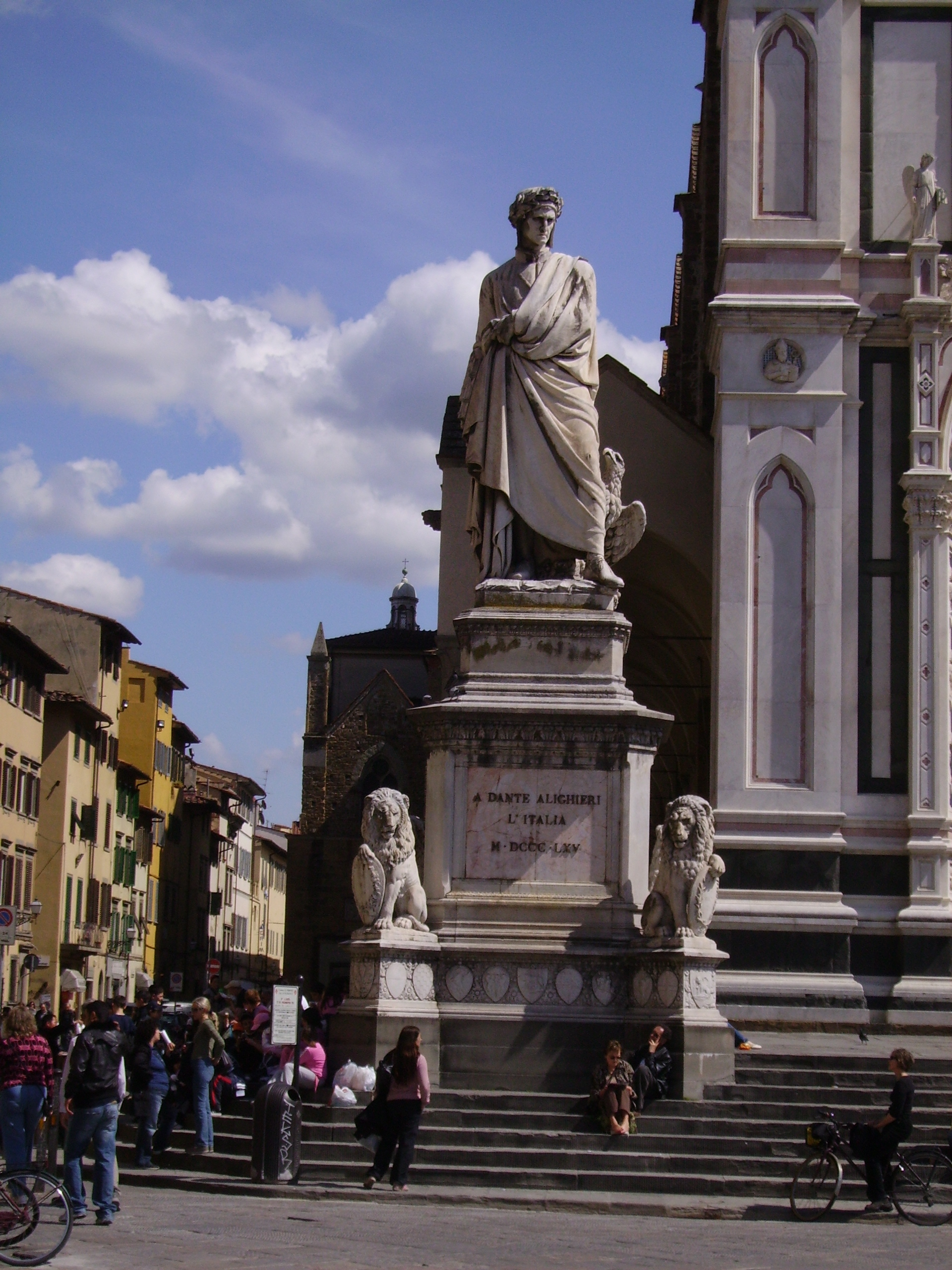
Ск. Енріко Пацці (1819–1899). Монумент Данте, Флоренція
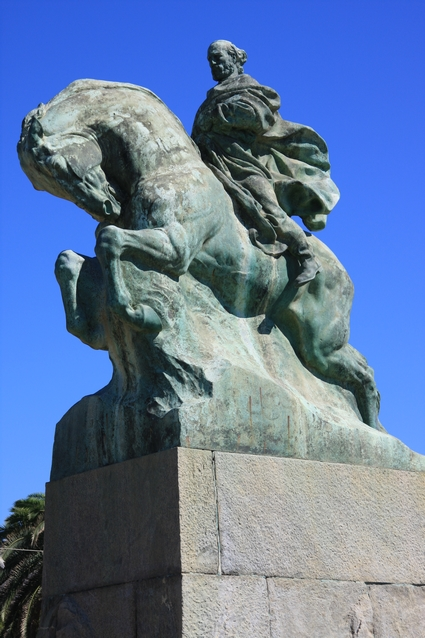
Монумент Дж. Гарібальді, Савона.
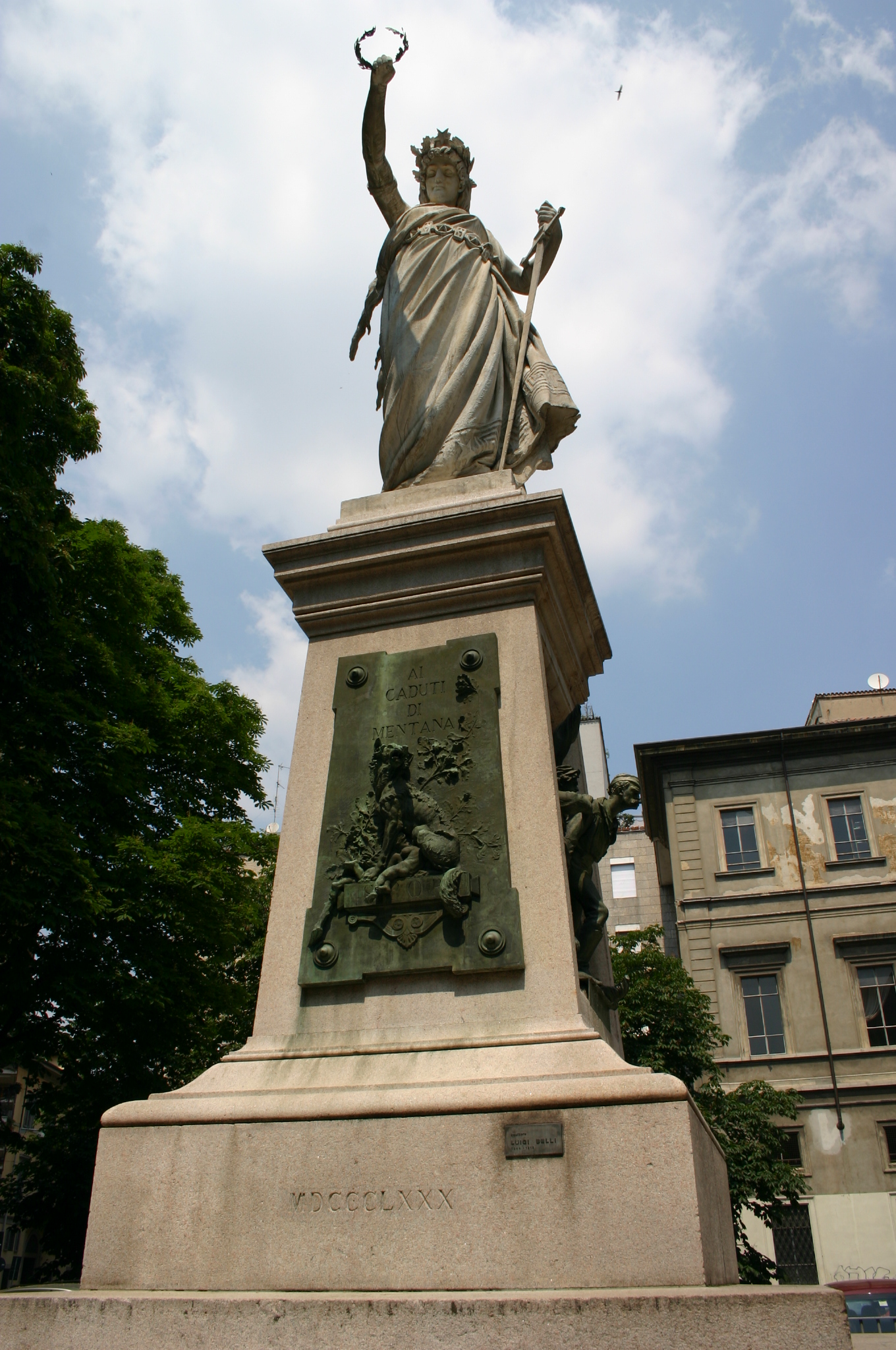
монумент 150 партизанам, загиблим під Ментоною з алегорією Італії, Мілан
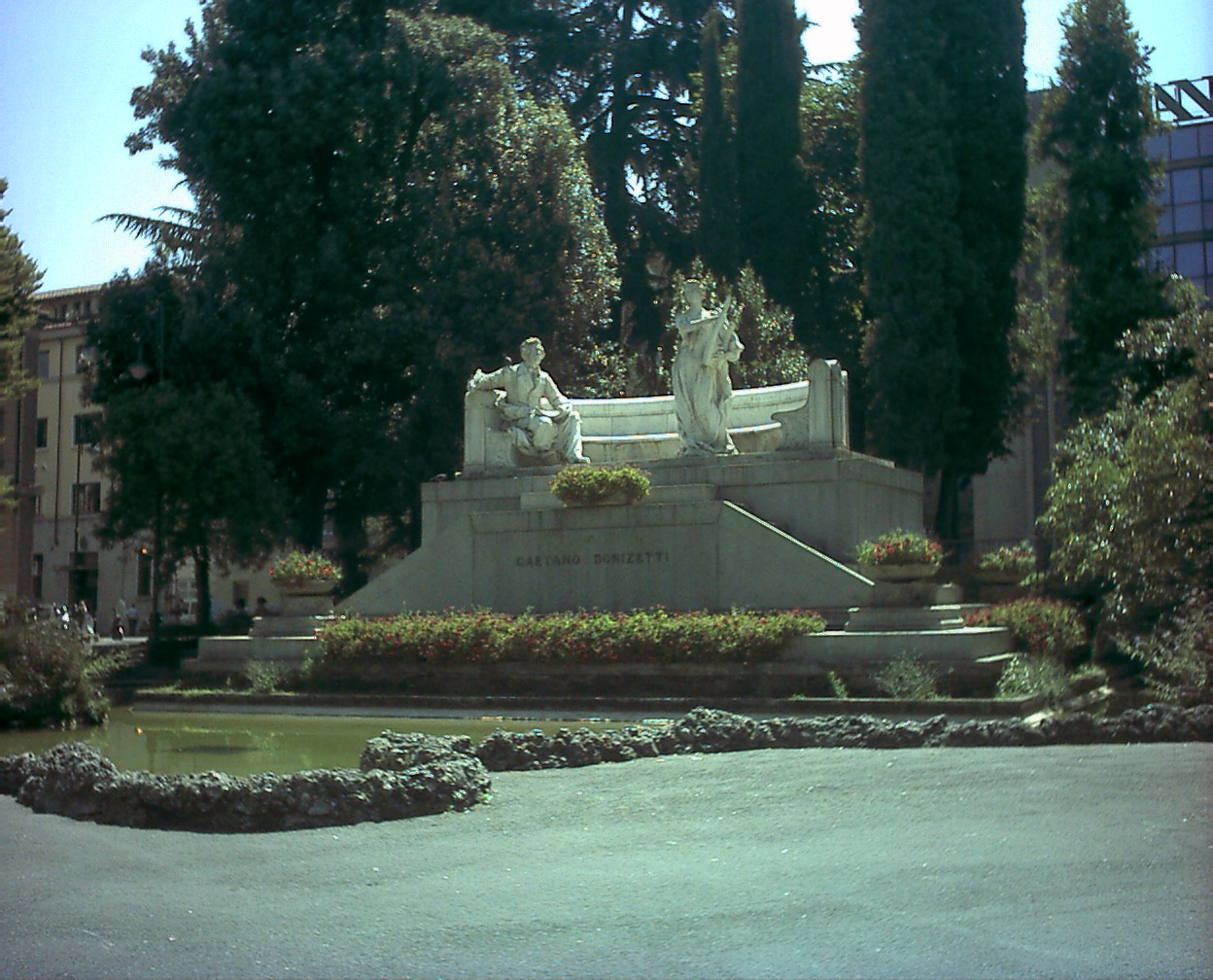
Фонтан Гаетано Доніцетті, Бергамо.
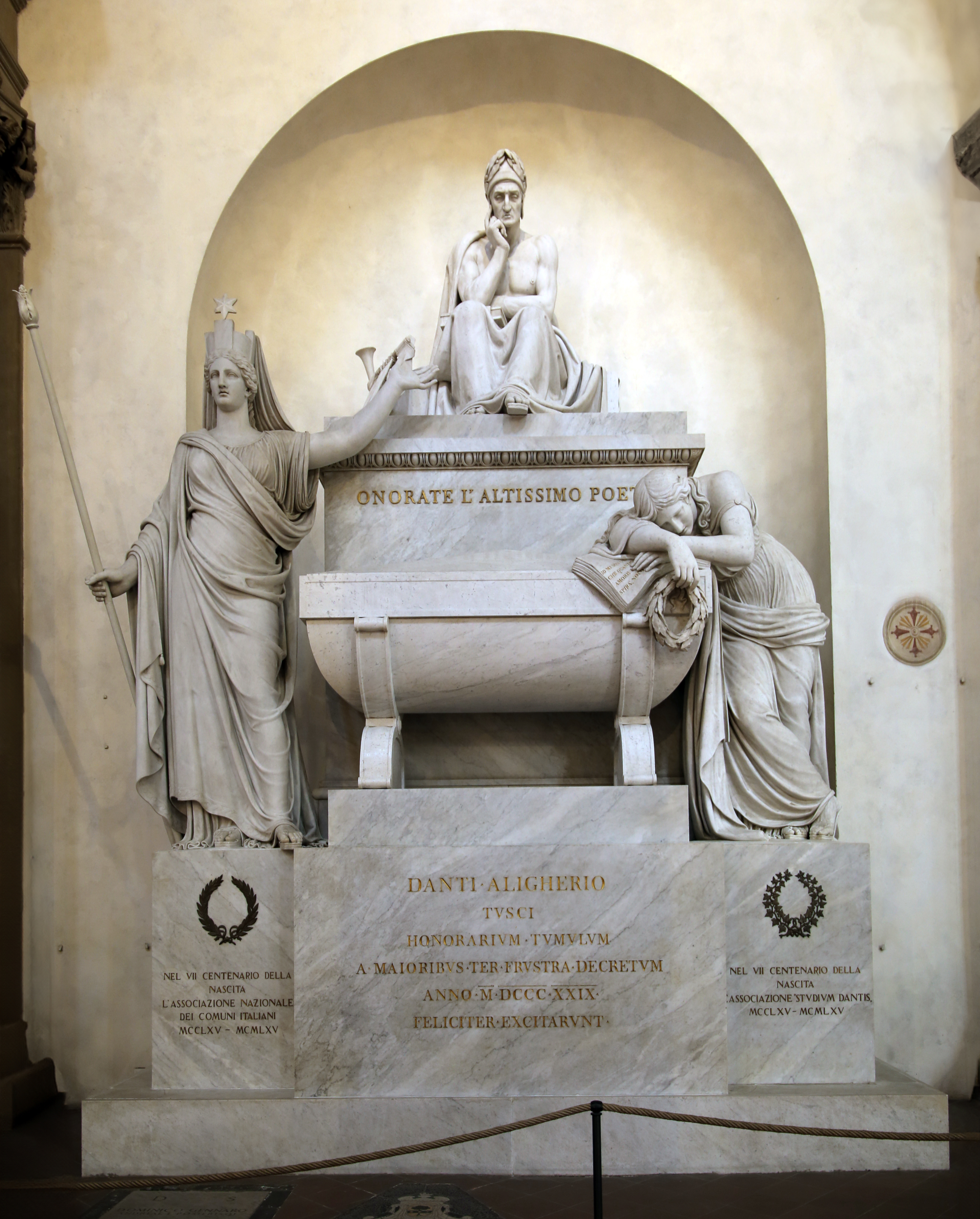
Почесне поховання Данте (кенотаф), ск. Стефано Річчі
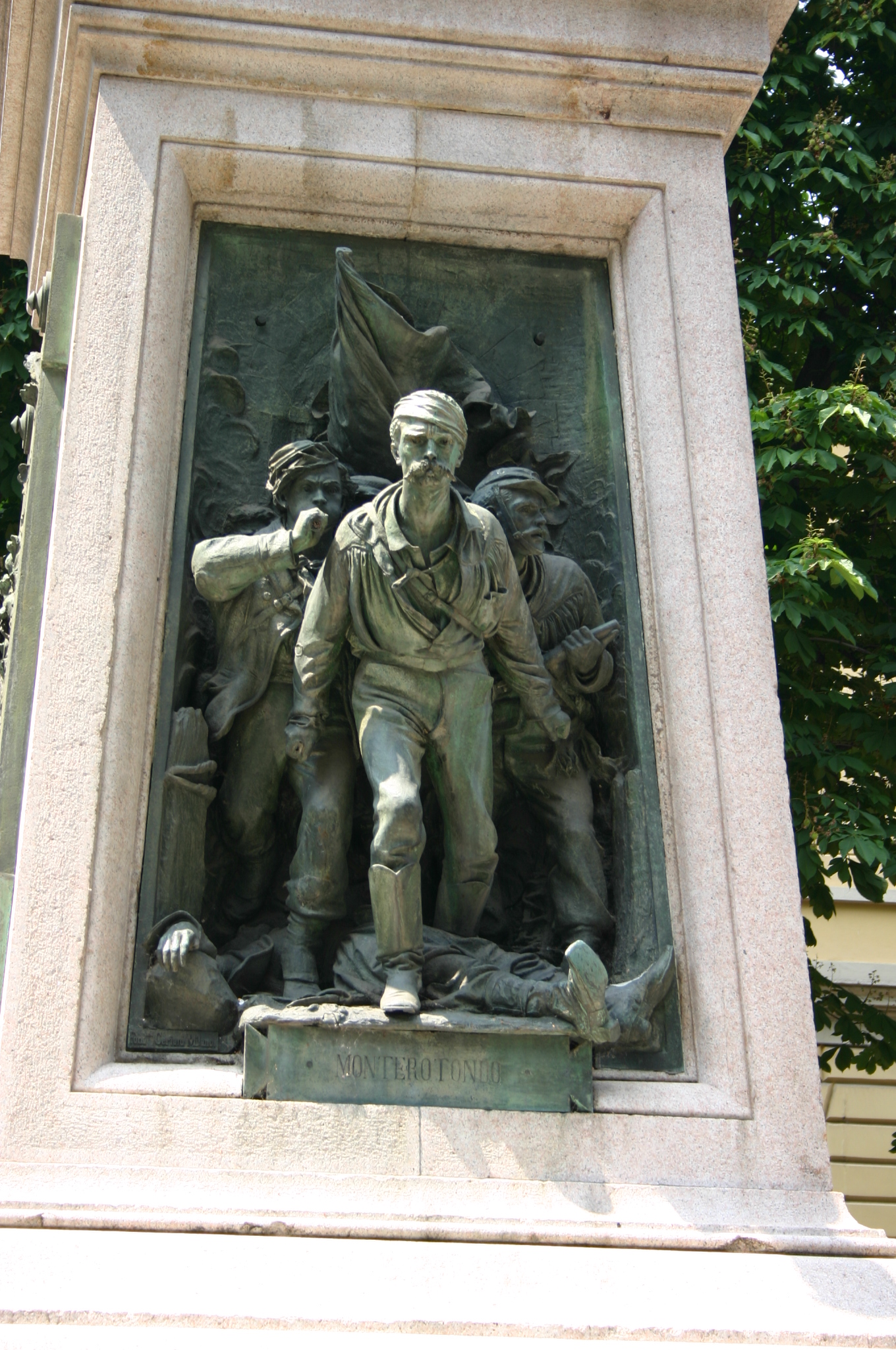
Ск. Луїджі Беллі, автопоррет на монументі з алегорією Італії, 1880 р.
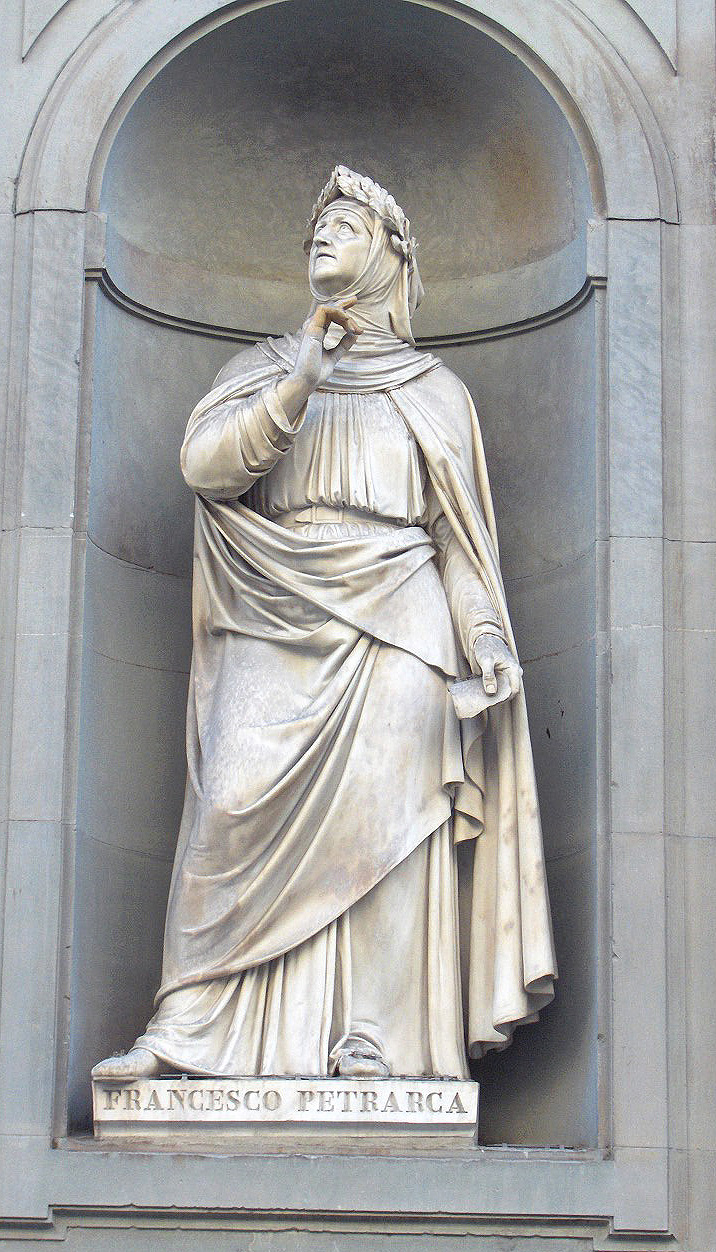
Поет Петрарка, ніша палацу Уффіці.
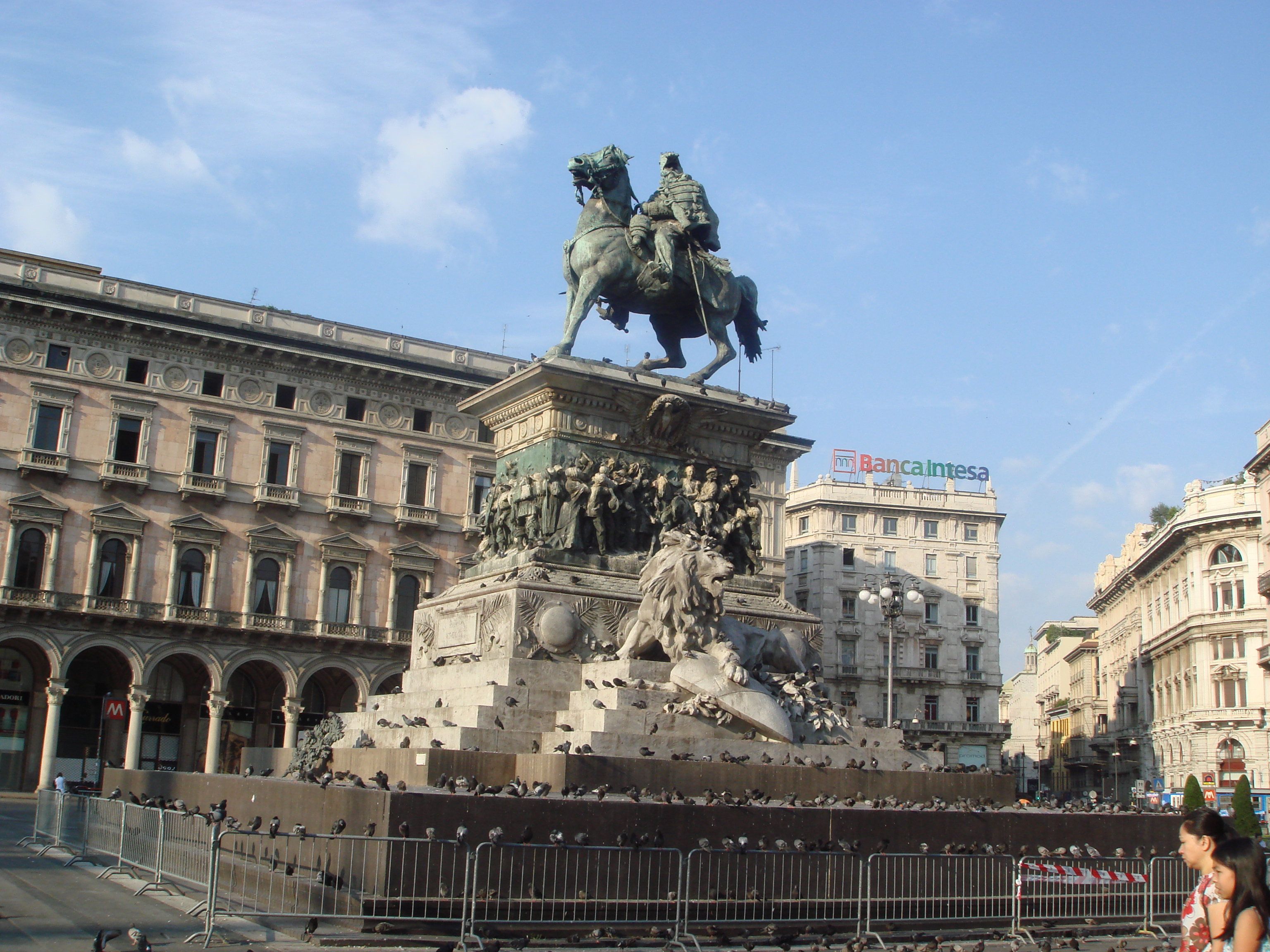
Монумент королю Віктору Еммануїлу II, Мілан, ск. Ерколе Роза, 1896
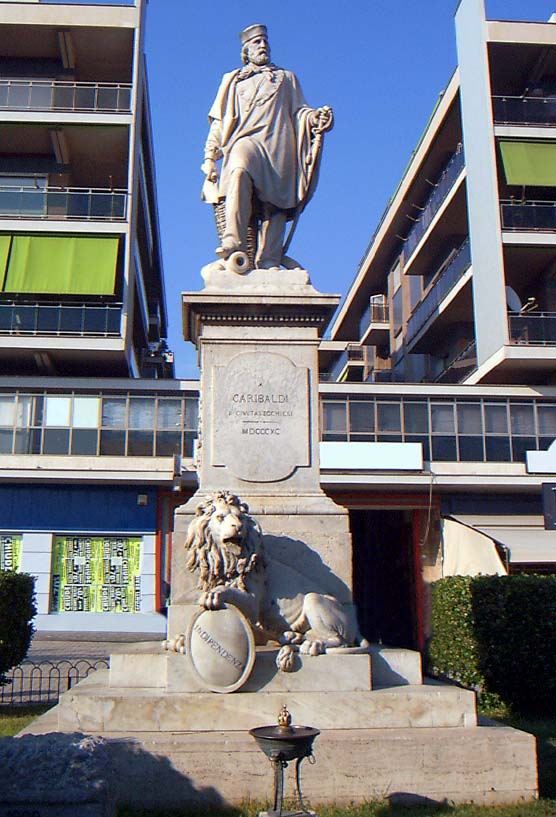
Монумент Дж. Гарібальді, Чівітавеккья
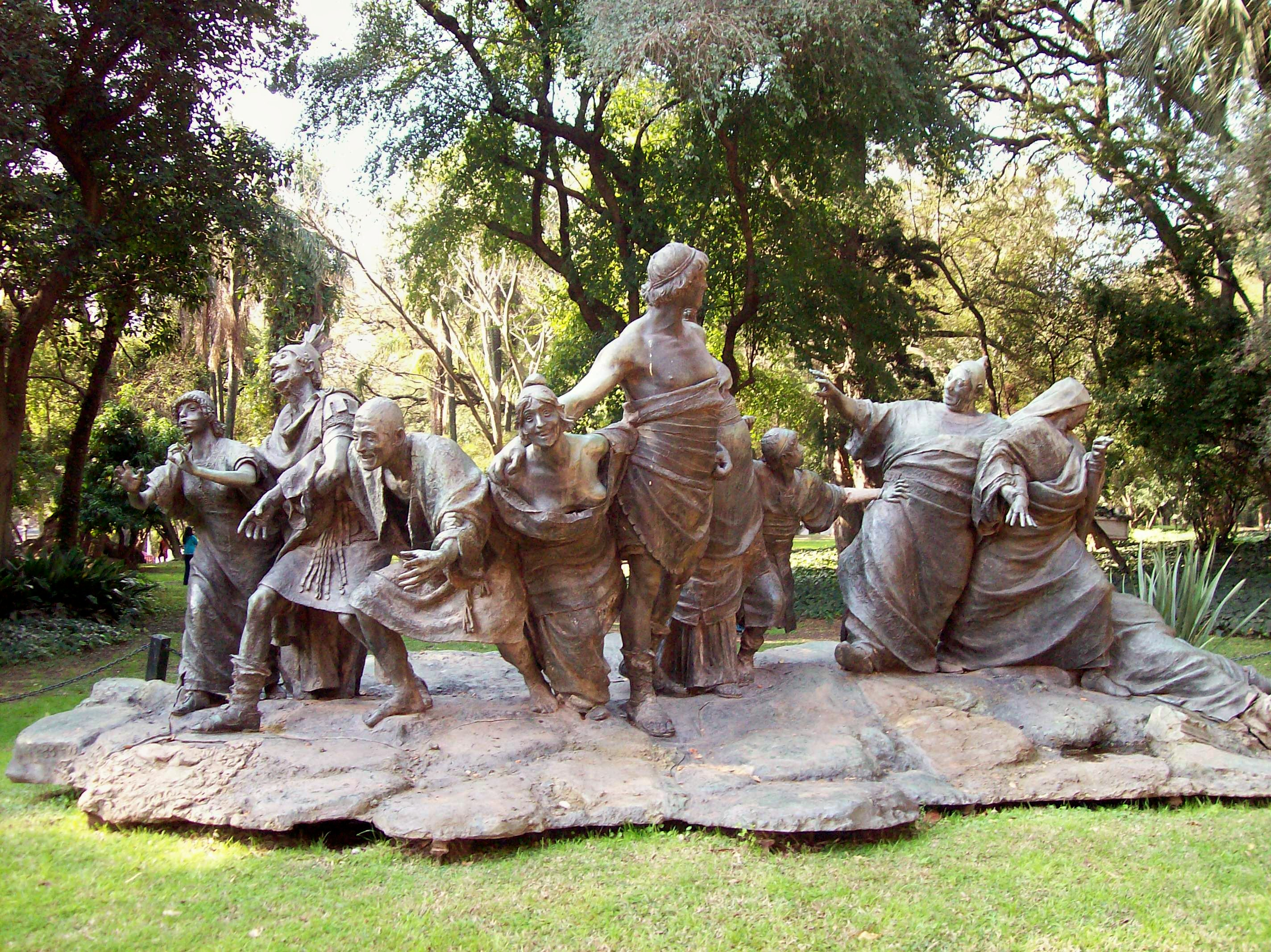
Сатурналії Біонді, скульптурна група, 1899

### Сецесія
Дещо особливе місце через надзвичайні форми мала сецесія в Мілані. Бурхливий розвиток промисловості і вивільнені грошові суми новітніх міланських багатіїв викликали до життя форму сецесії, яку іронічно прозивали «ассирійським стилем». Стилістика чудернацьки поєднала пафос (часто порожній) з декоративністю історизму, потяг до монументальності і психологічний надлом, крайні форми індивідуальних художніх манер. Яскравою пам'яткою доби, повною гарячкуватої метушні і протиріч, став новий міланський цвинтар — Cimitero Monumentale, повний помпезних надгробків і меморіалів, мавзолеїв, саркофагів, прикрашених скульптурами, вітражами, мармуровим чи бронзовим декором, кованим металом тощо.

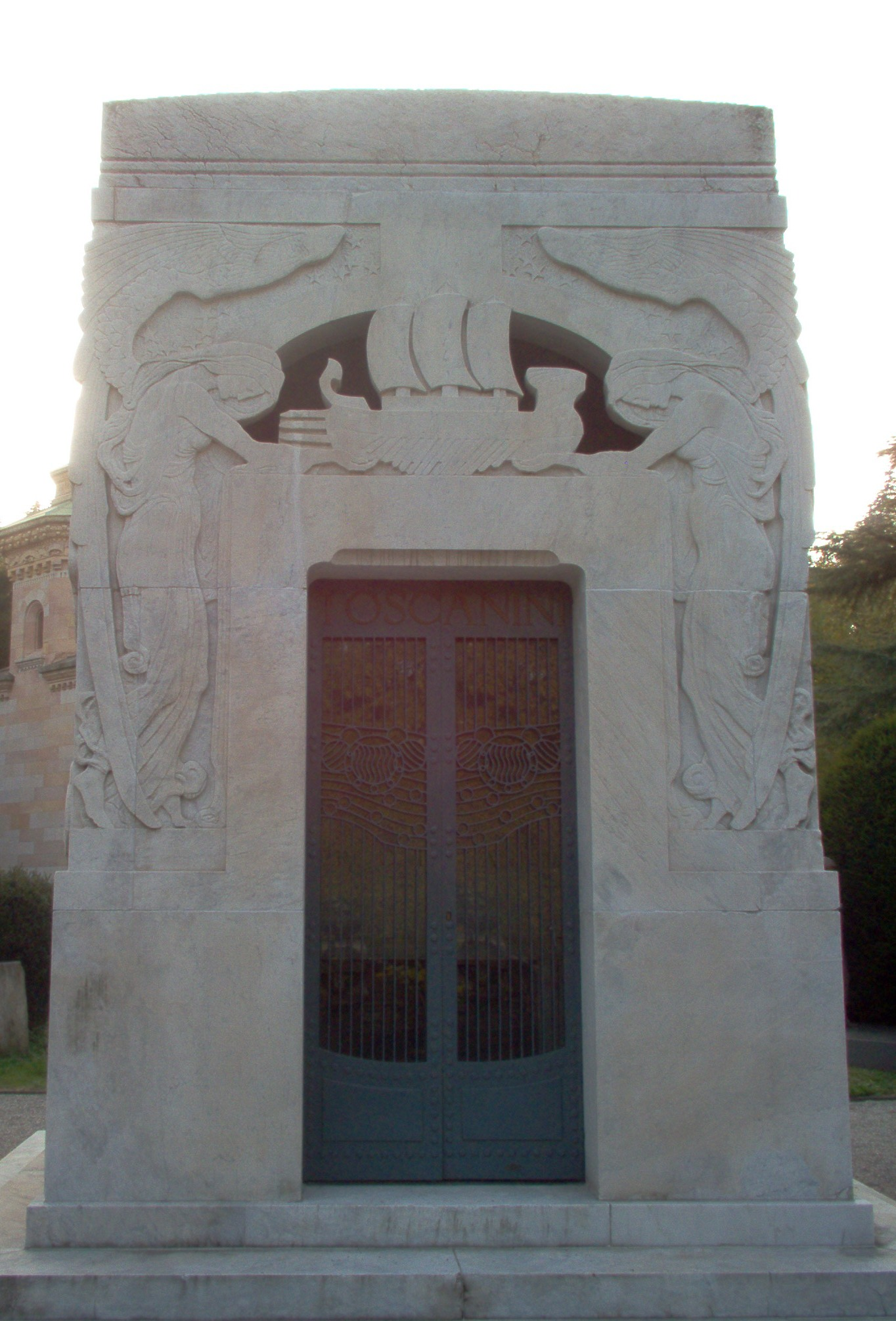
Надгробок Артуро Тосканіні, сецесія, ск. Леонардо Бістольфі, 1915 р. В склепі поховано також і Володимира Горовіца.
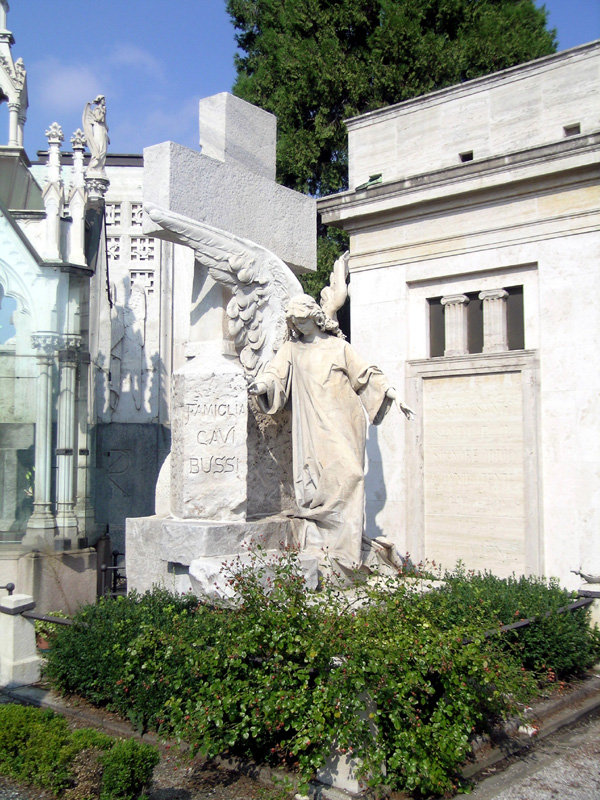
Надгробок родини Каві Буссі
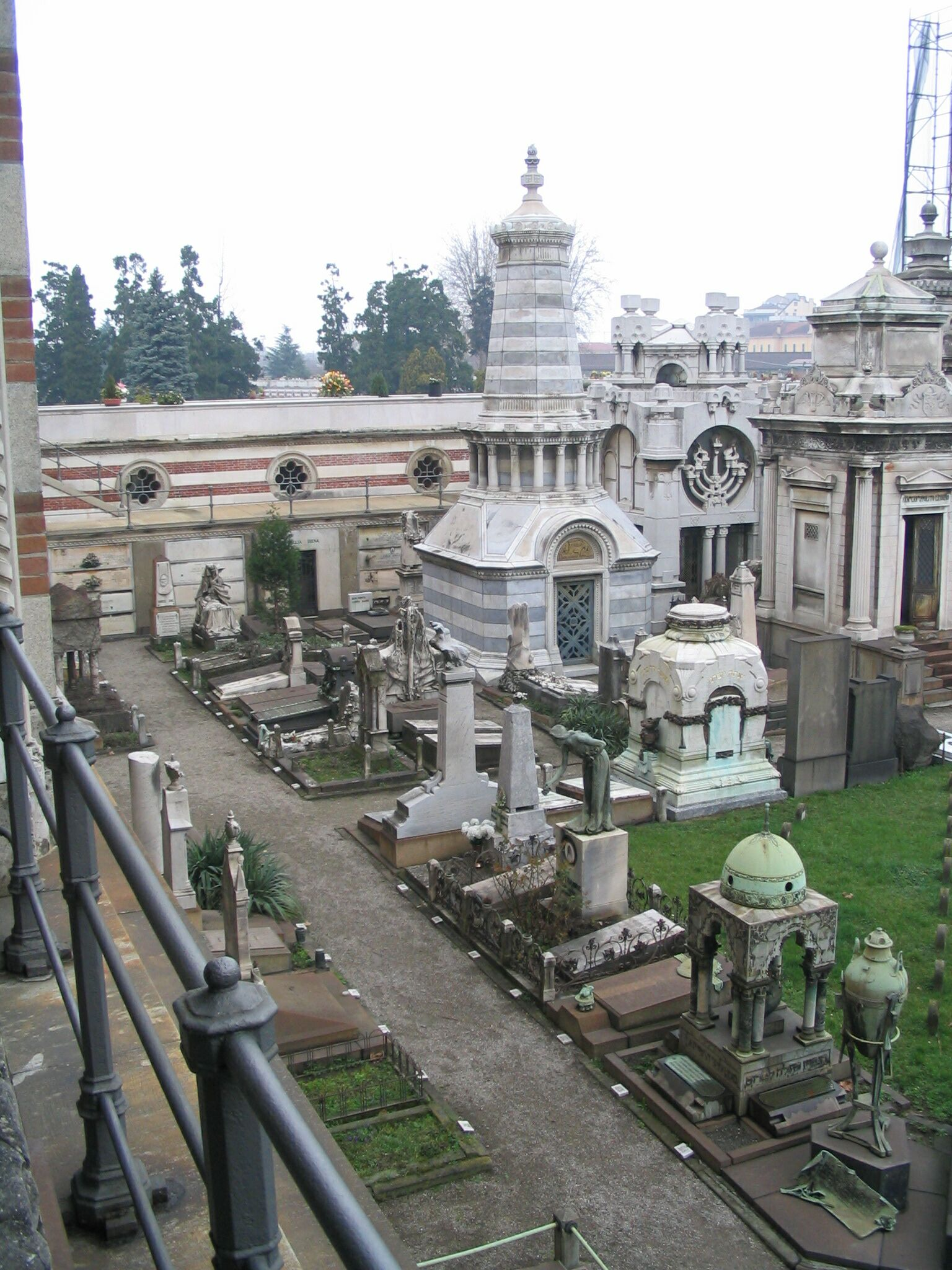
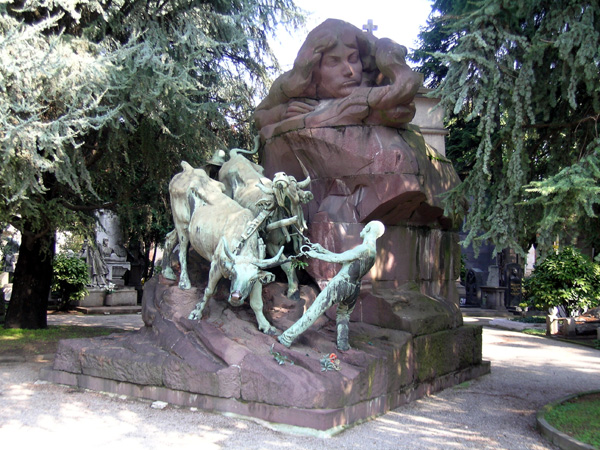
Надгробок родини Безенцаніка, ск. Енріко Бутті

## Декоративно-ужиткове мистецтво

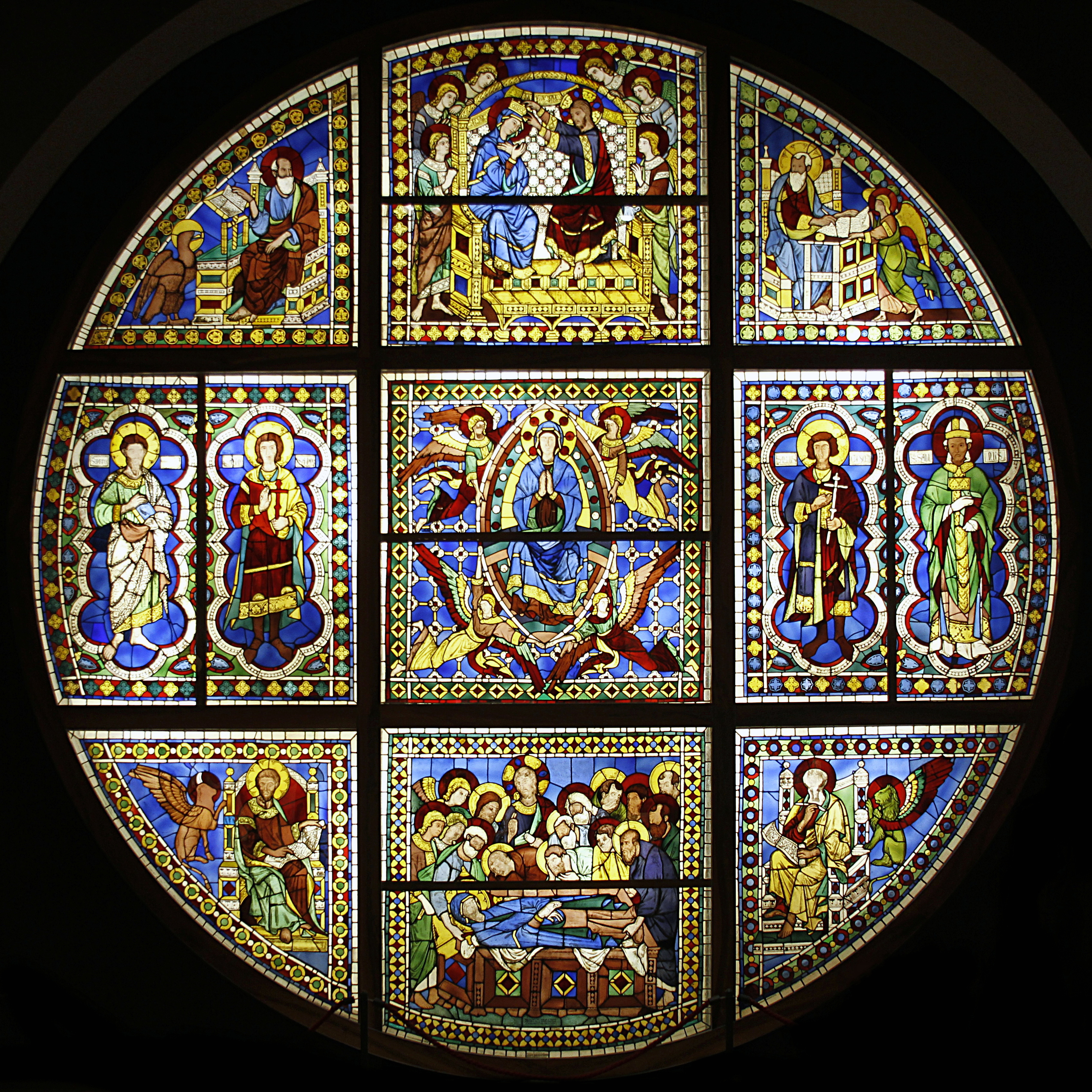
Сієна, катедральний собор. Вітраж за картоном Дуччо ді Буонінсенья

Протягом багатьох століть важливою художньою галуззю було також декоративно-ужиткове мистецтво італійців. Історично довга роздрібненість і відокремленість земель сприяли розвитку місцевих художніх центрів. В добу готики набуло поширення виробництво вітражів. Як і у Франції, до створення вітражів в італійських князівствах залучали найкращих художників, серед яких —
- Паоло Учелло
- Лоренцо Монако
- Дуччо ді Буонінсенья
- Арчімбольдо

Традиційно сильним було скловарство і ткацтво, виробництво мережива в Венеції, Набули популярності вироби зброярів міста Мілан або ювелірів Риму. Європейське визнання мали італійські меблі (стільці, столи, весільні скрині), виготовлені з деревини горіха, вкриті різьбою.

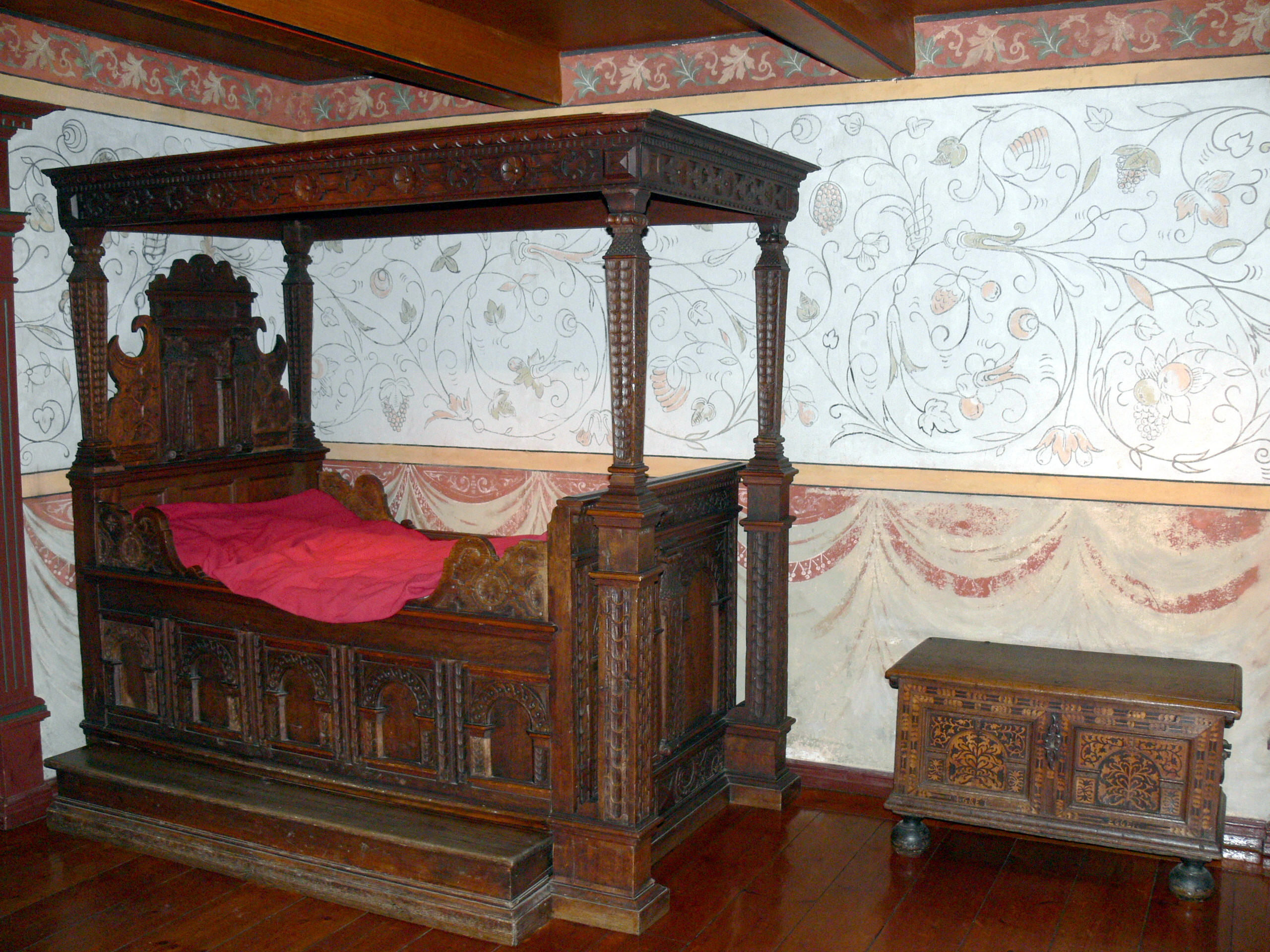
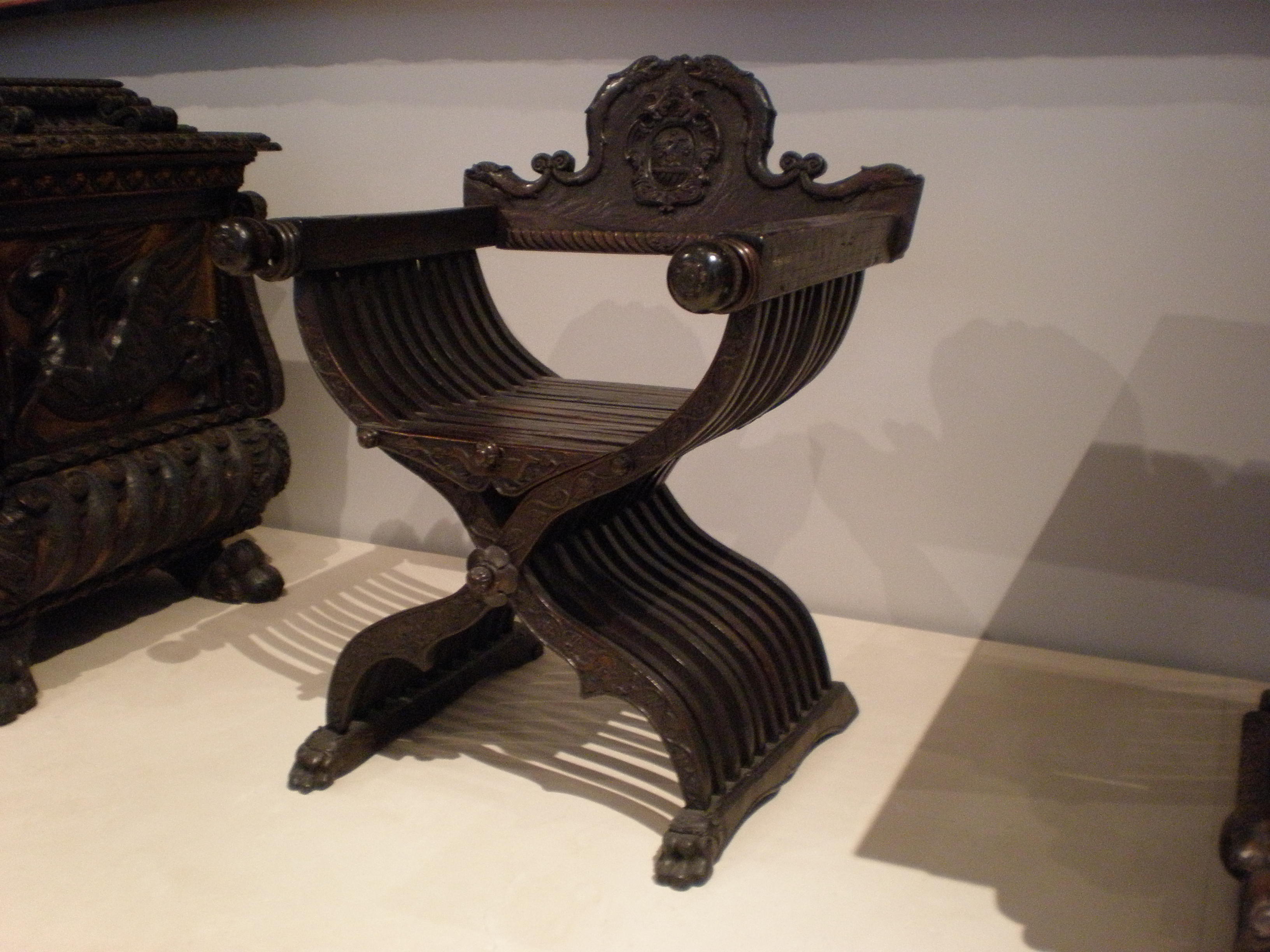
Меблі з Північної Італії. Муузей Вікторії й Альберта
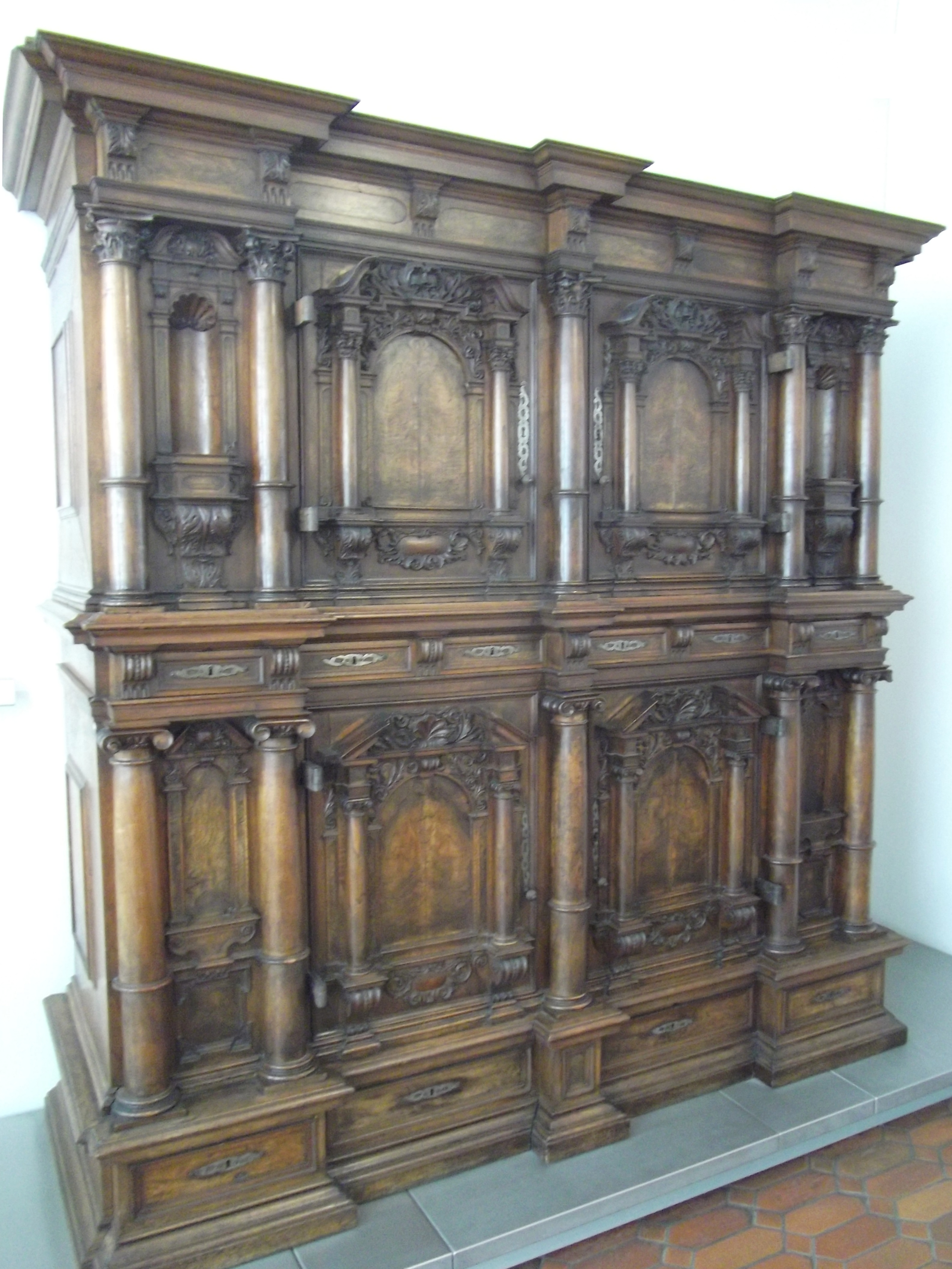
Шафа

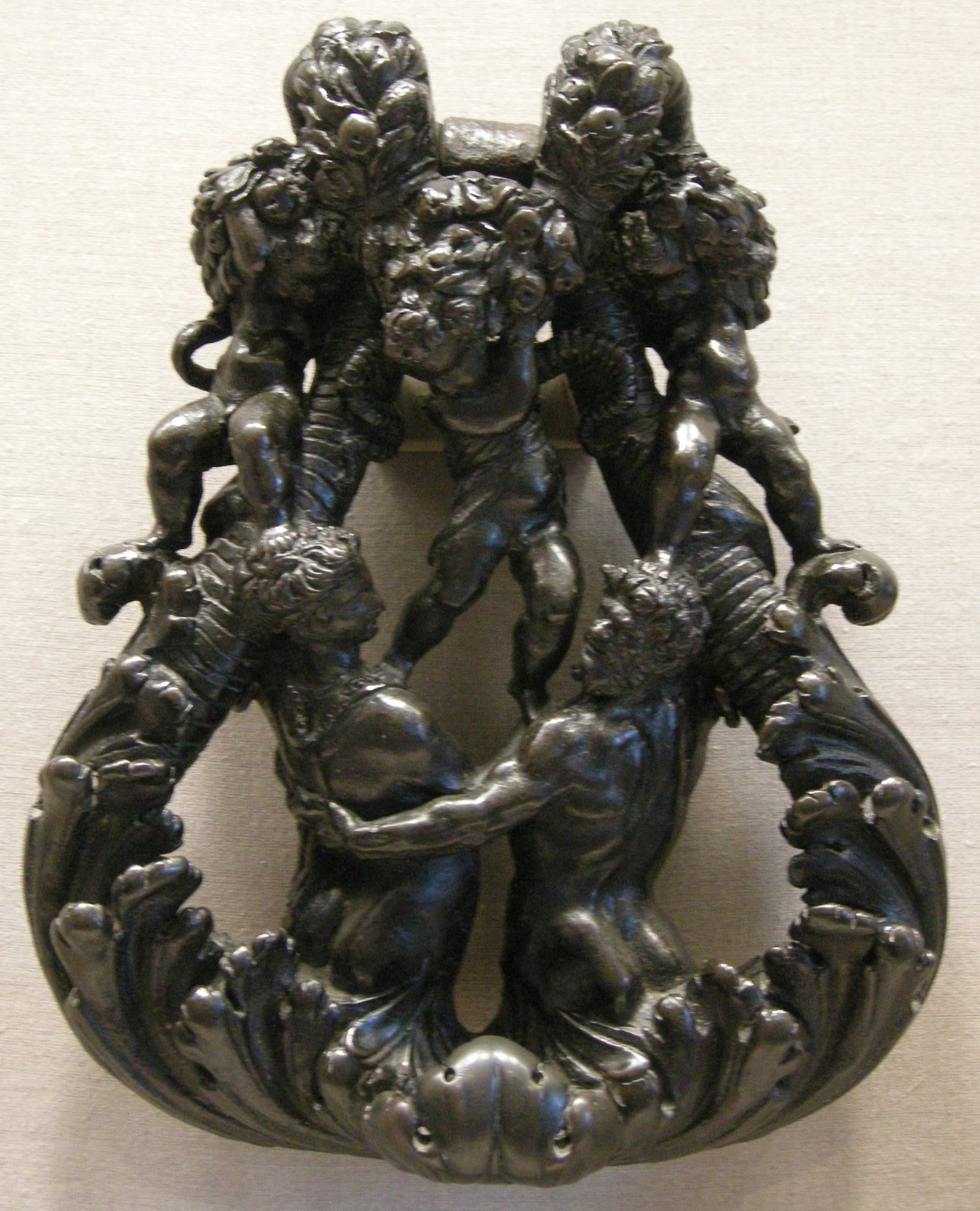
Якопо Сансовіно. Металевий молоточок «Морські трітони і путті»

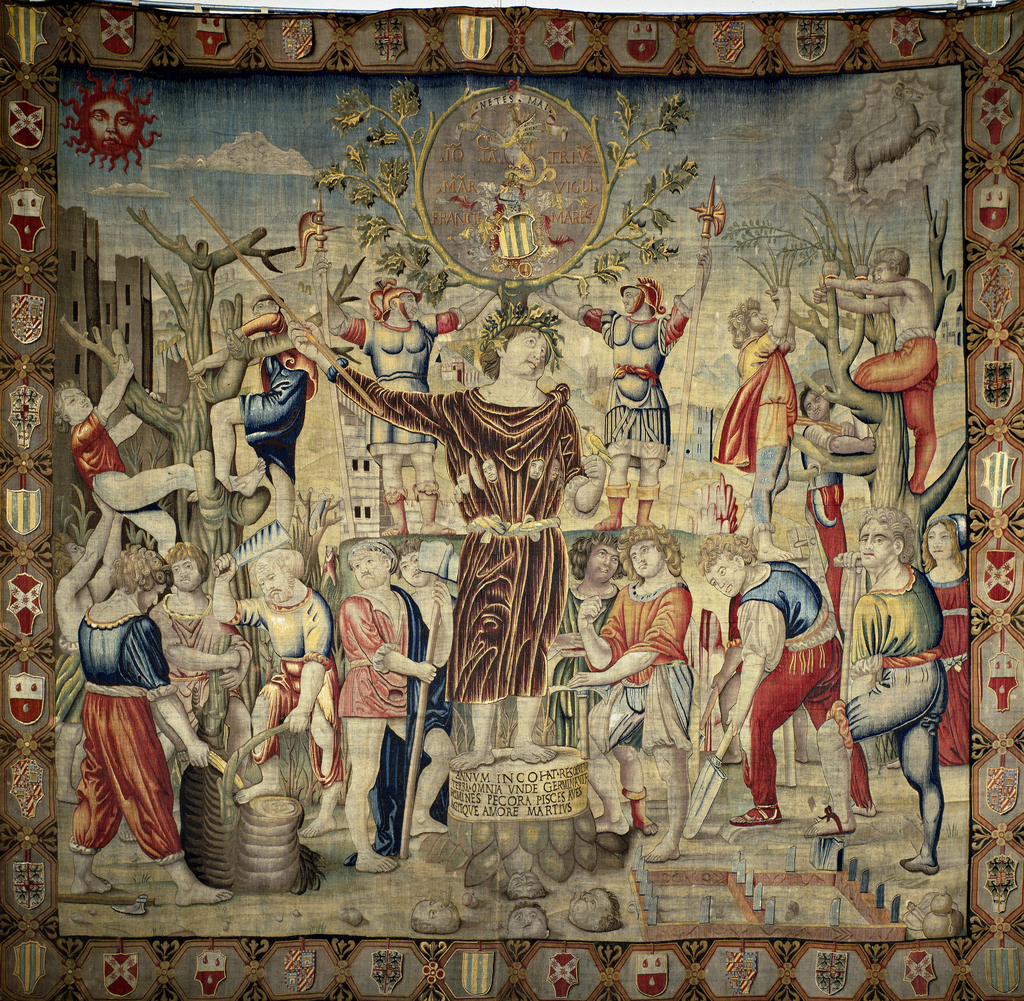
Аррас Трівульцио. «Алегорія місяця Березня», Кастелло Сфорцеско, Мілан.

В Венеції доби Відродження розквітло виготовлення металевих, дверних молоточків. Майстри змагались в наданні виробам найрізноманітніших форм, що підняло побутову деталь вхідної двері на рівень справжніх виробів високого мистецтва.
Особливе місце посіли дрібні керамічні центри, територіально далекі від відомих мистецьких центрів — Фаенца, Дерута, Губбіо, Савона, Кастель-Дуранте, Сієна, Урбіно. Перші місця в 15 столітті посіли керамічні майстерні Тоскани. Розпочалося виробництво посуду, тарілей та ваз своєрідних форм, критих синіми візерунками. На виробництво парадного і весільного посуду перейшли і в інших керамічних центрах (Дерута, Губбіо, Савона, Кастель-Дуранте).

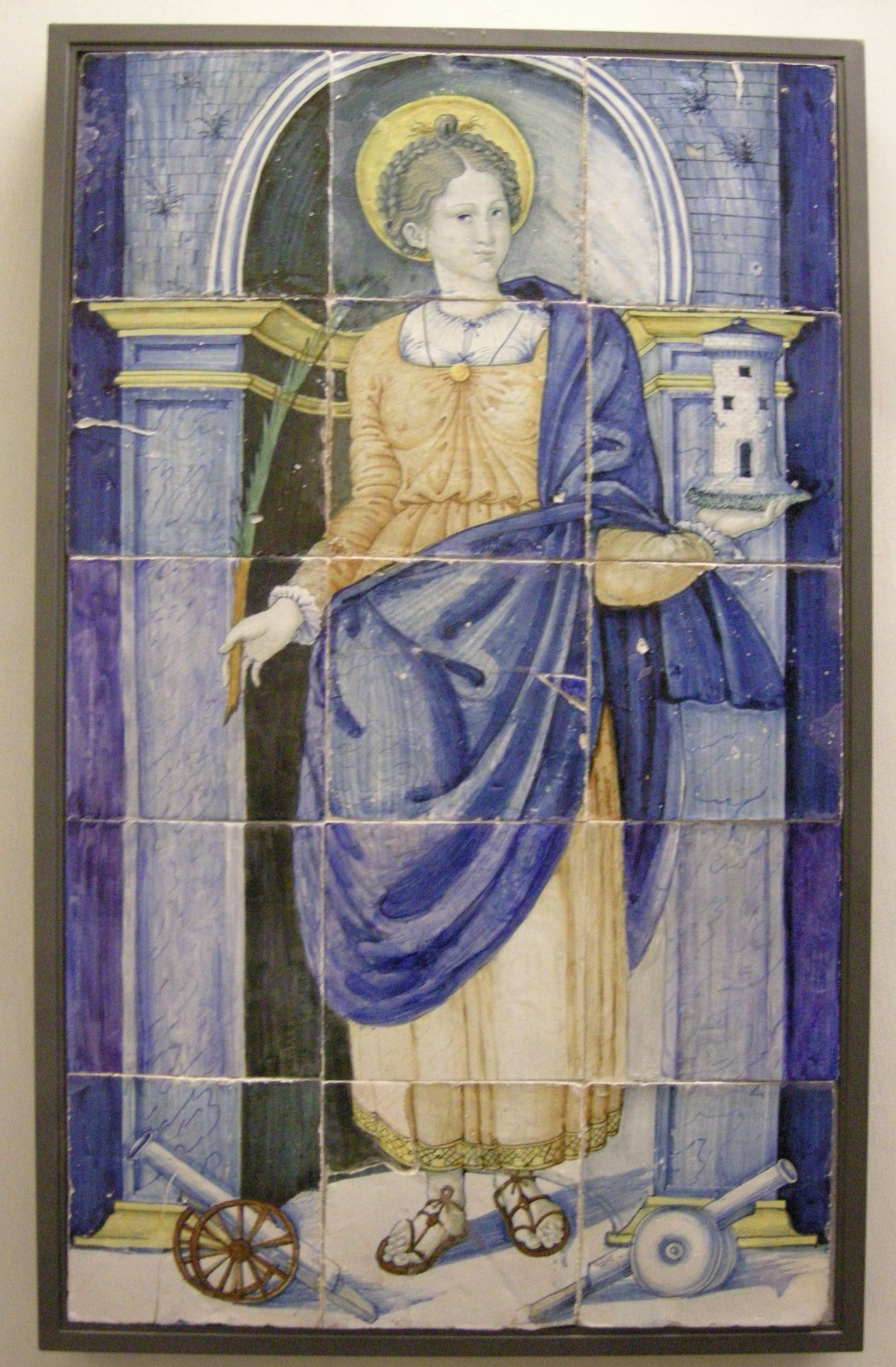
Савона, кахлі з зображенням Св. Барбари, 1530 р.
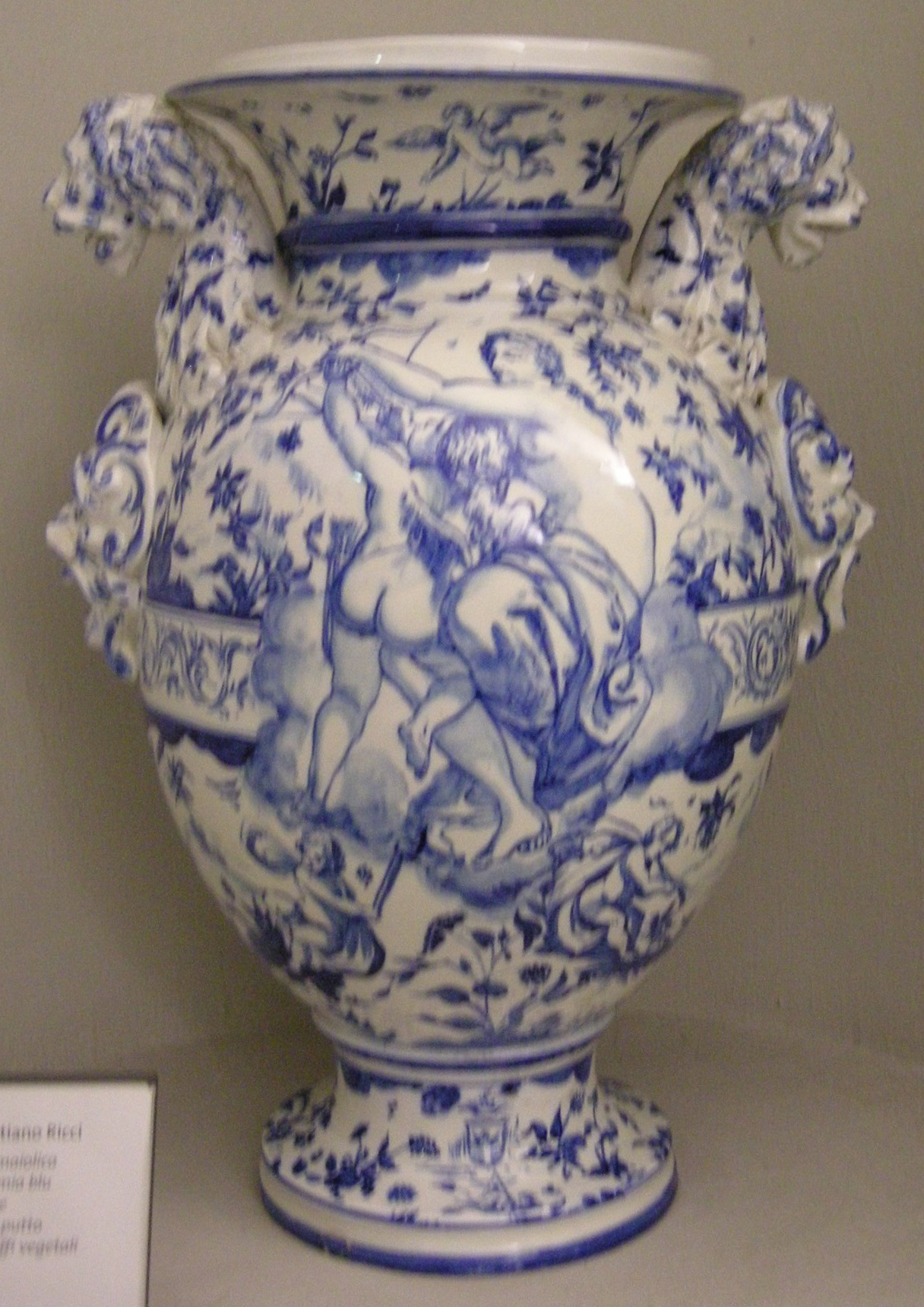
Савона мануфактура Себастьяно Річчі, аптечна ваза
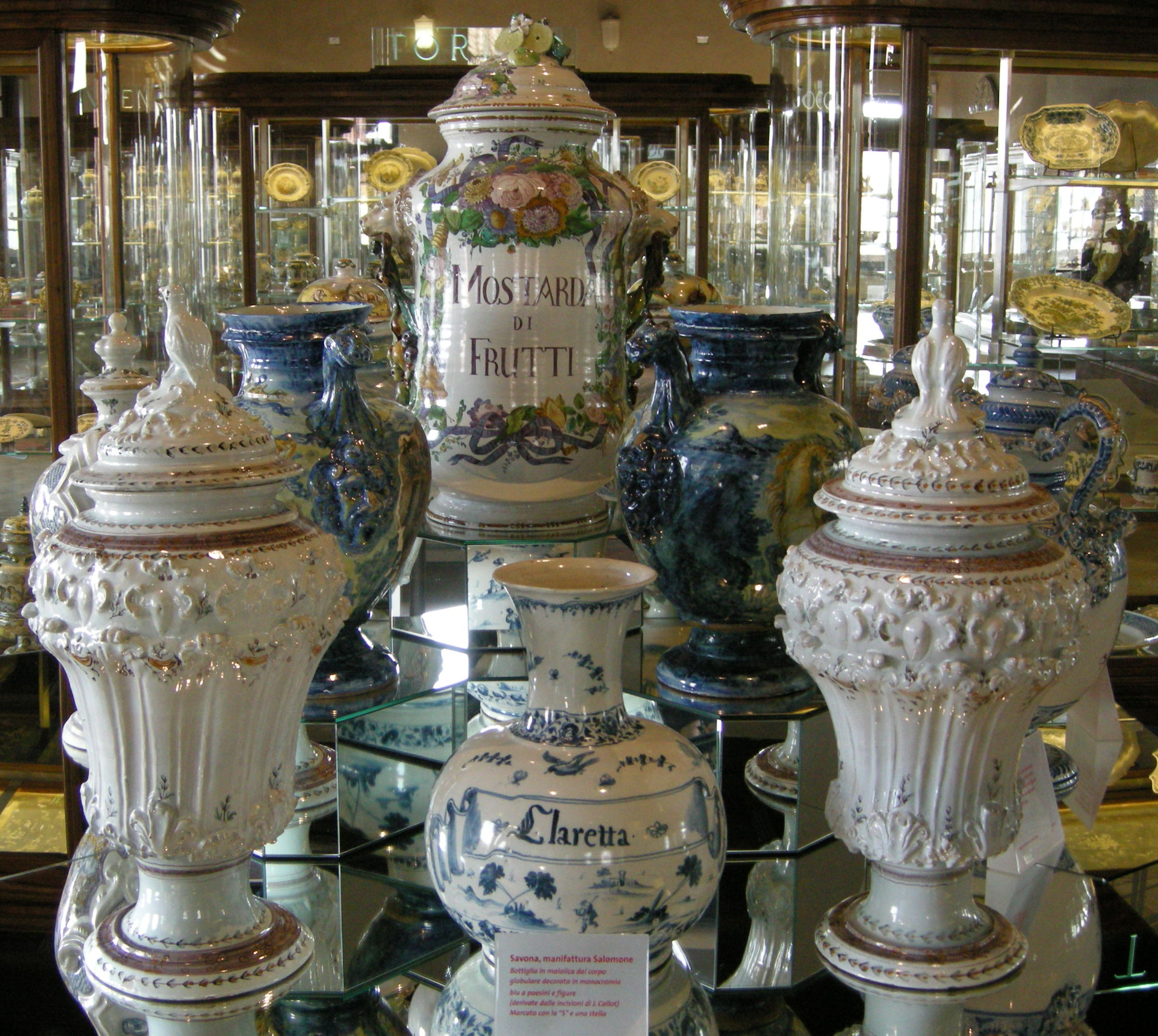
Савона, мануфактура Соломоне, майолікові вироби

Кольоровими розписами вкривали і звичний тоді посуд для аптек. Престижність творів італійських художників і граверів відбилася і на декорі керамічних виробів. Майстри (попри самостійні сюжети) в 16 столітті починають переносити на кераміку сюжети з гравюр, хоча й не завжди вдало. Своєрідність притаманна так званим «весільним блюдам», на яких малювали дівочі портрети. Збільшується з часом і асортимент — з'являються великі миски, лохані-холодильники, фляги, вкриті детально розробленим декором та ліпленими деталями.
Поодинокі зразки китайської порцеляни, що потрапили до Італії, викликали захоплення і спроби скопіювати його технології в Флоренції і Савоні. Але якість цих виробів поступалася зразкам Китаю чи Японії. Найвдалішим було виробництво італійської порцеляни в місті Неаполь в 18 ст.

### Майоліка

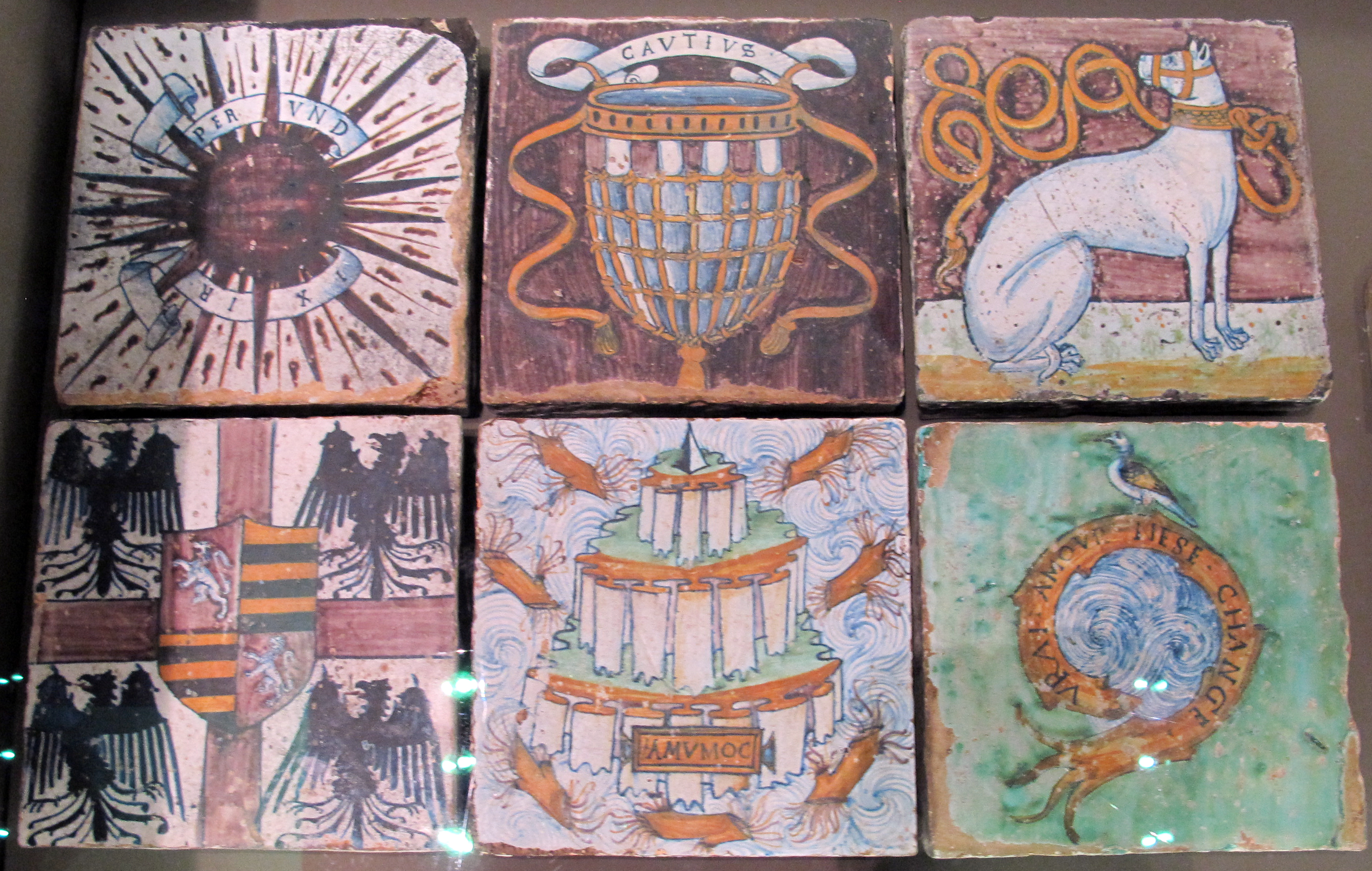
Пезаро, мануфактура Антоніо Феделі. Кахли для студії-кабінету Ізабелли д'Єсте, до 1494. Лувр, Париж.

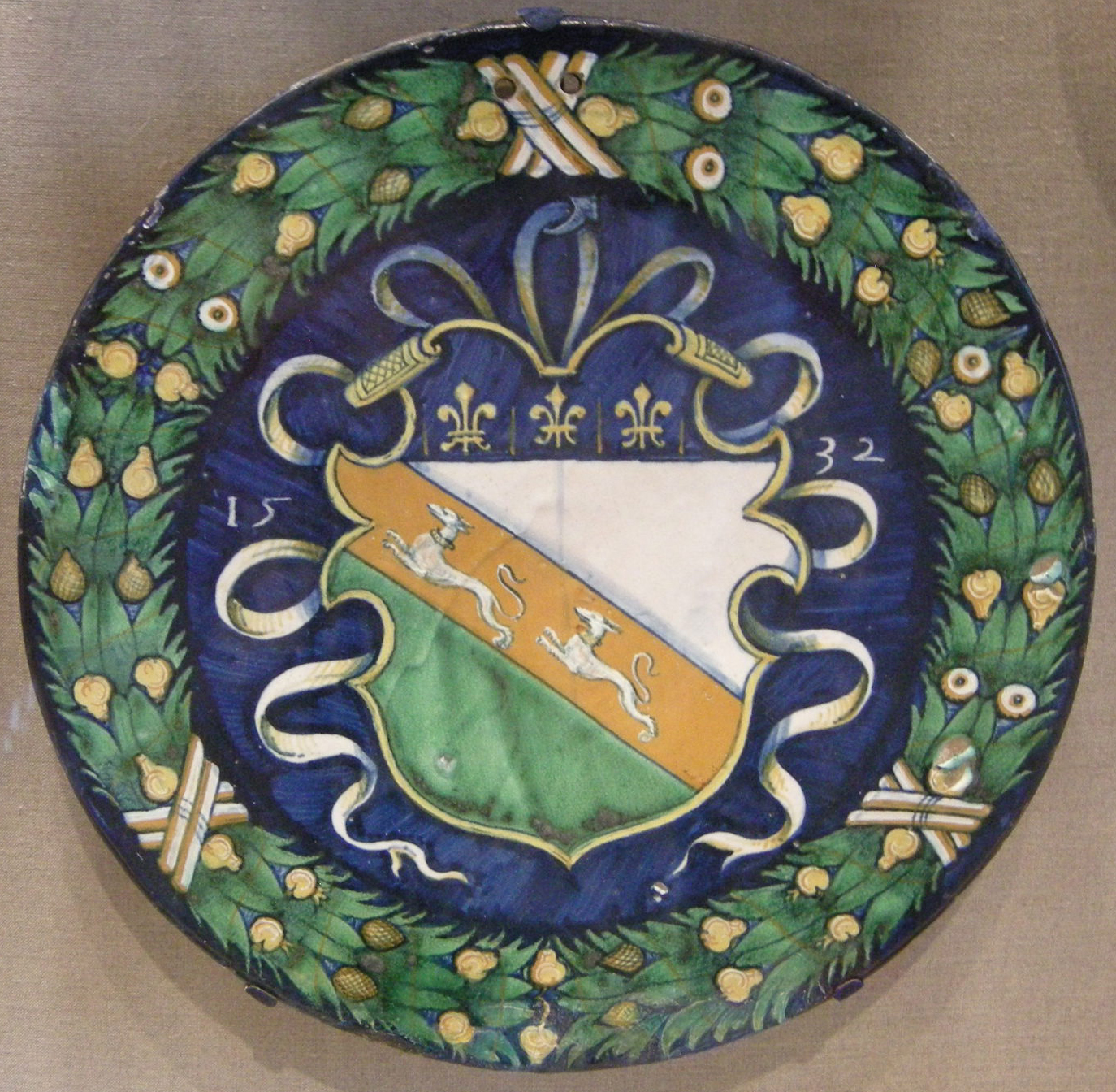
Фаєнца, таріль з гербом 1532 р.
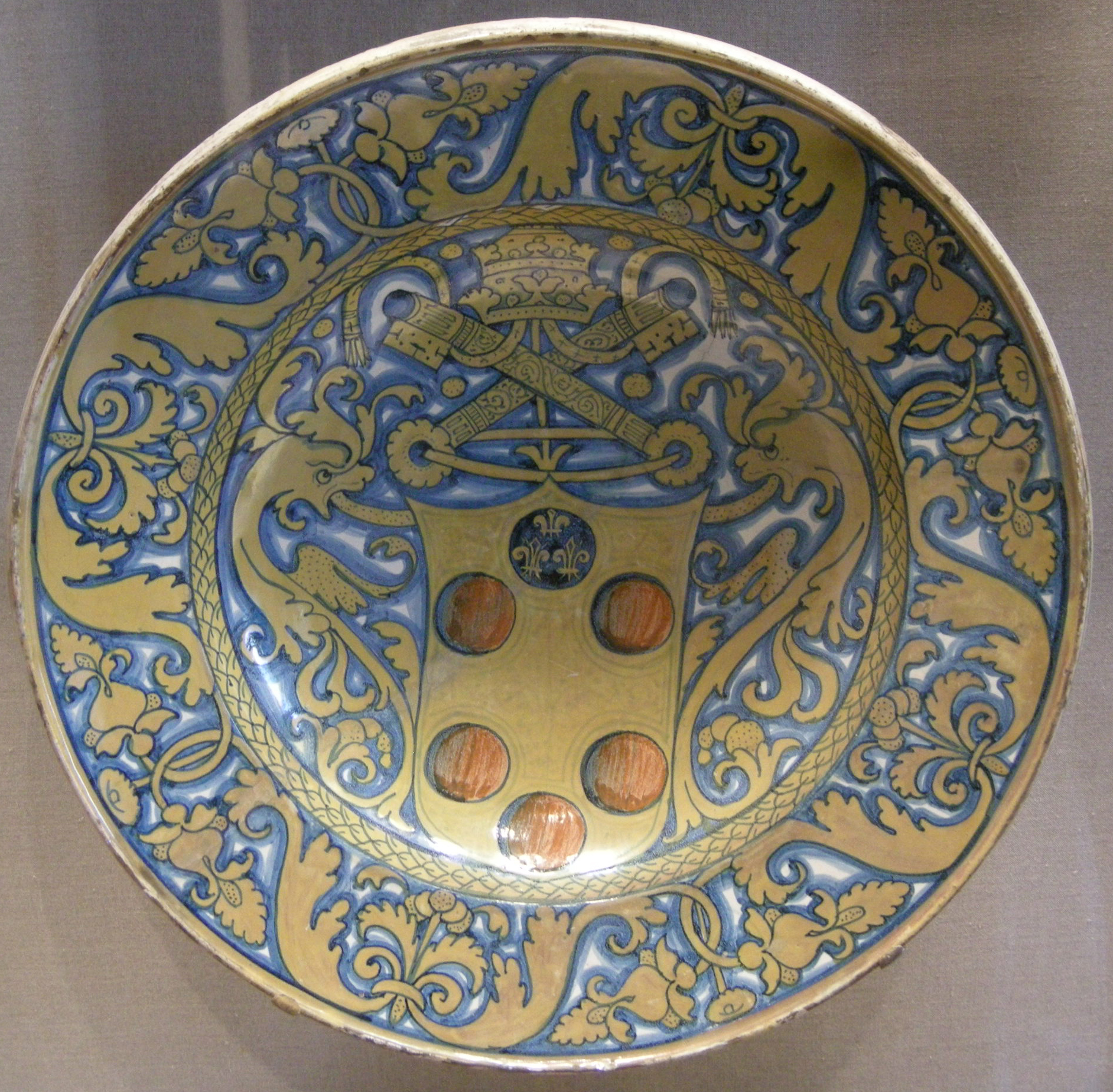
Дерута, таріль 1534 р.
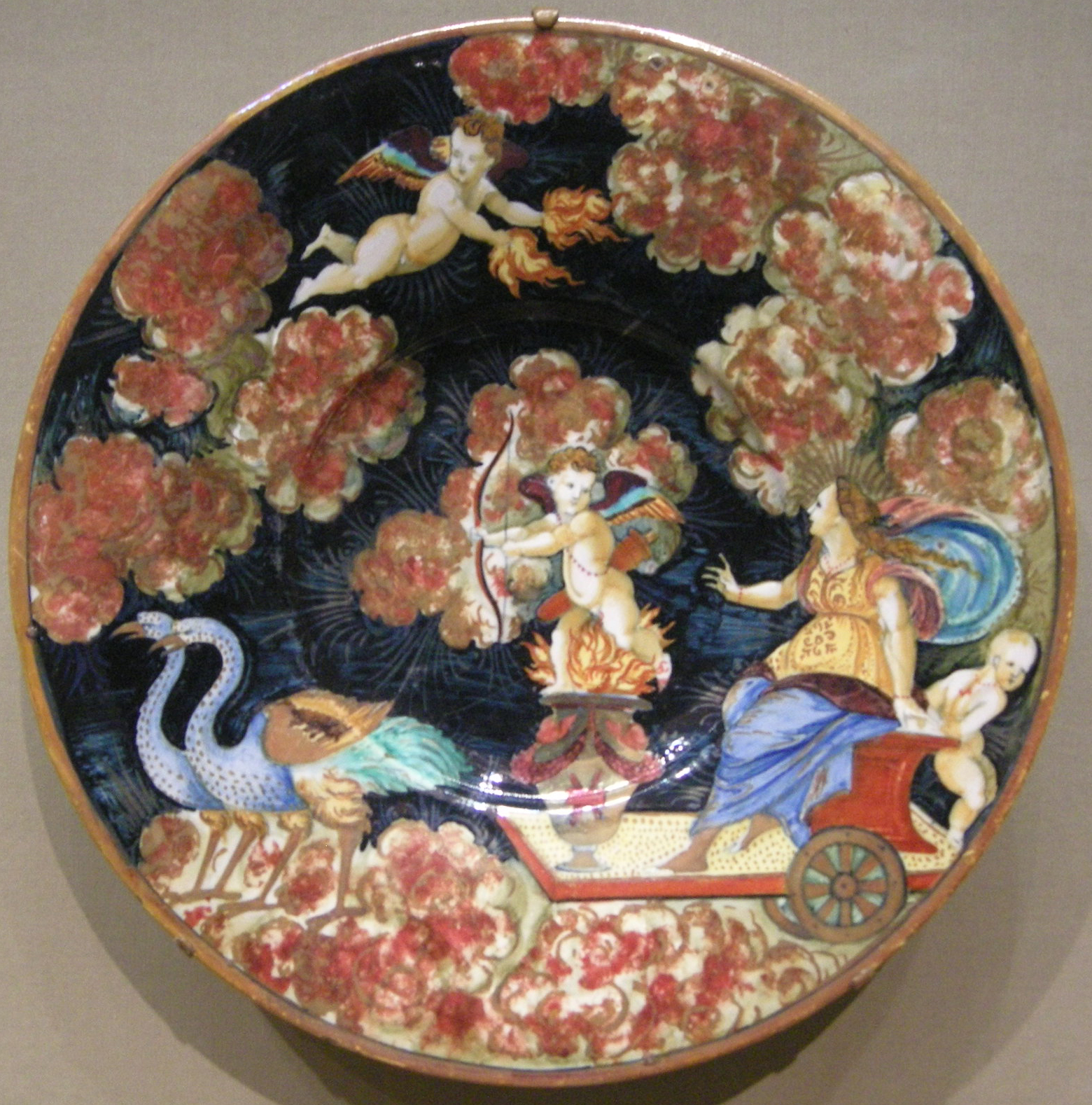
Ніколо да Урбіно, «Венера», до 1535 р.
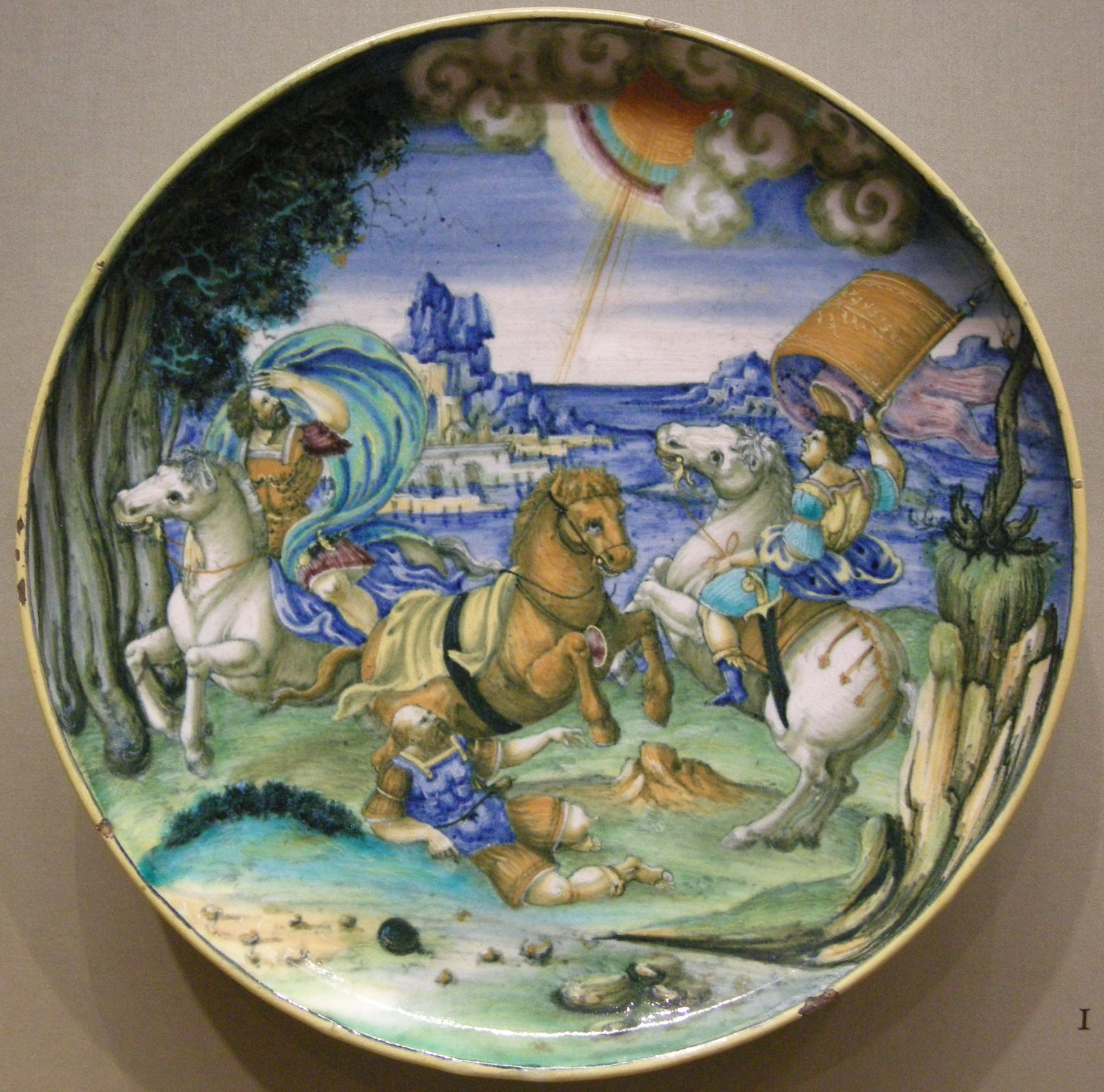
Франческо Ксанто Авеллі, 1525 р.

### Венеційське скло

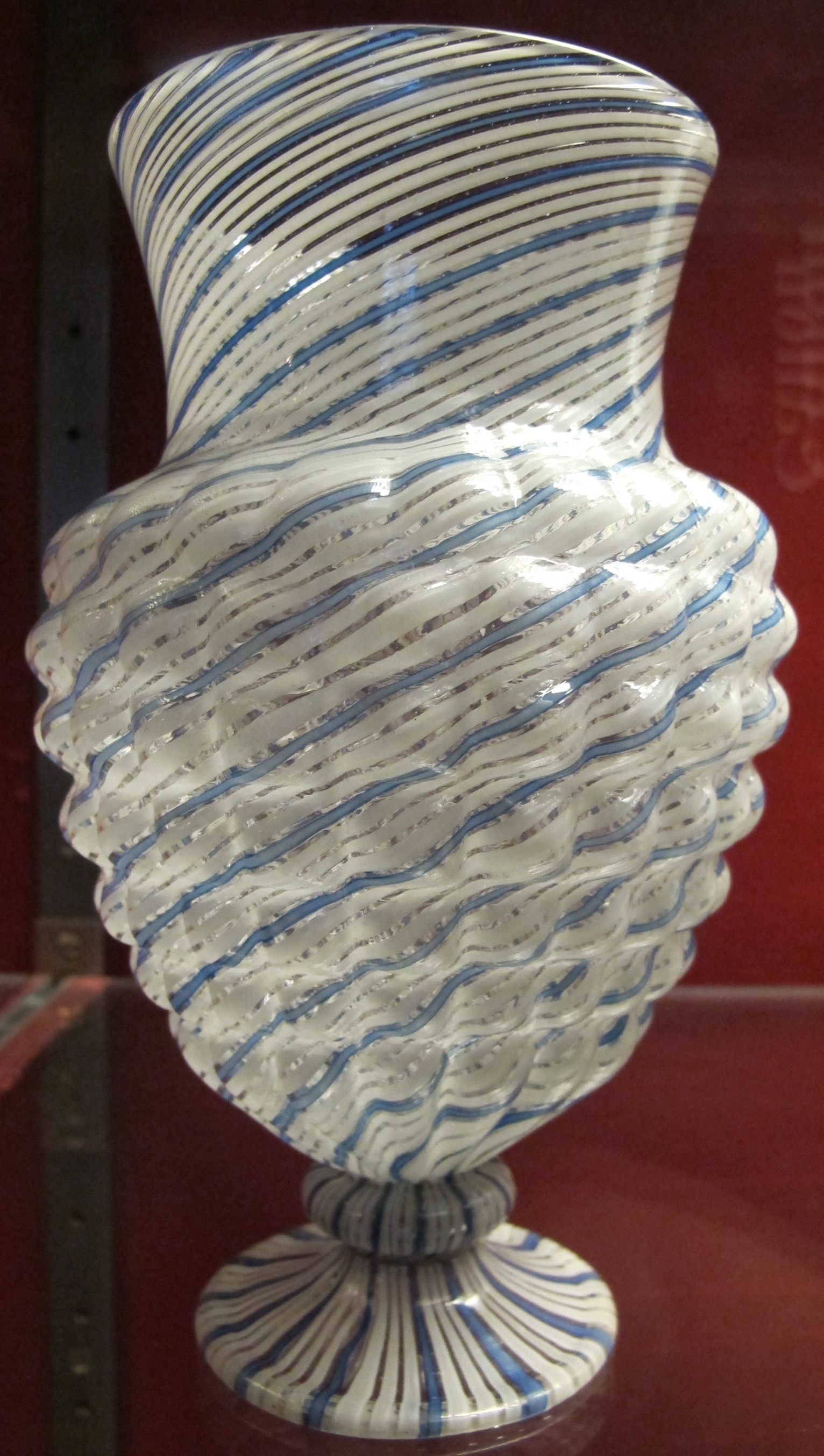
Ваза, до 1600
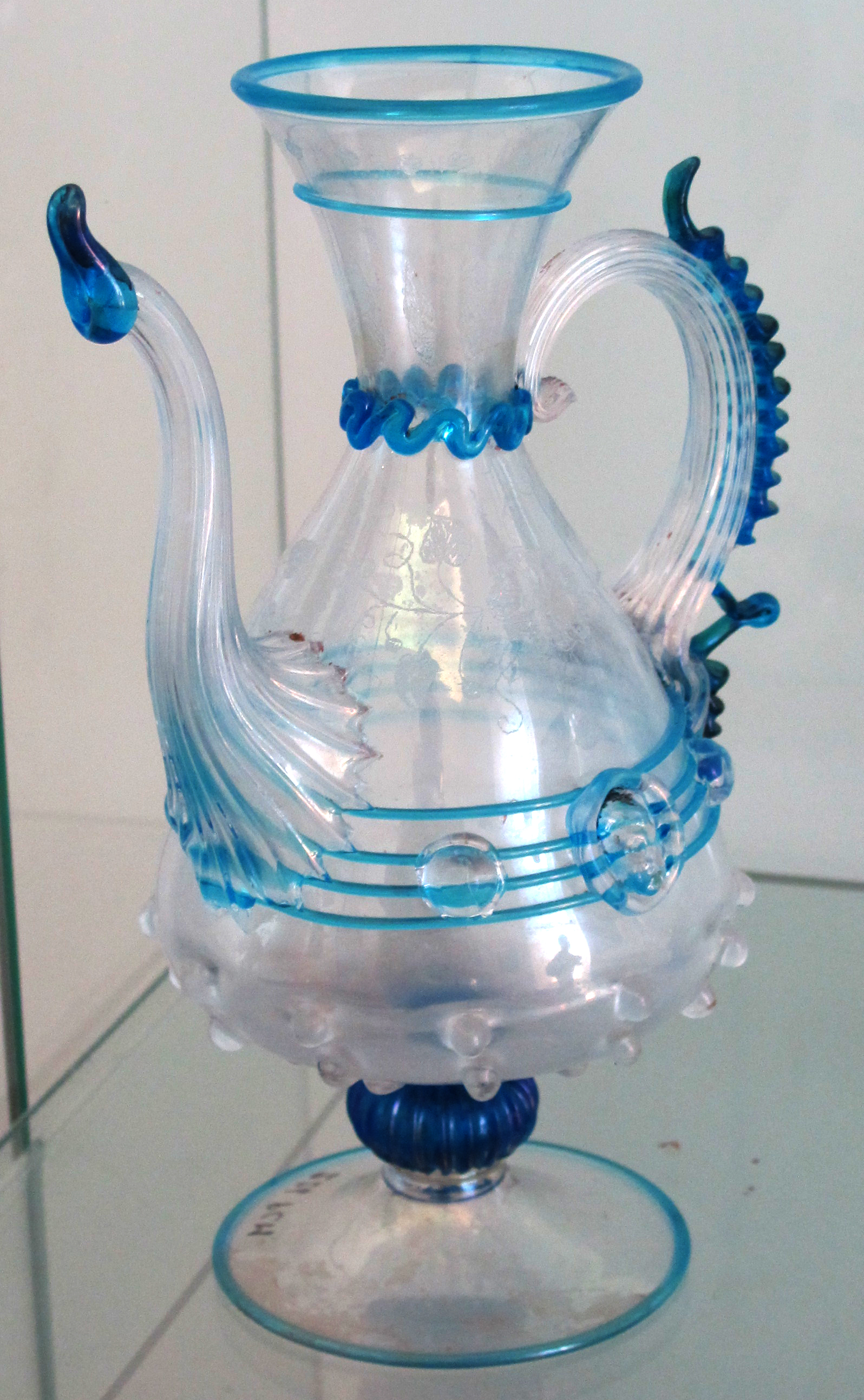
Скляна амфора на ніжці, 17 ст.
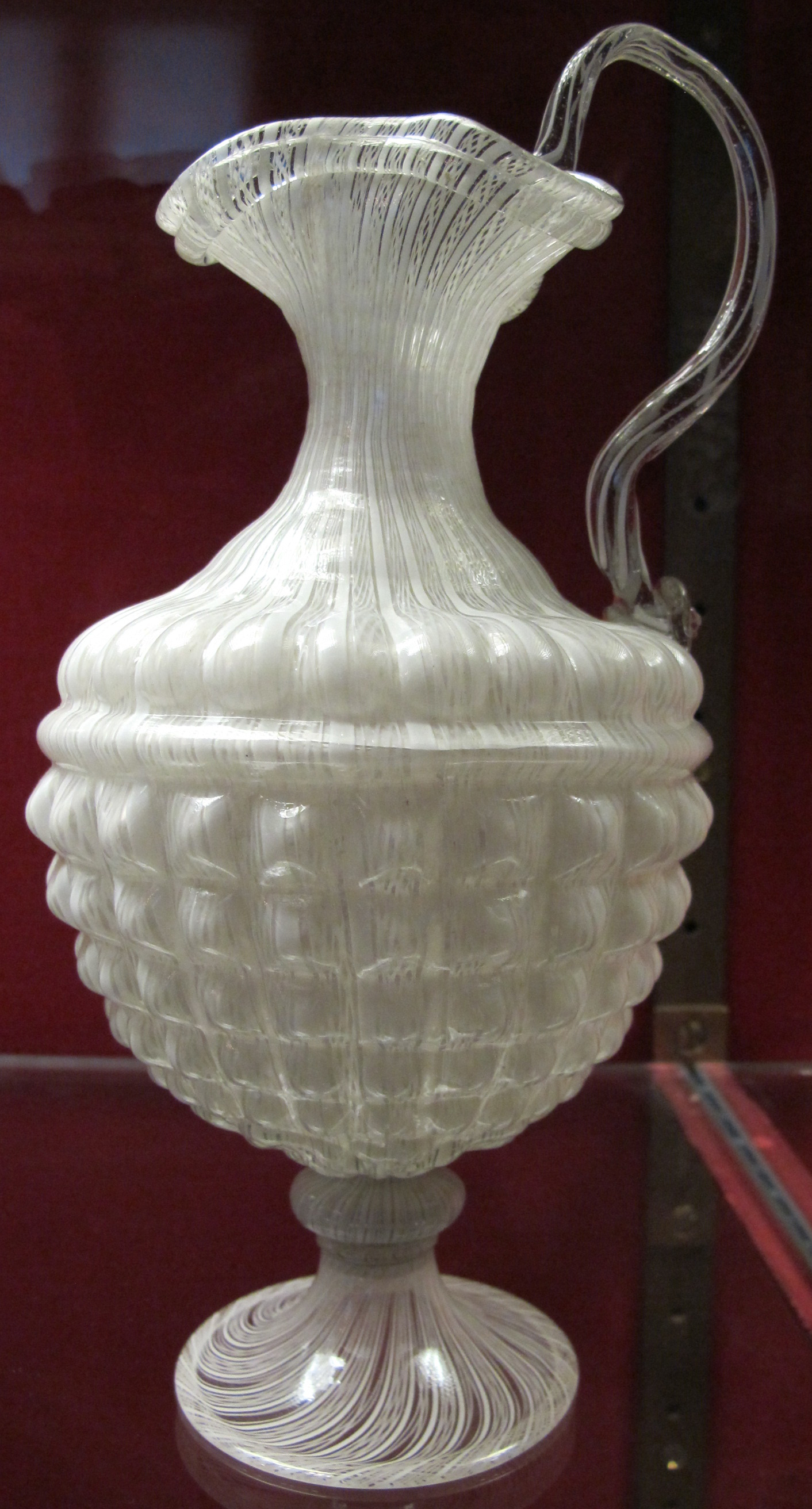
Келих, до 1600

## Мистецтво 20 ст

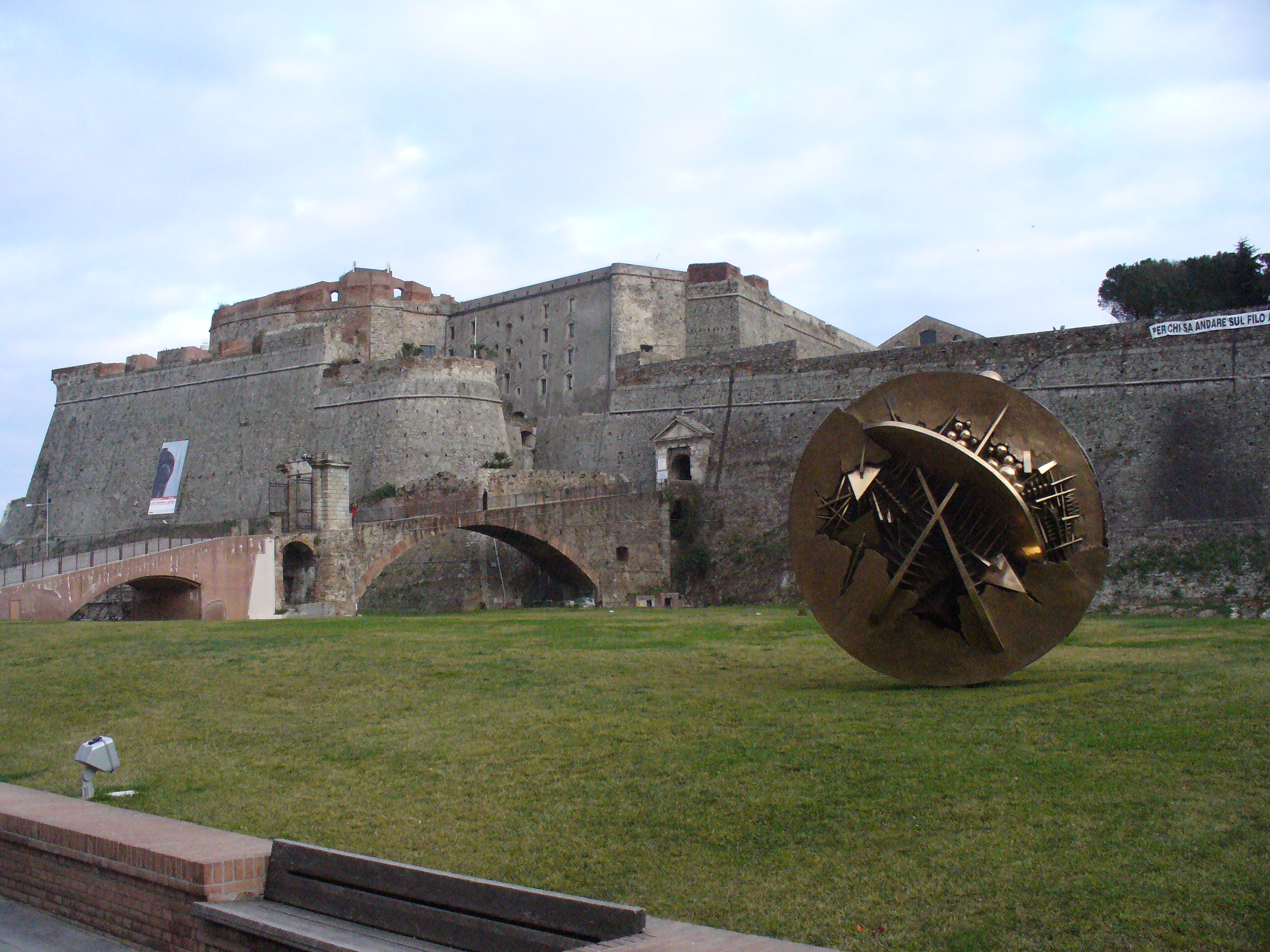
Місто Савона. Стара фортеця і авангардна скульптура

### Авангардні течії
Трагічні події 20 століття не найкращим чином відбилися на мистецтві, де з неймовірною швидкістю розповсюдились авангардні і руйнівні тенденції. На початку 20 ст. відомим центром авангардних тенденцій став Париж, де співіснують сецесія, пізній символізм, кубізм, сюрреалізм, пуантилізм тощо. Саме в Парижі працюють такі різні художні особистості, як італійці Болдіні і Амедео Модільяні. Авангардні течії виникають і в Італії. Зокрема футуризм розвинувся на початку століття здебільшого в Італії. Творчість Джакомо Балла (1871—1958), Умберто Боччоні (1882—1916), Карло Карра (1881—1966), Джино Северіні (1883—1966) схильні вважати італійським внеском в мистецтво 20 ст., що подолало вторинність італійського мистецтва попереднього періоду.
Розпад форм образотворчих мистецтв знайшов крайній вияв в абстракціонізмі та епігонських від нього, дрібних мистецьких напрямках.

### Архітектурні передбачення Антоніо Сант'Еліа

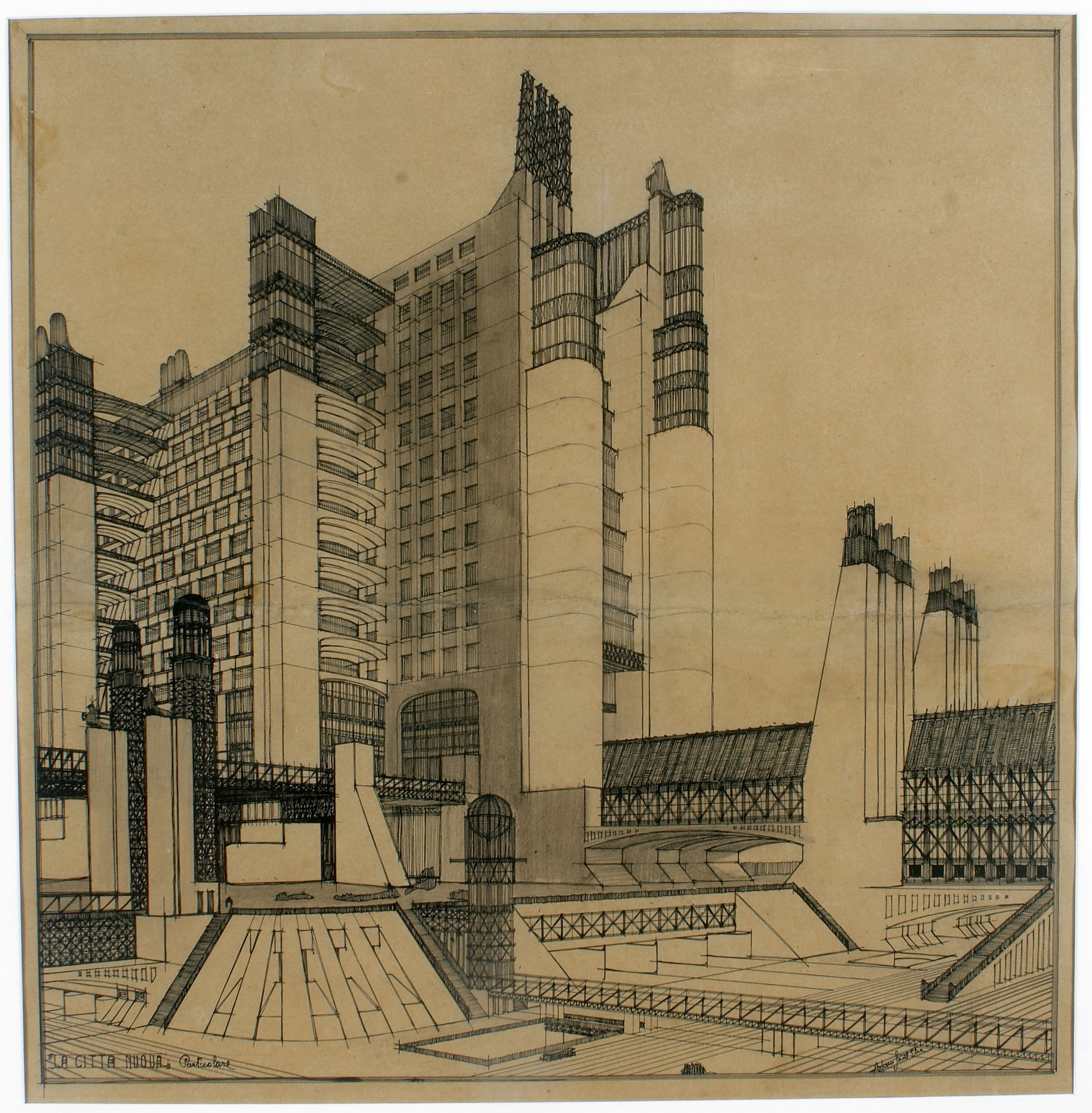
«Будинок із зовнішніми ліфтами», проєкт 1914 р.
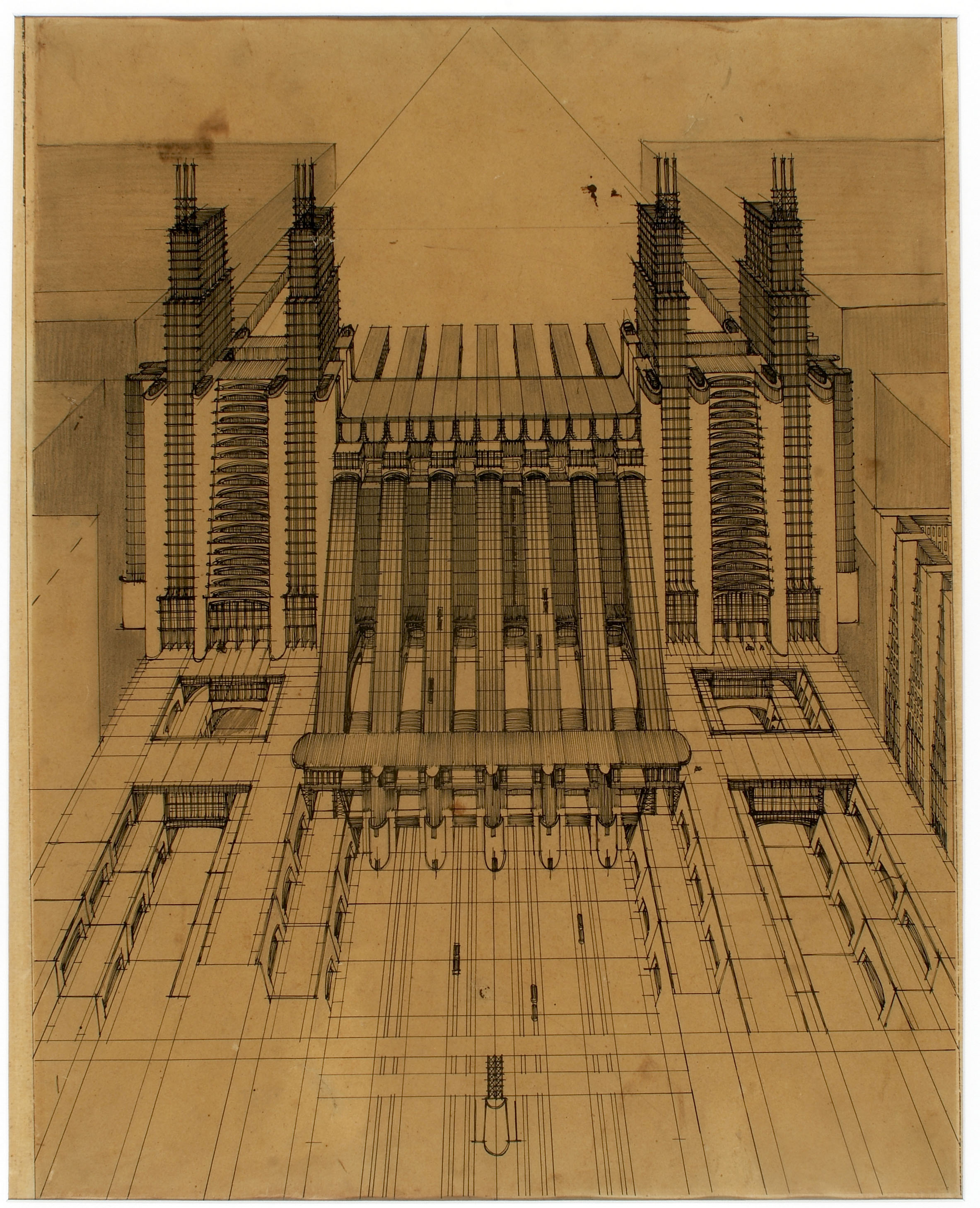
«Вокзал для трьох різновидів транспорту», проєкт 1914 р.
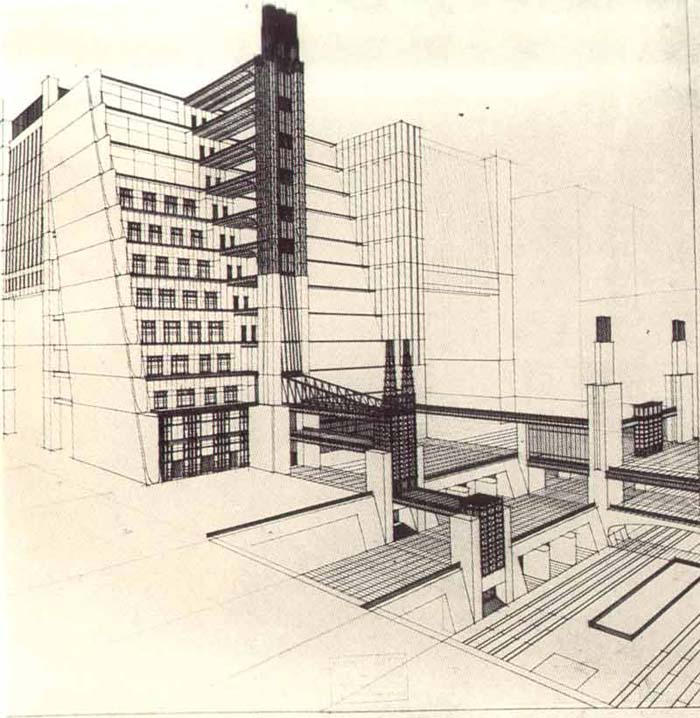
Житлові будинки, пов'язані чотирма різними магістралями
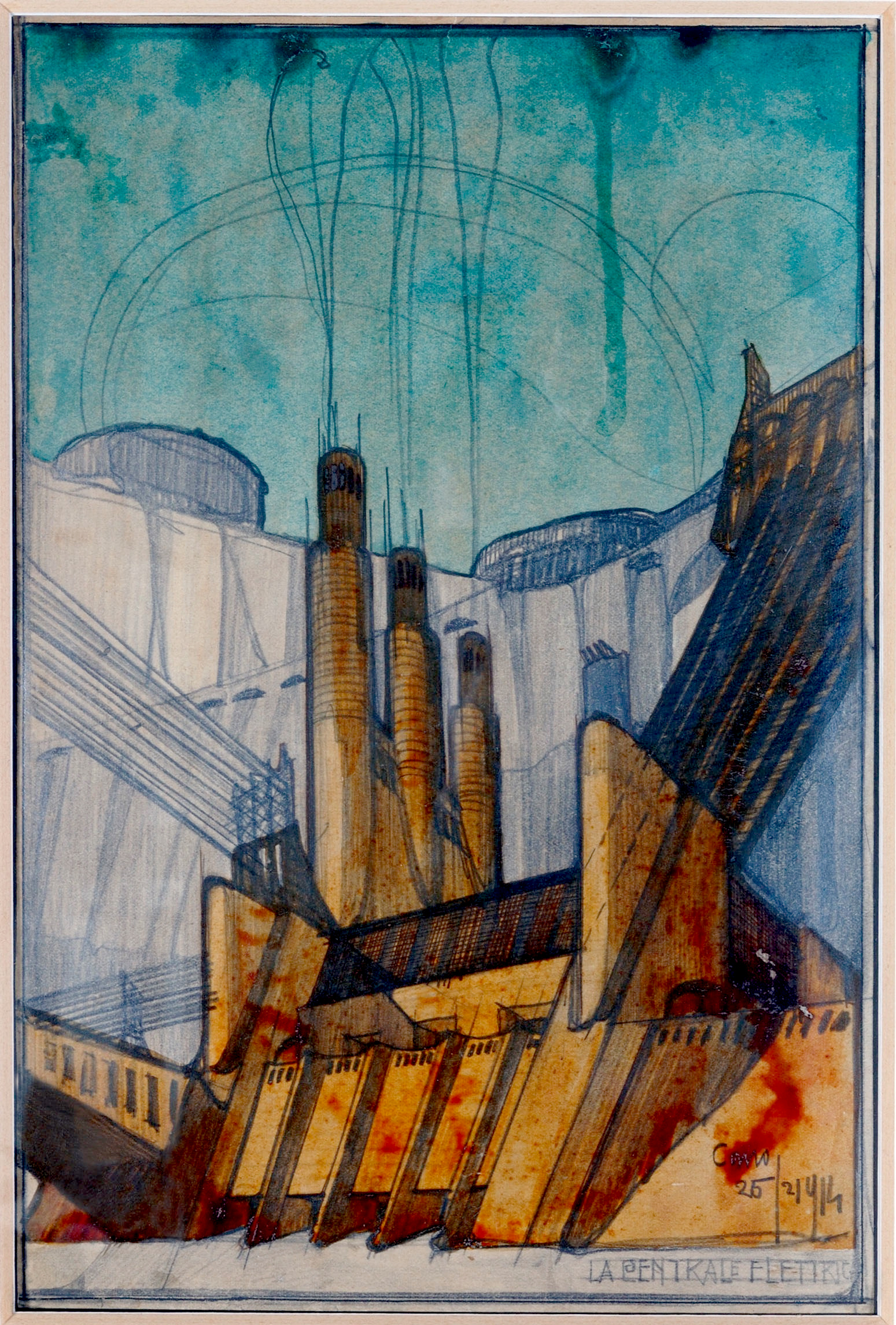
«Центральна електростанція», малюнок 1914 р.

### Маккіайолі та Верісмо
Одним із перших рухів, які подолали академічне мистецтво, став авангардним, був рух Маккіайолі з революційним використанням кольору («плями»), який випереджав новинки імпресіоністів кількома десятиліттями. Важливими експонентами були Джованні Фатторі, Сільвестро Лега, Telemaco Signorini, Джузеппе Аббаті.
Verismo привніс у мистецтво популярні та побутові теми. Серед інших авторів Лоренцо Віані, Джузеппе Пелліцца да Вольпедо.
Але саме тоді міланець Скапільяті, зокрема італійський герой натуралізму Франческо Філіппіні, колега-дослідник на противагу Клоду Моне, заснував пізній італійський імпресіонізм.

### Реалістичні традиції в 20 ст.

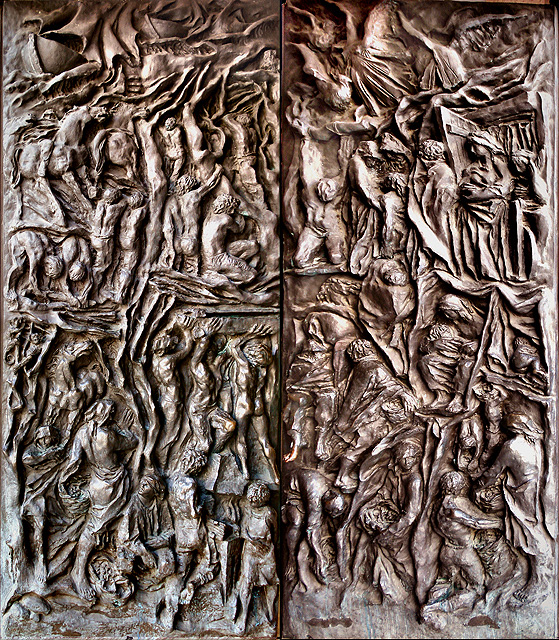
Аугусто Мурер. «Ворота миру» для церкви Сан Пелегріно, Кашиас-ду-Сул, Бразилія

На тлі боротьби з політично реакційним режимом визрівало реалістичне мистецтво Ренато Гуттузо і низки італійських скульпторів нової генерації, серед яких :
- Вінченцо Геміто (1852—1929)
- Франческо Мессіна (1900—1995)
- Джакомо Манцу (1908—1991)
- Аугусто Мурер (1922—1985)
- Еміліо Греко (1913—1995).

Реалістичні традиції притаманні також художнім манерам низки італійських графіків 20 ст., серед котрих Карузо, Умберто Брунеллескі (1879—1949). Умберто працював довгий час у Парижі і дотримувався стилістики сецесії зі значними домішками стилю бароко.

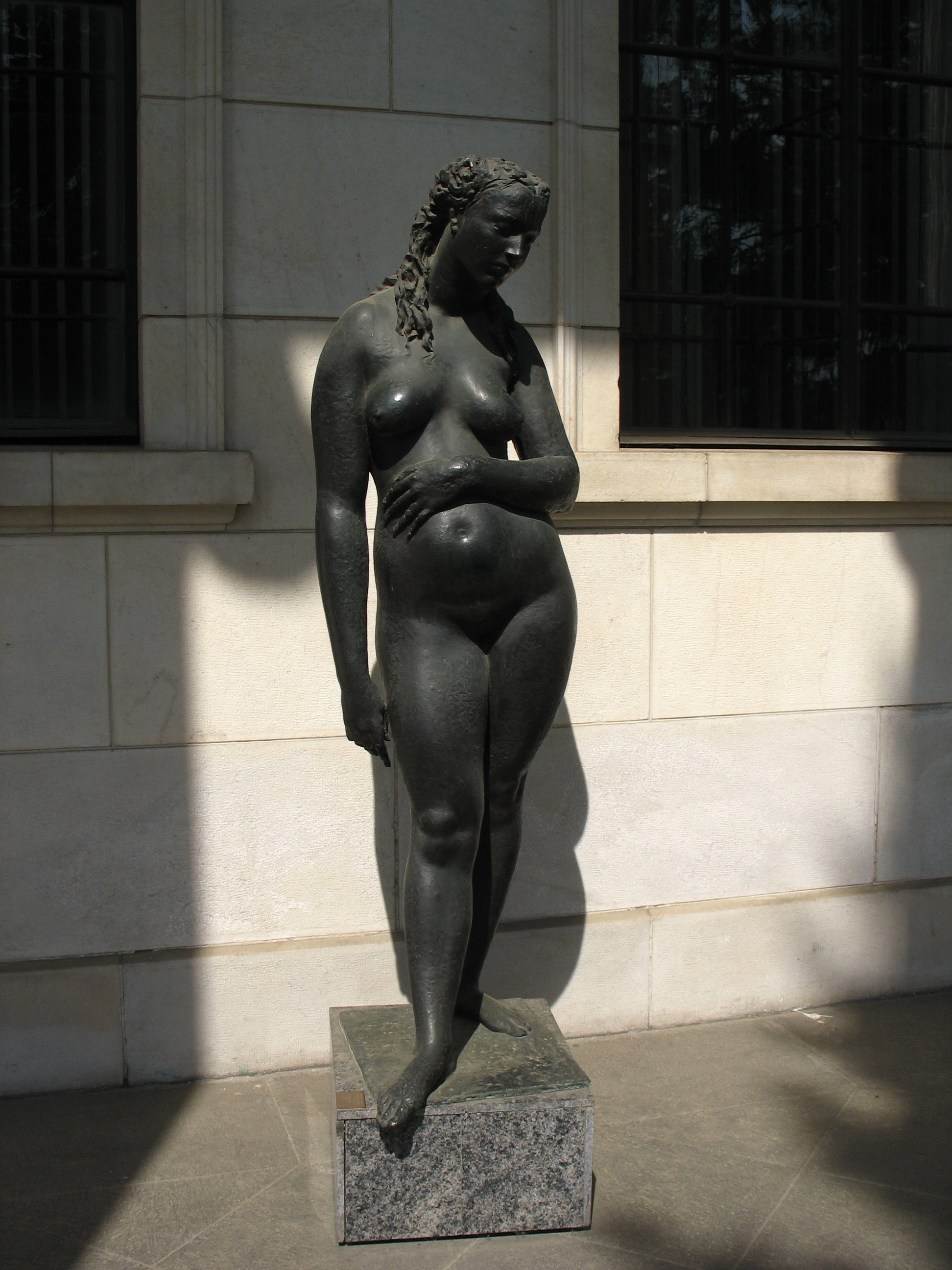
Франческо Мессіна. «Марія»
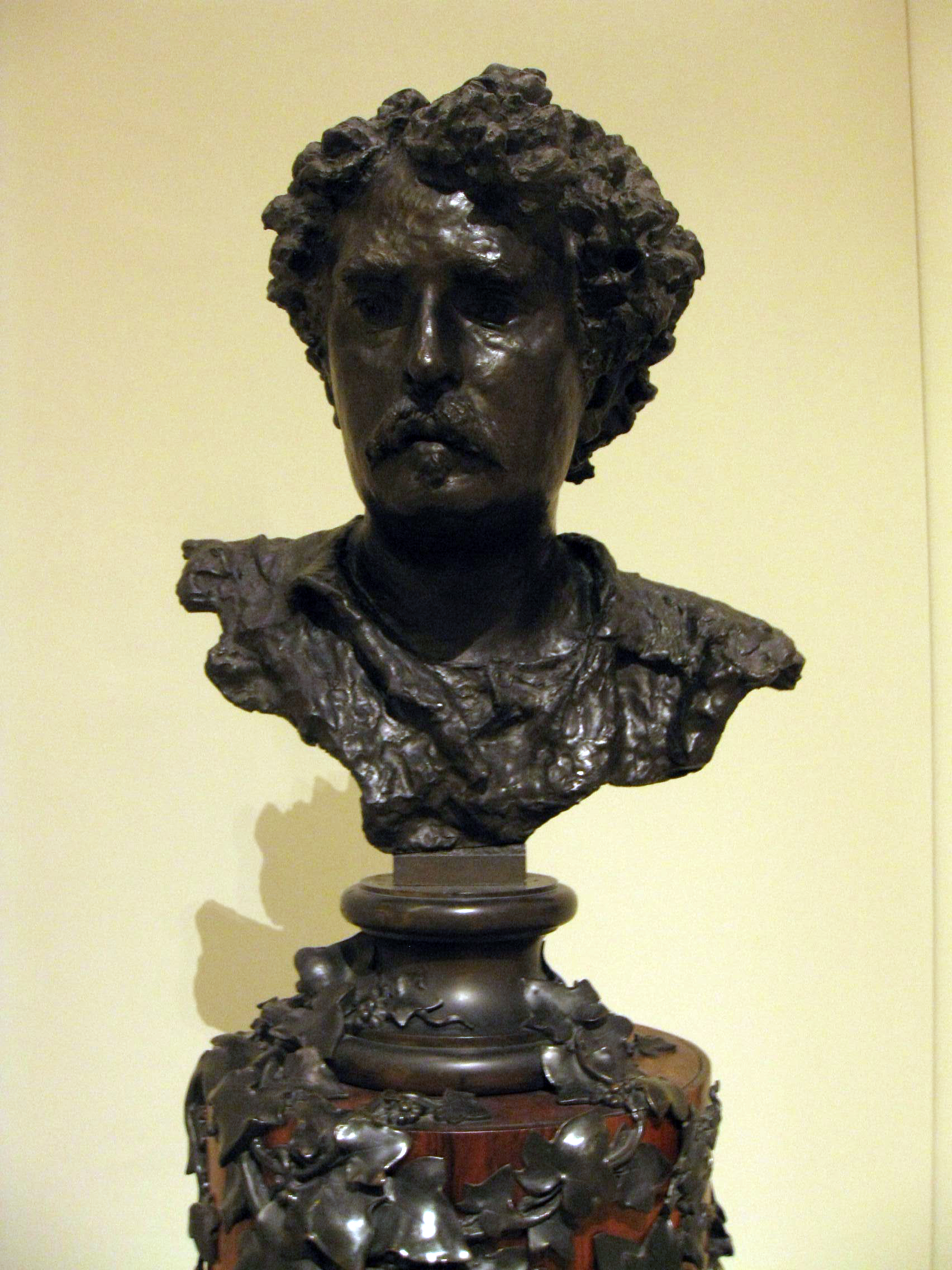
Вінченцо Геміто. «Художник Маріано Фортуні».

Абстрактні форми в живопису і скульптурі культивують Еміліо Ведова, Армандо Помодоро та ін.

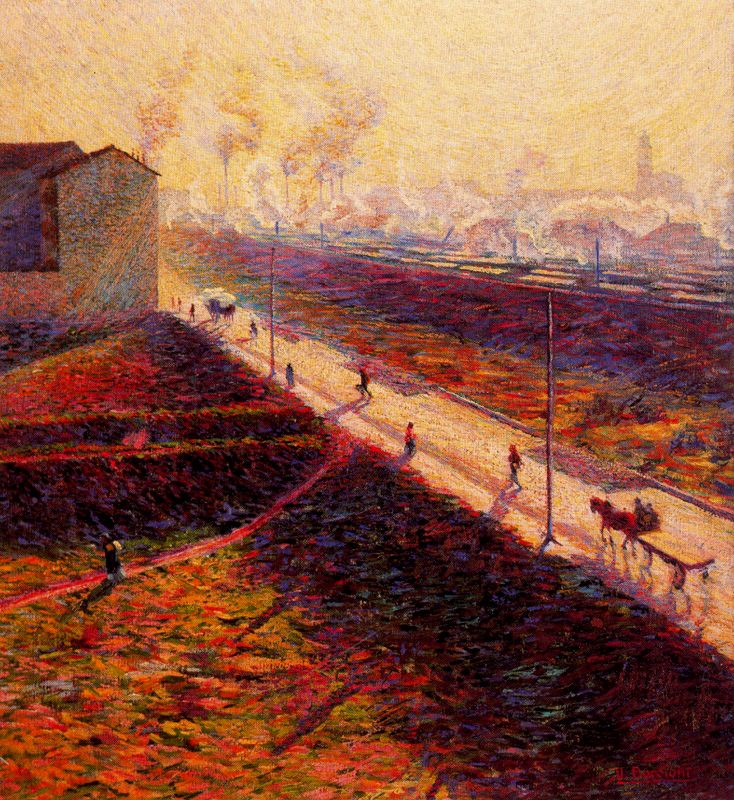
Умберто Боччоні. «Ранок», 1909 р.
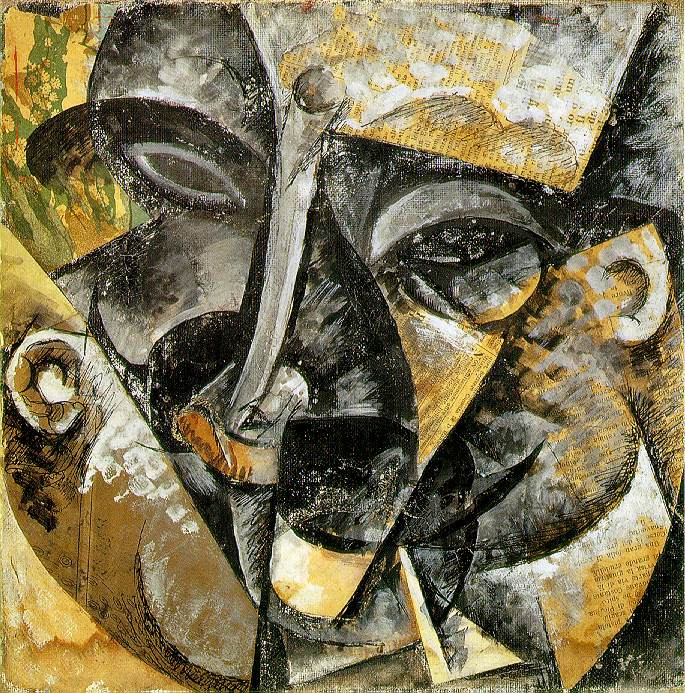
Умберто Боччоні. «Динамічна голова», 1913 р.
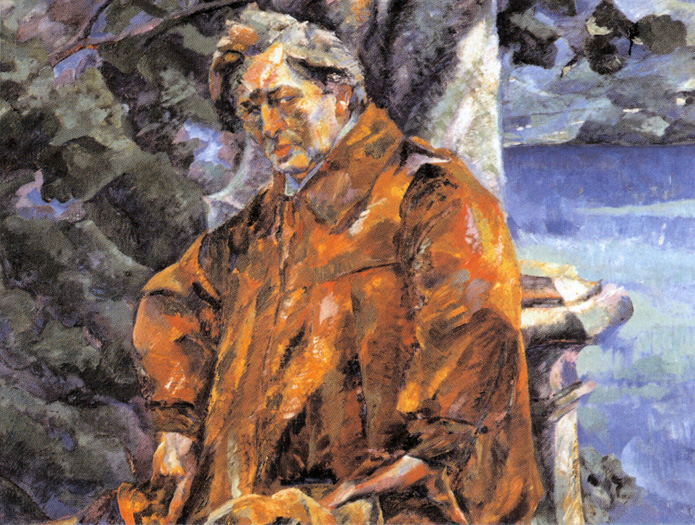
Умберто Боччоні. «Портрет Ферручо Бузоні», 1916 р.
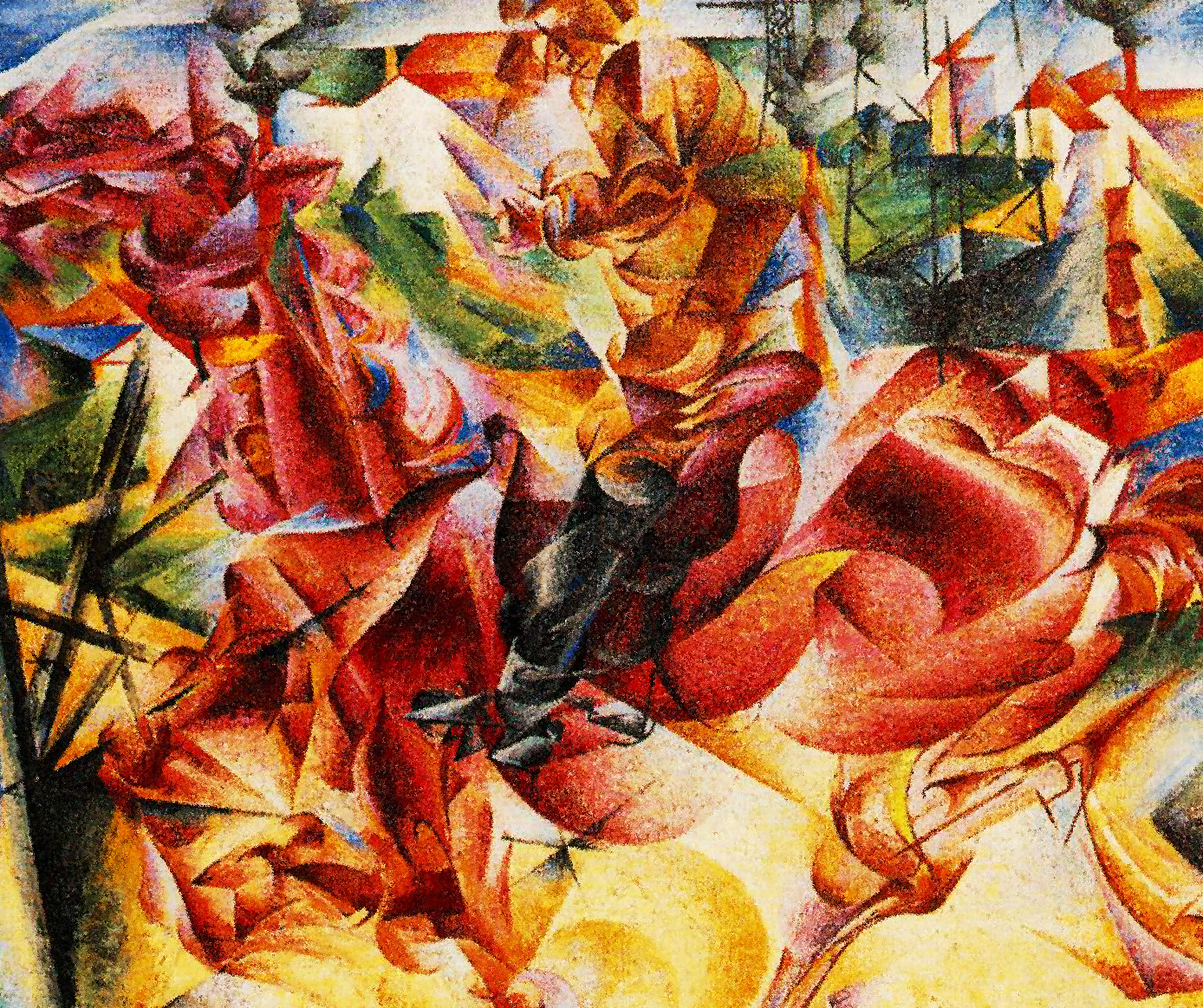
Умберто Боччоні. «Еластичність»

## Джерела

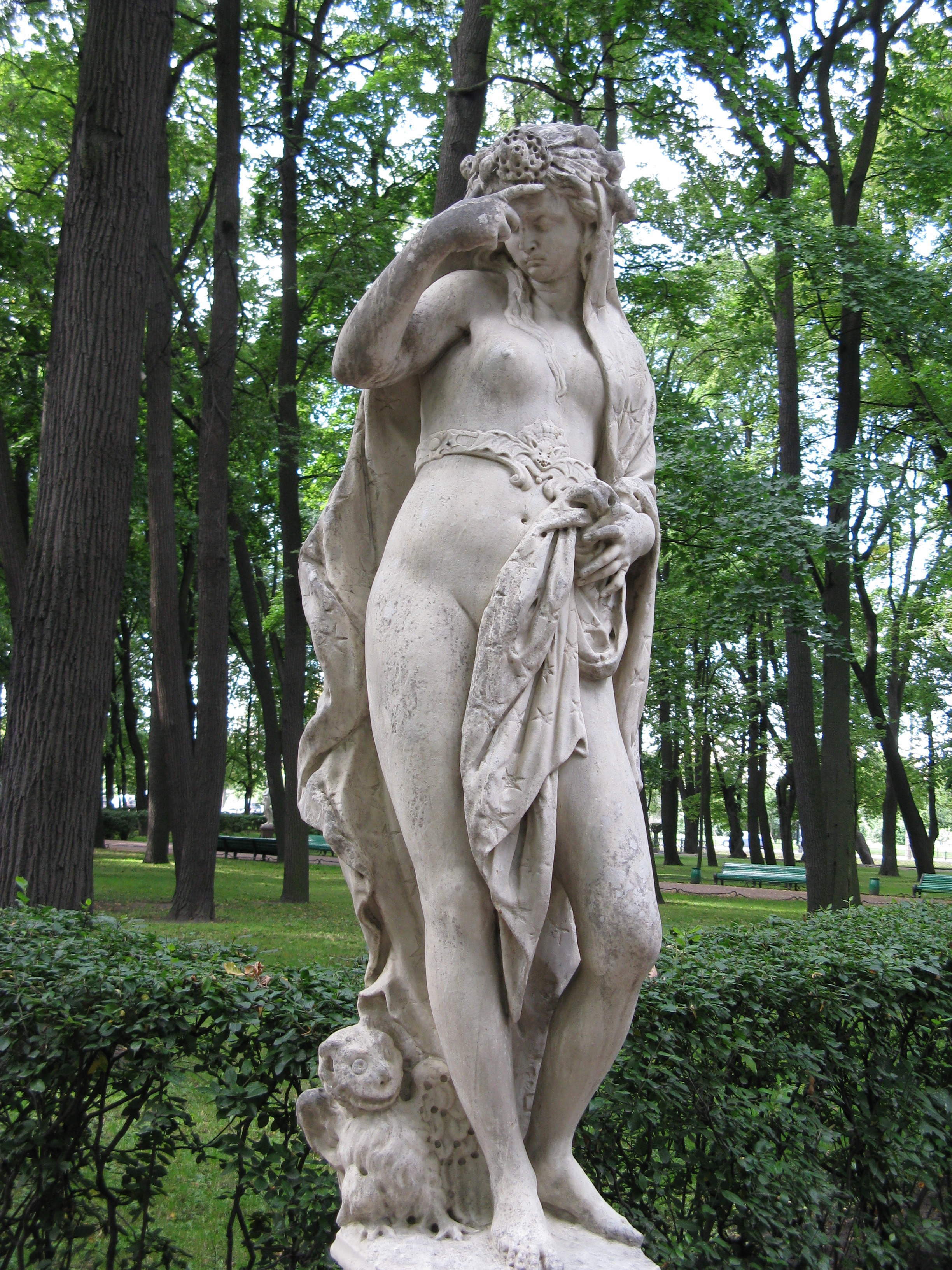
Італійський скульптор Джованні Бонацца, «Ніч», скульптура з циклу «Перебіг доби», 1717 р. Літній сад, Санкт-Петербург

### Фашистський режим та друга половина 20 ст.
Місцеві художні особливості мало мистецтво Італії в добу правління Беніто Муссоліні. В той період було створено чимало споруд, нехай і різної мистецької вартості (нові споруди Римського університету, сучасна споруда Міністерства закордонних справ тощо). В 1960-ті роки до парламенту Італії прийшла команда політиків, що стояла за збереження пам'яток культури і історії як минувшини, так й 20 століття. Були ухвалені відповідні закони про повну заборону змін історичних споруд, які визнали пам'ятками історії чи архітектури. Ремонти старовинних споруд постійно контролюють. Руйнівні зміни форм історичної архітектури відновлюють після невдалих змін, а з винуватих — беруть стяг (штраф) в розмірі суми, витраченої державою на відновлення історично первісного стану споруди.

## Зразки італійського мистецтва в Україні

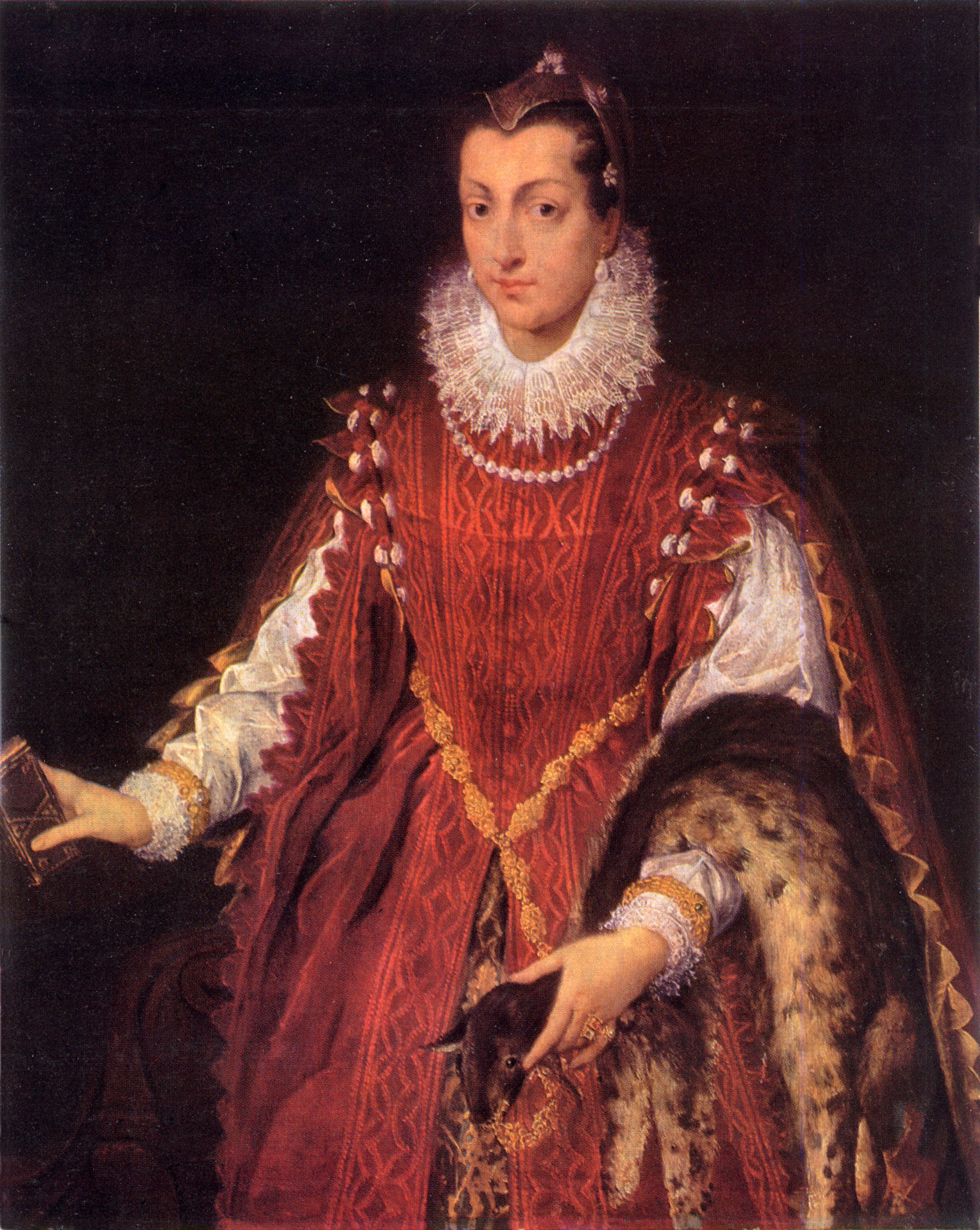
Софонісба Ангіссола, «Портрет Шляхетної Пані», 1512 р. Львівська галерея мистецтв

Мистецтво італійських художників широко цінилось протягом багатьох віків, така сама ситуація спостерігається і у 21 сторіччі. На території України осередок італійського сучасного художнього мистецтва знаходиться у Львівській національній галереї ім. Бориса Возницького. У 2012 році саме у цю галерею, у рамках проєкту «Дні Італії в Україні», організованого Торгово-промисловою палатою Італії в Україні, були передані картини італійських митців, котрі створили свої роботи у другій половині 20 сторіччя. Виставка отримала назву «Кольорові послання з Італії». Полотна були передані у галерею за умови створення постійно діючої експозиції. Отже, з сучасним італійським мистецтвом може ознайомитись кожен охочий відвідувач галереї. Серед учасників виставки «Кольорові послання з Італії» значиться п'ятнадцять художників Італії, котрі віддали свої роботи для експозиції абсолютно безкоштовно, хоча їх роботи мають велику вартість. Загалом, до львівської галереї було передано близько 30 художніх робіт. Художник Андреа Болтро передав роботи «За винятком, коли» і «Горизонт», Роберто Бергондзо — «Золоті секції», «Інь і Ян», Анжело Ді Томмазо — «Подарунок Канові» та «Біла Троянда», Марія Джоя Даль'альйо — «Позичена ваза», Марія Крістіна Конті — «Новий початок» та «Безкінечність». Для постійно діючої експозиції італійського мистецтва також були представлені роботи Родольфо Тонін «Чистий спокій» та «Передмістя», Антоніо Згарбосса «Під час репетиції», «Що ти хочеш мені сказати», Сільвано Д'Орсі «Сім'я» та «Відпочинок», Чіро Палумбо «Залишення мрії» та «Мрія», Роберто Феррарі «Квіткова майстерня» та «Три квітки». Федеріко Ерранте для галереї передав свою роботу, котра має назву «Віолончель», також була представлена ще одна робота, котра не має назви. Вітторіо Варре представив дві роботи — «Думка» та «Ефірні простори», Стефано Пулео — «Літній день», «Відпочинок рибалки» і Мауріціо Стелла «Мотиви для зоо» і «Запаморочення».